# 国鉄115系電車
国鉄115系電車（こくてつ115けいでんしゃ）は、日本国有鉄道（国鉄）が設計・製造した近郊形直流電車である。

## 概要
1963年（昭和38年）1月から1983年（昭和58年）6月まで1,921両が製造された。111系をベースにMT54系主電動機を搭載して出力向上を図り、東北本線・高崎線の上野口の通勤客増加への対応と、勾配区間を持つ上越線や日光線での運用、冬期の運用が考慮された設計となった。上り勾配での加速力を調整可能なノッチ戻し機構、下り勾配での定速運転が可能な抑速ブレーキが搭載されるとともに、耐寒耐雪に対応する設備を備えている。
さらにローカル線への投入が想定されたためクハ115形2両+モハ115形・114形ユニットで組成される4両編成を最小単位として運用できる構造を採用した。1966年にはクモハ115形の製造開始により3両編成の組成も可能となった。
東北本線・高崎線を皮切りに中央東線や長野・新潟・岡山など各地に投入が進められた。本来の運用とは別に1970年代の一時期には急行列車（いわゆる遜色急行）にも投入されたほか、通常はEF63形による推進・牽引となる信越本線横川 - 軽井沢間（碓氷峠）での自力走行試験も実施された（詳細は後述）。
1987年（昭和62年）の国鉄分割民営化時には事故廃車2両・老朽化廃車45両・他形式（401系）への改造1両を除いた計1,875両が東日本旅客鉄道（JR東日本）・東海旅客鉄道（JR東海）・西日本旅客鉄道（JR西日本）に承継された。その後は老朽化や後継形式への置換えにより廃車が進められ、2024年1月現在ではJR西日本・しなの鉄道で243両が残存する。

### 開発の経緯
国鉄の新性能電車は、1957年（昭和32年）に製造を開始した101系通勤形電車を祖とし、その後は151系特急形電車・153系急行形電車とともに増備が進められた。また、鹿児島本線・常磐線の交流電化により3扉セミクロス交直流両用となる401・421系が1960年（昭和35年）から製造が開始された。一方、湘南電車などでは80系電車や客車など2扉車が使用されており、増加する通勤客に対応できないことから、401・421系と同等の車体構造を持つ111系が製造された。
同時期には山間部路線でも電化が始まり中長距離列車が運行されるようになったが、111系が搭載する出力100 kW級のMT46系主電動機では出力不足が如実であり、編成の組成において電動車を多くした高MT比とするか、補助機関車の連結が要求された。しかし電動車を増やす場合、製造・運転・保守ともに高コストとなり不経済であることから、出力を120 kWに向上したMT54系主電動機が開発された。
111系をベースに主電動機をMT54とした113系の勾配線区対応版を115系とする見方も可能であるが、113系の登場は1963年12月であり、115系より約1年遅い。115系と同時期の1963年2月には、MT54主電動機と抑速ブレーキを搭載した勾配線区向けの急行形電車である165系が登場した。
民営化後から現在までの在籍数変化
| 年   | JR東日本 | JR東海 | JR西日本 | しなの鉄道 | 伊豆急行 | 合計   |
| ---- | -------- | ------ | -------- | ---------- | -------- | ------ |
| 1987 | 1186両   | 99両   | 590両    |            |          | 1875両 |
| 1988 | 1178両   | 99両   | 590両    |            |          | 1867両 |
| 1989 | 1176両   | 99両   | 578両    |            |          | 1853両 |
| 1990 | 1172両   | 84両   | 574両    |            |          | 1830両 |
| 1991 | 1146両   | 75両   | 569両    |            |          | 1790両 |
| 1992 | 1111両   | 72両   | 567両    |            |          | 1750両 |
| 1993 | 1094両   | 72両   | 572両    |            |          | 1738両 |
| 1994 | 1082両   | 72両   | 520両    |            |          | 1672両 |
| 1995 | 1080両   | 72両   | 504両    |            |          | 1656両 |
| 1996 | 1062両   | 72両   | 495両    |            |          | 1629両 |
| 1997 | 1062両   | 72両   | 477両    |            |          | 1611両 |
| 1998 | 1027両   | 72両   | 476両    | 33両       |          | 1608両 |
| 1999 | 1021両   | 72両   | 476両    | 33両       |          | 1602両 |
| 2000 | 1021両   | 63両   | 471両    | 33両       |          | 1588両 |
| 2001 | 939両    | 63両   | 470両    | 33両       |          | 1505両 |
| 2002 | 735両    | 63両   | 466両    | 33両       | 18両     | 1315両 |
| 2003 | 611両    | 63両   | 464両    | 33両       | 27両     | 1198両 |
| 2004 | 592両    | 63両   | 462両    | 33両       | 27両     | 1177両 |
| 2005 | 539両    | 63両   | 452両    | 33両       | 27両     | 1114両 |
| 2006 | 507両    | 63両   | 450両    | 33両       | 27両     | 1080両 |
| 2007 | 502両    | 33両   | 450両    | 33両       | 27両     | 1045両 |
| 2008 | 498両    | 12両   | 450両    | 33両       | 27両     | 1020両 |
| 2009 | 498両    | 0両    | 444両    | 33両       | 0両      | 975両  |
| 2010 | 498両    |        | 442両    | 33両       |          | 973両  |
| 2011 | 498両    |        | 442両    | 33両       |          | 973両  |
| 2012 | 498両    |        | 442両    | 33両       |          | 973両  |
| 2013 | 498両    |        | 445両    | 33両       |          | 976両  |
| 2014 | 477両    |        | 445両    | 44両       |          | 966両  |
| 2015 | 333両    |        | 443両    | 59両       |          | 835両  |
| 2016 | 252両    |        | 379両    | 59両       |          | 690両  |
| 2017 | 106両    |        | 363両    | 59両       |          | 528両  |
| 2018 | 73両     |        | 363両    | 59両       |          | 495両  |
| 2019 | 27両     |        | 291両    | 59両       |          | 377両  |
| 2020 | 22両     |        | 251両    | 59両       |          | 332両  |
| 2021 | 22両     |        | 243両    | 50両       |          | 315両  |
| 2022 | 22両     |        | 243両    | 45両       |          | 310両  |
| 2023 | 1両      |        | 237両    | 37両       |          | 275両  |
| 2024 | 1両      |        | 234両    | 30両       |          | 265両  |
| 2025 | 0両      |        | 196両    | 24両       |          | 220両  |

## 構造
本節では主に各区分の共通仕様について記述する。

### 車体
111系・113系と同設計となる鋼製車体で前面中央に貫通扉を装備するほか、153系と同様に第1種縮小限界へ抵触させないため裾絞りとした。車体幅は2,900 mmである。
車体は耐寒耐雪構造であり、屋根上通風器は冬期に冷気や雪の遮断が可能な押込式を採用した。側窓は戸袋部分を除いて2段上昇式または上段下降下段上昇式で、開閉方向は製造時期によって異なる。
客用扉は片側3か所に幅1,300 mmの両開き扉を設置しているが、寒冷地での冬期の車内保温のため自動・半自動の切り替えが可能とされた。半自動設定時に乗客が手動でドアを開閉できるよう取手が設けられ、取手部分が戸袋に収納されない構造であるため、扉の開口幅は1,100 mmである。凍結防止のため、ドアレールにヒーターが設置された。
ドアエンジンは半自動に対応した新設計のTK8形とし、鴨居部分に設けたカバーの中に搭載する。通常の両開き用ドアエンジンと異なり、左右それぞれ別個のドアエンジンを小型化し一組にしたものを鴨居部に押し込んだ構造である。気動車で採用した方式と異なり車掌スイッチによって容易に自動・半自動の切替が可能とされた。
塗装は黄かん色の地に車体裾と上部に緑2号を配した「湘南色」を標準としたが、配色は前面下部を斜め（V字形）に塗り分けた111系・113系に対し、115系では貫通扉を除き前面下部を直線状（U字形）に塗り分けた。115系でU字の塗り分けが採用されたのは、111系・113系に対して115系は165系に近い性能であるとの考えによるものである。
中央東線での運用車両はクリーム1号の地に青15号（濃青色）の「横須賀色（通称スカ色）」である。111系・113系の「スカ色」に対して本系列では「山スカ色」とも呼ばれる。後にこの2種以外の塗装も採用された。

### 車内
座席は他の一般的な国鉄近郊形電車と同様、扉間に対面式固定クロスシート（ボックスシート）を配し、扉周り戸袋部にロングシートを配したいわゆるセミクロスシートである（鉄道車両の座席も参照）。
区分によっては一部の座席配置が異なるほか、クハ115形ではトイレが設置・未設置の差異もあり、設置車両では後位3位側隅部がトイレとなる。
車内色は、当時の近郊形で標準的に用いられていた淡緑で、座席モケットは青をベースとした。

### 主要機器
※いずれも基本番台製造開始時に搭載された機器を基準に解説を行う。設計変更などによるマイナーチェンジ等は当該番台の項目を参照のこと。
台車は枕ばね・軸ばねはいずれも圧縮コイルばねとし、ウィングばね式軸箱支持機構・スウィングリンク式揺れ枕機構を採用する国鉄新性能電車の標準形式となるDT21B形動力台車・TR62形付随台車を装着する。TR62形はディスクブレーキを採用した。
主電動機は定格出力120 kWのMT54形直流直巻電動機を歯数比1:4.82 (17:82) で搭載する。
走行系機器類は113系と同一仕様であるが、M車のモハ115形に搭載される主制御器は勾配区間での運用に対応するためノッチ戻し機構ならびに抑速ブレーキを装備したCS15A形とした。ノッチ戻しは手動段でのノッチ（制御段）を下げることが力行3 - 5段と抑速段で操作可能である。113系との併結運転は機器類が共通しているため可能であるが、主制御器が異なるためノッチ戻しならびに抑速ブレーキの使用は不可となる。
当初は115系にも抑速ブレーキ・ノッチ戻しのないCS12系列を搭載する予定であった。ノッチ戻し機構ならびに抑速ブレーキは当初同時期に開発された165系電車のみに搭載される計画だったが、大量生産による単価引き下げが見込めることと、所要両数が多い場合は電磁接触器の装着よりも差動歯車を活用するメリットが大きいことから115系にも搭載された。このCS15系列の採用により115系の中山間部路線への入線を可能ならしめ、ひいては大きな汎用性を与えることになる。
M'車のモハ114形には集電装置として国鉄標準型であるPS16形菱形パンタグラフ、空気圧縮機 (CP) を搭載する。111系ではM'車（モハ110形）とクハ111形の偶数向き車に1000 L級を1基ずつ搭載していたが、115系ではM'車のモハ114形に集約され、1000 L級が2基搭載された。後の設計変更（昭和40年度民有車両）で103系と同じ2000 L級の1基搭載に変更されている。
Tc車のクハ115形はMC37形マスター・コントローラーを搭載するほか、偶数（上り）向き・奇数（下り）向き両方への方向転換が可能な両渡り構造を採用した。

## 形式
本系列は同時期に製造された111系・113系とは異なり、すべて普通車のみで製造された。

### 新造形式
クモハ115形
主制御器・主抵抗器を搭載する制御電動車で、モハ114形とユニットを組む。急行形電車のMc車とは異なり、主電動機冷却風取入口は、クモハ103形などと同様に前位寄り戸袋窓上部の設置とした。0番台は全車モハ114形800番台とユニットを組む。全車が奇数（東海道本線上で東京）向き。当初に設計された形式ではなく、中央本線投入の際に乗り入れ先となる富士急行線が3両編成までに制限されていたため1966年（昭和41年）から製造された。
モハ115形
主制御器・主抵抗器を搭載する中間電動車で、モハ114形とユニットを組む。後述のモハ114形・クハ115形とともに製造開始時からの形式である。
モハ114形
電動発電機 (MG) ・空気圧縮機 (CP) などの補助機器ならびにパンタグラフを搭載する中間電動車。クモハ115形またはモハ115形とユニットを組む。
クハ115形
制御付随車。一部を除き後位3位側隅にトイレを設置する。本系列ではCPをモハ114形に集約したためクハ111形で実施されたCPの有無による番台区分はない。
サハ115形
1966年（昭和41年）に製造開始された中間付随車。基本番台・300番台では後位3位側隅にトイレを設置する。

### 改造形式
クモハ114形
2両編成を組成するためモハ114形からの改造で登場したMG・CP等の補助機器とパンタグラフを搭載する制御電動車。クモハ115形と同様、前位台車用側主電動機冷却風取入口は前位側戸袋窓上部取付を採用した。

### 1等車・グリーン車の導入計画と中止
115系においても111系・113系と同様、1等車・グリーン車を導入する計画があったが、計画のみで終わった。
115系の最初の投入対象路線であった東北本線・高崎線では、置き換え対象となる一部の客車普通列車に1等車が組込まれていたため、最初期車の製造時に1等車のサロ115形を製造する計画があったが、見送られた。戸閉機構を全自動式とし、車体・設備等はサロ111形とほぼ同一構造で計画されていた。
その後、1980年（昭和55年）に宇野線の快速を宮原電車区（現・網干総合車両所宮原支所）の111系・113系から岡山電車区の115系へ置換える際、111系・113系のグリーン車を115系へ転用する改造計画が浮上した。111系・113系当時の宇野線快速では定員48名でリクライニングシートを装備するサロ113形が運用されていたが、1980年に京阪神地区でグリーン車の連結が中止された。しかし、これにより余剰となったグリーン車は115系に改造されることなく全車が廃車または関東地方に転出し、115系に置き換えられた宇野線快速はグリーン車なしの編成となった。
なお、宇野線快速は1988年の瀬戸大橋線開業により快速「マリンライナー」となり213系に置き換えられた際に、東北・高崎線系統はE231系に置き換えられた後の2004年にそれぞれグリーン車が導入されている。
これより前の1970年（昭和45年）から約2年間にわたり、サロ165-14・15が引通しを115系用に改造され、中央東線の急行「かいじ」に使用されていたことがある。115系にグリーン車を組み込んで営業運行した唯一の例であったが、改番はなされず、165系のままであった。

## 新造車

### 0番台
1963年1月31日に登場し、1971年（昭和45年）までの8年間にかけて569両が製造された。
宇都宮運転所を皮切りに、新前橋電車区（現・高崎車両センター）・三鷹電車区（現・三鷹車両センター）・小山電車区（現・小山車両センター）へ新製配置された。宇都宮運転所の配置車は1966年7月に開設された小山電車区へ移管された。
編成は東北・高崎線向けでは401系と同じく2M2Tの4両編成が基本となり、4両ユニット2本の基本8両編成と付属4両編成による12両編成が組まれた。中央東線向けは富士急行線への乗り入れを考慮して3両編成を基本とし、3両編成2本の間に付随車2両を挟んだ8両編成が組まれており、この関係で新形式のクモハ115形とサハ115形が登場した。1969年には東北・高崎線にサハ115形を含む7両編成が登場し、最大15両編成での運転が開始された。
客室窓部は111系同様の上段・下段上昇式で、ユニット窓ではなく四隅に丸め処理を実施した。全車とも当初は冷房装置は搭載せずに落成した。通風器は111系のグローブ型ではなく寒冷地を考慮した押込み式とされ、モハ115形に7個、モハ114形とクハ115形には6個が千鳥配置で設置された。
電動発電機は容量20 kVAのMH97-DM61をモハ114形に1基、空気圧縮機 (CP) はMH80A-C1000形をモハ114形に2基搭載する。当時は大容量タイプの空気圧縮機C2000形が開発途上であったことに起因するが、後年にC2000形1基への換装を可能とした設計を採用した。
クハ115形は方向転換可能な両渡り構造を採用しており、ジャンパ連結器のKE58形2本は両方向に設置された。111系ではクハ111形のうち空気圧縮機搭載車が300番台となっていたが、115系では空気圧縮機がモハ114形に集約されたため、クハ115形には相当する番台区分がない。前照灯は大型の白熱灯で、空気笛には保温ジャケットが設置された。中間組み込み時には助士席側を折りたたみ客室（立席）へ転換可能な構造とされた。クハ115形では47- は雨樋を乗務員室扉上まで延長、99- は最前部通風器が大型で落成した。
1966年の中央東線普通列車の一部電車化により中央東線向けの115系が投入されることになったが、富士急行線乗り入れへの対応からクモハ115形を含む3両編成となったほか、8両編成を組むためサハ115形も登場した。狭小トンネル対応のため低屋根車のモハ114形800番台も登場しており、低屋根車は中央東線用の三鷹電車区のほか波動輸送用として小山電車区にも配置された。広域波動輸送に対応する目的から製造されたモハ114-818 - 831・モハ115-94 - 107・クハ115-193 - 216・サハ115-25 - 30は新製時から横軽対策施工車である。
昭和40年度民有車の電動車ユニットモハ115・114-83- は、主制御器内部配線改良を実施したCS15B形に、空気圧縮機をMH113A-C2000M形1基搭載に変更された。昭和41年度第1次債務車のモハ115-94- は、主制御器を継電器無接点化を実施したCS15C形に変更された。
昭和43年度本予算車のクハ115-215- ・モハ115-107- ・モハ114-831- は、耐雪性能を向上する設計変更が行われた。主制御器を応荷重装置準備工事ならびに耐雪構造強化を実施したCS15E形に変更、主電動機を耐寒構造強化を実施したMT54B形に変更された。車体は客室引き戸がステンレス化され、客室内ではクロスシート取手の形状が変更された。前面はAW-5形空気笛へ耐雪シャッターが設置され、屋根上に電気機関車と同様のAW-2予備笛を追加した。
昭和45年度第2次債務車のモハ115-127- は、主制御器を限流・減圧継電器などで無接点化したCS15F形に変更された。
後に新潟・静岡・岡山・下関の各地区にも転出したために分割民営化時にはJR東日本・JR東海・JR西日本に承継。2015年度までに改造車以外は廃車された。
| モハ115-1 |  | モハ114-1 |
| モハ115-1 |  | モハ114-1 |

- クモハ115-1 - 17
- モハ115-1 - 135
- モハ114-1 - 121
- クハ115-1 - 228
- サハ115-1 - 37

#### モハ114形800番台
狭小断面トンネルが存在する中央本線高尾以西では、レール面からのパンタグラフ折畳高さが4,000 mmの制約が設けられていた。モハ114形の4,140 mmでは入線が不可能でPS16形パンタグラフの取付部分のみ屋根高さを180 mm下げパンタグラフ折畳高さ3,960 mmとした「低屋根車」として対応させることになり、801-に番台区分され汽車製造・日本車輌・川崎車輌で31両が製造された。
低屋根部の室内天井には扇風機の代わりに換気扇（ファンデリア）を、低屋根肩部に外気取入用の風道を設置した。他の仕様は同時期に製造された基本番台と同一だが車重が基本番台車に比較すると0.3 t軽い36.4 tとなったほか、本区分とMM'ユニットを組成するクモハ115形・モハ115形は基本番台の続番で製造された。
後に折畳高さの低いPS23形パンタグラフが開発されたため、300番台以降では、身延線用2600番台を除き低屋根構造は廃止された。
801-817は三鷹電車区新製配置車で1966年製造。クモハ115形とMM'ユニットを組成して中央東線・篠ノ井線で運用された。801・802は1985年に新前橋区に転出。分割民営化時には805 - 817とともにJR東日本に承継。802は1989年に豊田区に、801は1990年に北長野運転所（現・長野総合車両センター）に再転出となるが、1991年にはともに訓練車モヤ114-1・2へ改造された。1995年に2が、2000年に1が廃車され形式消滅した。
803・804は1985年に沼津機関区（現・沼津運輸区）へ転出。1986年に静岡運転所（現・静岡車両区）へ再転出となり分割民営化時にはJR東海に承継。803は1989年に、804は1991年に廃車となった。
805 - 817は1986年11月に豊田電車区（現・豊田車両センター）に転出。1990年に805が廃車となったが残りの11両は2000年12月に松本電車区（現・松本車両センター）へ再転出。2001年以降は東北本線（宇都宮線）・高崎線へのE231系投入により捻出された300番台・1000番台の松本区転入により伊豆急行へ譲渡された808・810・812・815・817を除き廃車された。
818-831は小山電車区新製配置車で、1967年 - 1968年に製造。広域運用が想定される波動輸送対応名義から低屋根のほか横軽対策も併施された。三鷹配置車と異なる点は東北本線・高崎線系統の運用実態に合わせモハ115形とMM'ユニットを組成した。
818 - 821・824 - 826・828 - 830は1979年に御殿場線72系電車老朽取換用ならびに後の身延線運用も考慮した上で沼津機関区へ転出。分割民営化時にはJR東海へ承継。このうち821・824・825は1990年 - 1991年に工程簡素化のため、低屋根部分には冷房風道を設置せずファンデリアを残存させた上でC-AU711A形集約分散式冷房装置搭載改造工事を施工され5821・5824・5825に改番した。非冷房車を含め1999年までに全車廃車となった。
831は耐雪性能向上の観点からステンレス製客用扉や手掛け形状などの設計変更が実施された唯一の1968年製造車である。上述したグループとともに1979年に沼津に転出されたが、1986年に岡山電車区へ再転出となりJR西日本へ承継。冷房化改造は未施工のまま1996年に廃車。
小山区に残存した822・823・827は全車国鉄時代に冷房改造を施工されJR東日本に承継。822・823は2002年に廃車。豊田車両センター訓練車編成に組成されていた827も2014年1月28日に廃車となり、区分消滅した。

### 300番台

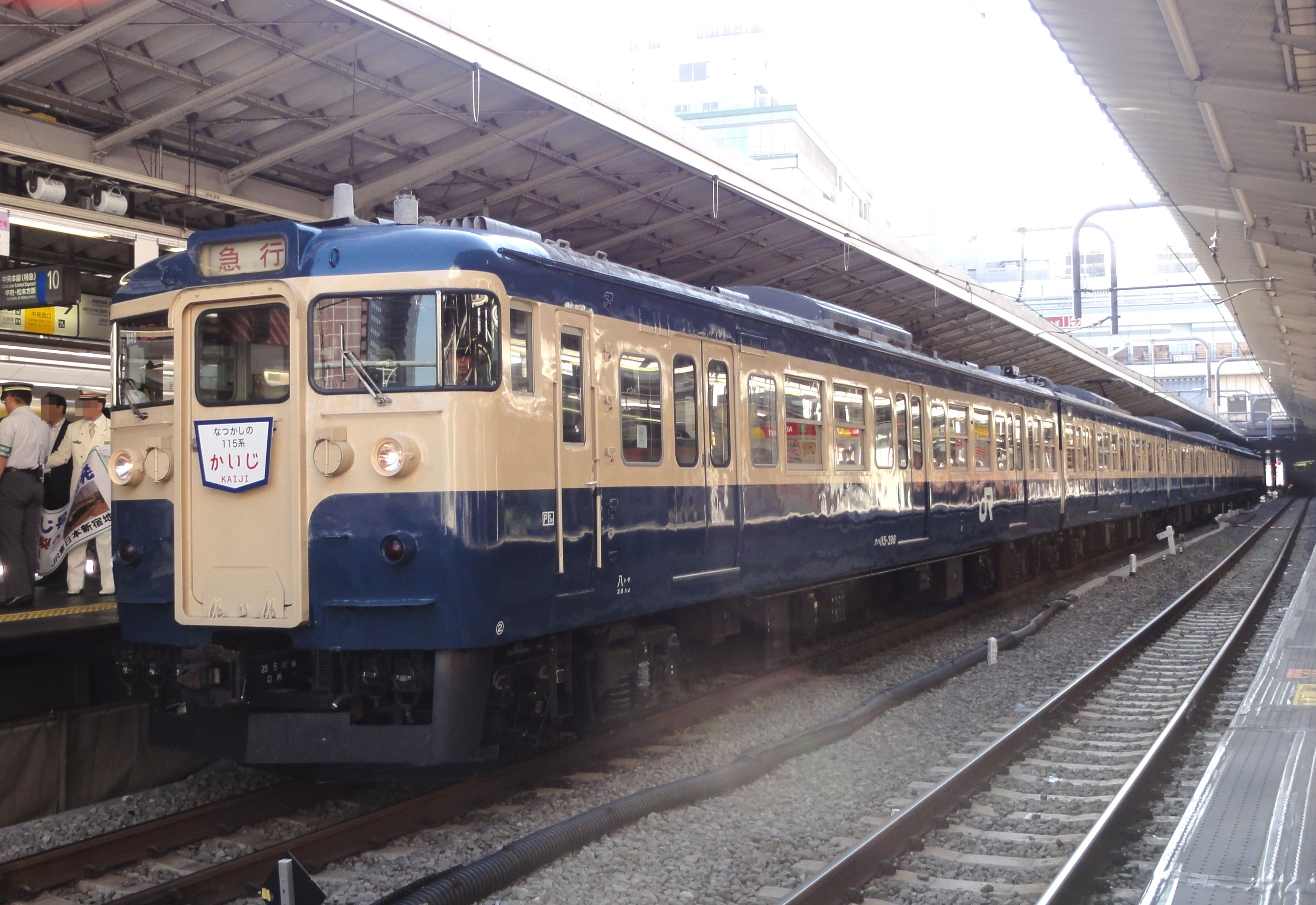
クハ115-398
拡大された乗務員室
ユニット窓に特徴

1973年（昭和48年）当時の東北・高崎線系統では沿線の宅地化により通勤時間帯の混雑が激しくなり、混雑対策として急行形電車の165系・169系が間合い運用されていたが、2扉デッキ付きのため混雑に拍車がかかった。一方で1970年から113系に試作冷房車が登場し、1972年の113系1000番台で冷房化が確立されたことから、東北・高崎線の輸送力増強と急行形車両による間合い運用の解消用として冷房装置を搭載した115系が増備されることになり、1973年10月に登場したのが115系300番台である。
300番台は1977年（昭和52年）までの5年間で488両が製造された。小山電車区・新前橋電車区・三鷹電車区に新製配置されたが、1973年3月13日に発生した上尾事件をきっかけに、東北・高崎線の増発用車両が優先的に発注された。
当初よりAU75C形集中式冷房装置を搭載し、扇風機を廃止した。冷房電源供給用に自車を含め最大4両に給電可能なMH135-DM92形・160 kVA電動発電機 (MG) (出力:三相交流440 V) と関連機器をモハ114形に搭載した。このため車体中央後位側戸袋窓上部に電動発電機用冷却風取入口を設置した。主電動機はISO規格化や軸受の密封化を行ったMT54D、主抵抗器は改良型のMR52Dが搭載された。
製造工数削減と保守省力化のため客室窓の組付け方法を変更し、別製造・後取付の外はめ式ユニット窓に変更された。側窓は上段引掛け上昇式・下段ラッチ上昇式で、下段も幕板に収納した場合、窓が全開となる。車体側面後位寄りに電動行先表示器（方向幕）取付準備工事を施工されたが、この取付部の窓は上段下降式となった。座席はロングシートの奥行きが520 mmから550 mmに拡大され、座り心地の改善が図られた。
乗務員室は運転士側の空間が拡大され、乗務員室扉前に下降窓を新設した。助士側仕切戸を固定式に変更するとともに、仕切窓も小型化された。運転台機器配置を人間工学に基づいたものに変更した。
1972年（昭和47年）に発生した北陸トンネル火災事故の教訓から、長大トンネル走行時の火災対策を強化する目的でA-A基準に対応させるため、座席（表皮と詰め物）や床表面材などが難燃化された。断路器がモハ114形の屋上に設置され、配線のダクト化も図られた。
クハ115形は冷房電源用三相引通用KE5形ジャンパ連結器を搭載したため、方向転換を考慮しない片渡り構造となり、奇数番号車は奇数向き、偶数番号車は偶数向きに固定された。前照灯は小型シールドビームとされたほか、踏切事故時の乗務員の安全確保と車両損傷軽減のため前面部の外板厚さが強化された。
低圧制御回路引通用ジャンパ連結器をKE58形2基からKE76形3基に変更。KE58・76形は互換性があるため在来車との混結は可能であり、増設された1基は冷房装置ならびに将来搭載される側面電動行先表示器の指令など新たに設置されたサービス機器制御用である。
1975年3月のダイヤ改正で中央東線客車普通列車の全面電車化用として新製投入されることになり、300番台で初となるクモハ115形が登場した。クモハ115形300番台は奇数向き固定であるため、McM'ユニットと編成を組成するクハ115形は偶数向きの偶数番号車446 - 496のみ製造となり、奇数番号車は欠番とされた。
中央東線狭小断面トンネル対策は従来の低屋根車ではなく、1973年の中央西線・篠ノ井線電化の際に開発された折畳み高さの低いPS23形パンタグラフの搭載で対応された。モハ114形の低屋根構造が不要となったため、800番台に相当する番台区分は存在しない。モハ114形のPS23形搭載車のパンタグラフ折り畳み高さは、3,980 mmとなっている。PS23形搭載車は車体側面の車号表記の前に◆マークを付記して識別し、横軽対策施工車での識別マークは◆●と併記される。
- クモハ115-301 - 326
- モハ115-301 - 418
- モハ114-301 - 444
- クハ115-301 - 443・444 - 496（偶数番号車のみ）
- サハ115-301 - 330

### 1000番台
上越線・信越本線では1972年3月のダイヤ改正より旧性能車の70系、80系が運用されていたが、新性能車の115系に置き換えられることとなった。当初は115系300番台の冷房準備車が新製投入される計画であったが、北海道や東北で雪害による車両故障が多発していた背景もあり、積雪の多い地域に向けた耐寒耐雪装備の強化が必要とされた。一方で近郊形電車のクロスシートのピッチ拡大が要望されていたことから、これらの改良を取り入れた区分として、1977年（昭和52年）12月に115系1000番台が登場した。
1982年（昭和57年）までの5年間で651両が製造された。仙台地区向けに投入された417系電車と設計思想の統一が図られたほか、1000番台の番台区分は耐寒耐雪性能で実績のある485系1000番台（1976年登場）のイメージを踏襲した。115系300番台をベースに以下の設計変更・改良が行われ、この改良は後に登場する113系2000番台や415系100番台に引き継がれた。
車体はクロスシートを座席幅930→1,040 mm、間隔（シートピッチ）1,420→1,490 mmとする従来の急行形車両並に拡大を行った「シートピッチ改善車」とした。これにともない側出入口間間隔の寸法と窓配置を変更した。本アコモデーションは車内の予備灯は従来の白熱灯から蛍光灯に変更されたほか、客室暖房容量も向上された。
車内への雪の侵入を防ぐため、電動車妻面の主電動機冷却風吸入口が廃止され、新たに1・4位側車端部に設置されたルーバーから雪切室を介して取り入れる構造に変更された。雪切室と同時に配電盤などを収めた機器室が対面となる2・3位側車端部に設置されたことから、電動車の車端部は5人掛けのロングシートに変更された。
雪切室は車体側面のルーバーから新鮮外気を送り込み、雪切室内部の迷路状の風洞を通して雪を分離し、風洞端部のチリコシを通して主電動機冷却用の空気を供給する。非常時には客室内に併設された吸入口への切り換えが可能となっている。
115系300番台ではクハ115形の向きが奇数番号・偶数番号で区分されていたが、1000番台では偶数向き車が1000番台（1001- ・1201- ）、奇数向き車が1100番台（1101- ）に区分された。当初はクハ115形偶数向き車の100両以上の増備が想定されていなかったが、実際には100両以上が増備されたため、1001 - 1099に続いて1201以降の飛び番号が付与された。
登場時は国鉄電車の便洗面所数削減が具体化され、近郊形電車では編成中の片方の制御車とグリーン車にのみ設置する方針とされた。このためクハ115形のトイレは偶数向き1001- にのみ設置され、サハ115形はトイレを廃止した。後にトイレ数削減の方針が見直され、クハ115形は奇数向き車も1142- ではトイレ設置に設計変更された。
信越地区では電動車ユニット故障時を考慮して電動車比率が高く取られ、クモハ115形+モハ114形ユニットを含む5両編成・3両編成が組成された。クモハを含むユニットは松本運転所（現・松本車両センター）・同北松本支所・長岡運転所（現・長岡車両センター）・新前橋電車区・三鷹電車区（1ユニットのみ）に新製配置された。
冷房車として設計され、中央東線と東北・高崎線、高崎地区の大半、岡山地区では冷房車として投入されたが、寒冷地の長野・新潟地区、および高崎地区の一部車両では「冷房準備工事車」で落成した。冷房車では300番台と同じく集中式のAU75C形が搭載されたが、冷房準備車は113系1000番台の冷房準備車と同じく冷房装置取付部にふさぎ板を取付、車体天井部にも切欠部を化粧板でネジ止めしたほか、在来車では6基だった扇風機・通風器を7基（モハ114形は6基）に増設した。
暖房容量が向上したことや冷房改造時の出戻りを防ぐため、電動発電機は冷房車・冷房準備工事車とも新造時から容量160 kVAのMH135-DM92を搭載した。空気圧縮機は183系1000番台や485系1000番台でも採用されたMH113B-C2000M形が搭載された。ジャンパ連結器は冷房電源用KE5(三相)と冷房制御用KE76も設置された。
客用扉は半自動ドアの手動開閉が重く開けにくいとの意見があったため、従来のTK8形をベースに軽く手動開閉できるよう改良されたTK8A形ドアエンジンが搭載された。戸締機構の改良により、半自動時の人力による開閉時負担を低減した。
乗務員室はユニット運転台方式を取りやめ、車体と一体の骨組みとして対衝撃強化を図った。貫通扉の隙間風を防止するため、415系0'番台で試行された運転室開戸の膨張性シールゴムを使用した。暖房容量も向上されており、冬期に乗務員が電気座布団や電気ストーブを運転室内に持ち込む手間が解消された。
乗務員室の運転台側（2位側）の下降小窓がクハ115はクハ115-1013から、クモハ115はクモハ115-1014からユニット化されており、それまでのクハ115-1001〜1012、クモハ115-1001〜1013は300番台と同じ非ユニットの下降小窓となっている。ちなみにクハ115形1000番台とは連結方向が反対向きになる奇数向き車のクハ115形1100番台は全車ユニット下降小窓となっている。
台車は電動台車がDT21B、付随台車がTR62Aを装着する。軸ばねと枕ばねは防雪カバーで覆われ、下揺れ枕は積雪防止のため揺れ枕梁に穴が開けられた。パンタグラフは中央東線向けと長野・松本地区向けがPS23A形を、新潟・高崎・岡山地区向けは耐雪カバーが付いたPS16J形を搭載した。
ブレーキ装置は485系1000番台と同じくブレーキ制御装置や電磁弁がユニット化により集約され、付着した雪の落下による飛び石による破損防止が図られた。軽井沢駅や小淵沢駅など極寒冷地での夜間滞泊による水管割損を避けるため、485系1000番台で採用された自動給排水装置を搭載し、凍結防止のため給水管の水が自動的に水タンクに戻るようにした。
1982年7月の伯備線電化名目で製造された昭和55年度第2次債務車（クハ115-1233- ・1149 - /モハ115-1107- /モハ114-1191- ）からは、屋根布がポリウレタン樹脂塗屋根に設計変更された。引き続き伯備線増備目的で製造された昭和56年度第1次債務落成車（クハ115-1236- ・1152- /モハ115-1113- /モハ114-1197- ）では、外板腰板部やAU75G形集中式冷房装置キセ（カバー）のステンレス化などさらなる腐食防止対策が施工された。
従来の絶縁屋根布は剥がれた箇所から雨水が入り込み腐食するという問題点があったが、185系でポリウレタン樹脂を重ね塗りし滑り止めの珪砂を付ける塗屋根方式が試験的に採用された。この方法は車両重量増加やコスト増大を招くが、腐食防止の点で優れていたことから、201系などの新形式車や後に行われる特別保全工事車でも採用されている。
冷房準備車は後に全車冷房化されたが、JR化後の施工車両は冷房装置が継承された会社で異なっている。
- クモハ115-1001 - 1084
- モハ115-1001 - 1127
- モハ114-1001 - 1211
- クハ115-1001 - 1099・1201 - 1243・1101 - 1159
- サハ115-1001 - 1028

また、1000番台を改造した1500番台も存在しており、しなの鉄道に配置されている。

### 2000番台

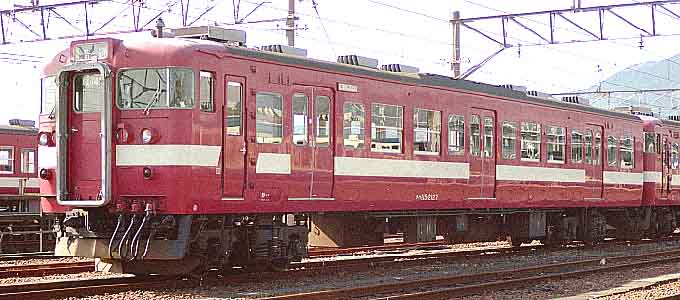
身延線用のクハ115-2127

山陽本線の岡山・広島地区には1970年代後半の時点で東北・高崎線への115系300番台・1000番台投入で捻出された115系0番台の転入が開始されていたが、80系をはじめとした旧形電車も残存していた。80系の置き換え用として岡山地区には115系1000番台が新製投入されたが、気候が温暖な広島地区では1000番台相当の耐寒耐雪装備が必要ないことから、耐寒耐雪構造を300番台並みに簡略化した2000番台が1977年（昭和52年）3月に登場した。2000番台の番台区分は113系2000番台に合わせたシートピッチ改善車として付与された。
1000番台と並行して増備され、1978年から1981年（昭和56年）の4年間にかけて147両が製造された。2000番台ではサハ115形の製造はない。
温暖地域で使用するため、耐寒・耐雪構造は基本番台・300番台並に軽減された。クロスシートのシートピッチは115系1000番台と同じく1,490 mmに拡大されたが、1000番台にあった電動車の「雪切室」は省略されており、車端部の座席は115系300番台と同様のクロスシートとなった。主電動機冷却風は従来通り車体外妻部から採風する方式としたが、切替装置によって客室内からも吸気が可能にされた。強化型排障器およびスノープロウは全先頭車装備とした。
クハ115形は偶数向きを2001- に、奇数向きを2101- に区分した。トイレは当初は偶数向き車にのみ設けられていたが、1981年以降の増備車より奇数向き車にも設置された。
台車は115系1000番台と同じく電動台車がDT21B、付随台車がTR62Aであるが、枕バネの防雪カバーは省略された。パンタグラフは115系300番台と同様にPS16形が、電動発電機は115系1000番台と同様に容量160 kVAのMH135-DM92が搭載された。
山陽本線姫路以西に使用するため広島運転所に配置されたグループは、6両編成（TcMM'MM'Tc'）×8本・4両編成（TcMM'Tc'）×13本の電動車29ユニット58両と制御車42両の計100両が製造された。この投入で山陽地区の70系・80系は運用を終了し、新性能化が完了した。全車が新造時から冷房装置を搭載しており、クハ115-2001 - 2021は循環汚物処理装置を搭載した。
1981年には身延線が新性能化されることになり、旧性能車はアコモデーション改造車の62系を除いて115系の新製投入で置き換えられることになった。同年7月に身延線の旧形電車置換え用にクモハ115形+モハ114形が13ユニット26両、クハ115形は3両編成組成用偶数向き車13両 (2022 - 2034) ならびに4両編成組成用奇数向き車8両 (2122 - 2129) の計47両が製造され、沼津機関区に配置された。広島地区投入車との相違点を以下に示す。
身延線用は3両編成での運用に対応させるため、クモハ115形も製造された。クモハ115形は奇数向き固定仕様である。身延線にはPS23A形パンタグラフでも対応できない狭小限界トンネルがあるため、モハ114形はパンタグラフ部の屋根を20 mm切り下げた2600番台（2601 - ）の新区分で落成した。
塗装は甲州ぶどうをイメージしたワインレッド（赤2号）地に富士山の雪をイメージした白（クリーム10号）の粘着塩ビテープを使用した帯を採用し、後に国鉄車両の地方色の先駆としても言われるようになった。国鉄での帯塗装の粘着テープ化は身延線仕様が初採用であり、後の103系1500番台や115系3000番台の新造時にも同様の方式が採用された。
地方線区用であることと当時の国鉄財政事情から冷房装置の搭載は見送られ、1000番台車の一部と同様に冷房準備工事仕様とし、扇風機搭載の上で落成したが、新造時から160 kVA MGを搭載した。側面行先表示器および循環汚物処理装置は準備工事で落成したが、民営化後に搭載された（クハ115-2022 - 2030・2034は表示器搭載未施工）。
屋根は伯備線用1000番台車と同様のポリウレタン樹脂塗屋根で落成した。近郊形電車のトイレ数見直しに伴い、クハ115形は奇数向き車にもトイレが設置された。身延線での運用開始当初はクハ同士を背中合わせにした編成でトイレが隣り合っていたため、奇数向き車のトイレは業務室扱いとして閉鎖されていた。
1984年に身延線用クハ115形の一部が新潟地区に転用され、耐寒耐雪強化改造が施工された。1987年（昭和62年）の国鉄の分割民営化時には、広島地区の100両がJR西日本に、身延線の39両がJR東海に、新潟地区の8両がJR東日本に承継されている。
- クモハ115-2001 - 2013
- モハ115-2001 - 2029
- モハ114-2001 - 2029
- クハ115-2001 - 2034・2101 - 2129

#### モハ114形2600番台
身延線は1941年（昭和16年）に私鉄である富士身延鉄道を買収した経緯からトンネル内の架線高さが低く、レール面からのパンタグラフ折畳高さが中央東線の3,980 mmよりさらに低い3,960 mmと言う制約があった。このためモハ114形300・1000番台PS23A形取付車の3,983 mmでも絶縁距離の確保ができないことから、パンタグラフ搭載部分屋根形状を車体長手方向約2,750 mmに渡り20 mm切下げて折畳高さをレール面から3,960 mmとした番台区分である。それ以外の車内構造は他の2000番台車との差異はない。1981年（昭和56年）に13両が製造され全車沼津機関区に配置。後に静岡運転所（現・静岡車両区）に転出し、JR東海に承継されている。
- モハ114-2601 - 2613[85]

### 3000番台
1980年代に国鉄では山陽本線広島地区の列車編成を6両から4両に短縮し、列車運転本数を増やすことでサービス向上を図る「ひろしまシティ電車」の導入方針を打ち出した（1982年11月15日国鉄ダイヤ改正・1984年2月1日国鉄ダイヤ改正も参照）。広島地区では広島駅 - 岩国駅間で従来の6両編成20分間隔から4両編成15分間隔とする輸送改善が試行されることとなった。
また、主に山陽本線広島以西で運用されていた153系の老朽化による置換えも計画されていたこと、広島電鉄やバスなど競合交通機関との対抗策や、宮島などの観光地を控える点も考慮して転換クロスシートを採用するなどの設計変更が加えられることとなった。このため新たに設定された番台区分が3000番台である。
115系3000番台は、1982年（昭和57年）11月ダイヤ改正用に4両編成6本と上述の編成短縮で捻出された111系モハ111・110形を転用した4両編成組成用クハ115形15組が製造された。115系3000番台単独の4両編成は冷房車、111系電動車と混結のため先頭車のみ製造されたグループは冷房準備車となった。
前面形状や主要機器類は115系2000番台からの踏襲であるが、車体側面や車内は117系に近い構造とされた。客用扉は両開2扉、側窓は2連タイプとなった。側窓は117系のバランサー付き上段下降・下段上昇式ではなく、115系2000番台同様の2段上昇式である。先頭形状は在来車と同じだが、ガラス支持方法をHゴムから金属押え式に変更された。側面の電動行先表示器は新製時より設置され、連結部で隣り合うのを防ぐため201系と同じく千鳥配置とされた。
クハ115形は奇数・偶数により向きが固定され、神戸方奇数向き車が3100番台、下関方偶数向き車が3000番台となった。下関方偶数向き車（3000番台）にトイレを設置している。閑散区間・時間帯での車掌業務を考慮し、客用扉の開閉は編成中のどの乗務員室からでも行えるようにした。運用線区が広島地区であることから、新製当初よりスノープロウは装備しない。
車体塗装はクリーム1号をベースに青20号の帯を巻く通称「瀬戸内色」が初めて採用された。青帯は瀬戸内海をイメージしたもので、粘着テープによりアクセントとして貼られた。瀬戸内色は山陽地区の標準塗装として広まり、3000番台以外の車両にも採用された。
車内は117系と同様の転換クロスシートとした。ただしクハ115形のトイレ向かい側のみ形状を揃えた固定クロスシートで車端部および戸袋窓部はロングシートである。天井は2000番台に準じており、冷房吹出口はラインフロー式を採用する117系とは大きく異なる。また117系で採用された照明灯カバーも省略されたほか、窓枠も117系0番台と同じく角ばった外はめ式のユニット窓である。車内の化粧板は415系500番台と同様のクリーム色、座席モケットもロームブラウンの暖色系とされた。
台車は従来の115系同様の金属ばね台車で、電動台車がDT21B、付随台車がTR62Aである。主電動機はMT54D、主制御器はCS15Fが搭載された。空気圧縮機はモハ114形にC-2000M形が搭載されたほか、111系との混結を考慮してクハ115形偶数向き車にC-1000形を搭載した。
当時は電動車1ユニットのみによる運転の事例が少なく、短編成化に伴う1ユニット運転における冗長性確保が図られた。MGは保守省力化を図り、201系や185系でも採用されたブラシレス式MGを採用、モハ114形にDM106（容量190 kVA）を搭載した。制御用電源のバックアップ用としてモハ115形にSIVが搭載されている。パンタグラフはモハ114形にPS16形が2基搭載されたが、1基は万一の破損時の予備のため、常時1基のみを使用している。
冷房装置は省エネルギー型でカバーをステンレス無塗装とした集中式のAU75Gが搭載された。屋根はポリウレタン樹脂の塗り屋根で、通風器のFRP化や外板腰板部のステンレス化などの腐食防止対策が実施された。
111系電動車と編成を組成するクハ115形（3007– /3107– ）は、電動車ユニットが非冷房かつ冷房電源がないため冷房準備車として製造された。冷房準備車は111系の老朽淘汰後の冷房化を考慮してあらかじめ天井風道が設けられ、扇風機は風洞の一部に凹みを設けて設置された。運転台後部の押込式通風器も大型に代えて一般型にするなどの変更を実施した。運転台に111系・115系の制御回路切替スイッチを搭載し、抑速ブレーキ・客用扉半自動扱いなどに対応した。側面行先表示器も準備工事とされた。
1983年（昭和58年）6月には、111系電動車ユニット混成編成の差し替え用として、本系列の最終増備車となるMM'ユニット6組（モハ115・114-3007 - 3012）が追加製造され、本グループの総数は66両となった。冷房準備車も115系3000番台増備車や115系0番台冷房改造車へ差し替える際に冷房化改造が行われ、1985年（昭和60年）までに施工が完了した。
民営化後は66両全車がJR西日本へ承継されている。
- モハ115-3001 - 3012
- モハ114-3001 - 3012
- クハ115-3001 - 3021・3101 - 3121

## 改造車
1983年6月の最終増備まで冷房改造などを除き車種間改造などは施工されなかったが、それ以降多くの改造車が登場した。なお改造車は分割民営化後の会社ごとで解説する。
短編成化ならびに列車増発の観点から改造が施工されたが、以下の制約があった。
- 種車と改造後の配転が広域
- 両数が多いうえに工事期間短縮の要求[106]
- 長期入場が困難[106]
- 種車の余命を考慮して工程簡素化・工事費低減に主眼を置くこと

当時の国鉄の財産事情を考慮して、種車の車端部を切断してあらかじめ製造しておいたユニット運転台を溶接して組立てる工法が採用された（ブロック接合工法）。当初は簡略化のため切妻形状も検討されたが、上述工法では工程短縮に結びつかないことや既存の図面が流用できることから、運転取扱上の便宜を考慮して従来からの形状を採用した。また、同様の改造は分割民営化後も継続した。
クハ115形の改造車は方向転換改造車を除き500番台（偶数向の車両は600番台）とし、種車が1000番台の場合は1500・1600番台に区分される。これはクハ111形からの改造車も同一である。また同じ運転台取付車両でもモハ115・114形を電装解除してクハ115形化した車両は550番台・650番台に区分され種車の判別が容易である。これは台車が付随車用のTR62形台車でなく電動車用のDT21形台車を付随車用に改造したDT21T形を装着しているのを車両番号で判別できるようにしたためである。

### 国鉄時代の改造番台
JR化後に国鉄時代と同内容で改造されたグループも国鉄時代の節で解説する。

#### クモハ115・114形500番台

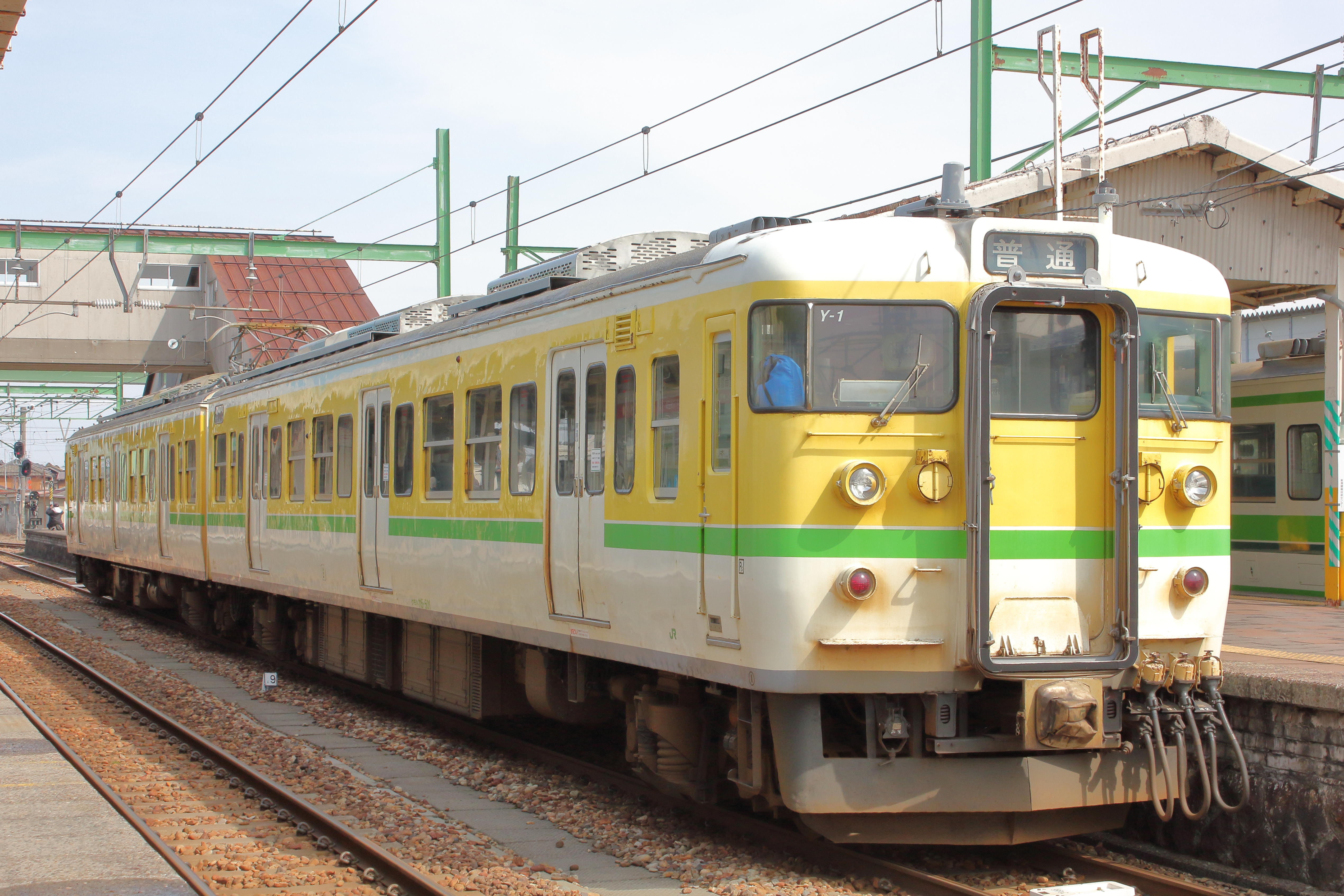
越後・弥彦線向け改造車クモハ115・114-501（吉田駅、2015年）

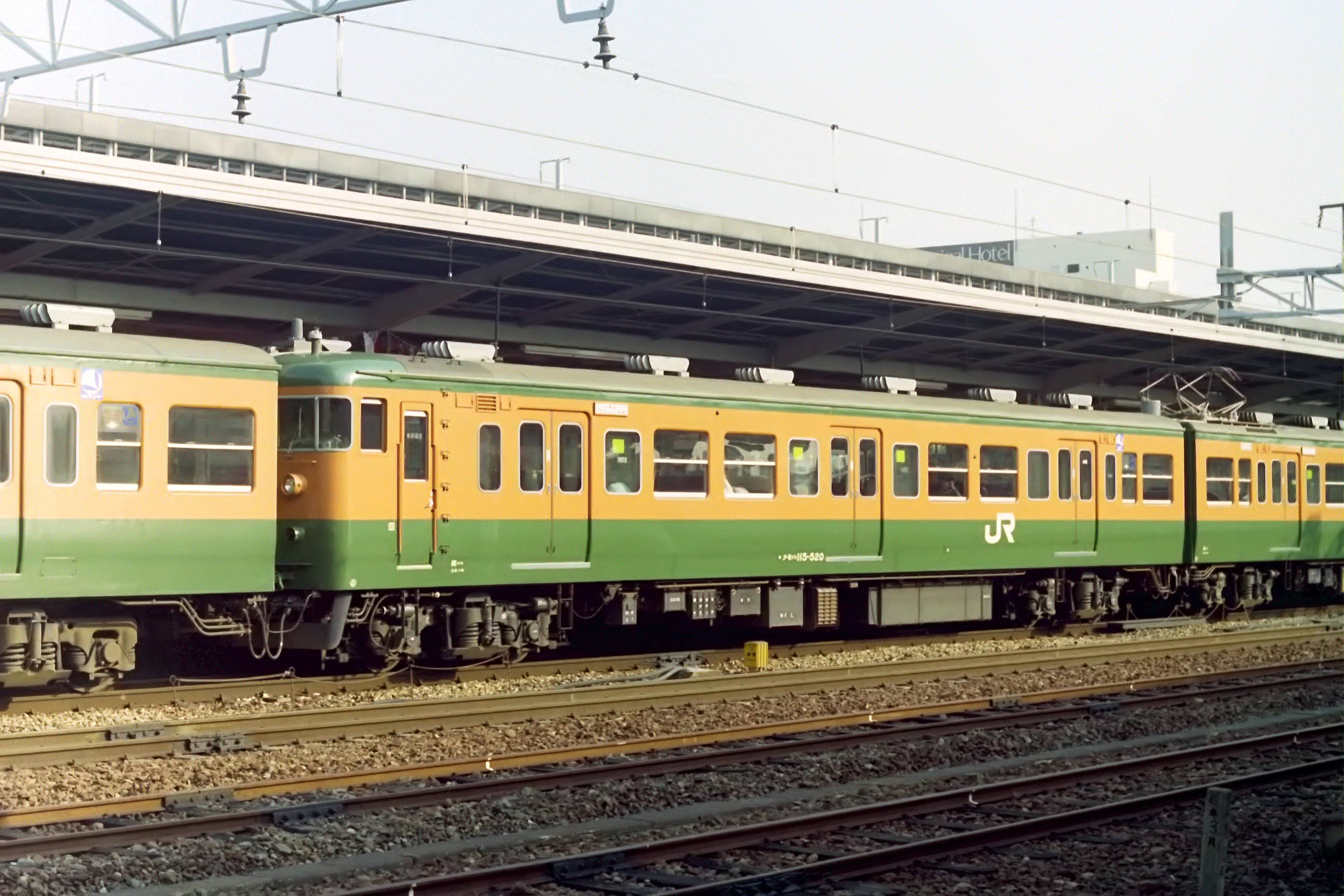
御殿場線向け改造車クモハ115-520（岡山駅、1988年）

1984年（昭和59年）の越後線・弥彦線電化と御殿場線3両編成化に伴い、モハ115形・114形基本番台を先頭車化改造したグループである。形式はクモハ115・114形となり、越後・弥彦線向けは2両編成を組むためクモハ115形・クモハ114形の2形式が、御殿場線は3両編成を組むためクモハ115形のみが改造された。
越後・弥彦線電化開業用に改造されたグループは、クモハ115形+クモハ114形の2両編成ユニットとなった。当時の国鉄財政は極度に逼迫しており両線の電化開業用に車両を新製する費用軽減策として、岡山・広島の両鉄道管理局管内で運用されていた本系列を短編成化し、捻出されたモハ115形前位・モハ114形後位に300番台以降と同様の運転台取付・耐寒耐雪装備等の改造を施工した。
先頭車化改造はあらかじめ工場で運転台ユニットを製造して接合するユニット運転台方式が取られており、車端部の台枠を切断して1000・2000番台に相当する運転台ユニットが接合された。0番台と1000・2000番台グループでは運転台構造が異なるが、本改造では後者が採用された。また同時に方向転換なども施工された。落成直後は溶接部が折れるのではないかという懸念もあったが、JR化後を通じてもそのような事故は発生していない。
- モハ115-84・87 - 89・127・129・134 → クモハ115-501 - 507
- モハ114-84・87 - 89・113・115・120 → クモハ114-501 - 507

御殿場線では1979年の72系置き換え時に東北・高崎線系統より転入した0番台4両編成 (TcMM'Tc') が運用されており、将来の身延線運用を考慮してモハ114形は低屋根車800番台が組み込まれていた。1984年に御殿場線の4両編成が3両編成 (McM'Tc') に短縮されるため、クモハ115形が単独で改造されたグループが登場した。508 - 520の13両が改造されており、508・509はこの短編成化に伴う岡山地区からの転入車が、510 - 520は御殿場線の従来車が種車となっている。短編成化で捻出されたクハ115形11両は越後・弥彦線電化用に転出した。
- モハ115-29・86・94 - 97・100 - 102・104 - 107 → クモハ115-508 - 520

508・509は岡山配置時の1983年12月に後藤工場（現・後藤総合車両所）で改造され1984年1月に沼津機関区へ転入したもので、後述のクハ115形600番台と編成を組成された。ユニットを組むモハ114形はクモハ115-510 - 520が低屋根車の800番台であったが、岡山から転入したクモハ115-508・509は通常屋根車の0番台であったため、身延線との共通運用ができなかった。1985年に三鷹電車区からクモハ115形+モハ114形800番台ユニット2本が転入したことで身延線との共通運用が可能となり、508・509は新前橋電車区へ転出した
。
1986年には509・520が岡山へ、1987年には511・517・519が飯田線用として豊橋機関区（現・豊橋運輸区）へ転出した。民営化以降は、JR東日本・JR東海・JR西日本の3社に継承された。
JR東海承継車 (510 - 519) は513 - 515がC-AU711A形集約分散式冷房装置で冷房化され5513 - 5515へ改番、非冷房車は211系の投入により1989年から1990年にかけて、冷房改造車は1999年に廃車となった。JR西日本の509・520は非冷房のまま1996年に廃車となっている。JR東日本承継車 (501 - 508) では新前橋配置の508は1993年に廃車、越後・弥彦線用の501 - 507も冷房化や一部編成のワンマン化、更新工事、訓練車転用を経て2016年までに全廃となった。
御殿場線用に改造された一部のクモハ115には運転室内の貫通扉付近に砂撒き装置の箱が置かれた。御殿場線の115系は3両編成2本を連結する場合、貫通扱いをしてないためにクハ115⇔クモハ115の通り抜けはできなかった。
JR東日本の新潟配置のクモハ115+クモハ114形ユニットは、全編成がインバータ制御のAU712形集約分散式2基搭載で冷房化を実施した。501・503・504は1988年にワンマン運転対応改造を施工し、ほぼ弥彦線専用として運用された。506は2000年に訓練車へ転用され、クモヤ115-1+クモヤ114-1に改番された。2014年7月に507が廃車、車両更新工事施工車の502も2014年11月に廃車となった。弥彦線用ワンマン車は2015年7月15日付で廃車となり営業用車は消滅、訓練車のクモヤ115・114-1も2016年6月に廃車となり消滅した。

#### クモハ115・114形1500番台

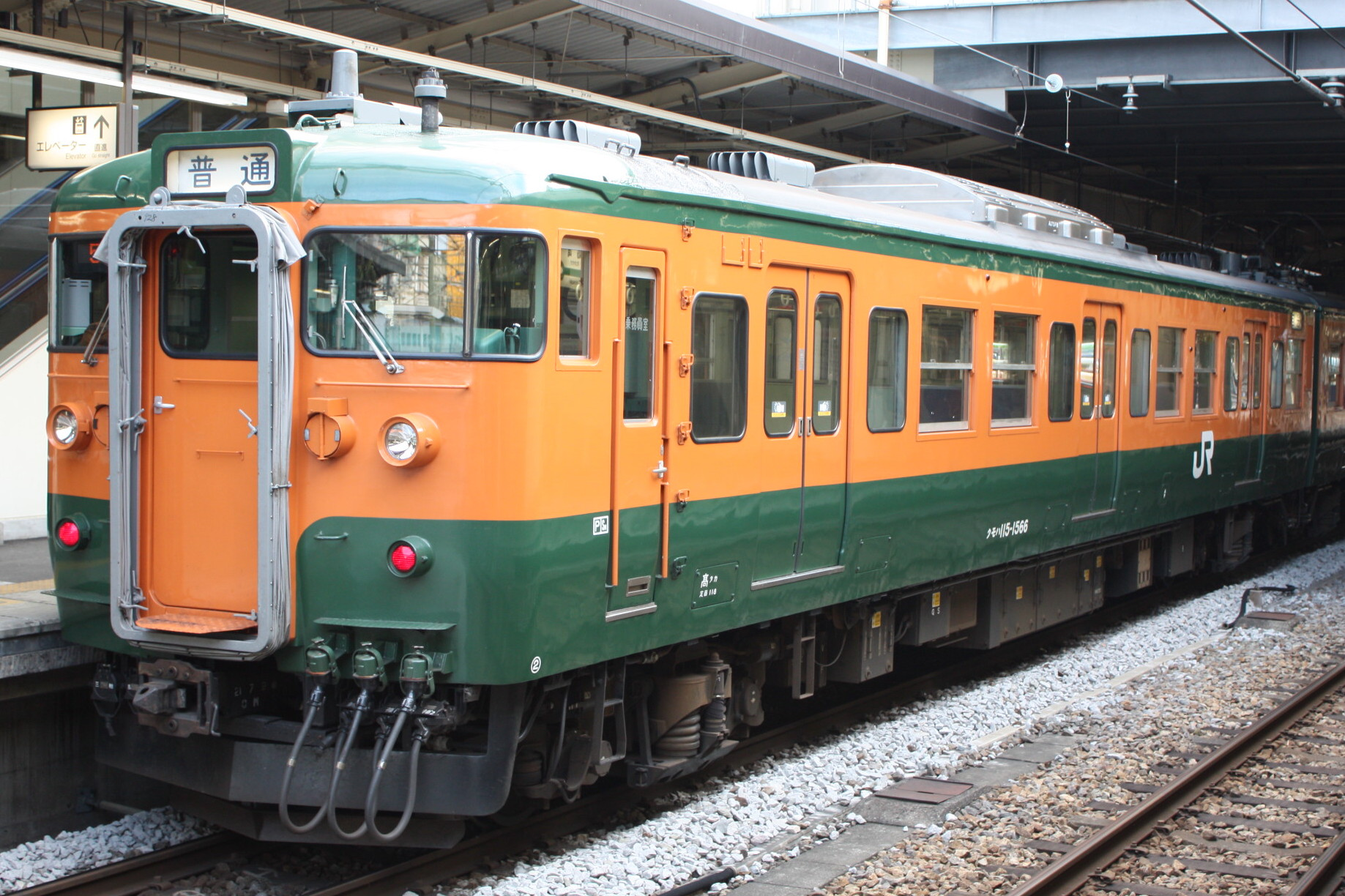
クモハ115-1566

モハ115形1000番台・モハ114形1000番台へ新造車に準じた運転台ユニットを接合し先頭車化したグループ。クモハ115・114形500番台と同様の改造内容であるが、種車が1000番台であるため1500番台の区分となった。国鉄時代の1983年 - 1986年に施工された車両は伯備線向け、新潟地区向け、大糸線向けの3グループに分かれ、伯備線・大糸線向けはクモハ115形のみが、新潟地区向けはクモハ115形とクモハ114形の両形式が改造された。
1000番台の先頭車化改造車で最初に登場したのは岡山地区の山陽本線・伯備線向けで、1983年8月から1986年12月にかけてモハ115形1000番台35両が改造されてクモハ115-1501 - 1518・1536 - 1551となった。岡山電車区の配置で、施工は後藤・鷹取の両工場が担当した。種車の車端部を切断して115系1000番台仕様の運転台が接合されたが、新潟・長野地区向けと異なり寒冷地対策は実施されず、改造時点で全車が新製冷房車であった。
新潟地区では6両編成から5両編成への短縮と越後・弥彦線電化に伴い、1983年8月から1987年2月にかけてモハ115形から改造のクモハ115-1519・1530 - 1535が、1986年にはモハ114形から改造のクモハ114-1501 - 1506が登場した。長岡運転所の配置で、施工は新津車両管理所が担当した。1984年の越後・弥彦線電化開業ではクモハ115-1519が、1985年3月改正ではクモハ115-1530が改造された。1986年11月改正による越後線・白新線増発ではモハ115形からクモハ115-1531 - 1535が、ユニットを組むモハ114形からクモハ114-1501 - 1506が改造された。改造内容は運転台ユニットの接合と雪切室の移設、寒冷地対策などである。
長野・松本地区の大糸線では115系1000番台5両編成の中間車モハ115形を先頭車化改造し、3両編成とクモハ・モハの増結用ユニットを組成することになり、1983年11月から1985年1月にかけてクモハ115-1520 - 1529が登場した。松本運転所の配置で、施工は長野工場が担当した。改造内容は新潟地区向けと同様であるが、クモハ115形のみの改造である。
松本配置車は1986年に長野・神領・静岡の3車両基地へ転出が実施され、1521・1522・1527 - 1529が長野運転所、1520・1524 - 1526が神領電車区、1523が静岡運転所の配置となった。この結果、分割民営化時には岡山配置の36両がJR西日本に、長野配置5両・長岡配置13両（クモハ114形6両を含む）の計18両がJR東日本に、神領配置4両・静岡配置1両の計5両がJR東海に承継された。
JR東日本は1992年までにクモハ115-1552 - 1566・クモハ114-1507 - 1520の追加改造を新津・長野で施工した。この結果モハ115形1000番台は全127両中66両が先頭化改造されたことになり、JR西日本が改造した1600番台4両を含めると70両となる。JR東日本でクモハ115・114形の2両編成に行われたトイレの設置工事はクモハ114形に行われ、水タンクも室内設置とされた。なお、クモハ114形1500番台はしなの鉄道譲渡車を除き2016年8月までに全車廃車となった。
クモハは床下機器のスペースが少ないため、ATS-Pほか機器類が追加された際は車内に設置される例がある。例としてJR西日本岡山電車区所属のATS-P搭載車（クモハ115-1501・1502・1504・1506・1507・1509 - 1514・1536 - 1550）は運転台直後の前部客用扉ロングシートを撤去して、車掌台側後部にATS-P機器類が床置搭載された。
- モハ114-1085・1074・1060・1063・1084・1110・1016・1050・1049・1009・1181・1182・1179・1054・1066・1079・1088・1136・1056・1069 → クモハ114-1501 - 1520
- モハ115-1033・1035・1037・1039・1041・1043・1047・1054・1056・1060・1085・1087・1089・1092・1101・1106・1110・1112・1016・1096 - 1099・1003・1005・1010・1012 - 1014・1026・1021・1017・1018・1025・1048・1045・1052・1062・1064・1090・1091・1094・1107・1108・1116 - 1118・1120・1122 - 1124・1040・1049・1095・1008・1019・1022・1027・1072・1015・1020・1001・1073・1125・1126・1009 → クモハ115-1501 - 1566

#### クハ115形550・650番台
1983年に、越後線・弥彦線電化開業用ならびに山陽本線広島地区短編成化頻発運転用としてモハ115形・モハ114形基本番台を電装解除し、500番台と同様の運転台を取付けてクハ115形に改造されたグループ。550番台が奇数向き、650番台が偶数向き先頭車である。
550番台も650番台も奇数（上り）向きで種車の前位に運転台を取付け、550番台は偶数（下り）向きに方向転換させ、3位側隅にトイレを設置した。基本的に550番台はモハ115形から、650番台はモハ114形からの改造であるが、552のみモハ114形からの改造で屋根上のパンタグラフ部の歩み板が残存する。
550番台では551 - 553は新潟地区用で耐寒耐雪装備を追加。554 - 556と650番台の全車は広島地区用で暖地向けである。1987年の国鉄の分割民営化では、新潟地区用の550番台3両がJR東日本に、広島地区用の550番台3両と650番台4両がJR西日本に承継された。
JR東日本承継車はAU712形集約分散型冷房装置による冷房化を施工。新潟車両センターに所属し信越本線・白新線・越後線・弥彦線で運用されていた。551は2014年7月に、552は同年12月に、553は2015年8月20日にいずれも廃車となり、550番台は全廃された。
JR西日本承継車は、554・556・652・654が国鉄時代の1985年にAU13E形分散式冷房装置を6基搭載する冷房化改造を施工され、1987年に651・653が試作のWAU101形を3基搭載して冷房化されたが、555は非冷房のまま1992年に廃車された。その後、2001年に651・653、2004年に554、2013年に556・652・654が廃車され、650番台は全廃された。
- モハ115・114-67・モハ115-69・15・18・91 → クハ115-551 - 556
- モハ114-69・15・18・91 → クハ115-651 - 654

#### クハ115形600番台
クハ115形600番台は偶数向きの改造車グループで、113系クハ111形からの改造編入車と115系サハ115形の先頭車化改造車の2グループに分類される。
1984年2月改正による岡山地区の短編成化増発用として、115系6両編成を4両編成・3両編成に短縮した際に不足する偶数向きクハを補うため、京阪神地区で余剰となったクハ111形300番台6両が1983年から1984年にかけてクハ115形へ編入された。主幹制御器は113系のMC22からMC53に交換、客用扉の戸閉装置は半自動化対応のTK8A形へ交換、種車のグローブ型通風器は残存したほか床下の空気圧縮機は使用停止とした。
民営化時には601 - 605の5両ともJR西日本に承継された。604・605にはWAU102形3基による冷房改造が施工されたほか、605にはベンチレーターやタイフォンへのカバーが装着された。
JR西日本の岡山地区に残る115系非冷房車を置き換えるため、1994年には関西地区で余剰となっていた冷房改造済みのクハ111形300番台3両が115系に編入改造され、サハ115形改造グループの続番となる620 - 622が付番された。改造内容は主幹制御器交換、ドアエンジンの半自動対応への交換などである。622は2001年に雨樋の張り上げ屋根化が施工された。
1996年に603・606、1997年に602、1999年に601、2002年に620・621、2012年に604・605・622が廃車され消滅。
- クハ111-365・373・379・380・381・397 → クハ115-601 - 606
- クハ111-5415・5431・5436 → クハ115-620 - 622

1984年2月改正による広島地区115系の6両編成から4両編成への短縮に対応するため、中央東線の115系8両編成を6両編成に短縮してサハ115形基本番台を捻出し、方向転換と偶数（下り）向きに1000番台に準じた運転台設置改造を施工した。広島地区のほか高崎・新潟・松本・静岡地区の増発用にも追加投入され、1985年までに13両が改造された。車両番号はクハ111形改造車の追番となる607 - 619が付番された。
当初の配置は607 - 609が広島運転所、610が新前橋電車区、611・612が沼津機関区、613が新潟運転所、614 - 619が松本運転所であった。沼津配置車は1985年3月に新前橋へ転出、612は1986年11月にクハ401-901へ再改造された。松本配置車は国鉄の民営化により中央西線中津川以北がJR東海の管轄になることから1986年11月に神領電車区へ転出した。国鉄の分割民営化では607 - 609がJR西日本、610・611・613がJR東日本、614 - 619がJR東海へ継承された。
広島地区の607・608は国鉄時代の1984年・1985年に廃車発生品のAU13E形分散式冷房装置を搭載する冷房化改造を施工した。607は149と同様に4基搭載、608は6基搭載する。609はJR化後にWAU101形集約分散式3基による冷房化が施工されている。JR西日本では2002年に609、2012年に607が廃車となり、最後まで残った608も2018年10月26日付で廃車となり、クハ115形600番台は区分消滅した。
JR東日本承継車は、610は小山に転出しAU75形集中式により冷房化改造され、同区の7両基本編成に組成されて東北本線などで運用され2001年に廃車。611は非冷房のまま1990年（平成2年）に長野に転出し訓練車のクモハ115-1+モヤ114-1（元モハ114-801）ユニットと組成されたが2002年に廃車。613はインバータ制御AU712形集約分散式2基によって冷房化されたが、2015年8月25日に廃車となった。
JR東海承継車は1000番台と編成組成されC-AU711A形集約分散式2基によって冷房化された。1988年に中央西線中津川以北の運用が165系電車に置換えられたことから静岡に転出し、全車が飯田線 - 篠ノ井線系統の運用に充当したが、1999年に2両を残して東海道本線系統に転用された。313系3次車への置換えで2007年4月に617が廃車されJR東海からは消滅した。
- サハ115-6 - 8・1 - 4・9・13 - 16 → クハ115-607 - 619

#### クハ115形1500番台

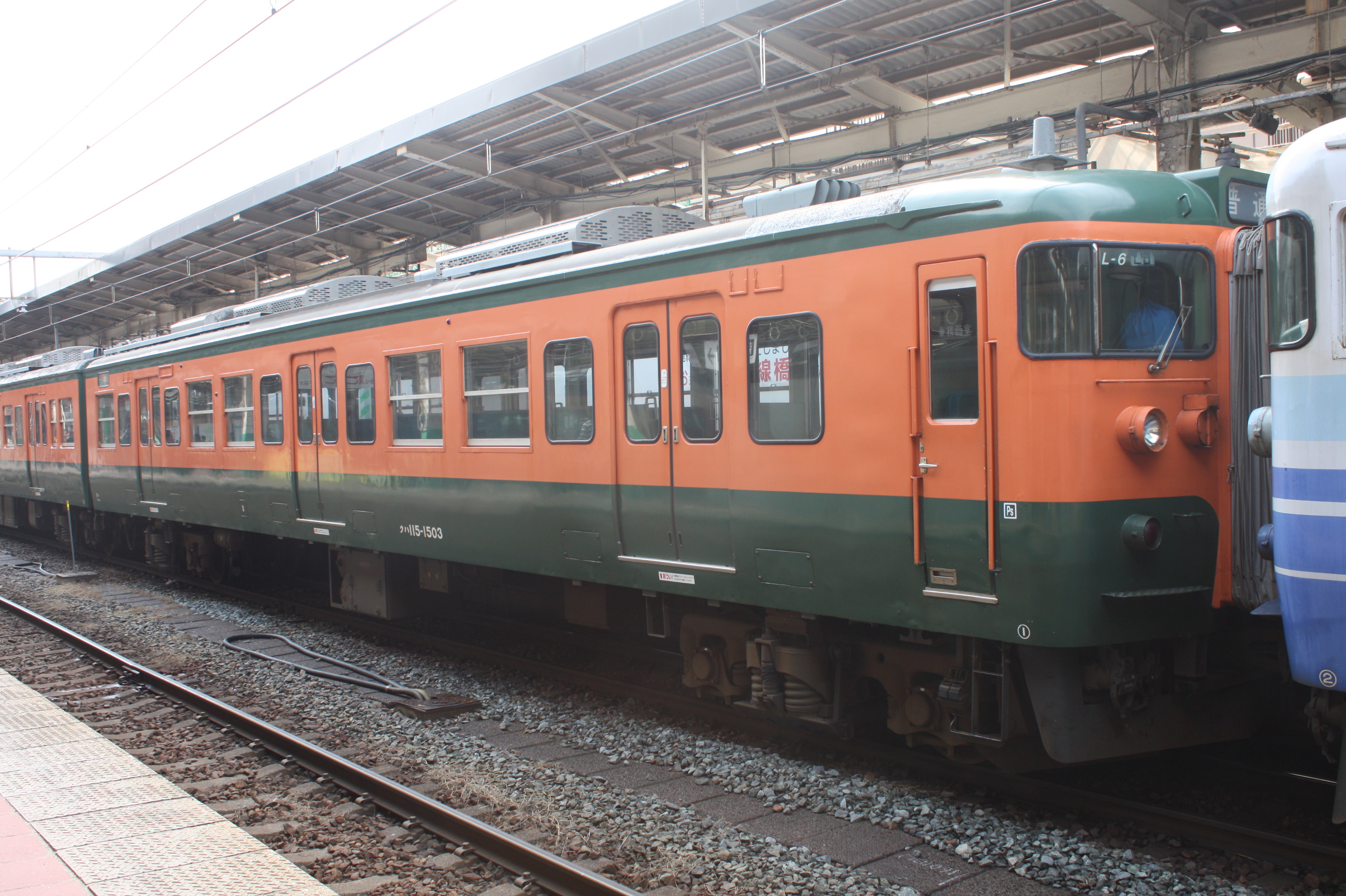
クハ115-1503

国鉄時代の1983年からサハ115形1000番台を改造した番台区分。偶数向き。トイレは未設置。1983年・84年に新津車両管理所（現・総合車両製作所新津事業所）で1501 - 1504の4両が、民営化後の1989年から1992年までに1505 - 1513の9両が改造された。最後まで残存した新潟車両センター所属の1501・1504が2016年4月22日付で廃車され、廃区分番台となった。
- サハ115-1012・1014・1011・1013・1015・1017・1020・1026・1005・1018・1001・1027・1028 → クハ115-1501 - 1513[126]

#### クハ115形1600番台

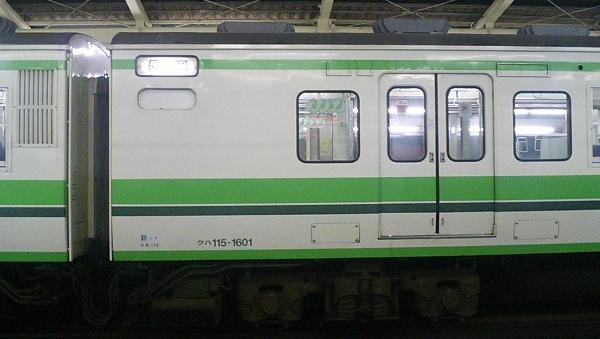
クハ115-1601
独特な窓配置とトイレ設置部

前述の1500番台と同じく1983年に登場したサハ115形1000番台からの改造車であるが、1500番台と異なり奇数向き固定使用とトイレ設置による独特の窓配置が特徴である。1601の1両が新潟車両センターに在籍したが、2016年8月18日に廃車された。
- サハ115-1009 → クハ115-1601[129]

#### クハ115形2000番台方向転換車
1983年に越後線・弥彦線電化開業用として身延線用2000番台奇数向制御車に施工した偶数向に方向転換改造である。車両番号は既存番号の続番とされた。2016年12月18日までに廃車された。
- クハ115-2122・2125・2127・2126・2128・2123・2124 → 2035 - 2041

#### クハ115形1200番台
1984年にトイレ付奇数向きのクハ115-1148へ施工した偶数向き方向転換と改番である。分割民営化後にJR東日本が1991年と1992年に5両へ同様の工事を施工した。JR東日本にて施工された5両は2016年9月までに廃車されている。
- クハ115-1148・1142・1159・1144・1143・1158 → クハ115-1244 - 1249

#### クハ115形1400番台

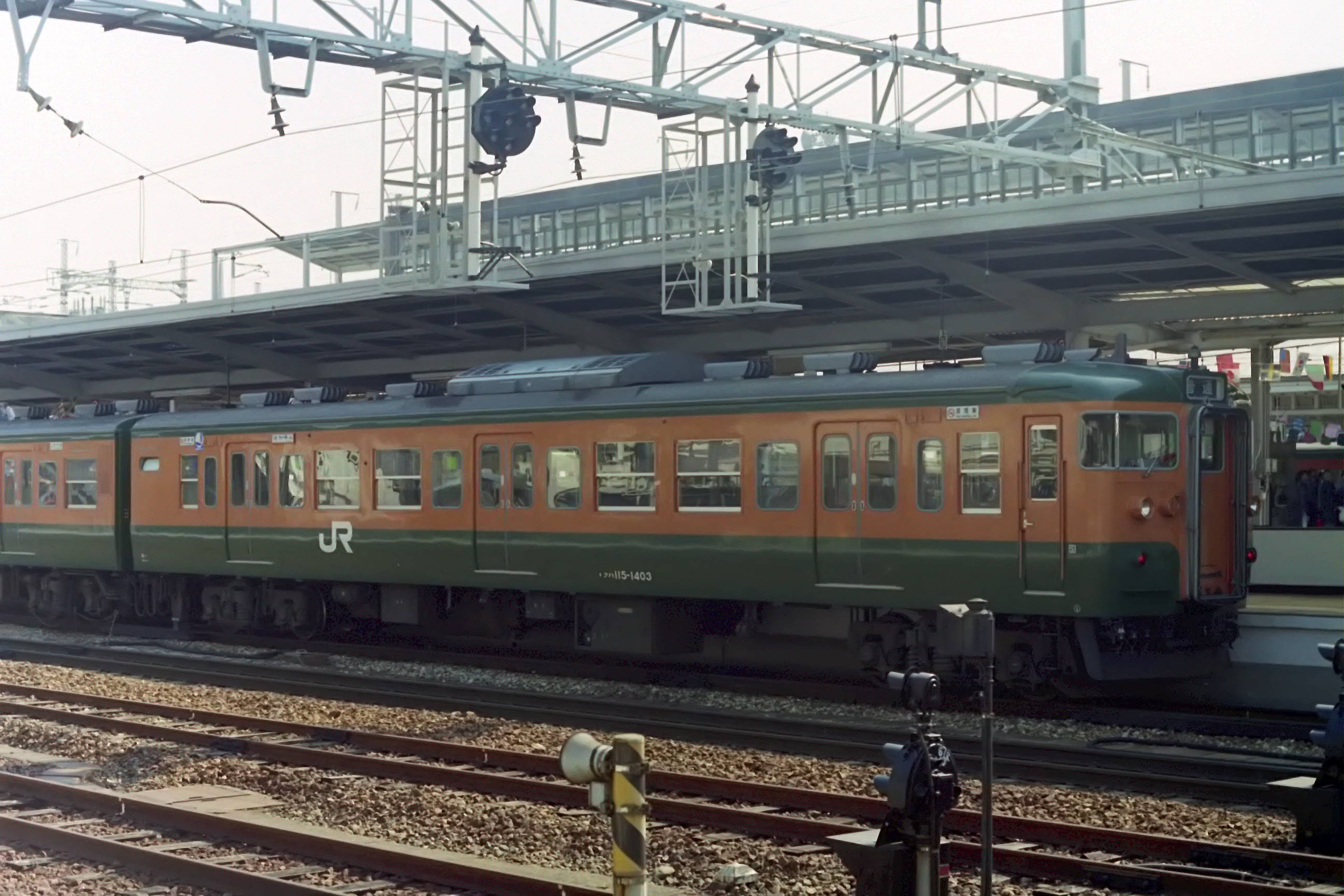
クハ115-1403

1986年に岡山配置の6両編成を短編成化する際に偶数向きのクハ115形が不足したことから、奇数向きのクハ115形1100番台車を偶数向きに方向転換を実施し、同時に1400番台への改番も実施した。
同様な方向転換は、1984年にクハ115-1148→1244の事例があるほか、分割民営化後にJR西日本でも同様の方向転換改造が施工されているが、国鉄時代と異なり車番変更は実施されていない。
- クハ115-1145・1149・1154・1156・1157 → クハ115-1401 - 1405

### JR東海の改造番台

#### 5000・6000番台（JR東海）
C-AU711B形集約分散式冷房装置の搭載・クハ115形に冷房専用電源SCV（静止型コンバータ）の搭載・客扉のステンレス化・化粧板の交換などの改造施工をした車両にされた番台区分で現番号+5000、SCV搭載クハ115形は+6000とされた。
- ただしモハ114形の制御電源用MGは存置。

老朽化により1999年までに全車廃車。
- クモハ115-513 - 515 → クモハ115-5513 - 5515
- モハ114-821・824・825 → モハ114-5821・5824・5825
- クハ115-116・156・200 → クハ115-6116・6156・6200

### JR西日本の改造番台

#### クモハ114・115形550番台

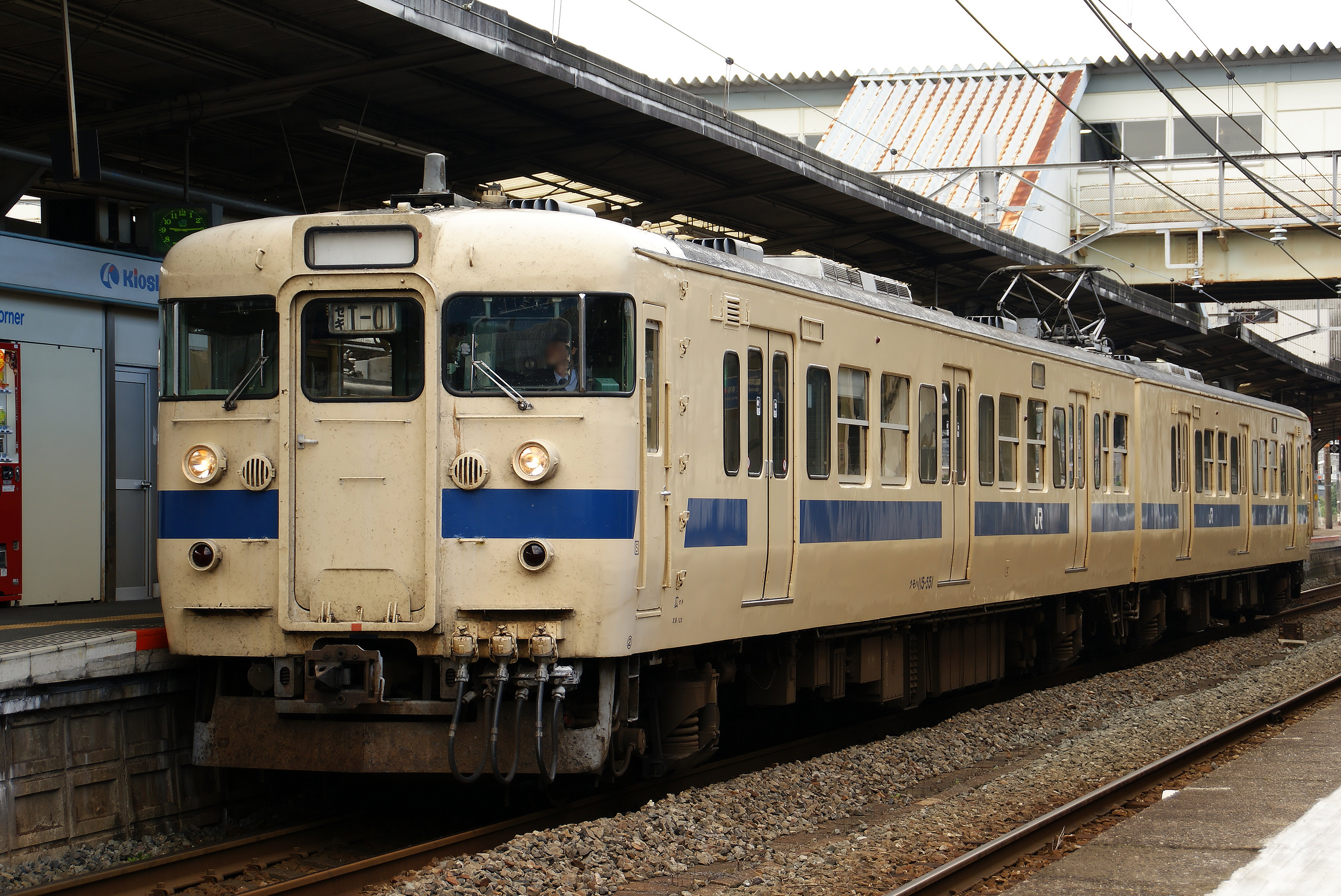
クモハ115・114-551

JR移行後の1988・1989年にJR西日本でモハ115・114形を先頭車化改造したグループで、4ユニット8両が改造された。運転台ユニットは新製されず、廃車発生品が接合された。前頭部分原形の白熱前照灯が残る編成も存在したが、2006年に全車シールドビーム化改造が施工された。
当初は湘南色で非冷房だったが、後に瀬戸内色となり全車冷房化改造も施工された。1988年に改造された2編成は1991年に、1989年に改造された2編成は改造当初からバス用冷房装置で改造された。当初はパワーユニットとコンデンシングユニットを車端機器室に搭載したが、1991年改造車では屋根上に移設され、1989年改造車も後に屋根上に移設された。
座席はバケットシート交換によりシートピッチが拡大された。そのため戸袋窓部分のロングシートは設置されず座席定員は減少する。側面行先表示器の設置準備工事を同時に施工しているが、他社の2両編成と異なりクモハ115・114形とも前位側に設置した。
8両全車が下関車両管理室（現・下関総合車両所）に所属し、山陽本線の岩国 - 下関間で運用されていた。しかし2008年時点で使用年数が最も長い本系列編成であることから老朽化が進み、特にWAU202形冷房装置の効きが悪いうえに故障も多く、トイレが未設置などの問題もあった。そのため、223系5500番台の置換えで捻出された後述の6000・6500番台により置換えが進められ、同年12月2日にT-01編成（クモハ115-551+クモハ114-551）が下関車両センターに回送された。さらに3編成が2008年度内に廃車され、残ったT-04編成（クモハ115-554+クモハ114-554）も2010年1月8日に廃車され、廃区分番台となった。
- モハ115・114-13・21・27・77 → クモハ115・114-551 - 554

#### モハ115・114形3500番台
1991年（平成3年）に221系増備に伴い117系はJR京都線・JR神戸線での新快速運用が縮小された。これにより一部編成は6両から4両に短縮し、山陽本線岡山地区の快速「サンライナー」や福知山線（JR宝塚線）・奈良線へ転用し、余剰となった中間電動車ユニットを山陽地区に残存した非冷房車置換え名義で本系列に編入改造した番台区分である。
当初11ユニット22両が、2001年（平成13年）には3ユニット6両が改造され、2007年現在14ユニット28両に施工された。7ユニットが下関総合車両所の3000番台クハと、残る7ユニットは岡山電車区の3扉クハと編成を組成した。
本系列と117系は補助電源電圧が異なり、ジャンパ連結器も本系列のKE76形3本に対して117系はKE96形1本であるなど互換性がない。このため、M'車からのサービス電源供給にはクハ115形に降圧装置を取り付け、ならびに車端部ツナギを改造したうえで、KE76形とKE96形を直接接続可能な特殊引き通し線を装備する。
- 連結相手側の車両が非冷房車の場合に余ったジャンパケーブルを格納するため、KE76形用のジャンパ栓受も取り付けられた。引き通し線は変更されておらず、制御回路は117系と同一である。
- 元々CS15形とCS43形の制御回路に互換性があったため可能となった改造だが、1961年（昭和36年）設計のCS15形と1979年（昭和54年）設計のCS43形ではマスコン操作に対する応答速度に差があり、MM'ユニットに本区分番台とそれ以外の本系列を併結した場合、起動時にいわゆる「ドン突き衝動」が発生しやすい[注 10][139]。

パンタグラフは種車の関係でモハ115形に搭載される。側面行先表示器は本系列とは互換性がないため岡山電車区所属車は改造時点では使用停止とされ、広島運転所所属車は本系列用に交換。いずれも行先標受けが設置された。なお、車内側のドアはもともと白系の化粧板が張られていたが、体質改善工事施工時に本系列に合わせたステンレス無地に変更された。
- 岡山所属車は後にLED方式の表示器に交換し、扉間のクロスシートは4列分のみ残して117系300番台と同様にロングシート化された[125]。

2005年（平成17年）より30N体質改善工事を開始し2009年（平成21年）度に全車施工が完了した。この工事で117系時代の新鮮外気導入装置は撤去され、外見上は3000番台と同一になった。内装面では、座席配置・フラット天井・冷房吹出口形状・照明灯カバーがいずれも種車のままであり、特に天井を見れば判別は容易である。
- モハ117・116-17・21・23・25・27・29・31・33・35・37・39・303・315・316 → モハ115・114-3501 - 3514

#### 高速化改造車（5000・6000番台）
京阪神快速用に電動車ユニットの最高速度を110 km/hとしたものである。JR京都線・神戸線で運用されていた117系の他線区への転出により車両が不足したため、1992年（平成4年）より本系列の一部をJR京都線・神戸線などに転用することになり、対象車に以下の改造を施工した上で網干総合車両所などに配置した。
- 車番を原番号+5000に改番[141]
- ブレーキ装置を最高速度110 km/h対応化[141]
- 先頭車の主幹制御器一部回路を短絡化
- 応荷重装置を搭載[141]
- 制輪子・ライニングを高速対応品に取替え[141]
- 蛇行動防止のため軸箱を皿ばね付きに取替え[141]
- 自動解結装置を取付[142]

6500番台を除く電動車ユニットは、ブレーキ装置のてこ比を2.56から4.19に改良し車番をさらに+500を加えている。
平成6年頃から各路線から本系列の撤退により余剰となり、福知山電車区に残ったR1編成の2両を除いて岡山・下関地区などに転出し一般車と編成を組成した。両地区では最高速度が100 km/hであるため、順次車番が原番号に戻された。

#### サハ115形7000番台

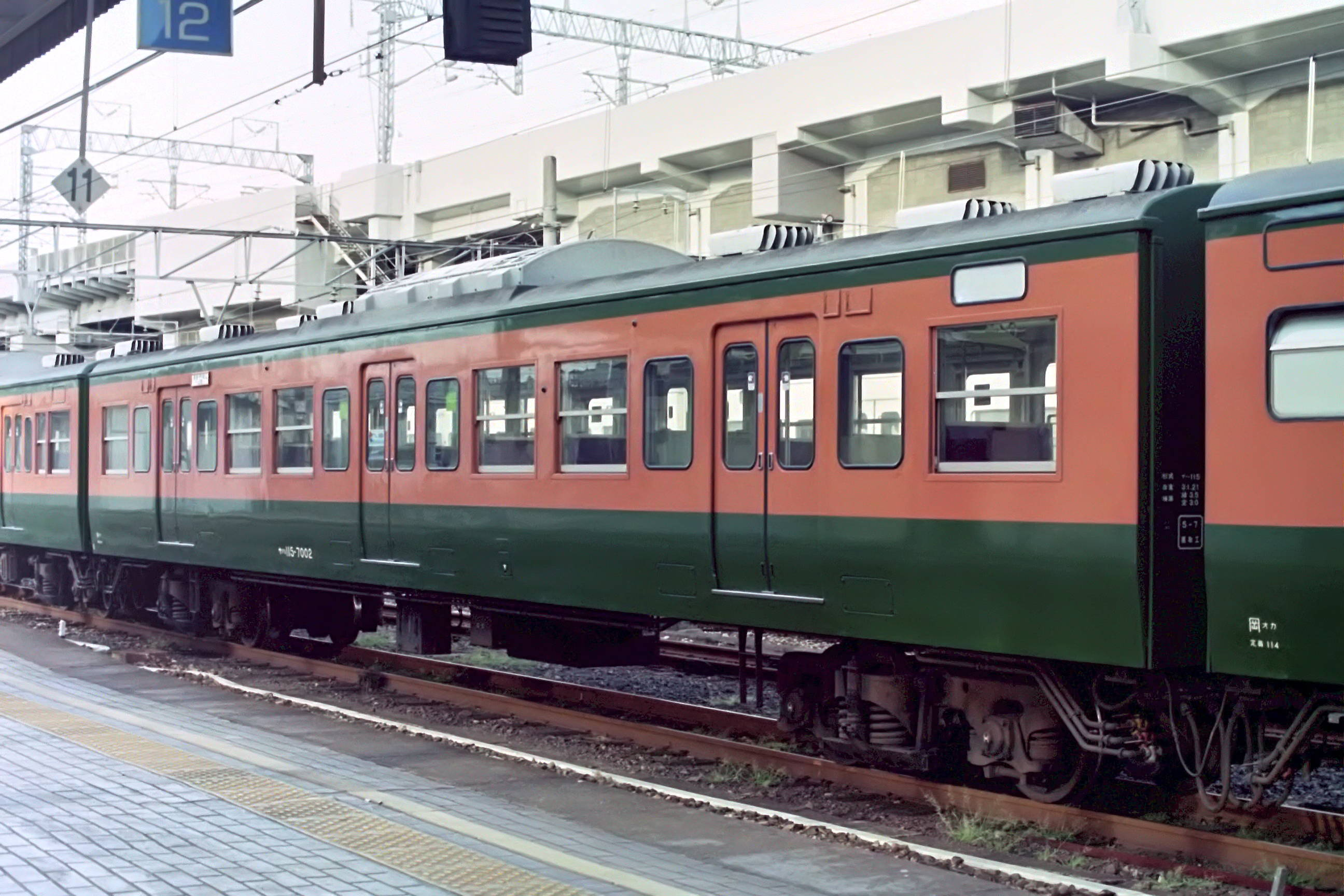
サハ115-7002

岡山地区の115系非冷房車置き換えによる輸送改善のため、1994年（平成6年）に113系のサハ111形7000番台（2000番台の高速化改造車）2両へ客用扉を半自動対応のTK8A形に交換するなどの改造を施工した区分である。1999年（平成11年）までに全車廃車となった。
- サハ111-7023・7024 → サハ115-7001・7002[144]

#### クモハ114形6000・6500番台
1999年の舞鶴線の電化開業に伴いクモハ115形+モハ114形1000番台ユニットを種車に、モハ114形の先頭車化改造により2両編成とされた番台区分である。
工事期間の短縮と簡素化の観点から新設運転台は既存の先頭車と同一の形状とすることを止め、窓や灯具の配置を踏襲しつつ種車の構体を活用した切妻形状とされたのが特徴で、クモヤ145形などに近い外観となった。また廃車発生品の流用で工事費の低減も図られた。
岡山電車区所属車から転用の2組は改造時に後述のブレーキ装置の高速化改造を受けて原番号+5000の区分。網干電車区（現・網干総合車両所）所属のブレーキ装置のてこ比改良車が種車の3組は車両番号下4ケタが引き継がれた6500番台の区分とした。
クモハ115形には真空式和式トイレと車椅子スペースが設置された。霜害対応としてクモハ114-6106には2パンタが追加され、改造前から2パンタ車であるクモハ114-6123と合わせて2両が2パンタ車となった。体質改善40Nおよびワンマン運転対応化工事も施工されたが、通常の体質改善40N車と異なり客室は化粧板の張替えと戸閉機械を直動式 WTK113 への交換が主であり、座席配置は従来のセミクロスシートのまま（これは共通運用の113系にも共通する）である。
ワンマン運転対応化工事改造の内容を以下に示す。
- 運賃箱設置・EBの取付[12]
- 運用効率化のため嵯峨野線用113系と同様の自動解結装置を取付け[12]
- 側引戸を電気指令化[12]

1999年（平成11年）に5本10両が改造された。「R編成」と命名されたが、すでに福知山運転所に配置されていた113系5300・5800番台の2両編成（S編成）と共通で運用された。
2008年8月の223系5500番台投入で経年の若い本車は他線区へ転属となり、同年11月にR4編成（クモハ115-6538+クモハ114-6625）・R5編成（クモハ115-6539+クモハ114-6627）の2本が下関車両管理室へ転出。12月11日に旧R4編成はT-13編成となり営業運転を開始した。さらに2008年度内に4本が転属し、自動解結装置を撤去して車両番号が-5000となる改番が実施された。
- モハ114-1106・1123・6621・6625・6627 → クモハ114-6106・6123・6621・6625・6627

#### クモハ114形1000番台
2001年7月のダイヤ改正より伯備線・山陰本線の新見 - 西出雲間でワンマン運転が開始された。これに伴い岡山電車区配置の3両編成の一部を2両編成に短縮するため、上述の6000・6500番台と同様にモハ114形1000番台へ運転台設置・2両編成化・ワンマン運転対応を施工した区分である。2001年に吹田工場・後藤総合車両所・下関車両センターで8両が改造された。
モハ114形が先頭車化改造でクモハ114形となり、前面は切妻の非貫通構造となった。上り方先頭車は国鉄時代の先頭車化改造車であるクモハ115形1500番台である。改造と同時に40N体質改善工事を施工されたが、座席の転換クロスシート化は行われていない。2両編成化で外されたクハ115形は廃車されず、初期型のクハの置き換えに転用された。
併結運転時に貫通路使用の取り止めを前提としたため正面貫通路の廃止・運転台は先頭部ユニットの接合であり、運転台機器は同時期に廃車されたクハ115の廃車発生品の再用であるなど改造工数低減が実施されたほか、窓や灯具の配置も異なり、103系低運転台車体質改善40Nに近い形状になっている。またワンマン運転実施のため運賃箱や運賃表示機などを設置し、その際、視認性向上のため運転室前に小窓を新設。雪切室を廃止し主電動機冷却風の取入れ方法が運転室下からの吸気に変更。6000・6500番台とともに前面窓に後退角は付いていない。
6000・6500番台と同等の体質改善40N・側引戸電気指令化も施工されたが、高速化改造および転換クロスシート交換は未施工。このため車内は座席定員58・総定員138のセミクロスシートとしたほかトイレはクモハ115形に設置。パンタグラフは1196のみ1基搭載であるが、1編成での運転や冬期運行条件等を考慮し霜取り用と集電用の2機を搭載した。塗装は当初京阪神更新色とされたが、後に全車濃黄色へ変更。
2017年現在も全車岡山電車区G編成で赤穂線播州赤穂 - 東岡山間・山陽本線瀬戸 - 倉敷間・伯備線・山陰本線伯耆大山 - 西出雲間で運用される。車両番号はモハ114形から変更されていない。
- モハ114-1098・1102・1117・1118・1173・1178・1194・1196 → クモハ114同番号[149]

#### クモハ115形1600番台
岡山電車区では2004年に、輸送力見直しのため4両編成の運用の一部が3両編成に変更された。これに伴い3両のD編成の需要が増加したため、4両のA編成に組成されていたモハ115形に運転台を設置し対応させることになり、2004年に後藤総合車両所で4両が改造され発生した区分である。番号は原番号（6500番台は新製時の番号）に600を加えたものとなった。
前面形状は再び貫通扉付きのものとなったが、運転台位置は上述1000番台と同じくやや低めで運転台仕切窓を従来より拡大したため、同時期に登場した103系3550番台に類似した形状となった。運転台機器は下関所属で老朽化により余剰廃車となったクハ115形初期車からの発生品を流用し、ブロックごとにユニット化するなどコスト低減が図られたため、運転室の仕切り壁は上側が切れている。また雪切室を廃止したため、主電動機の冷却風取り入れ口は運転室の下にある。なおワンマン運転に対応させるため、自動放送装置が取り付けられた。このため機器類を収める箱が設置され運転室後部の窓が埋められたが、ワンマン運転は行われていない。全車30N体質改善工事が同時施工されており、座席も通常の体質改善車と同じ転換クロスシートに交換されたため座席定員48・総定員124となった。なおトイレは編成にクハ115形が組み込まれているため未設置である。
塗装は当初京阪神更新色とされたが、2012年までに全車濃黄色へ変更された。
- モハ115-6553・1059・1063・1111 → クモハ115-1653・1659・1663・1711[154]

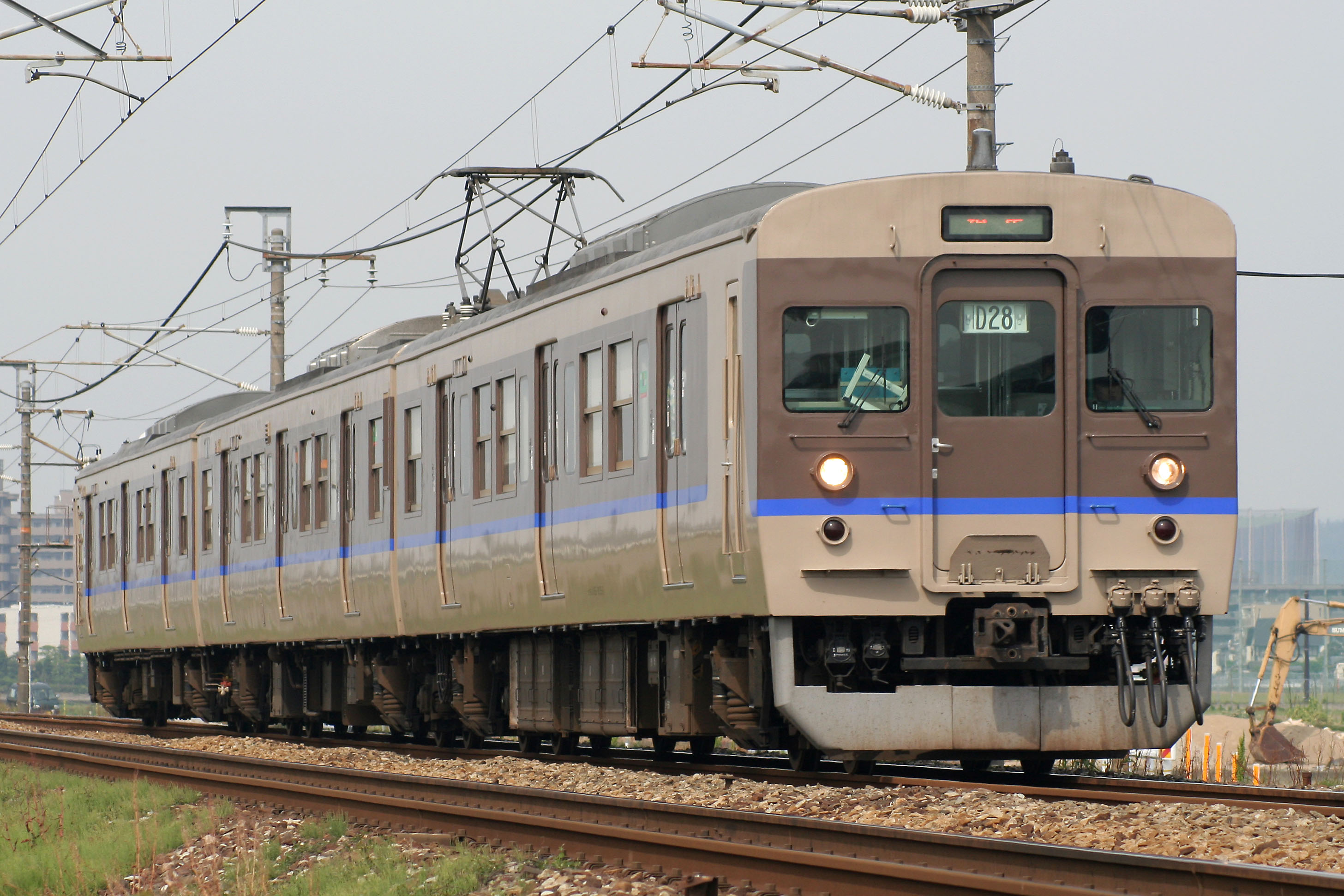
クモハ115形1600番台
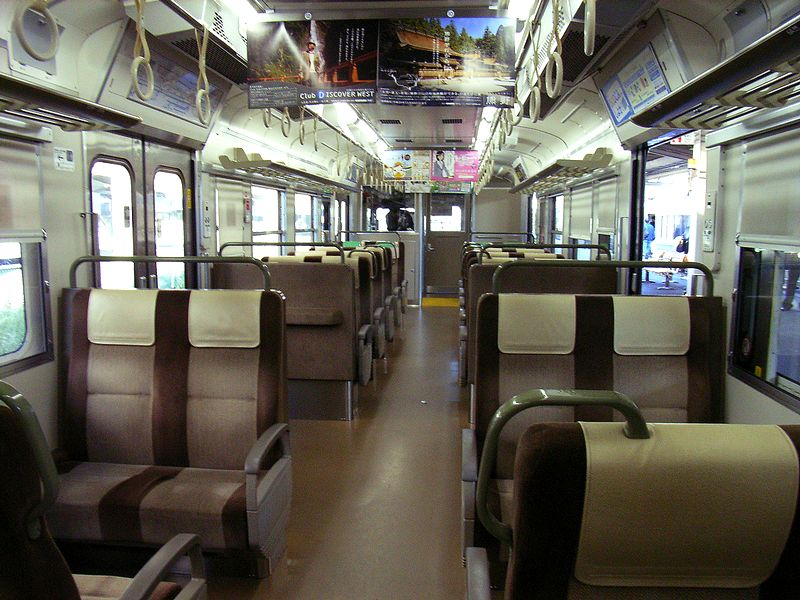
車内
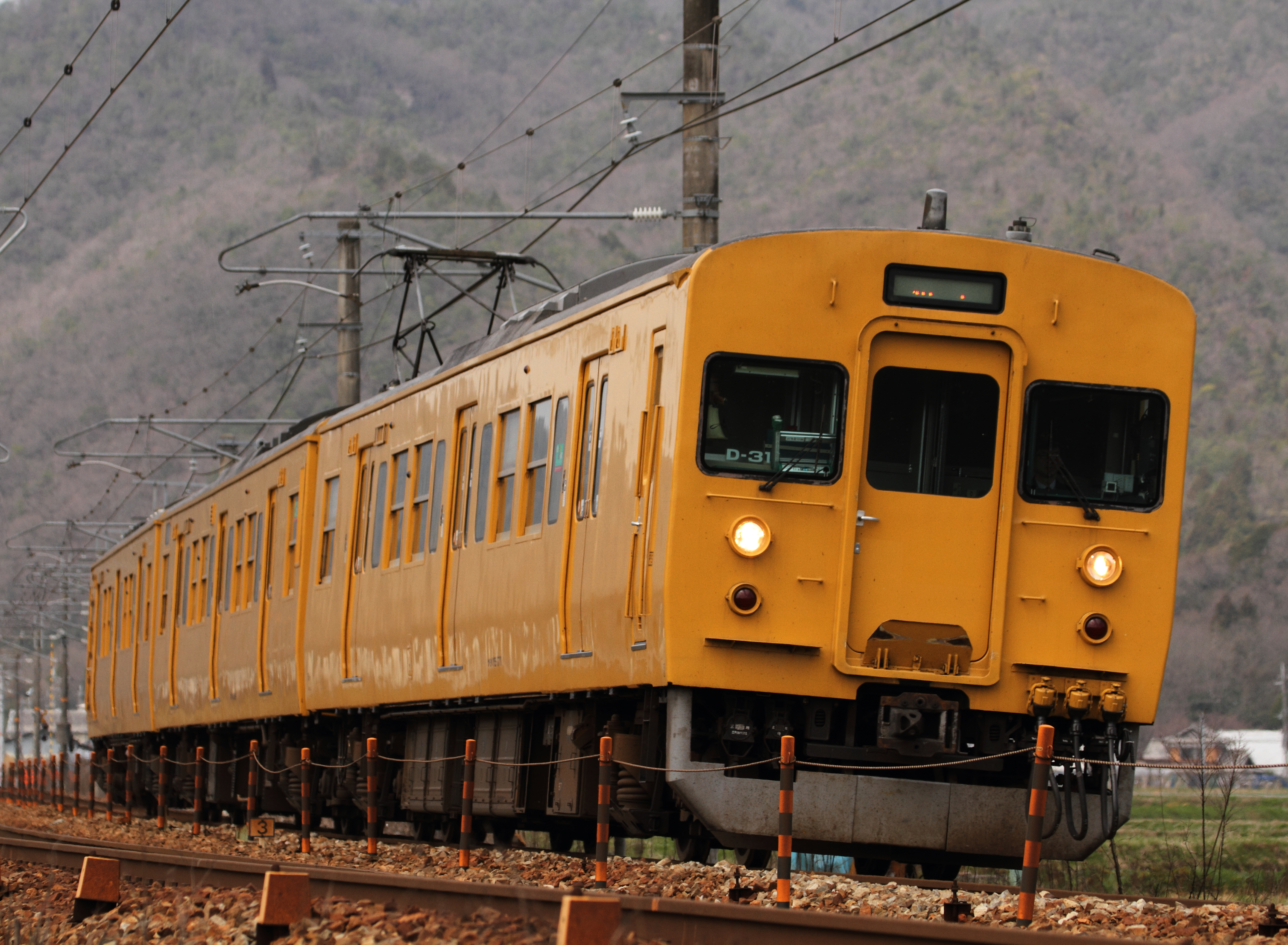
濃黄色へ変更後のクモハ115形1600番台

#### クモハ114形1000・1500番台

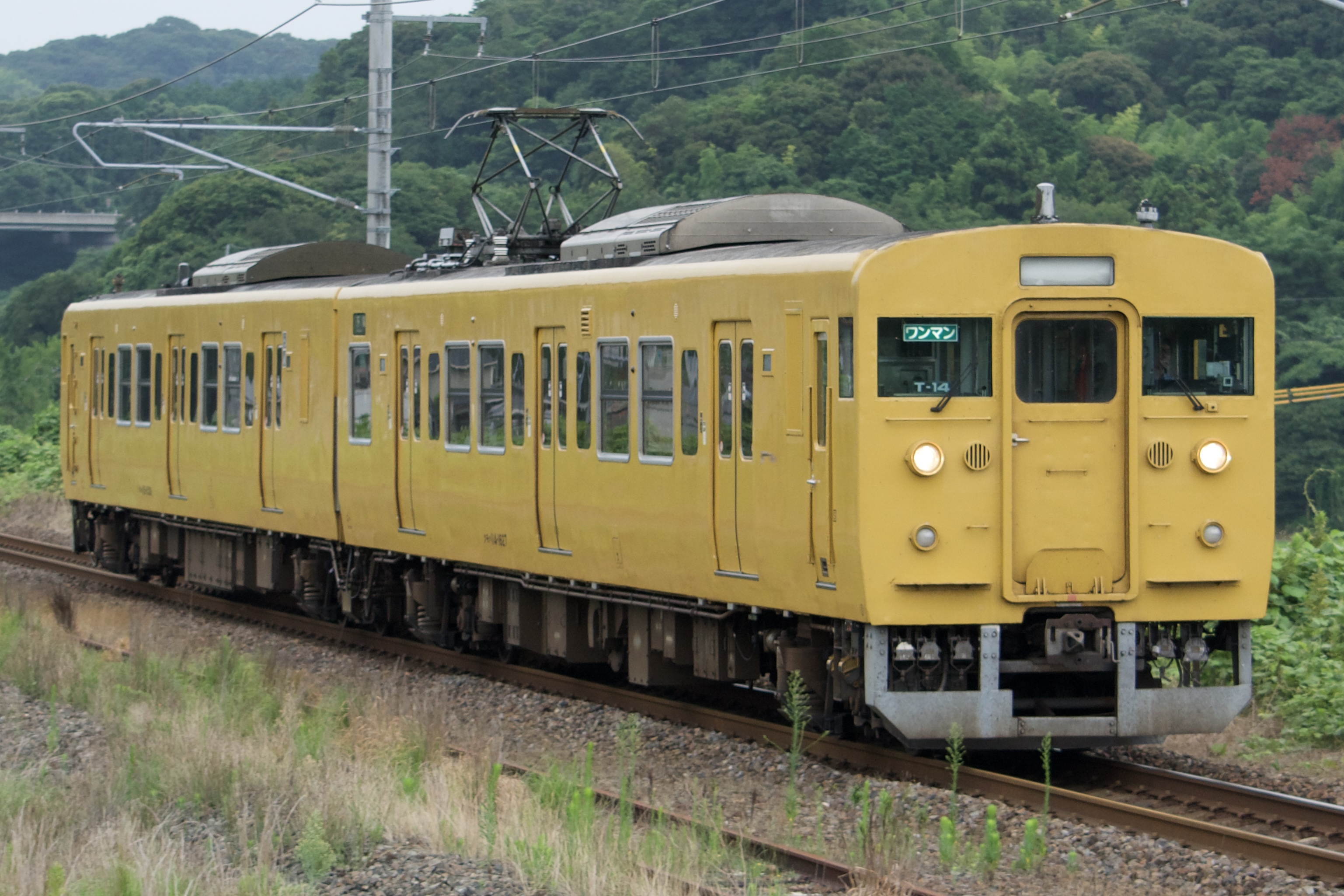
下関に転属後全編成下り側先頭車のタイフォンの形状が変更されている

223系5500番台の導入に伴い福知山地区で115系6000・6500番台が余剰となり、下関地区への転用の際に高速化解除されて発生した番台区分。2008年 - 2009年に吹田工場と下関車両センターで4両が改造された。種車が先頭車改造される前にてこ比が変更された車両が1500番台、変更されなかった車両が1000番台である。また高速化解除とともに自動解結装置が撤去され、ワンマン設備も使用停止となったため出入口表示器を不使用とした。下関総合車両所に配置され岩国 - 下関間で主に運用される。塗装は転属後は京阪神更新色だったが、2012年に濃黄色に塗り替えられた。なお1106にはモハ114時代に装着された霜取用パンタグラフが残存する。
- クモハ114-6106・6621・6625・6627 → クモハ114-1106・1621・1625・1627[158]

#### クハ115形2500・2600番台

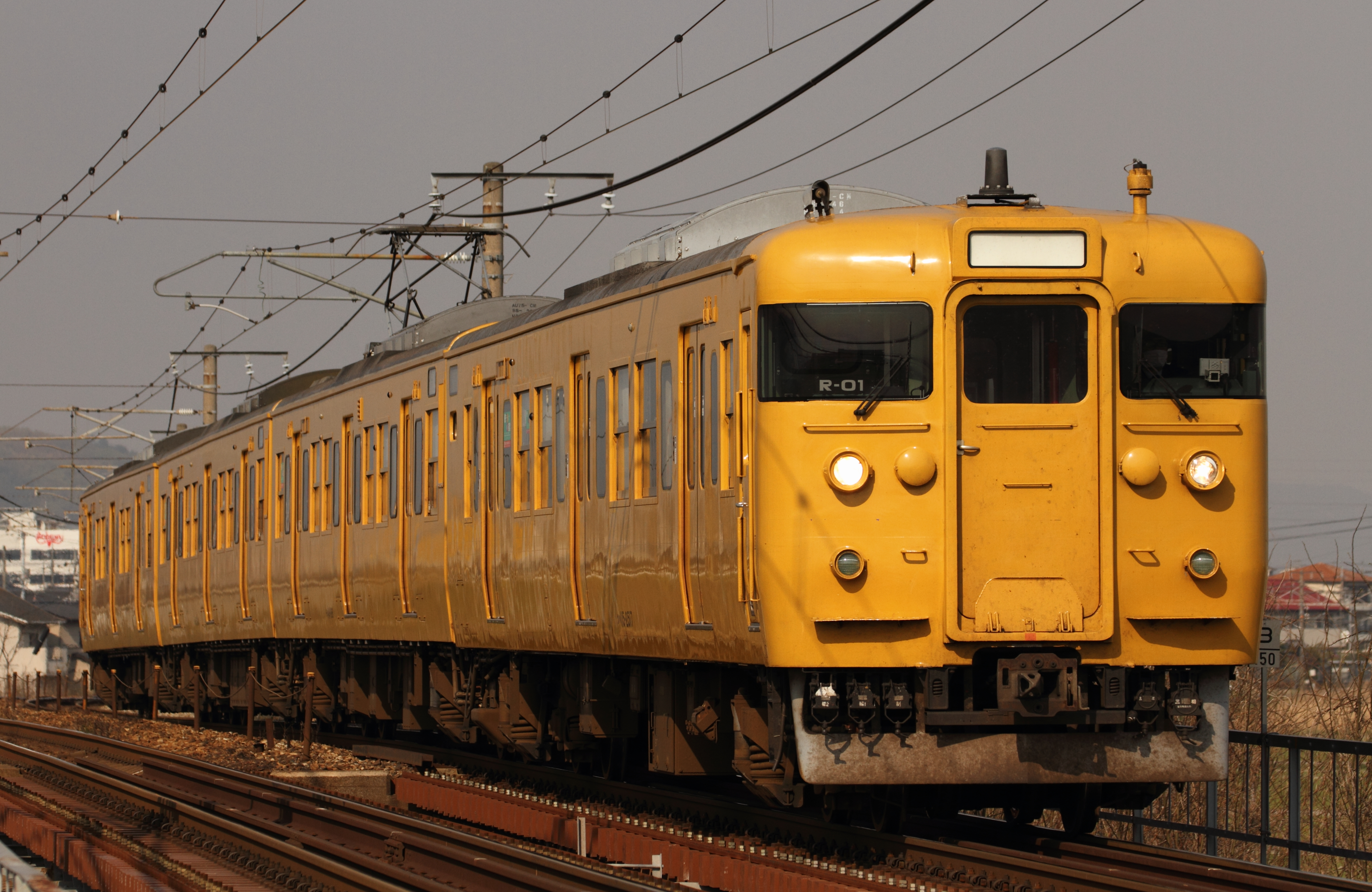
クハ115-2517

広島・山口地区には車齢の高いクハ115形や、115系と混成でクハ111形が運用されていたが、老朽化が進んだことや、クハ111形混成編成では半自動ドアが使用できないなど、サービス上の問題があった。このため京阪神地区への新型車両投入により捻出された広島地区の113系を115系に改造し編入することになり、クハ115・111形初期車の置き換え用としてクハ111形2000番台を改造したクハ115形2500・2600番台が2012年度に登場した。
改造内容はMC54A形主幹制御器を115系用MC53形へ交換・ブレーキ弁のカム構造変更・ジャンパ連結器交換の編入改造である。相違点として運転台に抑速ブレーキ表示灯を設置した。
2500番台が偶数向き、2600番台が奇数向きである。車両番号はクハ111形新製時のものに500を加えたものとしたが、クハ111形2500・2600番台は嵯峨野線時代に電気連結器取付工事を実施後に撤去したグループであり、改番前の元番号に500を加えたものとした。
- クハ111-2016・2017・2020・2606・2613→クハ115-2516・2517・2520・2515・2539[163]
- クハ111-2116・2120・2142・2513→クハ115-2616・2620・2642・2645[163]

#### クハ115形750番台

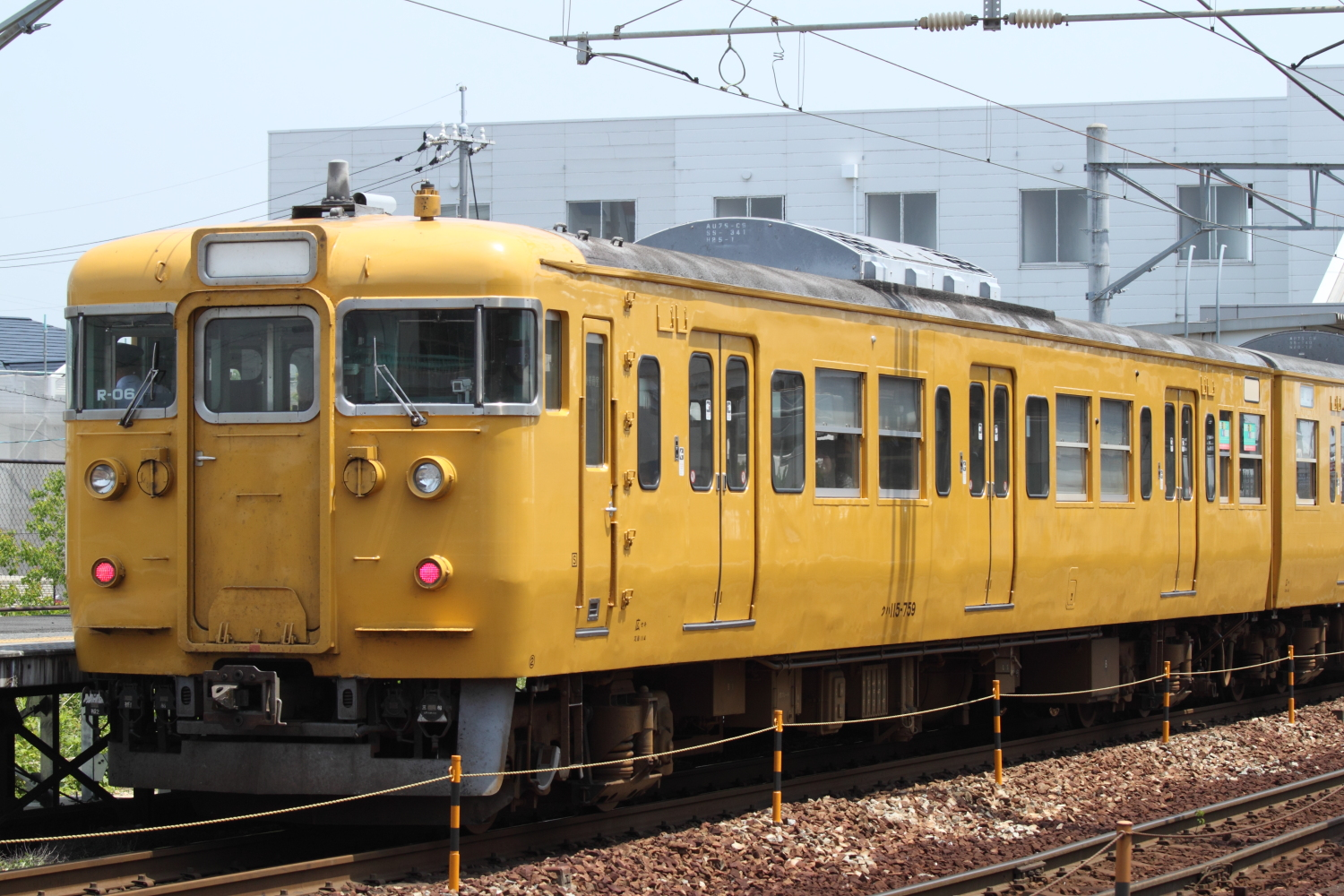
クハ115-759

老朽化したクハ115形初期形車置換えを目的に113系クハ111形750番台から本系列への改造を2013年に施工した。体質改善車ではなく座席はボックスシートである。
759の1両が下関総合車両所運用検修センターに所属していたが、227系の導入により2015年3月に廃車され、廃区分番台となった。
- クハ111-759 → クハ115-759[164]

## 他系列への改造車

### 113系への改造

#### サハ111形300番台への改造
房総各線で運用している113系6両編成の一部を4両編成とするにあたりサハ代用で組込まれていたクハ111形を捻出するために、中央東線の短編成化で余剰となったサハ115形300番台4両を1984年と1985年に編入改造を施工した。
- サハ115-308・310 - 312 → サハ111-301 - 304

#### クハ111形への改造
前項同様に房総各線で運用している113系6両編成の一部を4両編成とするにあたり、余剰となっていたクハ115形基本番台を1988年に編入改造した。種車はすべて非冷房車で基本番台・300番台ともに従来車の続番とされた。1993年までに全車廃車。
- クハ115-65・80・158・176・67 → クハ111-271 - 275
- クハ115-47・66・157・179・68 → クハ111-570 - 574（CP取付）

### 401系への改造
常磐線の編成組み替えなどで先頭車が不足したため、1986年にクハ115形の1両が401系のクハ401形に改造された。改造当初の車両番号はクハ401-901であったが、1987年1月にクハ401-101へ改番されている。
- クハ115-612 → クハ401-901 → クハ401-101

## 各種改造工事
1. ロングシート改造を施工した車両の車内画像
2. 前面強化車両の改造直後（無塗色）の画像

### 国鉄時代の各種改造

#### 国鉄時代の冷房化改造

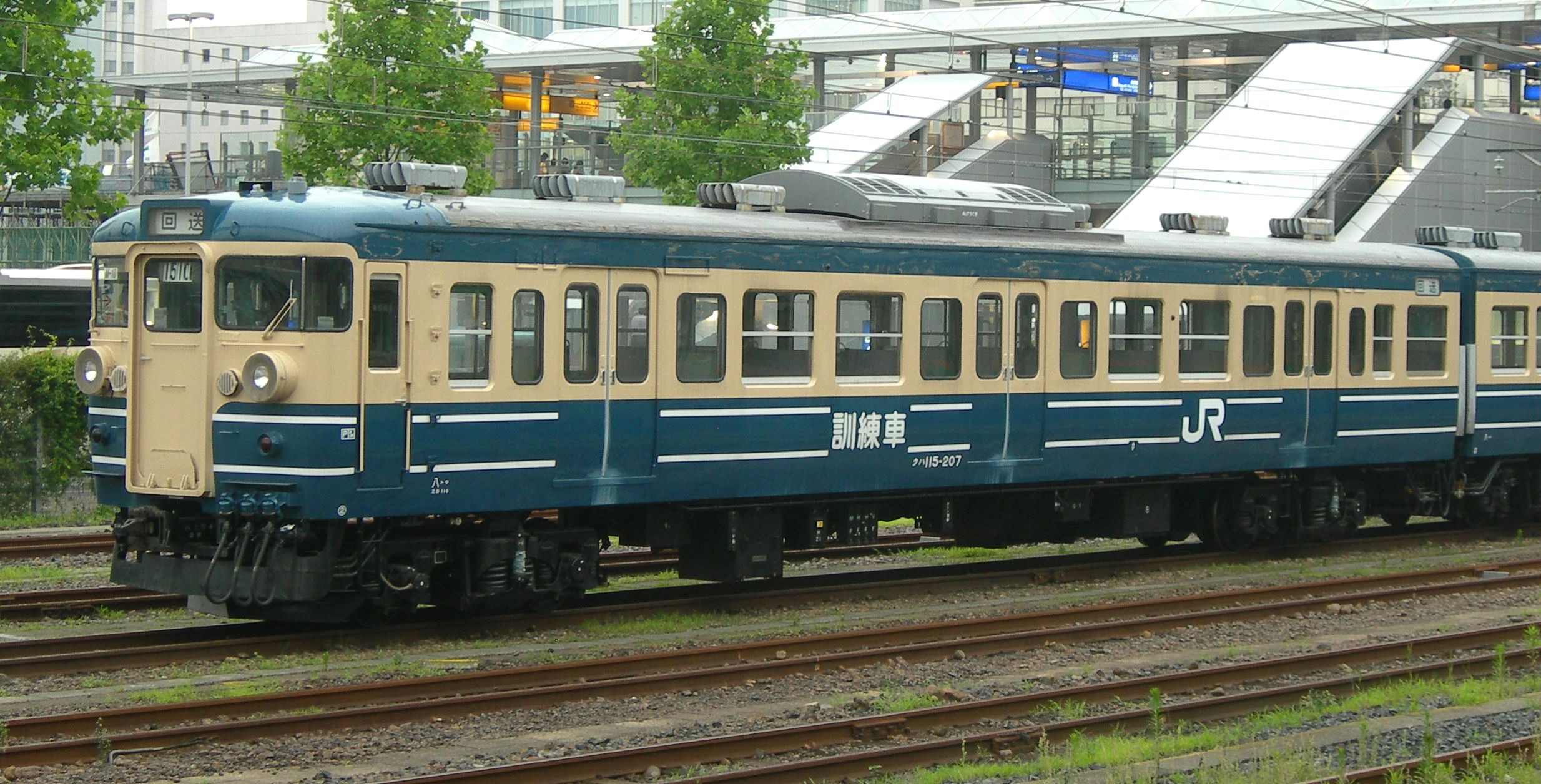
クハ115-207
冷房改造車

非冷房で落成した基本番台は、300番台・113系0'番台が新製冷房車で落成したためサービス標準化の観点から以下に示す冷房化改造が1975年度より施工された。
- AU75形集中式冷房装置を屋根上に搭載[注 11]
- 冷房装置搭載のため構体を補強[169]
- モハ114形のMGを自車を含め最大4両に給電可能な冷房電源供給用MH135-DM92形・160 kVA電動発電機に換装[169]
- 側面後位寄りには電動行先表示器の準備工事（後年に搭載）
- クハ115形は冷房電源用三相引き通しを追加したため片渡り構造に変更[169]
- 制御回路用ジャンパ連結器をKE58形2基からKE76形3基に変更

冷房化改造を受けた車両は奇数番号車は奇数向き、偶数番号車は偶数向きに改造され、一部車両は方向転換も実施された。また1980年度以降には1000番台以降の冷房準備車にも取付工事が開始された。3000番台の冷房準備車は1984年に全車両が冷房化され、2年で工事完了となった。
国鉄末期に広島地区クハ115形改造車の一部で施工された冷房化改造では、153系の廃車発生品のAU13形分散式冷房装置4基または6基が搭載された。
新製車に合わせて国鉄時代に施工された改造工事はAU75形集中式冷房装置の搭載を前提としていたが、分割民営化後のJR東日本・JR東海の両社では経費削減の観点から集約分散式を搭載する改造も施工された。民営化後の冷房化改造では補助電源装置も従来のMGに代わり屋根上搭載インバータや静止形コンバータ (SCV) が適用された。

#### 新潟地区向け耐寒耐雪強化改造

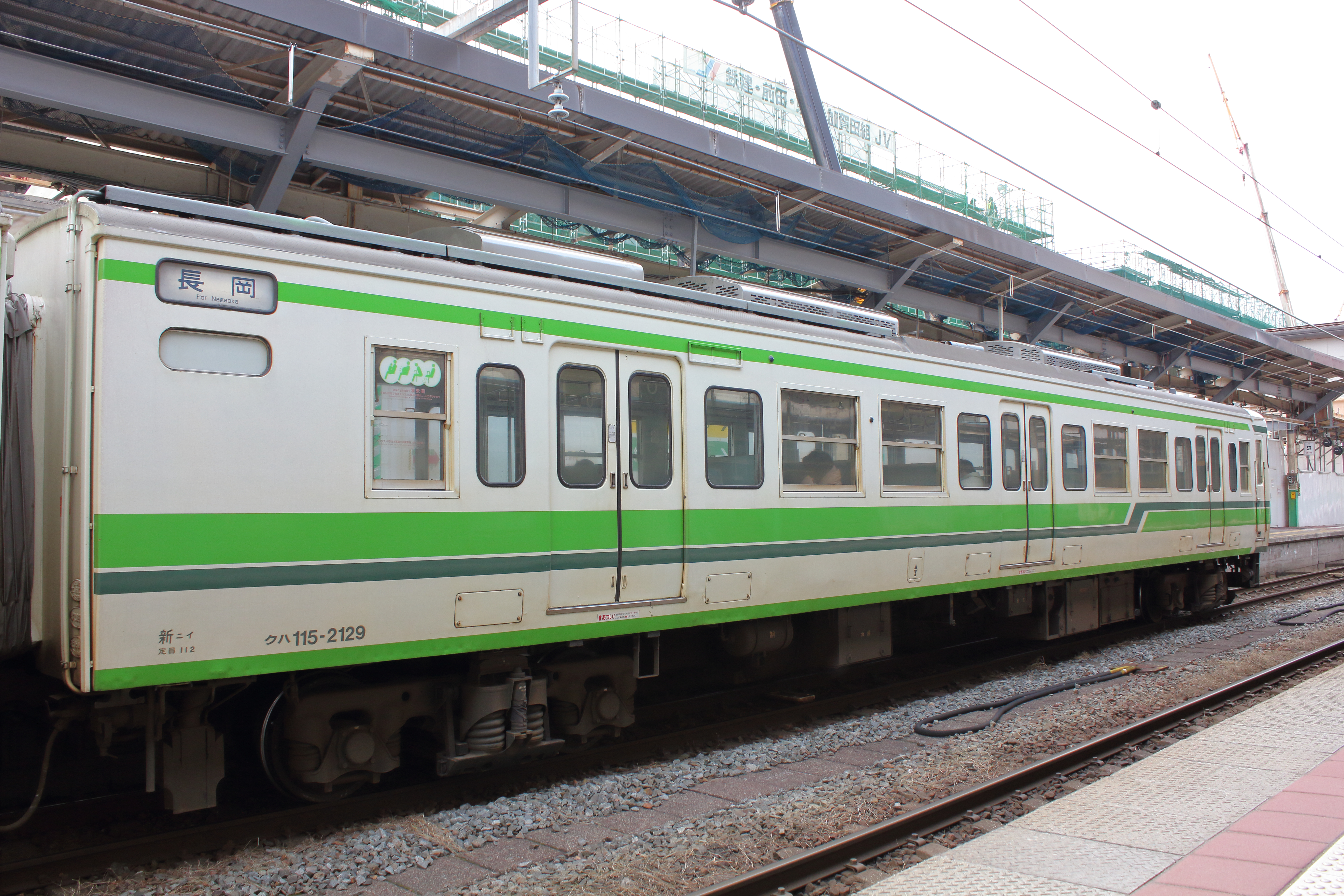
新潟地区転用後のクハ115-2129

1976年度に東北・高崎線の115系300番台投入で115系0番台が新潟地区の旧性能車置き換えとして転用された際、寒冷地の走行を考慮して新潟地区の165系に相当する耐寒耐雪構造工事が行われた。改造内容は先頭車前面へのタイフォンカバー設置、客室内への主電動機冷却風取り入れ口の設置、前面窓へのデフロスタ設置などである。1978年度に115系1000番台が新潟地区に新製投入されたため115系0番台の新潟地区での運用は終了し、タイフォンカバーの撤去などを行った上で岡山・広島地区へ転属した。
1984年の越後・弥彦線電化の際は沼津・岡山・広島から115系0番台・2000番台の一部が新潟地区に転用されることになり、寒冷地の走行を考慮した耐寒耐雪構造強化工事が行われた。改造内容は耐雪ブレーキの設置、客室内への主電動機冷却風取り入れ口の設置、乗務員室への温風暖房の設置などである。

#### 前面強化と前照灯シールドビーム化
115系は1973年の300番台より前面強化構造で新製されたが、0番台についても1978年度より前面強化改造が施工されることになった。0番台先頭車の前照灯は白熱灯2基を前面窓下に設置していたが、300番台以降は小型で耐久性に優れたシールドビームが採用されており、0番台車でも前面強化改造と同時にシールドビームへの交換が施工された。
改造内容は前面外板の補強と前照灯のシールドビーム化である。ライトの口径が異なることから通常は前面強化工事と同時施工でライトケースごと撤去し、外見上の違和感がなくなるように300番台以降の車両と同じ形状に整形されている。

#### 特別保全工事
車齢が15年以上経過した車両は老朽化や設備の陳腐化が深刻になったが、当時の国鉄は財政状況が厳しく、それらの車両を新車に置き換えることは難しかったため、延命のために特別保全工事が行われた。改造内容は主に屋根や腰板、窓まわりの外板の補修および空気配管や配線の取り替えであった。この工事は全般検査2回分（約8年）分の寿命を延ばすことが目的だった。

### JR各社共通の各種改造

#### 前照灯簡易シールドビーム化改造

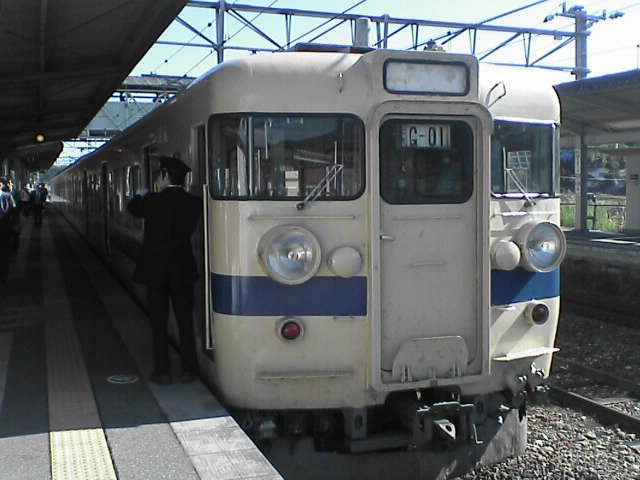
クハ115-605（原型前照灯車） 現在はシールドビーム改造済
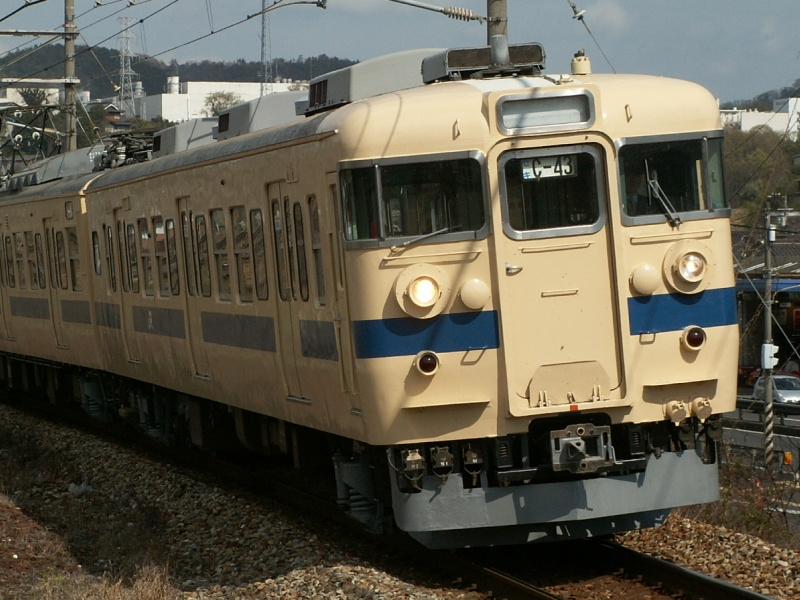
クハ115-604 下関車両センター施工のシールドビーム化改造車
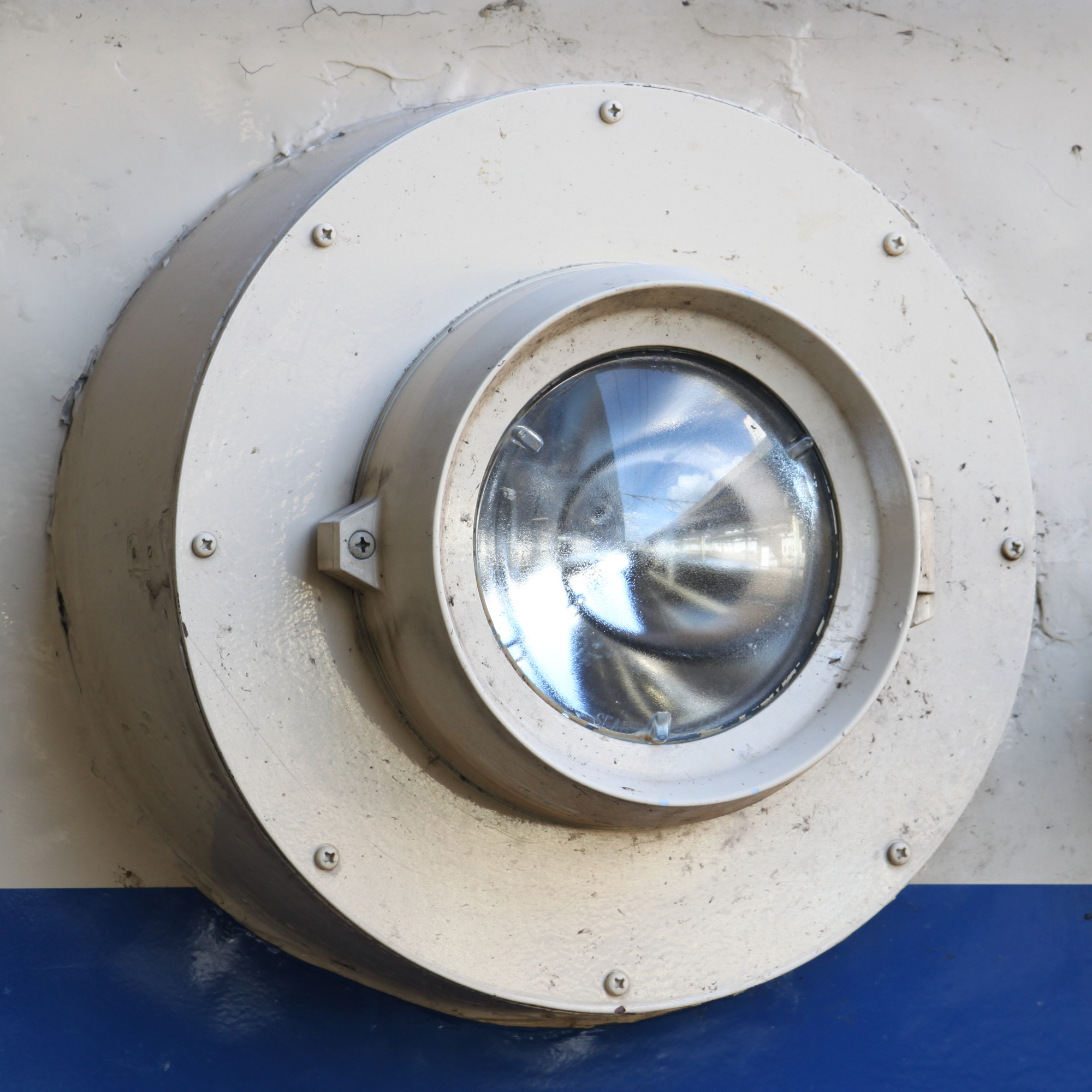
下関車両センター施工のシールドビーム化改造車の前照灯
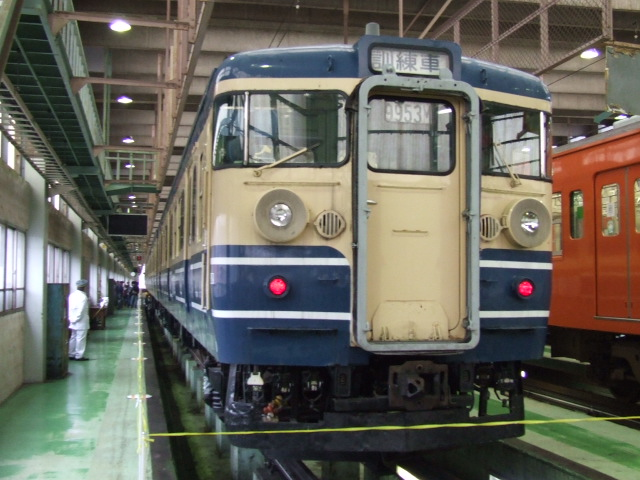
クハ115-108 ライトケース灰色塗装異端車

115系0番台は国鉄時代より前照灯のシールドビーム化が進められていたが、JR化後は改造費節減の観点から白熱灯用ライトケースに口径差を解消するリング状の枠を取付けシールドビームを設置する方式が開発された。枠の色は一般的に周囲と同色にされるが、豊田車両センター所属訓練車編成クハ115-108に見られる灰色という例外もある。
2006年以降にJR西日本下関車両センターが施工した改造では、さらなる経費削減の観点からクハ105形100番台廃車発生品のシールドビームを流用し、枠で電灯部分をくり抜いた鉄板でライトケースを塞ぐ工法となった。2008年に最後の大型前照灯装備車クハ115-199がシールドビームに改造されたため、0番台の原型前照灯装備車は姿を消した。残存車はクハ111形改造の605のみとなったが、同車も2008年5月に改造され本系列から白熱灯車が消滅した。

#### ATS-P設置改造
JR東日本では1988年の東中野駅列車追突事故を契機にATS-Pの設置が推進されることになり、115系でも首都圏の全車と長野・新潟地区の一部車両で設置された。後に長野・新潟地区ではATS-SNを基本としたATS-Psの設置が対象全車で完了している。ATS-P・Ps関連機器はクハでは床下に搭載されたが、クモハでは床下機器スペースが小さく搭載が困難なため、0番台では運転台後部の側窓を閉鎖して機器箱を設置、300番台・1000番台では運転台仕切壁の上側に機器箱が設置された。
JR西日本では2005年のJR福知山線脱線事故を機にATS-Pの整備が進められ、115系にも順次搭載されている。

### JR東日本の各種改造

#### AU712形による冷房化改造

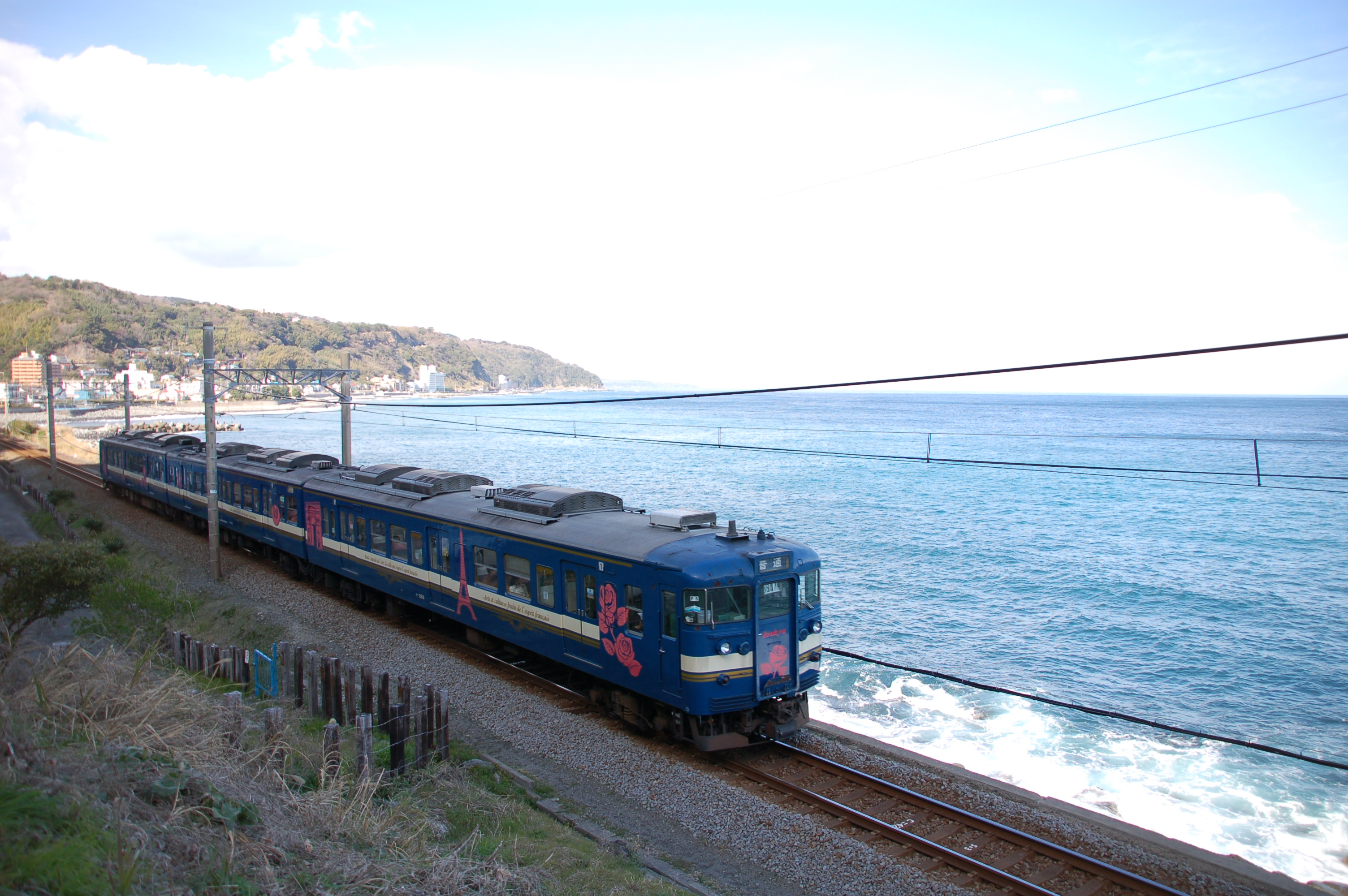
AU712形集約分散式冷房装置
SC24形補助電源装置
搭載冷房改造車
（画像は伊豆急行譲渡後）

非冷房車は冷房搭載を前提としていないため、構体の補強および電源用三相交流引き通し増設の工事が伴い、多額の費用と時間を要していた。早期の冷房化を図るため、JR東日本での非冷房車の冷房改造は分散式のAU712形で行われることになった。1988年度から改造が実施され、豊田電車区・小山電車区・上沼垂運転区（現・新潟車両センター）所属の基本番台・800番台を対象に施工されている。
冷房装置本体は重量分散化で補強を不要とするAU712形集約分散式冷房装置を搭載、室内の左右に冷気用ダクトを2本設置して冷房効率化の観点から一部の扇風機を残存した。電源は当初はモハ114形のMG換装で対応していたが、途中から工期・費用を削減するためSC24形インバータ（28 kVA・VVVF制御）を屋根上搭載とした。SC24形インバータ搭載の場合はクモハ・モハ114形のMGが20 KVAのまま存置されている。
冷房準備車ではAU75C形の後継機種となるAU75F形を搭載するのが基本であるが、上沼垂所属のクハ115-1502・1503・2035・2037・2039・2040・2129は編成を組成する電動車ユニットが非冷房車であったため、冷房準備車ながらAU712形冷房装置とSC24形インバータが搭載された。AU75形用塞ぎ板を一旦外した後に天井を再改造しており、ランボードを残存させているが、1981年以降の製造車は201系で採用された物と同タイプを装備する。
115系のAU712形冷房改造車は施工車の大半が車齢の高い初期車であったため、早期に淘汰されている。中央東線では2000年12月の豊田電車区から松本電車区転属後に小山区からの115系転入車に置換され、東北・高崎線用はE231系への置換えで全廃となった。新潟地区では比較的遅くまで残っていたが、2015年12月までに全廃となっている。
2000年に松本運転所へ転属した編成の一部は伊豆急行200系となったが、すでに全廃となった。

#### 車両更新工事
国鉄時代の特別保全工事を発展させ、20年程度の延命を目的とした車両更新工事。外板や配管の交換、座席モケットや化粧板の交換、屋根の塗り屋根化、前照灯のシールドビーム化、方向幕準備工事車への方向幕設置などが行われた。

#### 弥彦線向けワンマン化改造

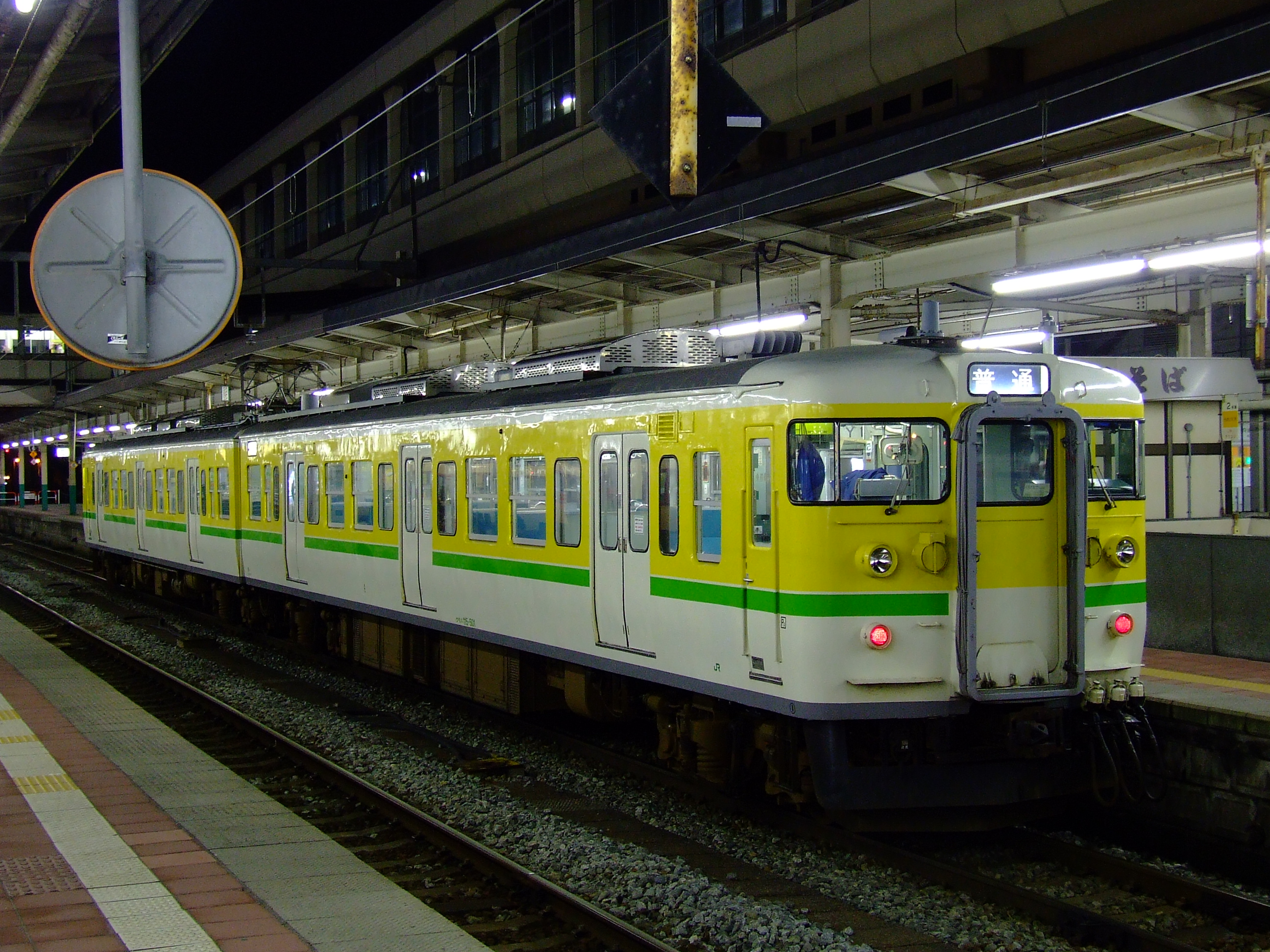
2代目弥彦色の弥彦線向けワンマン車（2007年）

115系の2両編成で運転される弥彦線は、1988年10月からワンマン運転が実施されることになった。これに伴い一部編成に放送装置や運賃箱の設置、ドアチャイム、EB取り付けなどの改造が施工された。施工車両は白をベースに朱色3号と黄5号のストライプ塗装に変更された。
弥彦線向けワンマン車は1995年度に塗装変更が行われ、白地に窓周りをライトイエローとしてグリーンとグレーの帯を配する配色となった。

#### ロングシート化改造
JR東日本では東京都市圏の輸送力増強のため、1989年度から1990年度に小山電車区の300番台7両編成のうち、14編成98両にロングシート改造を施工した。
長野地区では分割民営化直前の1987年3月に長野地区の1000番台1編成3両へ試験的にロングシート化改造を施工した。編成はクモハ115-1019+モハ114-1025+クハ115-1018の3両編成（後の長野総合車両センターN29編成）で、トイレ対向部を除きすべてロングシート化された。長野地区では寒冷地での冬期の暖房効果に難があるとして、2002年12月のリニューアル工事の際にセミクロスシートに戻されている。

#### 前面強化工事
1992年9月14日に発生した成田線大菅踏切事故を受けて、JR東日本は113系電車と同様に1972年度以前に製造された車両にアンチクライマー付きのステンレス板を取り付ける前面強化工事を施工した。当初板は無塗色のステンレスカラーだったが、やがて通常の塗色に戻された。初期車は前照灯のシールドビーム化改造も合わせて行われた。

#### トイレ追設工事
新潟・長野地区では先頭車化改造車増備によりクモハ114形・115形による2両編成で運行されていたが、2両編成にはトイレがないため1992年から新潟地区の車両に、1999年から長野地区の車両に大型トイレを設置する改造工事が施工された。

#### リニューアル工事

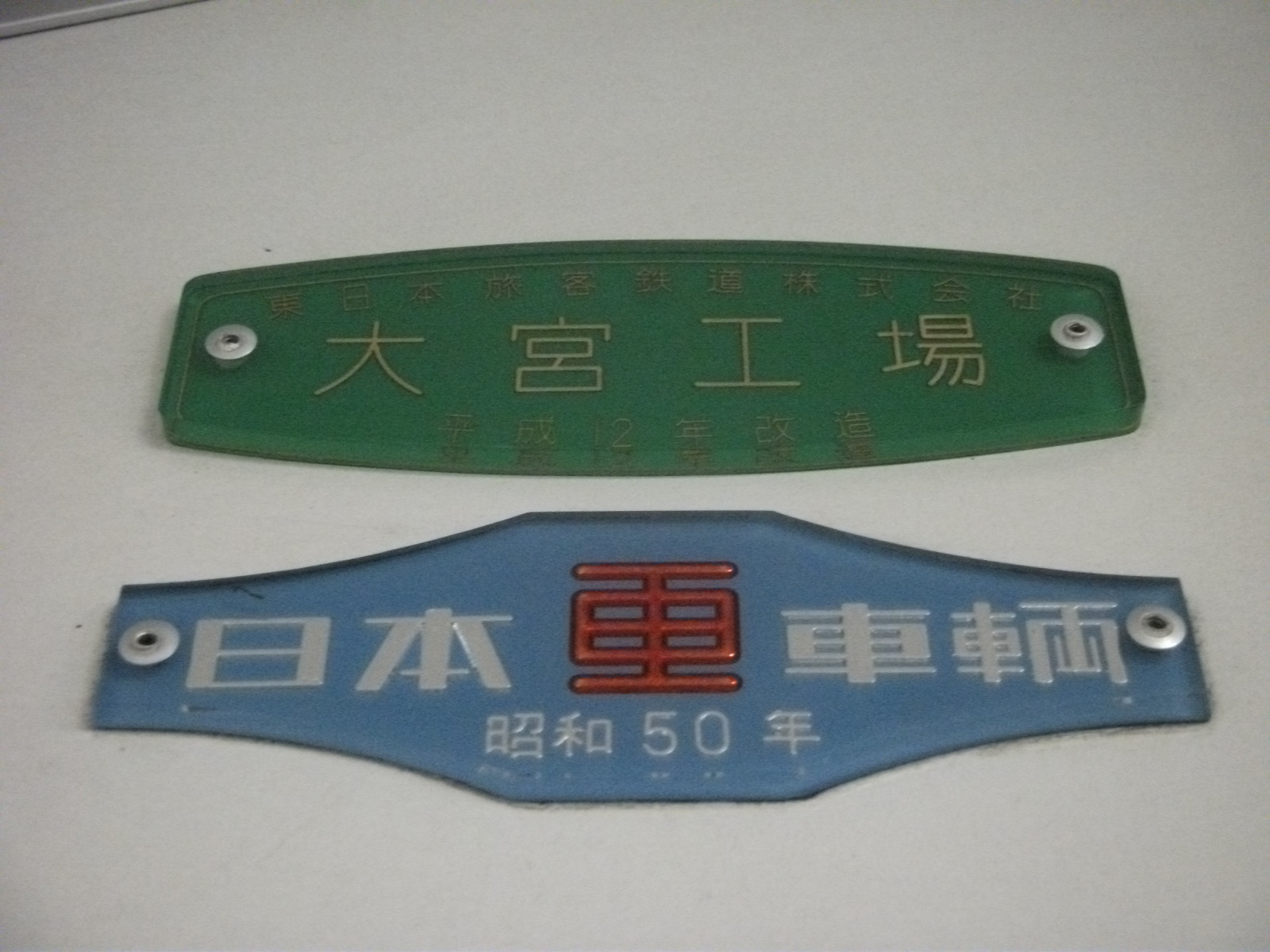
大宮工場で施工された工事の際に付されたプレート

アコモデーションの改善や故障防止、信頼性の向上などを目的としてJR東日本車所属の300番台・1000番台一部車両を対象に1998年度から2002年度にかけて、6両編成×7本、3両編成×53本、2両編成×4本の209両が施工された。
- 外板の取替・塗屋根化ならびに雨どいのFRP化[190][191]
- 座席の取替[190]
- 台車の密封コロ軸受化[190]、防振ゴムを交換[173]
- 化粧板と床の更新（ローンテックス化）[190]
- 補助電源装置をMG→SIVに交換・CPをスクロール式・除湿装置付きに取替（一部車両）[190]
- クハ115形トイレ脇のロングシート撤去と車椅子スペースの設置（一部車両）
- 自動空気ブレーキをA制御弁からM制御弁に取替[190]
- 空気配管や配線などを交換[173]
- 側引戸と配管の修繕[192]
- 床貫通配管をステンレス化[192]
- 前面の窓ガラスを交換[192]
- 電動ワイパー化[192]
- 主電動機の絶縁を更新[192]、
- 客室内の窓ガラス・カーテン・荷棚を更新[192]
- ドア横のロングシートの端に防寒仕切を新設[192]
- 三角形抗菌タイプつり手に交換ならびにドア付近へ増設[192]
- トイレの引戸・床敷物・ペーパーホルダーを更新[192]

##### 長野車
| 編成 | クハ115 | モハ114 | モハ115 | モハ114 | モハ115 | クハ115 | 竣工       | 施工 | 廃車       | 備考 |
| ---- | ------- | ------- | ------- | ------- | ------- | ------- | ---------- | ---- | ---------- | ---- |
| C5   | 496     | 420     | 394     | 443     | 417     | 443     | 2001.9.25  | 土崎 | 2014.8.31  |      |
| C6   | 436     | 385     | 359     | 366     | 340     | 365     | 2001.10.11 | 土崎 | 2014.11.20 |      |
| C7   | 1221    | 1097    | 1036    | 1115    | 1052    | 1116    | 2001.11.8  | 大宮 | 2014.11.6  |      |
| C8   | 1005    | 1140    | 1076    | 1042    | 1011    | 1512    | 2002.1.24  | 大宮 | 2014.11.30 |      |
| C9   | 440     | 388     | 362     | 387     | 361     | 387     | 2002.3.4   | 土崎 | 2014.12.7  |      |
| C10  | 1076    | 1114    | 1051    | 1113    | 1050    | 1115    | 2002.3.4   | 大宮 | 2015.1.31  |      |
| C11  | 1095    | 1141    | 1077    | 1138    | 1074    | 1136    | 2002.5.14  | 土崎 | 2015.1.6   |      |

| 編成 | クモハ115 | モハ114 | クハ115 | 竣工       | 施工 | 廃車      | 備考             |
| ---- | --------- | ------- | ------- | ---------- | ---- | --------- | ---------------- |
| N21  | 1010      | 1015    | 1010    | 1999.2.12  | 長野 | 2015.3.14 | しなの鉄道へ譲渡 |
| N1   | 1072      | 1170    | 1215    | 1999.3.29  | 長野 | 2015.3.14 | しなの鉄道へ譲渡 |
| N13  | 1015      | 1020    | 1014    | 1999.3.31  | 長野 | 2015.3.14 | しなの鉄道へ譲渡 |
| N7   | 1070      | 1167    | 1213    | 1999.7.2   | 長野 | 2015.3.14 | しなの鉄道へ譲渡 |
| N24  | 1021      | 1029    | 1020    | 1999.9.22  | 長野 | 2015.4.2  |                  |
| N12  | 1036      | 1047    | 1037    | 1999.10.8  | 長野 | 2015.3.14 | しなの鉄道へ譲渡 |
| N16  | 1563      | 1137    | 1091    | 2000.7.31  | 長野 | 2015.4.2  |                  |
| N28  | 1003      | 1005    | 1003    | 2000.10.12 | 長野 | 2015.4.2  |                  |
| N25  | 1001      | 1001    | 1001    | 2000.11.22 | 長野 | 2022.9.16 | 新潟へ転属       |
| N14  | 1006      | 1011    | 1006    | 2000.12.15 | 長野 | 2022.8.3  | 新潟へ転属       |
| N26  | 1007      | 1012    | 1007    | 2001.2.15  | 長野 | 2014.4.2  |                  |
| N31  | 1008      | 1013    | 1008    | 2001.5.30  | 長野 | 2022.6.22 | 新潟へ転属       |
| N32  | 1009      | 1014    | 1009    | 2001.7.30  | 長野 | 2015.4.2  |                  |
| N33  | 1521      | 1165    | 1231    | 2001.9.29  | 長野 | 2015.4.2  |                  |
| N6   | 1068      | 1164    | 1211    | 2001.11.29 | 長野 | 2022.8.3  | 新潟へ転属       |
| N5   | 1071      | 1168    | 1214    | 2002.2.1   | 長野 | 2015.4.2  |                  |
| N11  | 1522      | 1169    | 1232    | 2002.3.30  | 長野 | 2022.6.22 | 新潟へ転属       |
| N29  | 1019      | 1025    | 1018    | 2002.12.10 | 長野 | 2015.4.2  |                  |

| 編成 | クモハ114 | クモハ115 | 竣工      | 施工 | 廃車     | 備考             |
| ---- | --------- | --------- | --------- | ---- | -------- | ---------------- |
| N51  | 1528      | 1508      | 2000.2.1  | 長野 | 2013.6.1 | しなの鉄道へ譲渡 |
| N52  | 1037      | 1509      | 2000.3.4  | 長野 | 2013.6.1 | しなの鉄道へ譲渡 |
| N56  | 1011      | 1507      | 2000.3.28 | 長野 | 2013.6.1 | しなの鉄道へ譲渡 |
| N57  | 1005      | 1510      | 2000.6.23 | 長野 | 2013.6.1 | しなの鉄道へ譲渡 |

##### 豊田車
| 編成 | クモハ115 | モハ114 | クハ115 | 竣工       | 施工 | 廃車       | 備考 |
| ---- | --------- | ------- | ------- | ---------- | ---- | ---------- | ---- |
| M1   | 304       | 332     | 354     | 2000.1.28  | 大宮 | 2014.12.10 |      |
| M2   | 305       | 333     | 356     | 2000.1.28  | 大宮 | 2014.12.11 |      |
| M3   | 306       | 334     | 358     | 2000.4.28  | 大宮 | 2015.1.22  |      |
| M4   | 307       | 335     | 360     | 2000.4.28  | 大宮 | 2014.12.11 |      |
| M5   | 308       | 342     | 370     | 2000.10.20 | 大宮 | 2014.12.19 |      |
| M6   | 309       | 343     | 372     | 2000.10.20 | 大宮 | 2014.12.10 |      |
| M10  | 313       | 347     | 380     | 2001.6.25  | 大宮 | 2015.1.7   |      |
| M12  | 325       | 361     | 412     | 2001.9.19  | 大宮 | 2015.1.8   |      |

##### 高崎車
| 編成  | クモハ115 | モハ114 | クハ115 | 竣工       | 施工 | 廃車      | 備考 |
| ----- | --------- | ------- | ------- | ---------- | ---- | --------- | ---- |
| T1046 | 1035      | 1046    | 1036    | 1999.9.10  | 大宮 | 2018.7.10 |      |
| T1037 | 1027      | 1037    | 1027    | 1999.12.9  | 大宮 | 2018.7.1  |      |
| T1043 | 1032      | 1043    | 1038    | 2000.3.23  | 大宮 | 2018.7.1  |      |
| T1039 | 1029      | 1039    | 1029    | 2000.8.3   | 大宮 | 2018.4.16 |      |
| T1032 | 1022      | 1032    | 1022    | 2000.12.5  | 大宮 | 2018.7.19 |      |
| T1038 | 1028      | 1038    | 1028    | 2001.3.15  | 大宮 | 2018.4.16 |      |
| T1036 | 1026      | 1036    | 1026    | 2001.7.18  | 大宮 | 2018.7.1  |      |
| T1022 | 1017      | 1022    | 1016    | 2001.11.20 | 大宮 | 2018.7.10 |      |
| T1041 | 1031      | 1041    | 1031    | 2002.2.28  | 大宮 | 2018.7.19 |      |

##### 新潟車
| 編成 | クモハ115 | モハ114 | クハ115 | 竣工       | 施工 | 廃車       | 備考 |
| ---- | --------- | ------- | ------- | ---------- | ---- | ---------- | ---- |
| N28  | 1062      | 1109    | 1074    | 1999.7.24  | 大宮 | 2016.12.17 |      |
| N14  | 1059      | 1083    | 1059    | 1999.11.5  | 大宮 | 2016.4.5   |      |
| N30  | 1552      | 1101    | 1062    | 1999.12.10 | 大宮 | 2018.4.10  |      |
| N20  | 1041      | 1055    | 1041    | 2000.6.25  | 大宮 | 2016.4.22  |      |
| N25  | 1025      | 1035    | 1245    | 2000.9.4   | 大宮 | 2016.4.22  |      |
| N3   | 1044      | 1061    | 1044    | 2000.11.30 | 大宮 | 2018.4.3   |      |
| N21  | 1046      | 1064    | 1049    | 2001.2.5   | 大宮 | 2017.4.8   |      |
| N22  | 1014      | 1019    | 1013    | 2001.3.10  | 大宮 | 2017.4.26  |      |
| N5   | 1047      | 1065    | 1047    | 2001.3.30  | 大宮 | 2017.4.19  |      |
| N9   | 1054      | 1075    | 1052    | 2001.6.8   | 大宮 | 2017.4.5   |      |
| N2   | 1043      | 1059    | 1043    | 2001.7.31  | 大宮 | 2017.4.5   |      |
| N29  | 1519      | 1058    | 1042    | 2001.9.3   | 大宮 | 2017.4.15  |      |
| N24  | 1023      | 1033    | 1023    | 2001.10.23 | 大宮 | 2017.4.12  |      |
| N31  | 1553      | 1112    | 1246    | 2001.12.19 | 大宮 | 2016.4.15  |      |
| N7   | 1050      | 1070    | 1050    | 2002.2.19  | 大宮 | 2017.4.5   |      |
| N13  | 1058      | 1080    | 1056    | 2002.12.11 | 酒田 | 2018.4.6   |      |
| N17  | 1064      | 1135    | 1089    | 2003.2.10  | 酒田 | 2018.4.3   |      |
| N18  | 1530      | 1086    | 1060    | 2003.3.20  | 酒田 | 2018.4.3   |      |

#### 訓練車化改造
1990年にJR東日本では、乗務員を対象に定期的に行う異常時の取扱いや応急処置等の教育訓練のため保留車を活用して訓練用編成の整備を行った。2016年までに全車廃車。
クモヤ115・114ユニットは上沼垂運転所（現・新潟車両センター）で2000年に改造された。種車時代に冷房改造を施工したため屋根上にSC24形インバータを搭載する。2016年6月17日付で廃車された。
当初の訓練車は改造時期の関係で全車非冷房だったためモヤ115-2 - 4は冷房車に置換えられた。その後小山車両センター所属のモヤ115-5と長野総合車両センター所属のモヤ114-1が廃車。残存した豊田車両センター所属のモヤ115-6は2014年に長野総合車両センターへ回送され廃車となった。
- 車内は乗客用座席の撤去とロッカー・テーブルの設置
- ミーティングルームや訓練用資材の設置[167]
- 改造施工車両は『ハ』→『ヤ』の職用車に形式変更[196]
  - 一部車両は形式変更されなかった[194]
- 塗装は車両下部に2本の白線を引きその間に「訓練車」の表示[194]

- クモハ115・114-506 → クモヤ115・114-1[194]
- モハ114-801・802 → モヤ114-1・2
- モハ115-59・70・47・79・98・103 → モヤ115-1 - 6

### JR東海の各種改造

#### C-AU711形による冷房化改造

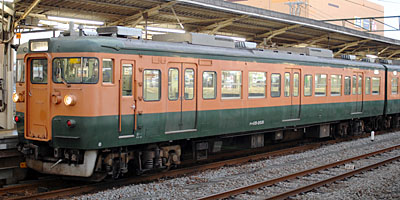
クハ115-2031
C-AU711A形冷房改造車

JR東海では1987年夏に、神領電車区所属のC4編成3両1本（クモハ115-1039 + モハ114-1053 + クハ115-1040）を集約分散式冷房装置（インバータによる容量可変制御、試作のため形式なし）の試作車として改造した。従来からの集中式AU75形（能力48.84 kW ≒ 42,000 kcal/h）では重量が約750 kg/1基 あり、冷房化には屋根構体と側構体の補強工事を必須項目とし、車内も天井機器を取り外して冷房風道取付けと艤装配線を行っていたが、C-AU711形の改造ではこれらの工程が不要となり、改造費用の低減と工期の大幅な短縮が可能となった。
C-AU711形試作機の重量は約270 kg/基で、能力18.6 kW ≒ 16,000 kcal/hの装置を2基搭載するものである。ただし、実際に動作試験を行うと能力は20.93 kW ≒ 18,000 kcal/hが確保できることが判明した。電源は冷房準備車の160 kVA電動発電機（MG）からの三相交流440V,60Hzを使用した（1000・2000番台）。
試作結果を踏まえ、1988年頃からC-AU711形集約分散式を番台に関係なく非冷房車両（冷房準備車も含む）に搭載する改造工事を施工。C-AU711形量産機の重量は約280 kg/基で、能力20.93 kW ≒ 18,000 kcal/hの装置を2基搭載するもの。2分散冷房装置を正式に採用したのはJR東海のみである。
- JR東日本と同様に一部の扇風機を残し冷気用細長いダクトを天井の左右に設置
  - ただしJR東日本とは異なり運転室後部の大型通風器の一般型への交換などは未施工。
- 冷房準備車のAU75形用塞ぎ板は残存

ただし、1990年から改造が開始された基本番台の場合、MGの交換が必要となるが冷房装置がインバータ式であること、国鉄時代と異なり通常は固定編成で使用されることなどからモハ114形のMGを残存させ、新たに冷房電源用として偶数向きクハ115形に直流600Vを出力する静止形コンバータ (SCV) を搭載した。車番は電動車が5000番台、制御車は6000番台に改番された。

#### 身延線向け霜取りパンタグラフ増設
身延線では冬期の霜取りとして、3両編成に無動力のモハ114形を組み込んだクモハ115形+モハ114形+モハ114形（サハ代用）+クハ115形の4両編成で霜取り運用を実施していたが、編成変更の解消のため1998年度にモハ114-2608のパンタグラフを2基に増設する改造が行われた。パンタグラフ増設部の屋根高さが20 mm切り下げられ、PS23A形パンタグラフが設置されている。

### JR西日本の各種改造

#### WAU101・102形による冷房化改造
クハ115-604・605・609・651・653には、WAU101形・WAU102形集約分散式を3基搭載した。冷房搭載後も扇風機を装備し、集中式とは天井意匠が異なる。

#### WAU202形による冷房化改造
クモハ115・114形550番台は105系冷房改造車と同じバス用冷房を応用したWAU202形を搭載したものの、全長20mの本形式では能力不足が露呈するようになり、晩年は過負荷稼働による故障が頻発する結果になった。

#### 延命N・NA工事

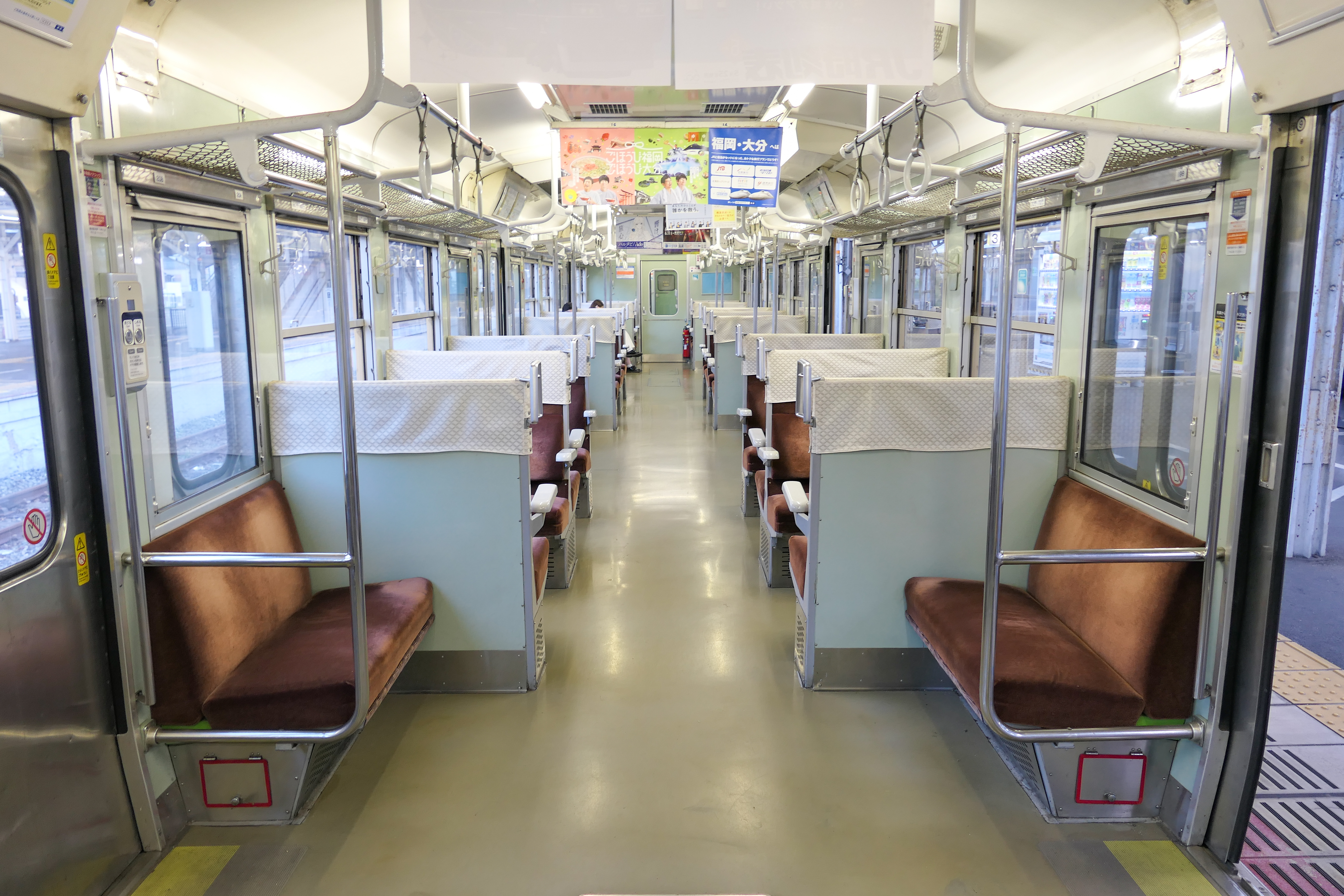
延命N工事施工車の車内

延命N工事は国鉄時代の特別保全工事の内容にアコモデーション改良を加えた工事、延命NA工事は国鉄時代に特別保全工事が施工された車両にアコモデーション改良を行った工事であり、115系では1988年度から1994年度にかけて0番台・300番台の計91両に施工された。
共通の改造内容として車内化粧板のクリーム色への変更が行われたが、岡山地区の300番台のように化粧板が従来の緑色のまま残された例もある。広島地区300番台の一部は側窓が上段下降・下段上昇式に交換されている。
広島地区のクハ115-218・165の2両は、扉横のロングシートを撤去してバケットシートのクロスシートをシートピッチ拡大して設置したほか、内装化粧板を117系風の焦茶色に張替えている。
延命N工事施工車の番号は以下の通り。
- クモハ115-320・321・323・324・551 - 554・5801・5802
- クモハ114-551 - 554
- モハ115-109・307・310 - 313・316・319・321 - 323
- モハ114-95・307・310 - 313・316・319・321 - 323・356・357・359・360・5829・5830
- クハ115-219・220・305・306・311・312・315 - 322・325・326・329 - 338・406・408・410・614・615・651・5348・5350

延命NA工事施工車の番号は以下の通り。
- モハ115-118・123・124
- モハ114-104・109・110
- クハ115-134・165・218

#### 体質改善工事

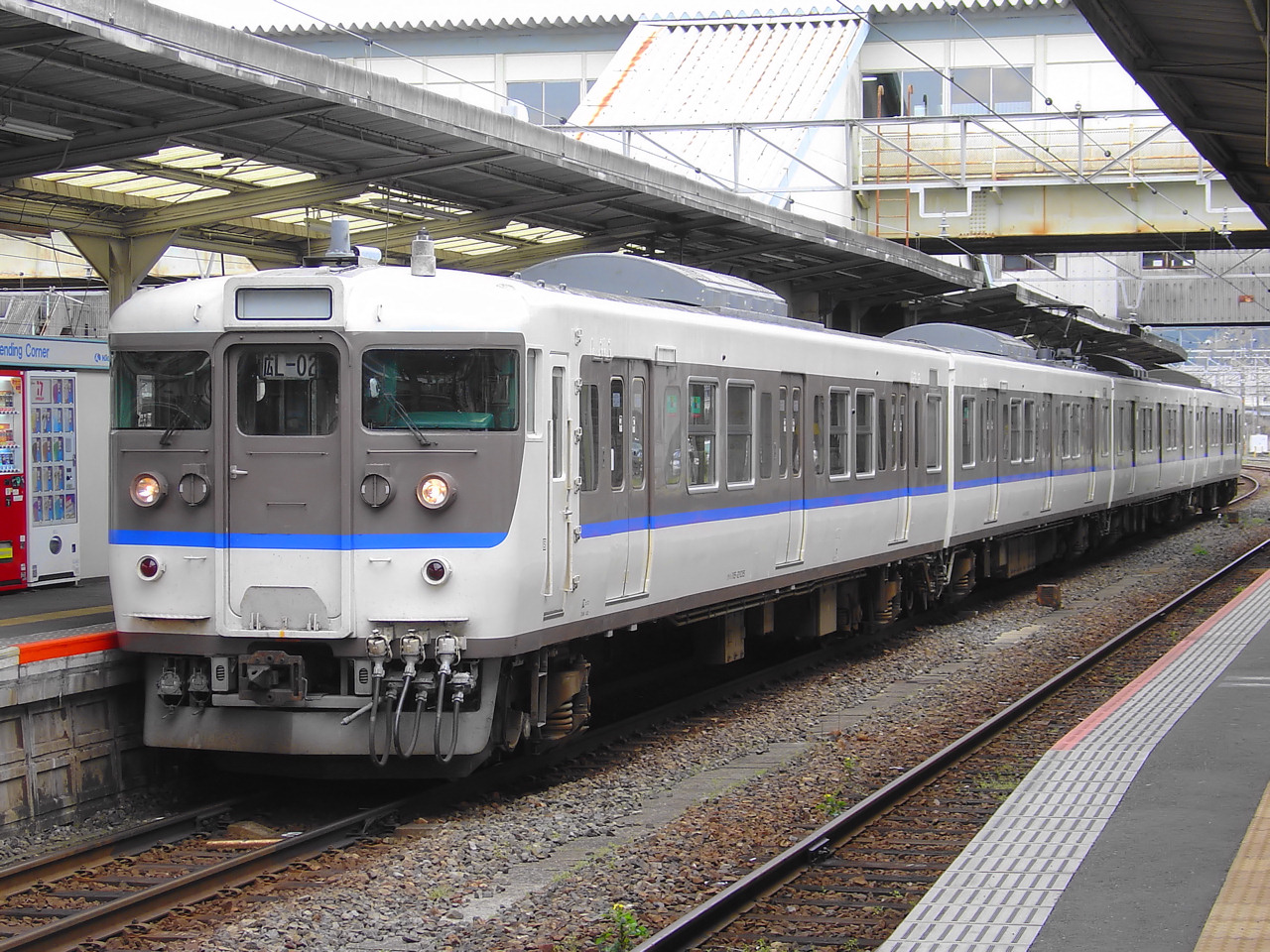
広島地区塗装の40N体質改善車（2007年）

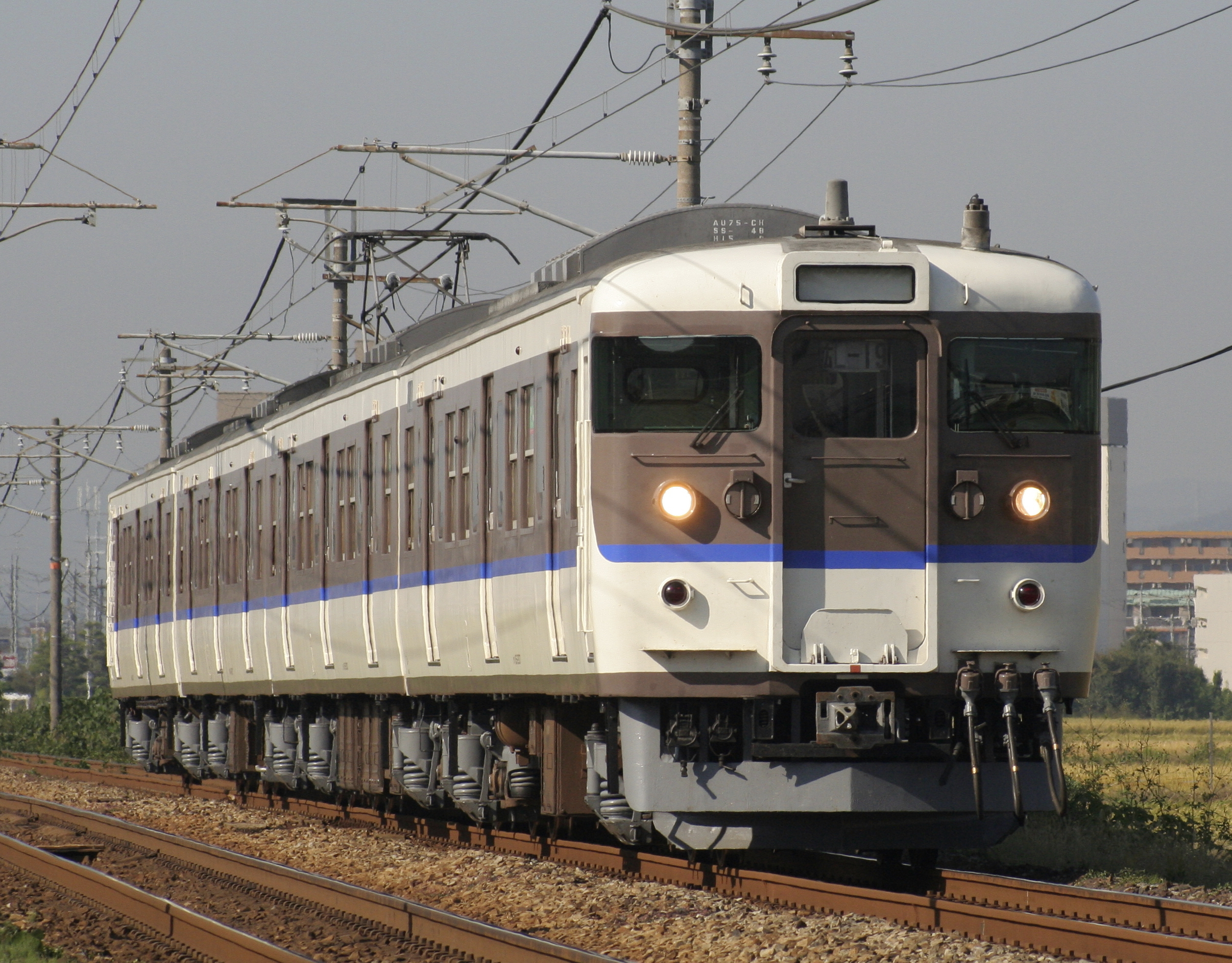
広島地区塗装の30N体質改善工事施工車（2007年）

特別保全工事を発展させた車両更新工事。国鉄時代から施工されていた延命工事の内容に加え、新型車両に合わせた接客設備の改善や新型車両との部品共通化によるコスト低減、検修の効率化を目的として、1998年から施工が開始された。
2009年までに2000・3000・3500番台の全車および1000番台の大半に施工が終了した。115系の体質改善40N工事は1998年度から2001年度にかけて115系1000・2000番台計94両に、工事内容を簡略化した体質改善30N工事は2002年度から2009年度にかけて、1000・2000・3000番台の計261両に施工された。
| 施工年度 | 施工工場別 施工両数 | 施工工場別 施工両数 | 施工工場別 施工両数 | 番台別施工両数・ 施工済み車輌割合 | 番台別施工両数・ 施工済み車輌割合 | 番台別施工両数・ 施工済み車輌割合 | 番台別施工両数・ 施工済み車輌割合 | 合計         |
| 施工年度 | 後藤                | 下関                | 吹田                | 1000番台                          | 2000番台                          | 3000番台                          | 3500番台                          | 合計         |
| -------- | ------------------- | ------------------- | ------------------- | --------------------------------- | --------------------------------- | --------------------------------- | --------------------------------- | ------------ |
| 1998年   | 3                   | 8                   | 0                   | 3/171 1 %                         | 8/100 8 %                         | 0/66 0 %                          | 0/28 0 %                          | 11/365 3 %   |
| 1999年   | 10                  | 12                  | 4                   | 17/171 9 %                        | 20/100 20 %                       | 0/66 0 %                          | 0/28 0 %                          | 37/365 10 %  |
| 2000年   | 9                   | 20                  | 0                   | 26/171 15 %                       | 40/100 40 %                       | 0/66 0 %                          | 0/28 0 %                          | 66/365 18 %  |
| 2001年   | 12                  | 14                  | 0                   | 42/171 24 %                       | 52/100 52 %                       | 0/66 0 %                          | 0/28 0 %                          | 94/365 25 %  |
| 2002年   | 19                  | 17                  | 3                   | 75/171 43 %                       | 58/100 58 %                       | 0/66 0 %                          | 0/28 0 %                          | 133/365 36 % |
| 2003年   | 21                  | 20                  | 0                   | 97/171 56 %                       | 77/100 77 %                       | 0/66 0 %                          | 0/28 0 %                          | 174/365 47 % |
| 2004年   | 21                  | 20                  | 0                   | 118/171 69 %                      | 81/100 81 %                       | 14/66 21 %                        | 2/28 7 %                          | 215/365 58 % |
| 2005年   | 14                  | 24                  | 6                   | 132/171 77 %                      | 81/100 81 %                       | 34/66 51 %                        | 12/28 42 %                        | 259/365 70 % |
| 2006年   | 13                  | 20                  | 3                   | 142/171 83 %                      | 81/100 81 %                       | 48/66 72 %                        | 24/28 85 %                        | 295/365 80 % |
| 2007年   | 3                   | 23                  | 0                   | 147/171 85 %                      | 88/100 88 %                       | 62/66 93 %                        | 24/28 85 %                        | 321/365 87 % |
| 2008年   | 0                   | 16                  | 0                   | 152/171 88 %                      | 95/100 95 %                       | 64/66 96 %                        | 26/28 92 %                        | 337/365 92 % |
| 2009年   | 4                   | 11                  | 3                   | 161/171 94 %                      | 100/100 100 %                     | 66/66 100 %                       | 28/28 100 %                       | 355/365 97 % |

体質改善40N（想定寿命40年）
車体
- 外板は腐食対策から張り替えおよび一部ステンレス化を行い、側雨樋（一部ステンレス化）と外板を一体化。
- 屋根布の全面ローン化（塗屋根化）および通風器の撤去。
- 側窓は下部固定上部上昇式ユニット窓とし、車端窓は固定式1枚窓に変更。
- 側引き戸の窓は押え面方式、運転台および戸袋窓などのガラス支持方式も変更することでHゴム不使用化。

主要機器
- 戸閉機械は小型化を図った直動式に変更。
- 電気指令式半自動装置を搭載し、半自動時の扉扱いが容易となる構造に変更。
- 床下からの立ち上がり配管のステンレス化、老朽化した配線の引き直し。

乗務員室
- 前面窓を1枚のパノラミックウィンドウに変更し、視認性を向上。
- 運転台ワイパーを空気式から電気式に変更。
- 放送装置の取り換えによる車内放送の容易化。

客室
- 座席を223系に準じた転換クロスシート（シートピッチ910 mm）に変更。暖房器は腰掛け搭載とした。
- 客室化粧板を223系に準じたデザイン・材質への更新。
- パネル工法による室内天井の平面化、蛍光灯カバーの取り付けと直動式戸閉機械採用による鴨居の小型化。
- 荷棚をパイプで構成されるものから前飾り付きに変更し、吊り革を車両全長にわたって増設。
- 側引き戸の半自動用取っ手の撤去によりドア開閉幅を113系と同じ1300 mmに拡大
- 半自動での扉扱い時に使用する開閉用押しボタンを設置。
- 妻引き戸にドアチェックを設け、開いた際には自動的に復位する構造。
- トイレ対面の座席を撤去し、車いすスペースを設置。
- 床面の主電動機点検蓋を廃止して騒音低減、床面隅にRを設けて清掃の容易化を図った。

1000番台は同時期に施工された2000番台・113系7000番台40N施工車とは次の相違点がある。
- 車端部戸袋窓を存置せず完全に埋込み[212]
- 車端部座席は、配電盤スペースの関係で転換可能な座席としたが、転換した状態で着座すると、足元が狭くなる。以前は転換機能をロックしていたが、現在は転換可能な状態に戻されている。

体質改善40N工事は以下の車両へ施工した。また岡山電車区所属のモハ115-1086・1105は行先表示器の埋め込みを同時施工している。
| ← 下関・西出雲姫路・播州赤穂 → |         |         |         |         |            |      |        |            |      |
| 編成                           | クハ115 | モハ114 | モハ115 | クハ115 | 竣工       | 配置 | 改造所 | 廃車       | 備考 |
| L-01                           | 2003    | 2003    | 2003    | 2102    | 1999.1.19  | 下関 | 下関   | 2019.8.26  |      |
| L-02                           | 2002    | 2004    | 2004    | 2105    | 1999.2.4   | 下関 | 下関   | 2019.9.13  |      |
| L-03                           | 2004    | 2005    | 2005    | 2103    | 1999.4.27  | 下関 | 下関   | 2019.5.31  |      |
| A-02                           | 1217    | 1177    | 1105    | 1111    | 1999.6.9   | 岡山 | 後藤   |            |      |
| L-04                           | 2005    | 2007    | 2007    | 2117    | 1999.7.29  | 下関 | 下関   | 2018.12.19 |      |
| L-05                           | 2007    | 2011    | 2011    | 2116    | 1999.10.27 | 下関 | 下関   | 2018.12.28 |      |
| L-06                           | 2019    | 2026    | 2026    | 2118    | 2000.7.18  | 下関 | 下関   | 2019.3.20  |      |
| L-07                           | 2015    | 2019    | 2019    | 2113    | 2000.10.10 | 下関 | 下関   | 2019.3.20  |      |
| A-10                           |         | 1150    | 1086    | 1146    | 2000.10.30 | 岡山 | 後藤   |            |      |
| L-08                           | 2020    | 2027    | 2027    | 2119    | 2000.12.15 | 下関 | 下関   | 2019.7.11  |      |
| L-09                           | 2021    | 2029    | 2029    | 2120    | 2001.2.8   | 下関 | 下関   | 2019.10.31 |      |
| L-10                           | 2018    | 2028    | 2028    | 2121    | 2001.3.30  | 下関 | 下関   | 2019.5.14  |      |
| L-11                           | 2008    | 2006    | 2006    | 2104    | 2001.6.18  | 下関 | 下関   | 2018.10.26 |      |
| L-12                           | 2001    | 2001    | 2001    | 2101    | 2001.8.9   | 下関 | 下関   | 2018.9.19  |      |
| L-13                           | 2006    | 2009    | 2009    | 2110    | 2001.10.29 | 下関 | 下関   | 2018.12.7  |      |

| ← 下関・西出雲姫路・播州赤穂 → |         |         |           |           |      |        |      |      |
| 編成                           | クハ115 | モハ114 | クモハ115 | 竣工      | 配置 | 改造所 | 廃車 | 備考 |
| D-13                           | 1205    | 1153    | 1513      | 1999.3.19 | 岡山 | 後藤   |      |      |
| D-01                           | 1066    | 1094    | 1501      | 2000.7.27 | 岡山 | 後藤   |      |      |
| D-06                           | 1071    | 1104    | 1506      | 2001.2.19 | 岡山 | 後藤   |      |      |

| ← 下関・西出雲姫路・播州赤穂 → |           |           |           |        |        |          |                      |
| 編成                           | クモハ114 | クモハ115 | 竣工      | 配置   | 改造所 | 廃車     | 備考                 |
| R1                             | 6123      | 6510      | 1999.9.21 | 福知山 | 吹田   | 2022.8.9 |                      |
| R2→T-11                        | 6106→1106 | 6536→1536 | 1999.10.8 | 福知山 | 吹田   |          | 下関へ転属・原番復帰 |
| R3→T-12                        | 6621→1621 | 6537→1537 | 1999.9.27 | 福知山 | 後藤   |          | 下関へ転属・原番復帰 |
| R4→T-13                        | 6625→1625 | 6538→1538 | 1999.8.7  | 福知山 | 後藤   |          | 下関へ転属・原番復帰 |
| R5→T-14                        | 6627→1627 | 6539→1539 | 1999.8.29 | 福知山 | 後藤   |          | 下関へ転属・原番復帰 |
| G-01                           | 1098      | 1503      | 2001.5.31 | 岡山   | 後藤   |          | 伯備線ワンマン仕様   |
| G-02                           | 1102      | 1505      | 2001.6.29 | 岡山   | 後藤   |          | 伯備線ワンマン仕様   |
| G-03                           | 1117      | 1508      | 2001.5.22 | 岡山   | 下関   |          | 伯備線ワンマン仕様   |
| G-04                           | 1173      | 1515      | 2001.5.21 | 岡山   | 後藤   |          | 伯備線ワンマン仕様   |
| G-05                           | 1178      | 1516      | 2001.6.30 | 岡山   | 後藤   |          | 伯備線ワンマン仕様   |
| G-06                           | 1194      | 1517      | 2001.9.19 | 岡山   | 後藤   |          | 伯備線ワンマン仕様   |
| G-07                           | 1196      | 1518      | 2001.9.27 | 岡山   | 後藤   |          | 伯備線ワンマン仕様   |
| G-08                           | 1118      | 1551      | 2001.9.27 | 岡山   | 下関   |          | 伯備線ワンマン仕様   |

塗装は113系体質改善車と共通で、ベージュをベースに窓周りをブラウン、窓周り下部に青帯を配した。薄茶色15号を基本に窓周りを茶として下部にコーポレートカラーである青の帯が巻かれた。広島支社向けではベースカラーが白（オイスターホワイト）となり、車両裾部に茶色（窓周りと同色）が引かれている。
ローカル線向けの体質改善40N工事車（舞鶴線・伯備線向けワンマン車）は外装の更新のみを施工した内容となり、内装は化粧板の取替えと標記類の変更・車椅子スペースの設置のみ施工され、ボックスシートが存置された。
岡山電車区に所属していた0番台のクハ115-219・622は2000年・2001年に40N体質改善車に合わせた外観への簡易的な改造が行われ、通風器撤去と張上屋根化が施工された。同時に化粧板ならびに座席番号や車内案内標記を体質改善車と同品に交換されたが、網棚とセミクロスシートは未交換である。クハ115-622は後藤総合車両所で施工された。
体質改善30N
2002年以降の施工メニュー。40Nでは行われていた窓・屋根部の改造を省略し、コストダウンを図った。想定寿命は30年。下関総合車両所運用研修センター所属クハ115-1151への施工を最後に2009年11月に終了した。
室内天井は平面化されておらず、車内スピーカーは原型のままである。ドアは半自動ドアボタンは設置されたがドアエンジンに変更はなく、手掛けも存置されている。3000番台・3500番台は当初から転換クロスシートのため座席配置に大きな変更はないが、モケットや化粧板の交換は実施された。
体質改善30N工事施工車は以下の通り。
| ← 下関・西出雲姫路・播州赤穂 → |         |         |         |         |            |      |        |                                  |                  |
| 編成                           | クハ115 | モハ114 | モハ115 | クハ115 | 竣工       | 配置 | 改造所 | 廃車                             | 備考             |
| A-01                           | 1219    | 1093    | 1032    | 1107    | 2002.4.18  | 岡山 | 後藤   |                                  |                  |
| L-14                           | 2011    | 2012    | 2012    | 2108    | 2002.6.4   | 下関 | 下関   | 2019.3.20                        |                  |
| L-15                           | 1072    | 1120    | 1057    | 1119    | 2002.8.16  | 下関 | 下関   | 2019.3.20(クハ）                 | モハはA-17へ転用 |
| A-04                           | 1241    | 1208    | 1055    | 1118    | 2002.9.27  | 岡山 | 後藤   |                                  |                  |
| A-06                           | 1068    | 1148    | 1084    | 1139    | 2002.11.13 | 岡山 | 後藤   |                                  |                  |
| L-16                           | 1080    | 1203    | 1119    | 1155    | 2002.12.4  | 下関 | 下関   | 2020.8.14(クハ）                 | モハはA-14へ転用 |
| C-24→R-06→L-16                 |         | 2024    | 2024    |         | 2003.2.18  | 下関 | 下関   | 2020.8.14                        | 岡山へ転属       |
| A-10                           | 1206    |         |         |         | 2003.3.31  | 岡山 | 後藤   |                                  |                  |
| L-17                           | 1081    | 2023    | 2023    | 2115    | 2003.4.14  | 下関 | 下関   | 2020.8.14                        | 岡山へ転属       |
| L-18                           | 2013    | 2015    | 2015    | 2111    | 2003.6.20  | 下関 | 下関   | 2018.9.19                        |                  |
| A-07                           | 1236    | 1157    | 1093    | 1152    | 2003.7.4   | 岡山 | 後藤   |                                  |                  |
| L-19                           | 2009    | 2010    | 2010    | 2107    | 2003.9.16  | 下関 | 下関   | 2018.11.15                       |                  |
| A-03                           | 1244    | 1103    | 1042    | 1112    | 2003.10.17 | 岡山 | 後藤   |                                  |                  |
| L-20                           | 2016    | 2017    | 2017    | 2112    | 2003.12.12 | 下関 | 下関   | 2018.6.21                        |                  |
| A-12                           | 1082    | 1199    | 1115    | 1083    | 2004.2.10  | 岡山 | 後藤   |                                  |                  |
| L-21                           | 2014    | 2022    | 2022    | 2109    | 2004.2.26  | 下関 | 下関   | 2019.6.20                        |                  |
| L-22                           | 2010    | 2008    | 2008    | 2106    | 2004.5.7   | 下関 | 下関   | 2019.2.9                         |                  |
| N-10                           | 3010    | 3010    | 3010    | 3110    | 2004.8.31  | 下関 | 下関   |                                  |                  |
| N-12                           | 3012    | 3012    | 3012    | 3112    | 2004.11.9  | 下関 | 下関   | 2022.8.22                        |                  |
| N-19                           | 3019    | 3503    | 3503    | 3119    | 2005.1.14  | 下関 | 下関   |                                  |                  |
| N-11                           | 3011    | 3011    | 3011    | 3111    | 2005.3.8   | 下関 | 下関   |                                  |                  |
| K-03→A-16                      | 1234    | 3510    | 3510    | 1122    | 2005.5.23  | 岡山 | 後藤   | 2015.6.5(モハ）                  |                  |
| N-01                           | 3001    | 3001    | 3001    | 3101    | 2005.6.6   | 下関 | 下関   |                                  |                  |
| N-04                           | 3004    | 3004    | 3004    | 3104    | 2005.7.21  | 下関 | 下関   |                                  |                  |
| K-06                           |         | 3506    | 3506    |         | 2005.8.24  | 岡山 | 後藤   | 2016.6.16                        |                  |
| N-03                           | 3003    | 3003    | 3003    | 3103    | 2005.9.17  | 下関 | 下関   |                                  |                  |
| K-04                           |         | 3507    | 3507    |         | 2005.11.21 | 岡山 | 後藤   | 2015.12.25                       |                  |
| N-05                           | 3005    | 3005    | 3005    | 3105    | 2005.12.2  | 下関 | 下関   |                                  |                  |
| N-20                           | 3020    | 3020    | 3020    | 3120    | 2006.1.20  | 下関 | 下関   |                                  |                  |
| N-14                           | 3014    | 3514    | 3514    | 3114    | 2006.3.27  | 下関 | 下関   |                                  |                  |
| K-07→A-15                      | 1216    | 3511    | 3511    | 1153    | 2006.5.2   | 岡山 | 後藤   | 2015.5.15(モハ)                  |                  |
| N-09                           | 3009    | 3009    | 3009    | 3109    | 2006.5.8   | 下関 | 下関   |                                  |                  |
| N-16                           | 3016    | 3016    | 3016    | 3116    | 2006.7.14  | 下関 | 下関   |                                  |                  |
| N-17                           | 3017    | 3513    | 3513    | 3117    | 2006.9.5   | 下関 | 下関   |                                  |                  |
| N-08                           | 3008    | 3008    | 3008    | 3108    | 2006.12.4  | 下関 | 下関   |                                  |                  |
| N-18                           | 3018    | 3502    | 3502    | 3118    | 2007.1.11  | 下関 | 下関   |                                  |                  |
| K-05                           |         | 3505    | 3505    |         | 2007.1.16  | 岡山 | 後藤   | 2015.12.25                       |                  |
| K-02→A-14                      | 1150    | 3504    | 3504    | 1121    | 2007.3.29  | 岡山 | 後藤   | 2015.4.30(モハ)                  |                  |
| N-02                           | 3002    | 3002    | 3002    | 3102    | 2007.4.12  | 下関 | 下関   |                                  |                  |
| C-02→O-01                      | 3015    | 2002    | 2002    | 3115    | 2007.5.25  | 下関 | 下関   | 2015.5.29(クハ） 2018.12.1(モハ) | モハはO-04へ転用 |
| C-14                           |         | 2014    | 2014    | 1113    | 2007.9.13  | 下関 | 下関   | 2015.10.7                        |                  |
| N-06                           | 3006    | 3006    | 3006    | 3106    | 2007.11.16 | 下関 | 下関   |                                  |                  |
| C-25→O-03                      | 2017    | 2025    | 2025    | 1120    | 2008.1.18  | 下関 | 下関   | 2018.11.15                       |                  |
| N-07                           | 3007    | 3007    | 3007    | 3107    | 2008.3.31  | 下関 | 下関   |                                  |                  |
| C-16                           |         | 2016    | 2016    |         | 2008.6.13  | 下関 | 下関   | 2019.3.20                        | L-15へ転用       |
| C-21                           |         | 2021    | 2021    | 2114    | 2008.8.21  | 下関 | 下関   | 2019.8.9                         |                  |
| N-21                           | 3021    | 3509    | 3509    | 3121    | 2008.11.5  | 下関 | 下関   |                                  |                  |
| C-13                           |         | 2013    | 2013    | 1141    | 2008.12.12 | 下関 | 下関   | 2018.10.26                       |                  |
| C-39→O-04                      | 1078    | 1152    | 1088    | 1140    | 2009.3.5   | 下関 | 下関   | 2018.12.1(クハ)                  | モハはA-16へ転用 |
| C-20→O-02                      | 3013    | 2020    | 2020    | 3113    | 2009.4.30  | 下関 | 下関   | 2015.4.27(クハ) 2019.2.20(モハ)  | モハはR-02へ転用 |
| K-01→A-17                      | 1147    | 3501    | 3501    | 1117    | 2009.5.20  | 岡山 | 後藤   | 2016.3.3(モハ)                   |                  |
| C-43→R-02                      |         | 1095    | 1034    | 1108    | 2009.8.4   | 下関 | 下関   | 2019.2.20(クハ)                  | モハはA-15へ転用 |
| C-18→R-05                      | 2012    | 2018    | 2018    |         | 2009.9.19  | 下関 | 下関   | 2018.4.11(モハ) 2019.8.9(クハ）  | モハはR-05へ転用 |
| C-24→R-06                      |         |         |         | 1151    | 2009.11.25 | 下関 | 下関   | 2015.3.27                        |                  |

| ← 下関・西出雲姫路・播州赤穂 → |         |         |           |            |      |        |      |              |
| 編成                           | クハ115 | モハ114 | クモハ115 | 竣工       | 配置 | 改造所 | 廃車 | 備考         |
| D-08                           | 1404    | 1206    | 1549      | 2002.7.31  | 岡山 | 後藤   |      |              |
| D-02                           | 1067    | 1096    | 1502      | 2002.9.25  | 岡山 | 下関   |      |              |
| D-07                           | 1073    | 1108    | 1507      | 2003.2.19  | 岡山 | 後藤   |      |              |
| D-14                           | 1088    | 1156    | 1514      | 2003.3.31  | 岡山 | 吹田   |      |              |
| D-19                           | 1233    | 1192    | 1544      | 2003.4.25  | 岡山 | 後藤   |      |              |
| D-18                           | 1402    | 1191    | 1543      | 2003.8.9   | 岡山 | 後藤   |      |              |
| D-15                           | 1401    | 1154    | 1540      | 2003.12.9  | 岡山 | 後藤   |      |              |
| D-28                           | 1405    | 1122    | 1659      | 2004.4.20  | 岡山 | 後藤   |      | クモハ平面顔 |
| D-29                           | 1240    | 1116    | 1653      | 2004.6.11  | 岡山 | 後藤   |      | クモハ平面顔 |
| D-30                           | 1079    | 1126    | 1663      | 2004.9.29  | 岡山 | 後藤   |      | クモハ平面顔 |
| D-31                           | 1032    | 1195    | 1711      | 2004.11.22 | 岡山 | 後藤   |      | クモハ平面顔 |
| D-09                           | 1070    | 1119    | 1509      | 2004.12.17 | 岡山 | 後藤   |      |              |
| D-04                           | 1069    | 1100    | 1504      | 2005.2.25  | 岡山 | 後藤   |      |              |
| D-16                           | 1220    | 1155    | 1541      | 2005.3.30  | 岡山 | 後藤   |      |              |
| D-11                           | 1203    | 1149    | 1511      | 2005.7.5   | 岡山 | 後藤   |      |              |
| D-20                           | 1237    | 1200    | 1545      | 2005.9.27  | 岡山 | 吹田   |      |              |
| D-17                           | 1207    | 1158    | 1542      | 2006.1.17  | 岡山 | 吹田   |      |              |
| D-12                           | 1204    | 1151    | 1512      | 2006.2.24  | 岡山 | 後藤   |      |              |
| D-21                           | 1403    | 1201    | 1546      | 2006.7.4   | 岡山 | 後藤   |      |              |
| D-03                           | 1238    | 1202    | 1547      | 2006.9.6   | 岡山 | 吹田   |      |              |
| D-10                           | 1235    | 1207    | 1550      | 2007.6.28  | 岡山 | 後藤   |      |              |
| D-05                           | 1239    | 1204    | 1548      | 2009.8.4   | 岡山 | 吹田   |      |              |

#### 半自動ドアスイッチ設置改造
岡山電車区所属の300番台（D編成）は乗降ドアの半自動ドアスイッチがなく、半自動扱い時は従来同様の手動開閉となっていた。2017年4月に出場したD-26編成より、押しボタン式の半自動ドアスイッチの設置工事が進められている。ドアスイッチの取り付け位置の関係から戸袋窓が小型化され、外観の印象が変わっている。

## 事故廃車
老朽化・余剰を除いた事故による廃車は本系列では以下の6両が該当する。
モハ115-34・クハ115-113
1987年2月12日午前10時55分ごろ、両毛線思川 - 栃木間の第2高屋踏切で、立ち往生していた大型トレーラと高崎発小山行普通列車に投入されていた当該車両が衝突。先頭のクハ115-113が脱線転覆し大破。後続のモハ115・114-34も脱線した。同年3月13日付で廃車となった。モハ114-34はモハ114-41を廃車とし部品供出を受けた上でモハ115-41とユニットを組成して復旧した。
クハ115-35
1994年に赤穂線普通列車で運用中に遮断機のない踏切で大型ダンプカーと衝突し大破。非冷房で廃車対象であったことから修復せず同年7月4日付で廃車。
クハ115-375
2002年10月1日、台風21号による強風のため飛来してきた木片が前面に衝突し損傷。所属の小山車両センターではE231系へ置換え進行中であったことから修復せず同年11月2日付で廃車。
クハ115-408・モハ114-359
2015年2月13日、山陽本線西阿知 - 新倉敷間の八人山踏切で侵入した大型トラックと当該車両が衝突。先頭車と2両目が大破し、2016年3月1日付で廃車となった。モハ114-359ユニット相手方のクモハ115-323は、2015年9月9日付で廃車となったA13編成のモハ114-316とユニットを組成して復旧している。

## 運用
国鉄時代・JR化後を通して線区単位で解説する。

### 東北本線・高崎線上野口

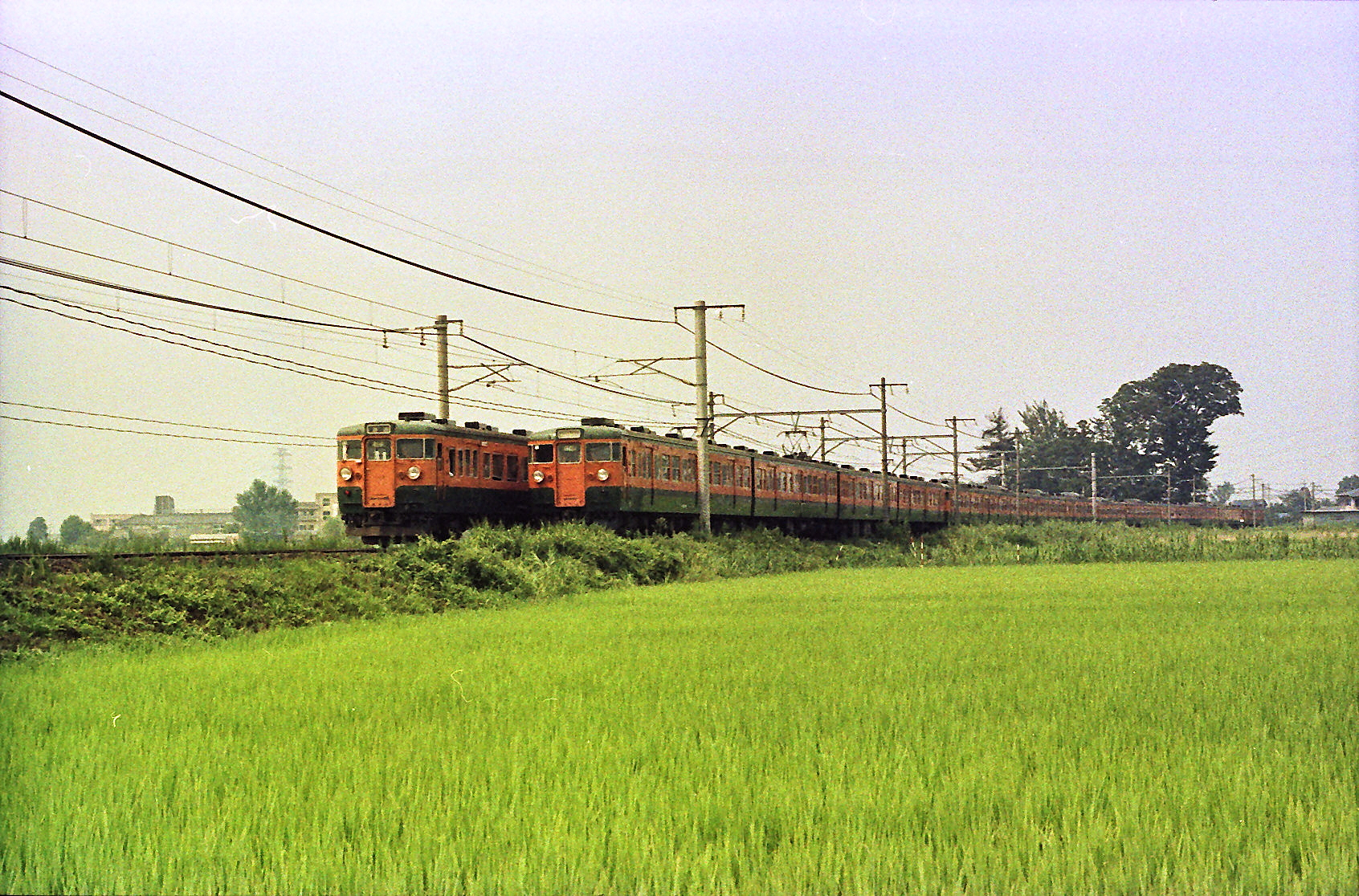
国鉄時代の東北本線115系（白岡 - 久喜間、1978年）

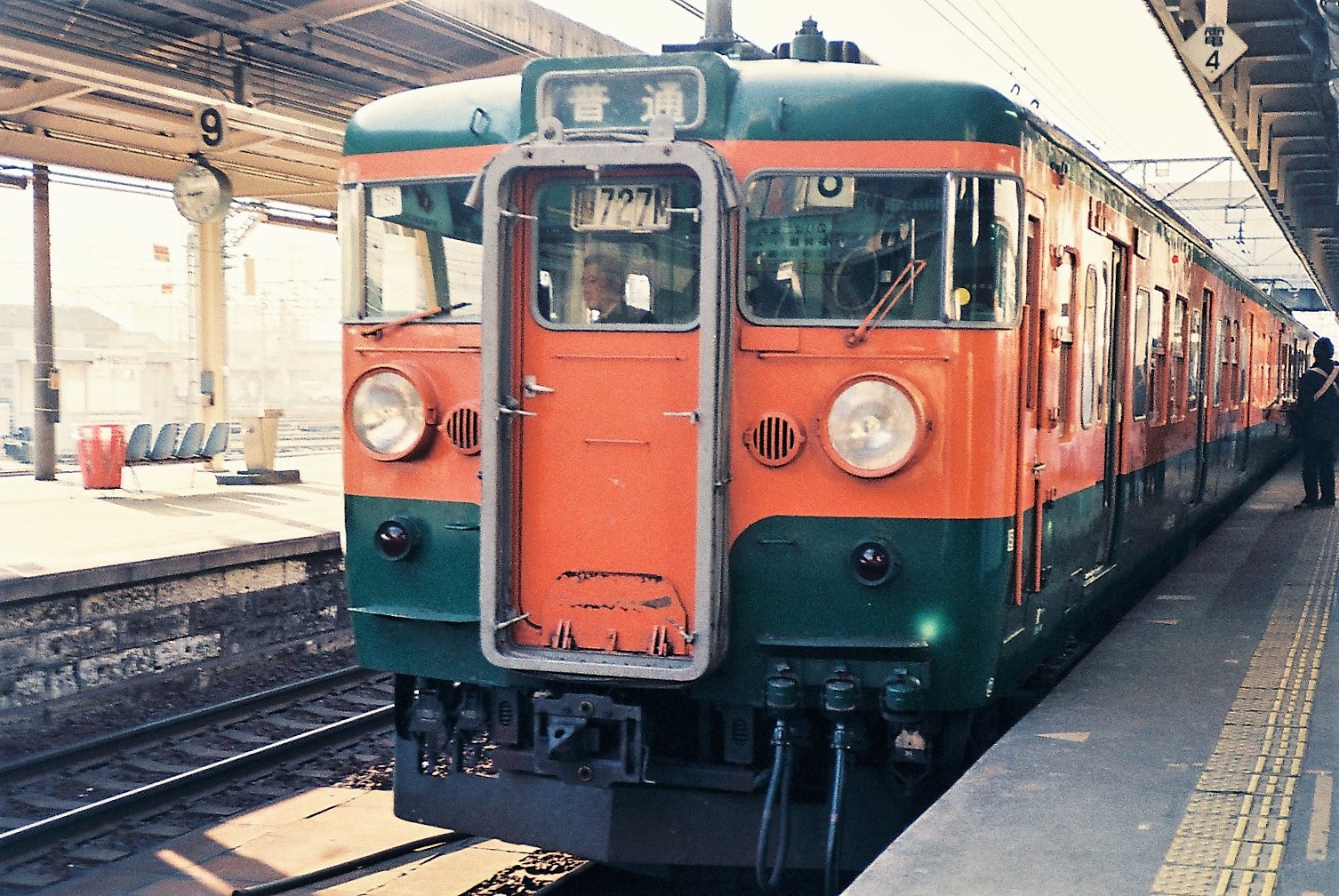
JR化後の東北本線115系（宇都宮駅、1987年12月）

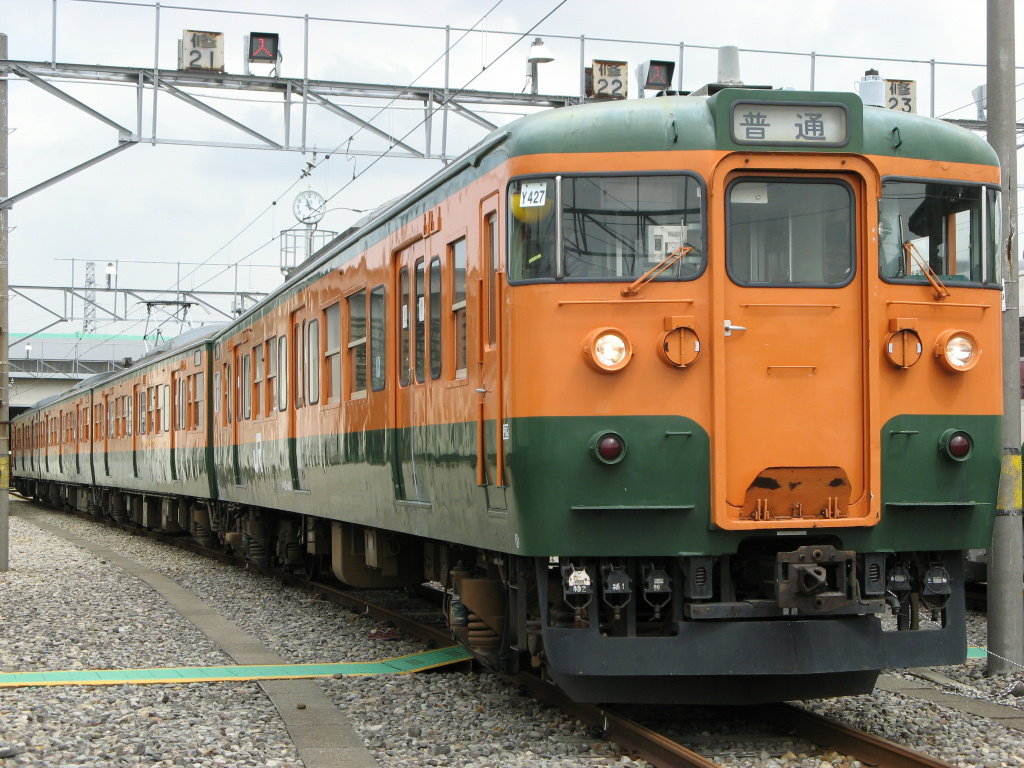
小山車両センターY427編成（2007年）

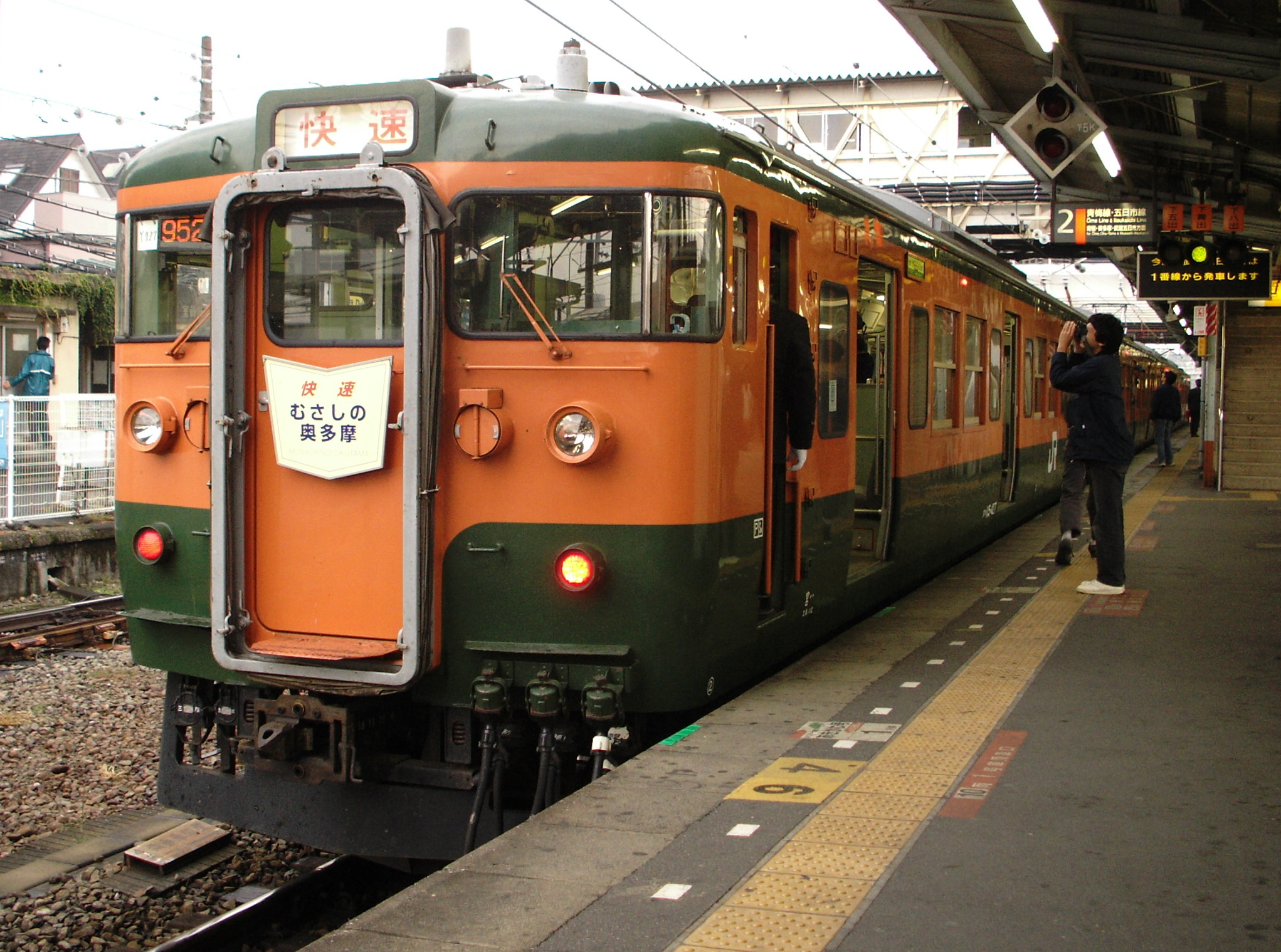
快速「むさしの奥多摩」（2006年）

東北本線上野口は本系列が最初に投入された線区であり、80系電車や電気機関車牽引による客車で運転されていた東北本線（宇都宮線）・高崎線普通列車の置換え・新性能化が目的である。
1963年（昭和38年）1月に登場した115系は東北本線上野口に初投入され、同年3月より上野 - 宇都宮・日光間で営業運転を開始した。この115系投入で余剰となった80系電車は岡山 - 広島間準急「とも」などに転用された。高崎線には1964年（昭和39年）から投入され、115系による高崎線・東海道本線直通列車も設定された。当初は4両編成を基本に、最大12両編成を組成して運用された。
当初の配置車両区は宇都宮運転所・新前橋電車区とされたが、1966年（昭和41年）7月から宇都宮配置車が新設された小山電車区へ順次移籍。新前橋電車区投入時から両毛線・日光線の運用も担当した。投入開始から2年後の1965年（昭和40年）10月には、客車列車を除く東北・高崎線の普通列車新性能化が完了した。
行楽期には臨時列車として115系が秩父鉄道の三峰口まで直通する運用も設定され、三峰口では東武鉄道からの乗り入れ列車とも並ぶ時期があった。上信電鉄でも115系が1963年（昭和38年）から1969年（昭和44年）にかけて行楽期の休日に荒船山登山客向けの臨時快速「あらふね」として下仁田まで直通しており、上野発下仁田行きは夜行列車として運転された。
1967年（昭和42年）には波動輸送対応として115系の低屋根・横軽対策車の投入が実施され、小山電車区に配置された。同年3月から2ヶ月間は土休日に京浜東北線用の103系を東北・高崎線の一部普通列車に投入し、115系を臨時快速で運用する措置が実施されていた。同年8月には郵便車のクモユ141形が新前橋電車区に新製配置、同時期に荷物車のクモニ83形0番台が長岡運転所に配置され、上越線の郵便・荷物列車として115系普通列車との併結もなされた。
1968年（昭和43年）10月のダイヤ改正（ヨンサントオ）では、赤羽 - 大宮間の三複線が完成して京浜東北線、列車線、貨物線が分離され、東北・高崎線は列車線を走るようになった。客車列車から115系化されていた高崎線・東海道本線直通列車は運転区間が見直され、従来の前橋 - 東京 - 富士間から前橋 - 東京 - 沼津間に短縮された。
ヨンサントオでは運用の都合から115系による定期急行列車も登場しており、朝ラッシュ時の普通列車が上野駅に到着した後の折返しで下り列車のみが設定されていた。籠原発上野行き普通列車の折返しが「あかぎ1号」「ゆけむり2号」として、宇都宮発上野行き普通列車の折返しが「なすの1号」として運転された。1970年（昭和45年）10月には「なすの1号」に日光行きが設定され、1975年（昭和50年）3月改正（ゴーマルサン）で誤乗防止により「日光3号」に改称された。これらのいわゆる「遜色急行」4列車は1976年（昭和51年）11月に快速列車に格下げされている。
上越線・羽越本線経由の上野 - 秋田間長距離客車列車であった1821・1822列車はヨンサントオ改正で上野 - 長岡間の夜行列車に短縮され、115系電車に置き換えられた。高崎・上越線系統では115系に併結する郵便・荷物電車のうち、クモユ141形が新前橋電車区から長岡運転所へ転出した。東北・高崎線系統では115系列車に新前橋電車区のクモユニ74形を併結する運用も登場している。
1969年（昭和44年）からはサハ115形組み込みの7両編成が基本編成、4両が付属編成となり、最大15両による運用を開始した。
1973年（昭和48年）から冷房付きモデルチェンジ車である300番台の投入が開始された。製造開始と同時期に上尾事件が発生したため、通勤輸送の改善を目的に1977年（昭和52年）まで、113系1000'番台とともに、当初の予定数よりも大量に製造された。上野口への緊急対応用として運用投入できる1編成を常時滞留させる対策などを実施したほか、1975年（昭和50年）10月には急行形車両によるラッシュ時の間合い運用を終了。通勤時間帯列車の115系15両化が完了した。高崎線・東海道本線直通列車は富士、沼津から熱海までの短縮を経て1973年に廃止された。
300番台の大量増備には地方に残る旧形国電置換えの名目もあり、1976年（昭和51年）から小山・新前橋両電車区の基本番台車は、長岡運転所・岡山運転区・広島運転所に転出する車両と、冷房化改造を受けて引き続き運用される車両に分かれた。
1978年（昭和53年）10月のダイヤ改正では高崎地区に残存していた旧形国電置換えと東北本線黒磯駅以南に残存していた普通客車列車の電車化、東北本線・高崎線規格ダイヤ化による増発のため1000番台も投入開始。1982年（昭和57年）には新幹線リレー号にも運用された。その後も増発が繰り返され、1984年（昭和59年）2月のダイヤ改正ではすでに新造車の製造が打ち切られたため、岡山・広島に一旦転出していた基本番台と1000番台が、長岡からはサハ115形1000番台が、1985年（昭和60年）3月のダイヤ改正では三鷹・松本・長岡・沼津から運用の見直しによる捻出車が転入。小山・新前橋区合計で859両と、本系列のほぼ半分が投入された。
しかし、この頃が上野口における本系列のピークで、同年12月からは211系電車の投入が開始され、民営化直前の1986年（昭和61年）11月のダイヤ改正では、広島地区の111系置換えのため基本番台・300番台約60両が広島運転所と幡生車両所（いずれも当時）へ転出となり、状態の悪かった初期車の廃車も実施されたが、それでも分割民営化時には約700両がJR東日本に引き続がれ、運用された。
小山電車区・新前橋電車区所属車は、最大15両編成で東北本線・高崎線の上野口普通列車の主力として運用されていたほか、高崎線快速「タウン」「アーバン」や宇都宮線快速「スイフト」「ラビット」などの快速でも運用された。当時は基本編成7両・付属編成4両の11両のほか、4両編成2本を繋いだ8両を中心に運用された。編成番号はモハ114形の車両番号に小山電車区所属車は「Y」、新前橋電車区所属車は「T」を冠したものが付与されており、モハ114形を2両含む7両編成では編成中に2つの編成番号が付けられている。
2000年（平成12年）からのE231系の増備により、2002年（平成14年）7月24日のダイヤ改正で湘南新宿ライン、2003年（平成15年）に高崎線での運用が終了。最後まで残存した東北本線の定期運用も2004年10月ダイヤ改正で終了し、2005年（平成17年）1月15日にさよなら運転を実施した。
その後、4両の小山車両センターY427編成のみが大宮支社管内の予備・訓練車兼用として使用するため残存した。訓練車として宇都宮運転所・黒磯駅・川越車両センター・大宮総合車両センター・東京支社への貸出も行われたほか、営業運転では日光線や青梅線などホーム有効長が短い路線での臨時列車にも投入された。しかし最後まで残っていた大宮 - 奥多摩間の快速「むさしの奥多摩」運用が201系「四季彩」に置換えられ、2007年3月にE231系付属編成（U-118編成）の増備により訓練には当日予備の車両を使用する体制となったため2007年（平成19年）12月1日付で廃車となり、小山車両センターの本系列配置は終了した。

### 高崎地区
115系の運転線区は高崎地区ローカルにも拡大した。両毛線は1968年10月のヨンサントオ改正で前橋 - 小山間が直流電化され、115系も使用されるようになった。信越本線高崎 - 横川間では1962年7月の電化時より40系が使用されていたが、1967年10月より一部列車が115系での運転となった。1978年には115系1000番台が新前橋電車区に新製投入され、両毛線、吾妻線の70系・40系など旧性能車が置き換えられた。1985年には高崎地区用115系の大半が上野口の輸送力増強用に転用され、上野口の急行廃止で余剰となった165系が普通列車用として高崎地区に転入している。
上野口向けの115系運用はE231系投入で2005年までに置き換えられたが、その後も高崎地区向けには短編成の1000番台が残存した。塗装は湘南色であった。編成番号は識別記号『T』と編成に組み込まれるモハ114形の車両番号を組み合わせて付与された。
T1159編成のうちクモハ115-1065・モハ114-1159・クハ115-1208の3両は、三鷹電車区に横須賀色で新製配置された唯一の1000番台車4両のうちの3両であり、新前橋電車区転入後は湘南色となった。同時に新製配置されたサハ115-1027は1992年にクハ115-1512へ改造され、2010年（平成22年）時点では長野総合車両センターC8編成に組み込まれ中央東線で運用されていた。
1997年（平成9年）には長野総合車両所（当時）所属の115系3両編成1本が新前橋電車区に転入し、T1030編成となった。この編成は北陸新幹線先行開業の前日に廃止となる信越本線横川 - 軽井沢間を通過した最終上り普通列車に充当されており、高崎到着後返却されずに転入した。この編成にはモハ115形1000番台改造のクモハ115-1566が組み込まれており、高崎地区の115系で唯一の先頭車化改造車となった。
1998年（平成10年）の長野オリンピックの際に当時の新前橋電車区から4両編成1本を長野総合車両所に貸し出し、信越本線（当時）小諸- 直江津間で限定運用を行った事例がある。この貸し出しでは小諸で夜間滞留が採られたほか、側面方向幕は対応する駅名コマが無いため白表示とし、サボによる表示となった。
JR東日本では1998（平成10）年度より115系のリニューアル工事が行われ、高崎地区の115系にも施工された。リニューアル車は車内の腰掛・化粧板・つり革の交換、補助電源装置は電動発電機（MG）から静止形インバータ（SIV）に更新、電動空気圧縮機はレシプロタイプから除湿機能付きスクリュータイプに変更、屋根上の集中式冷房装置はAU720B形に更新された。ドア横アクリル製袖仕切りの有無・暖房稼動時の高温対策用座席下金属部カバーの有無など、編成ごとに細かい施工内容が異なる。
2005年（平成17年）12月の組織変更による統合で、新前橋電車区は高崎車両センターに名称変更された。保安装置はATS-P・SNを搭載。デジタル無線装置を装備し、機器は運転席後方の荷物棚に設置される。客用扉は、2017年（平成29年）時点では通年で半自動扱いとなっていた。
高崎車両センター所属の115系は、同センター所属211系の代走で黒磯までの入線や乗務員訓練などで小山車両センターへ貸出された経歴がある。かつては小山所属107系の代走運用にも充当された。
2010年（平成22年）7月にT1090・T1133編成には群馬デスティネーションキャンペーンのPRラッピングやヘッドマークが施されたが、翌2011年（平成23年）9月末のキャンペーン終了に伴い同10月上旬までに剥離された。T1090編成は訓練車兼用であったが、他の編成が投入される場合もあった。T1133編成は小山・宇都宮などの駅名が緑色で表示される宇都宮線用の方向幕を搭載しており、壁面化粧板の色なども若干異なっていた。
2016年（平成28年）4月1日時点での4両編成は、両先頭車がクハ115形で組成されるT1090・T1091・T1133・T1142 - T1147編成と、クモハ115形とクハ115形で組成されるT1044・T1159編成の11編成が在籍していた。T1044・T1159編成はサハ115形を切り離し3両編成で運用されることもあった。
2016年（平成28年）9月にT1143 - T1145・T1147編成、同年10月にT1090・T1091編成、同年11月にT1133・T1142編成が廃車され、同年12月13日以降は4両編成運用の211系への置換えが実施された。同年12月19日にT1146・T1159編成およびT1044編成に組込まれていたサハ115-1007が長野総合車両センターに廃車回送され、同月21日付で廃車。サハ115形は廃形式となり、T1044編成が3両編成となったのをもって当センターから4両編成は全廃となった。2017年（平成29年）6月2日付でT1030・T1044編成の2本6両が廃車された。
2017年（平成29年）では上越線高崎 - 水上間・信越本線高崎 - 横川間・吾妻線・両毛線で、吾妻線は3両、他は主に3両編成を2編成連結した6両編成で運用された。また2017年（平成29年）8月から正面行先方向幕の使用を停止しており、幕部分は車体と同じ緑色で埋められた。

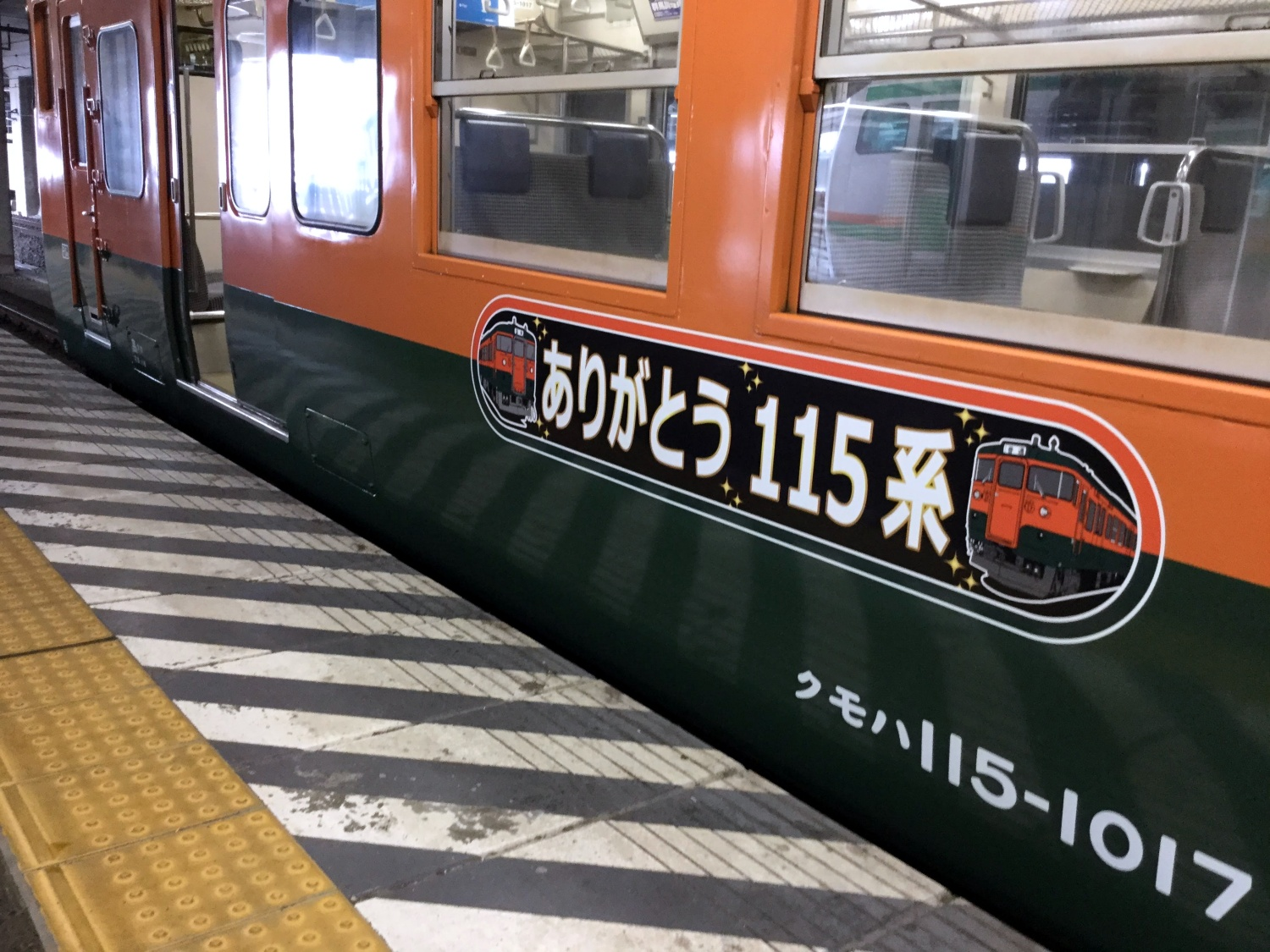
引退に伴い一部編成にステッカーが貼られた（2018年）

2018年（平成30年）1月15日、JR東日本高崎支社は同支社管内の115系の定期運用を同年3月に終了することを発表した。2018年（平成30年）3月17日ダイヤ改正により、前日の同月16日ですべての定期運用を終了した。その後同月21日にT1022・T1032編成を連結した6両編成が専用ヘッドマークを掲出した団体専用列車に充当され、信越本線高崎 - 横川間・上越線高崎 - 水上間で各1往復の運転（さよなら運転）が行われた。
定期運用から撤退後の2018年（平成30年）4月1日時点では、1000番台3両編成10本30両が配置されていた。リニューアル未施工車のT1040編成1本、リニューアル施工車のT1022・T1032・T1036 - T1039・T1041・T1043・T1046編成の9本が在籍していた。同年4月にT1038・T1039の2本が、同年7月にT1022・T1032・T1036・T1037・T1041・T1043・T1046の7本が廃車され、リニューアル施工車は全廃となった。
以降はT1040編成の3両のみが配置されていたが、2020年（令和2年）3月1日付でモハ114-1040・クハ115-1030の2両が廃車。残るクモハ115-1030も2025年1月17日付で廃車となり、JR東日本所属の115系が消滅した。

### 中央東線

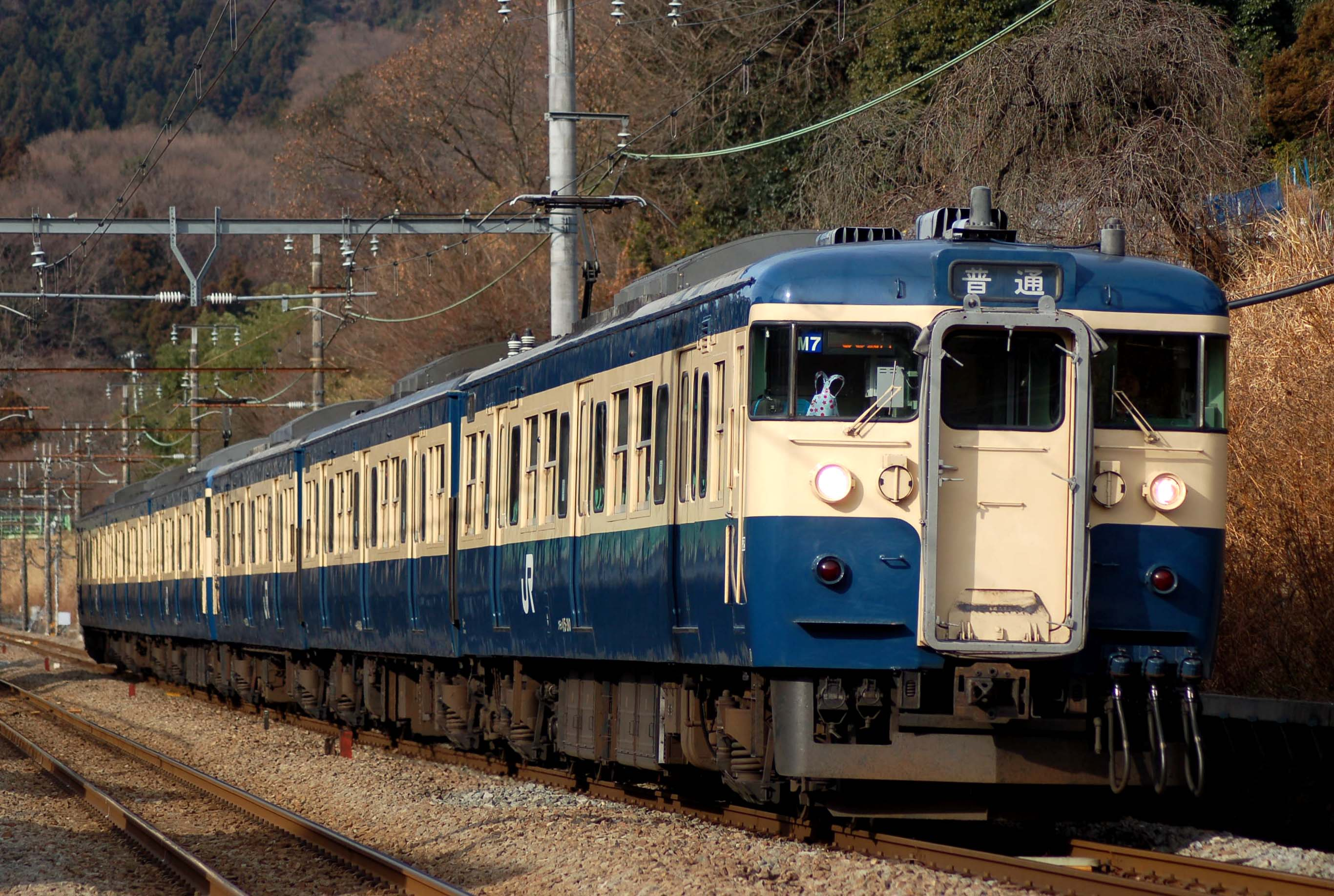
300番台M7編成ほか6両（相模湖 - 高尾間、2008年）

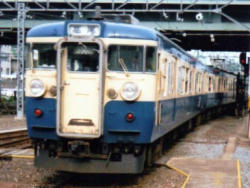
中央東線115系0番台（1991年頃）

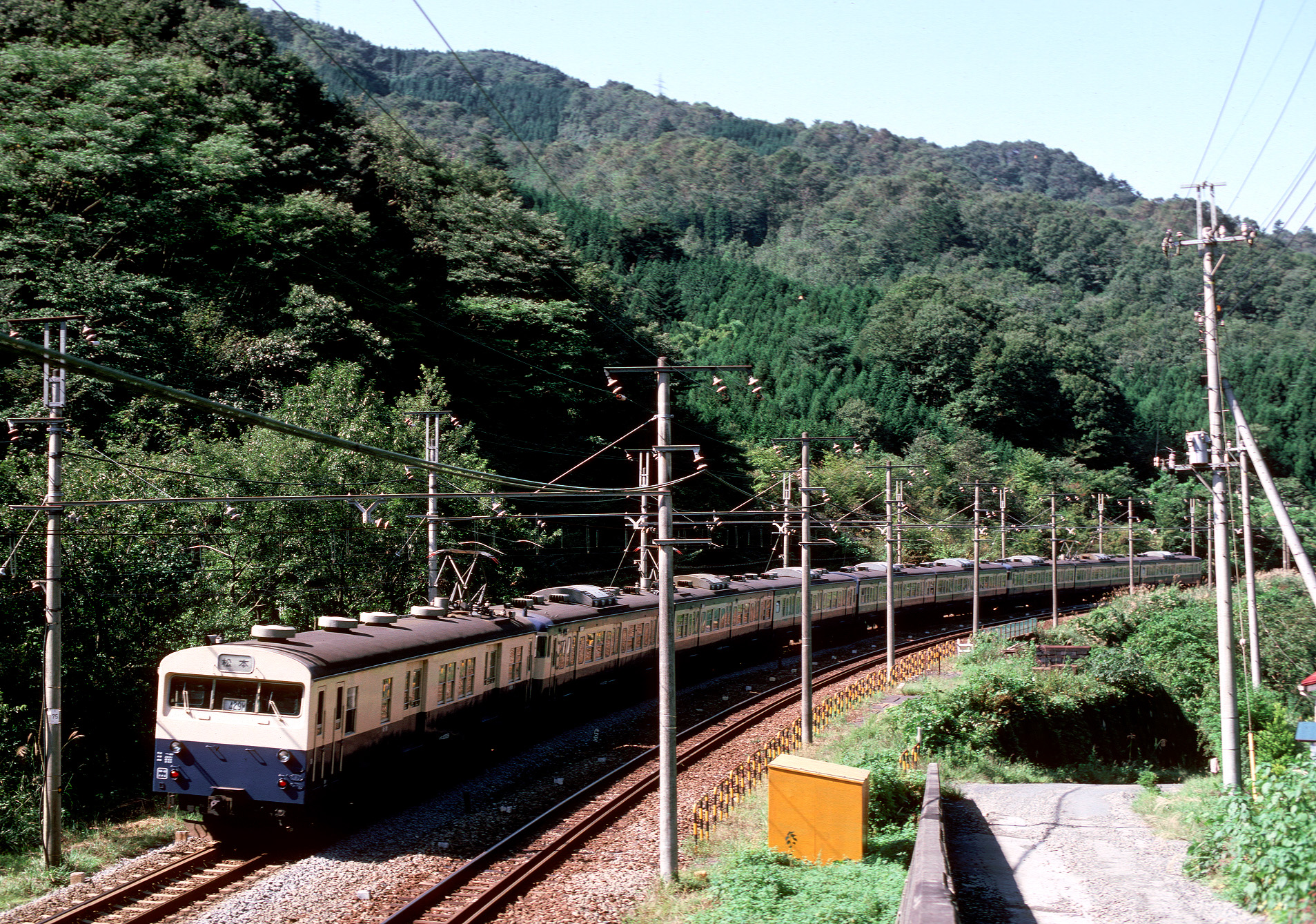
クモニ83を連結した中央東線運用（1982年）

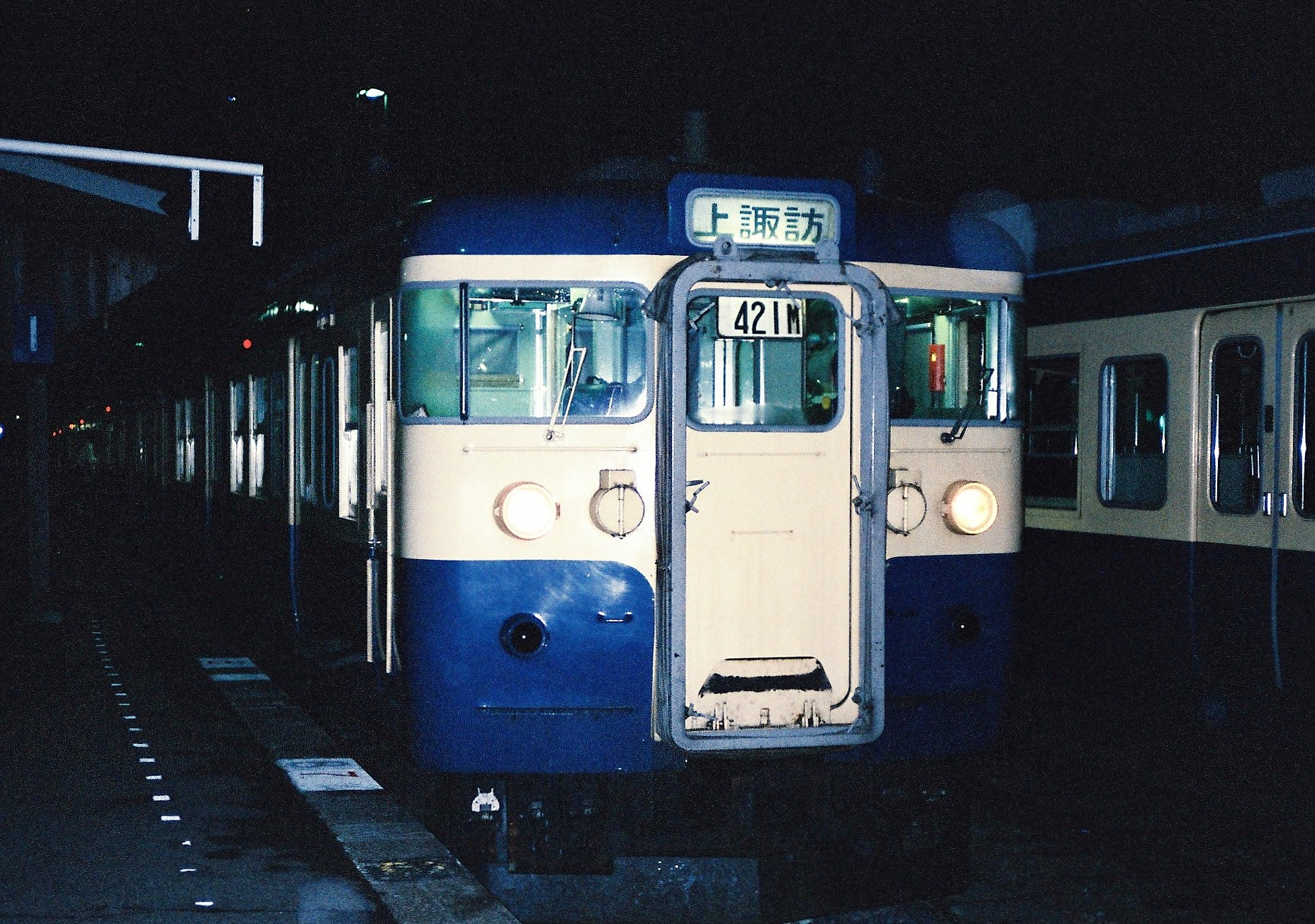
115系の上諏訪行き夜行普通列車（小淵沢駅、1989年）

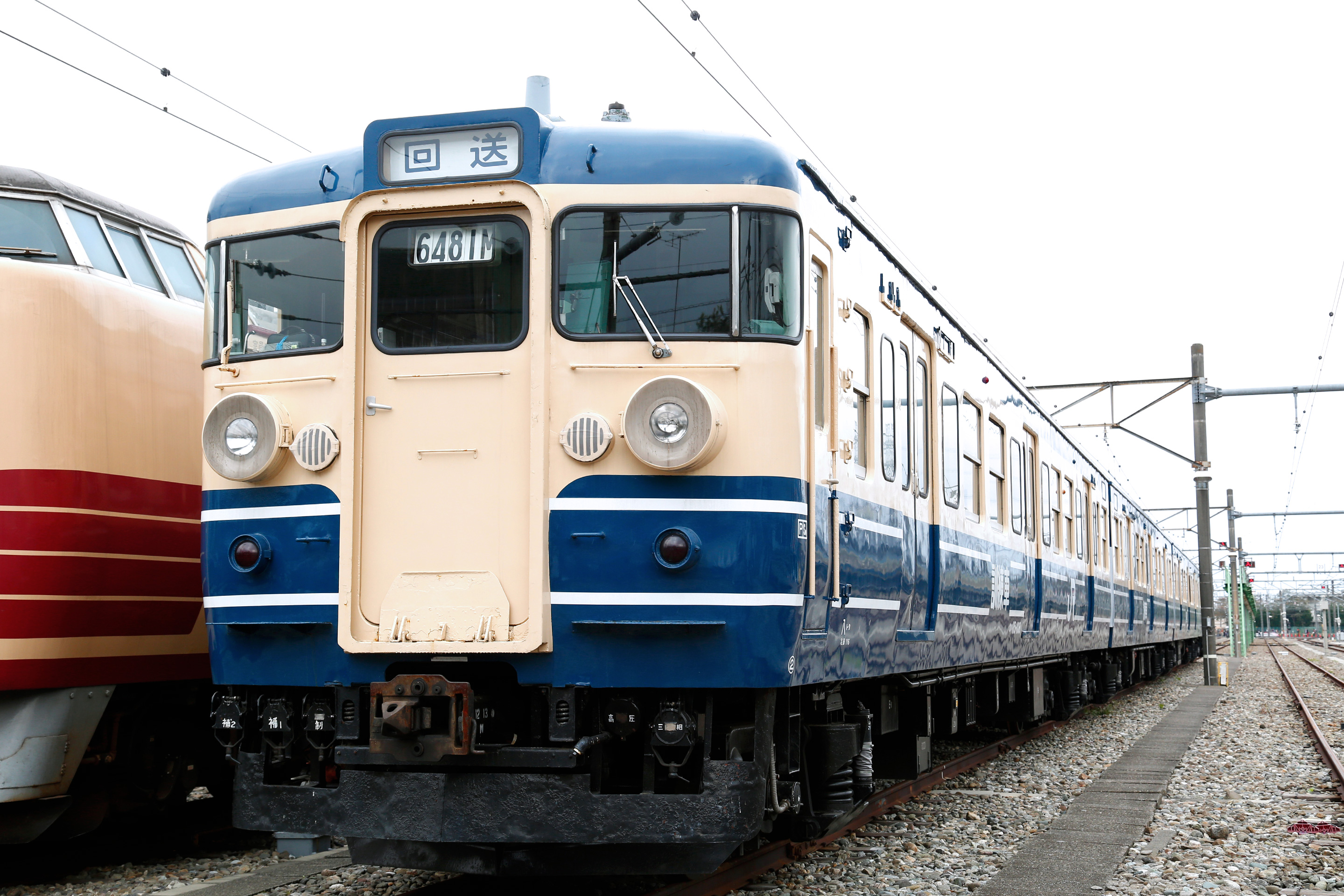
訓練車のW2編成（2013年）

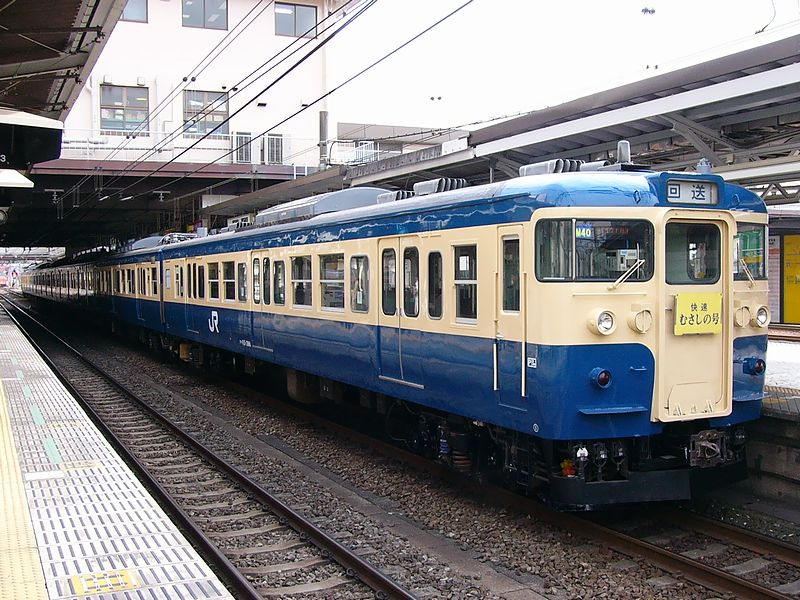
M40編成の快速「むさしの」（2004年）

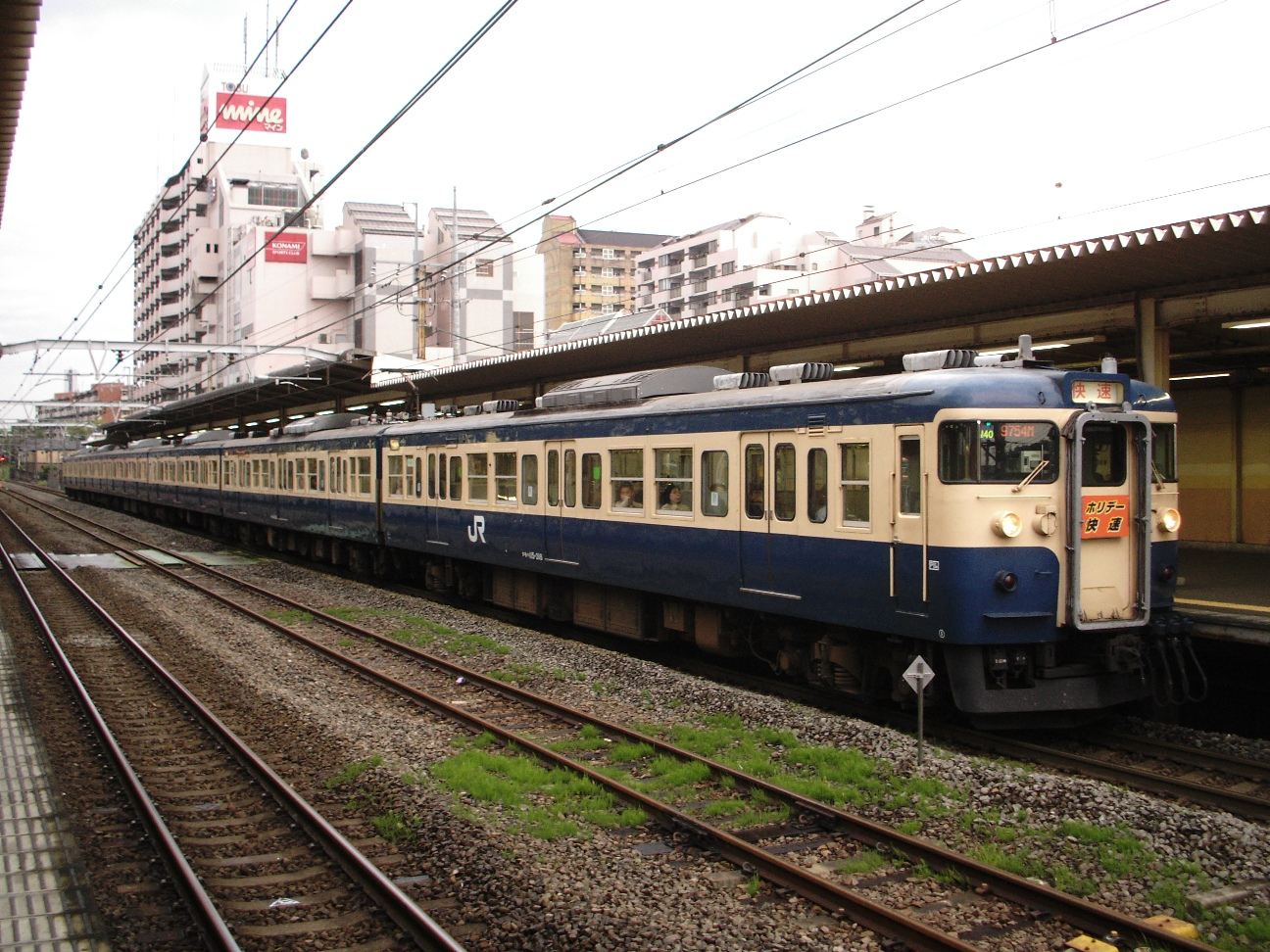
M40編成の快速「ホリデー快速鎌倉」（2007年）

中央東線に115系が初投入されたのは1965年5月の松本電化から約1年半後、特急「あずさ」の運転が開始された1966年12月12日のダイヤ改正からである。客車列車の一部電車化のため三鷹電車区に0番台66両が新製配置されたのが始まりで、編成はクモハ115形を含む3両編成2組でサハ115形2両を挟んだ変則8両編成、モハ114形は低屋根車の800番台であった。塗装は70系電車「山スカ」と同じく横須賀色が採用された。
客車列車から置き換えられた115系では郵便・荷物電車の併結も行われており、72系から改造されたクモユニ82形800番台・クモニ83形800番台が115系と同じ三鷹電車区に配置された。115系の新宿発着列車では上り新宿方（クモハ115形側）にクモユニ82形・クモニ83形が連結される事が多く、高尾発着列車では連結されなかった。
1970年10月のダイヤ改正では、下り定期急行「かいじ6号」と朝の甲府発立川行き快速に115系がグリーン車連結で運用されることになった。新前橋電車区所属の165系サロ165形サロ165-14・15が三鷹電車区に貸し出され、14は横須賀色に塗色変更、15は湘南色のままで運用された。サロ165形2両はジャンパ連結器を115系に合わせたものに変更する改造が行われたが、改造に伴う改番はない。グリーン車の連結は開始2年後の1972年10月のダイヤ改正で廃止となっている。
1971年7月からは土休日運転の不定期急行「かいじ」・「かわぐち」にも115系が投入され、富士急行線河口湖まで乗り入れする運用にも対応した。「かいじ」「かわぐち」の運転日は車両が不足するため、小山電車区の湘南色115系低屋根車編成が三鷹電車区115系の代走運用に入ることもあった。中央東線115系の急行運用はいわゆる「遜色急行」の代表例の1つとなっている。
1975年3月10日のダイヤ改正では冷房車の300番台29両を新製投入し、一部残存していた客車普通列車を置き換えた。これに伴って三鷹電車区の115系が定期列車で篠ノ井線経由で長野まで乗り入れるようになった。夜行普通客車列車の新宿発長野行き425列車と長野発新宿行き426列車も115系に置き換えられ、列車番号は下り長野行きが441M、上り新宿行きが442Mとなった。登山客の利用が多く「山男列車」とも呼ばれた425列車の電車化を惜しむ声もあり、425列車を愛用していた登山客らにより「425列車を愛する会」が結成された。
115系300番台は1975年12月から1976年3月にかけても71両が増備され、主に高尾 - 甲府間で運転されていた70系「山スカ」と72系「山ゲタ」を置き換えての新性能化が実施された。70系・72系は4両編成が基本であったため、115系は300番台を変則8両編成で投入して0番台を捻出し、捻出された0番台が3両編成にサハ115形1両を組み込んだ4両編成に変更されている。捻出された70系電車は呉線に転用された。
115系300番台投入後は中央東線普通電車の大半が115系となったが、塩山 - 甲府 - 韮崎間の山梨県内区間列車では身延線の旧性能電車が間合い運用されていた。1981年の身延線新性能化を前にこの区間列車を1980年3月に沼津機関区から三鷹電車区に移管して新性能化することになり、115系1000番台の冷房車4両編成1本が三鷹電車区に投入された。この編成は0番台4両編成と共通の運用に投入され、中央東線最後の115系新製車かつ横須賀色で新製された唯一の1000番台となった。
0番台は長らく非冷房車のままであったが、1982年にはクモハ115-11ほか4両編成1本が冷房化改造を受け、翌1983年にもクモハ115-13ほか4両編成1本が冷房化された。三鷹電車区の0番台で国鉄時代にAU75形で冷房化改造されたのはこの4両編成2本に留まり、以後の冷房化はJR化後にAU712形を搭載する方式で進められた。
1984年2月1日のダイヤ改正で各地の短編成化が推進されるのに伴い、1983年度に三鷹電車区の115系4両編成6本の3両編成化で外されたサハ115形基本番台6両が先頭車化改造を受け、沼津機関区・新前橋電車区・広島運転所へ転出した。1985年3月14日のダイヤ改正では残るサハ全車が編成から外され、各番台とも3両または6両編成が主体となった。外されたサハ33両は三鷹電車区への配置が無くなり、22両は東北・高崎線へ転用、7両は先頭車化改造、4両は113系サハ111形への改造が行われた。
夜行列車は1985年3月改正で新宿 - 長野間夜行普通列車441M・442Mのうち上り長野発の442Mが廃止となり、新宿発の441Mも長野行きから上諏訪行きに短縮された。
1986年には小山電車区・新前橋電車区よりモハ115・114形の中間電動車ユニット6組とサハ115形6両が転入し、6両貫通編成6本が組成された。中間電動車ユニットは300番台5組に加えて1000番台が1組あったほか、サハは6両全車が1985年に三鷹電車区から転出した車両の再転入であった。捻出された300番台3両編成6本は岡山電車区へ転出している。1986年11月1日のダイヤ改正では、三鷹電車区の115系全車が豊田電車区へ転出した。
JR化後の1988年からは非冷房0番台のAU712形による冷房化改造が開始され、車両更新工事も順次施工された。1990年3月には1000番台で唯一となった横須賀色新製車編成の3両も新前橋電車区へ転出した。
1992年には小山電車区より両端がクハ115形の4両編成が転入したが、短期間の営業運転を経て訓練車に転用された。1993年からは踏切事故対策でステンレス板による前面強化工事が行われ、豊田電車区の115系初期車は営業車全車がシールドビーム前照灯となり、訓練車編成のみが原型大型前照灯枠を残すシールドビーム改造車として残存した。
上諏訪行き夜行普通列車は1988年12月改正時点で列車番号が441Mから421Mへ変更されていたが、421Mは1992年3月14日より運転区間が甲府までに短縮され、同じ車両が列車番号を変えて早朝の甲府発松本行きとして運転される形となった。甲府行き夜行普通列車は1993年12月1日のダイヤ改正で廃止となり、大月まで短縮の上201系に置き換えられた。
夜行普通列車廃止に伴って115系の新宿への定期列車乗り入れも終了し、首都圏への乗り入れは立川までとなった。立川までの運用は一部のみで大半は高尾発着となっている。
1993年から1995年にかけて、豊田電車区115系6両貫通編成の下り方モハ114形に霜取り用のパンタグラフが増設された。1998年からは雪害対策として豊田電車区のモハ114形全車の集電用パンタグラフがシングルアーム式のPS35A・B形へ交換された。1998年度から300番台のリニューアル工事も開始されたが、1999年度の施工編成は工事内容を一部省略した簡易リニューアル車となっている。
中央東線の横須賀色115系には首都圏と松本方面を結ぶ中央本線・篠ノ井線経由で長野までの広域運用が存在したが、2000年12月のダイヤ改正で長野支社管内に入る運用が同支社に移管された。豊田電車区の115系は6両貫通編成8本と0番台3両編成12本が松本運転所へ転出し、残存車が八王子支社管内となる山梨県の小淵沢以東や富士急行乗り入れのみを受け持つ事になった。これにより豊田電車区の115系は300番台3両編成12本（訓練車の0番台除く）のみが残存した。
2002年には松本運転所に転属していた6両貫通編成1本が再転入し、M40編成となった。クモハ115形を含む6両貫通編成で、モハ114-374には霜取用にPS23形パンタグラフを搭載、サハ115-319は最後まで残存した300番台サハであったほか、中間のモハ115-348+モハ114-374のみが小山からの転入車で川重製、他は日本車輌製である。
豊田電車区は2007年11月に豊田車両センターへ改称された。2014年1月までは300番台による3両編成12本・6両編成1本と基本番台4両による訓練車編成1本の計46両が配置されていた。
M1 - 12編成は立川方からクモハ115形+モハ114形+クハ115形の3両で組成され、全車日本車輌で製造された。またM9編成が車体更新工事を、M1 - M4編成が簡易リニューアル工事を、M5・6・10・12編成がリニューアル工事を施工していた。定期運用では3両編成単独または2本組合せの6両編成で中央本線立川 - 小淵沢間ならびに富士急行線河口湖まで、3両編成単独のみで塩山 - 甲府 - 韮崎の区間列車に充当された。
M40編成は他の編成と異なり中央本線運用には投入されず、三鷹電車区の波動用169系の運用終了に伴う代替として武蔵野線快速「むさしの号」（2010年12月3日で終了）用に投入された。土休日には「ホリデー快速鎌倉」（2013年9月23日で終了）にも投入されたほか、長野総合車両センター所属車C編成定期運用の代走・波動輸送・乗務員訓練などのほか、波動輸送運用にも投入された。
W2編成は訓練車編成でモヤ115形が組み込まれた4両編成であるで、前照灯は白熱灯用大型ケーシングをそのまま流用したシールドビーム化改造が施工済である。
保安装置はATS-P・SNを搭載し、デジタル無線および運転台への簡易モニター設置が施工済であった。このため運転台後部ロングシート上荷棚部に機器箱が設置されていた。近年では先頭車貫通幌を長野方クハ115形装着から、長野総合車両センター所属車に合わせて新宿方クモハ115形装着へ変更。多くの編成が耐雪ブレーキを装備しており、列車番号表示機はLED式を助士席側に設置していた。車内の座席モケットは薄茶色を基調としていた。
2014年1月27日にM40編成の中間のサハ115-319+モハ115-348+モハ114-374を訓練車のW2編成に組み込み長野総合車両センターへ廃車回送を実施、訓練車は2014年1月28日付で廃車となった。残存した3両も2014年7月26日付で廃車された。これにより6両編成と訓練車編成が消滅となり、300番台3両編成12本の36両に減少した。2014年12月5日には、M2 - M5・M11編成が豊田車両センター武蔵小金井派出へ疎開回送された。
2014年12月7日には長野総合車両センター所属の211系N編成に運用が移管されたため、豊田車両センターの115系の定期運用は前日の12月6日に終了した。
長野総合車両センターへの廃車回送は、同月9日・10日にM1･M2･M4･M6編成（廃車日は同月10日・11日）、同月24日にはM5･M11編成（廃車日は同月19日）、2015年1月7日にはM10･M12編成へ（廃車日は同月8日）、同月14日にはM7･M8編成へ実施された（廃車日は同月15日）。
2015年1月21日にはM3･M9編成が豊田 - 松本間（辰野支線経由）で廃車回送を兼ねたさよなら団体列車「ありがとう八トタ115系号」として最後の営業運転が実施され、松本到着後に長野総合車両センターへ回送された。翌日付で廃車となり、豊田車両センターの115系は消滅した。
中央東線での115系の定期運用は2015年10月28日に終了となり、最終運用では長野総合車両センター所属の1000番台横須賀色6両編成のC1編成（2014年に信州色から横須賀色へ変更）が使用された。2015年11月22日に運転された団体臨時列車「中央本線開業110周年記念〜ありがとう115系C1編成」を最後に、長野総合車両センターの115系の営業運転も終了となった。
| 豊田車両センター配置車編成表   | 豊田車両センター配置車編成表 | 豊田車両センター配置車編成表 | 豊田車両センター配置車編成表 | 豊田車両センター配置車編成表 | 豊田車両センター配置車編成表 | 豊田車両センター配置車編成表 |
| ------------------------------ | ---------------------------- | ---------------------------- | ---------------------------- | ---------------------------- | ---------------------------- | ---------------------------- |
| ← 立川・河口湖富士山・小淵沢 → |                              |                              |                              |                              |                              |                              |
| 編成番号                       | クモハ115                    | モハ114                      | クハ115                      | 製造所                       | 更新工事                     | 廃車日                       |
| M1                             | 304                          | 332                          | 354                          | 日本車輌                     | 簡易 リニューアル            | 14.12.10                     |
| M2                             | 305                          | 333                          | 356                          | 日本車輌                     | 簡易 リニューアル            | 14.12.11                     |
| M3                             | 306                          | 334                          | 358                          | 日本車輌                     | 簡易 リニューアル            | 15.1.22                      |
| M4                             | 307                          | 335                          | 360                          | 日本車輌                     | 簡易 リニューアル            | 14.12.11                     |
| M5                             | 308                          | 342                          | 370                          | 日本車輌                     | リニューアル                 | 14.12.19                     |
| M6                             | 309                          | 343                          | 372                          | 日本車輌                     | リニューアル                 | 14.12.10                     |
| M7                             | 310                          | 344                          | 374                          | 日本車輌                     | 未施工                       | 15.1.15                      |
| M8                             | 311                          | 345                          | 376                          | 日本車輌                     | 未施工                       | 15.1.15                      |
| M9                             | 312                          | 346                          | 378                          | 日本車輌                     | 車体更新                     | 15.1.22                      |
| M10                            | 313                          | 347                          | 380                          | 日本車輌                     | リニューアル                 | 15.1.8                       |
| M11                            | 315                          | 349                          | 384                          | 日本車輌                     | 未施工                       | 14.12.19                     |
| M12                            | 325                          | 361                          | 412                          | 日本車輌                     | リニューアル                 | 15.1.8                       |
| M40                            | クモハ115 -318               | モハ114 -354                 | サハ115 -319                 | モハ115 -348                 | モハ114 -374                 | クハ115 -398                 |
| W2                             | クハ115 -207                 | モヤ115 -6                   | モハ114 -827                 | クハ115 -108                 |                              |                              |

### 新潟地区

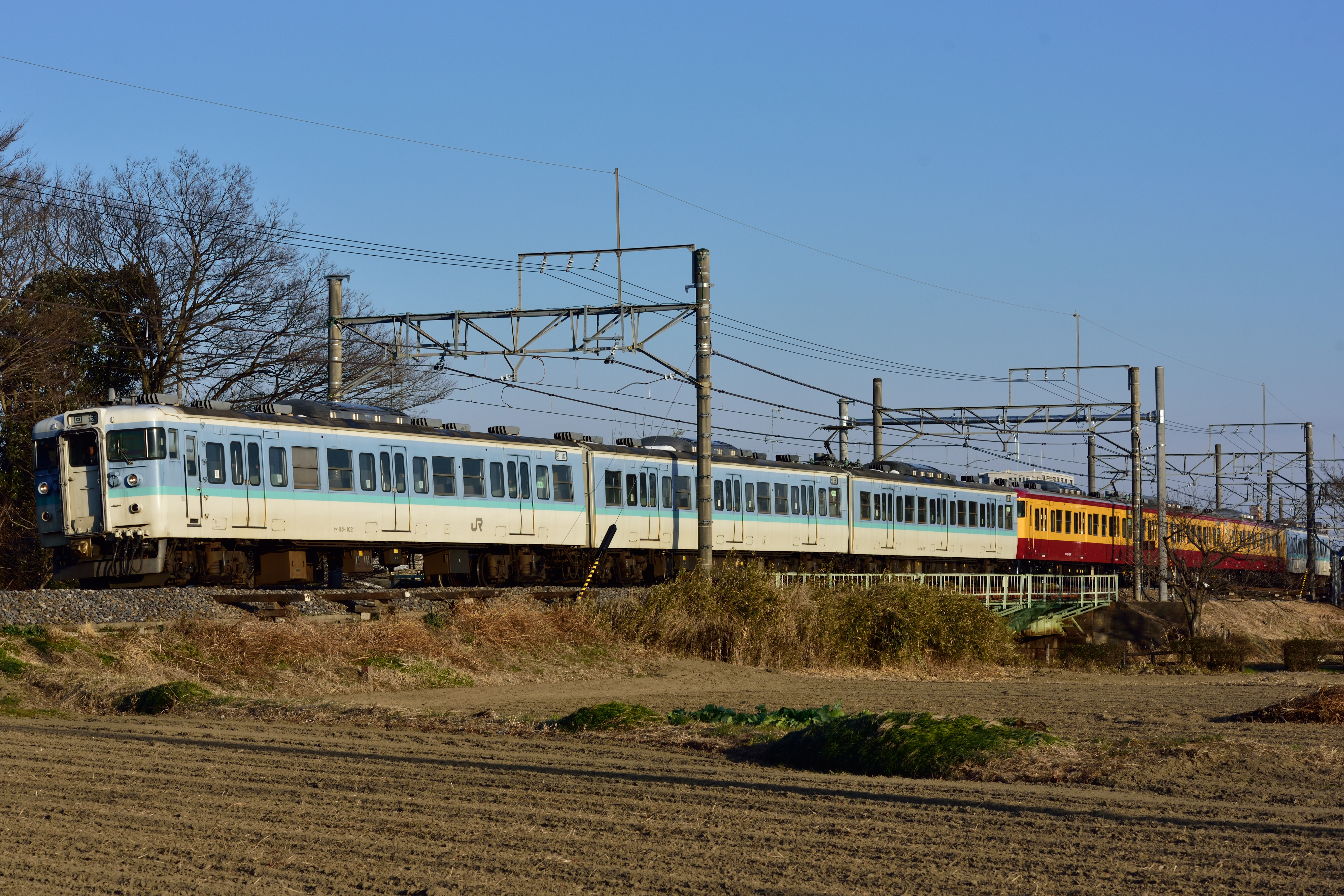
伴走車L99編成

新潟地区に115系が初投入されたのは1976年で、東北・高崎線上野口への300番台投入で捻出された基本番台が70系電車の置き換えを目的に、長岡運転所へ投入が開始された。
1978年からは1000番台6両編成が長岡運転所に新製投入され、捻出された基本番台は岡山地区に転出して80系を置き換えた。1982年には水上以北での減車化（6連→5連へ変更）に伴う運用見直しで長岡運転所所属サハ115形1000番台19両が小山・新前橋の両電車区へ転出した。
1984年の越後線・弥彦線電化開業により本系列が投入される事となり、一旦山陽地区に転出した基本番台（先頭車化改造車）や身延線用2000番台が転入したため、新潟地区は基本・1000・2000各番台が混在していた。新潟地区に転入した0番台・2000番台には主電動機冷却風吸入口を客室内に設けるなどの耐寒耐雪強化改造が施工された。クハ115形2000番台は7両すべてが奇数向きだったが、2129を除き方転された。
JR化後も残る非冷房車・冷房準備車は1988年度からAU712形による冷房化改造が施工され、弥彦線用Y編成・非ワンマンS編成など0番台グループで冷房電源にSC24形インバータを搭載した車両は制御電源としてモハ・クモハ114形に20 kVAのMGが引き続き搭載されている。L1 - 6編成は電動車が基本番台であり、基本番台の電動車と組む1000番台・2000番台の冷房準備車はAU75系ではなくSC24形インバータ給電のAU712形が搭載された。
クモハ115-1023やクハ115-1023・1024など一部車両（N24・L12編成）は廃車発生品を利用してAU75形で冷房化改造されたため、車両中央部のみに冷房吹き出し口があり、扇風機や運転台上部の箱型通風器も残されるなど他編成と相違が目立っていた。後年のリニューアル改造後もそのままであったが、後に他のAU75形冷房装置搭載車と同じ仕様に改造され、扇風機や箱型通風器も撤去されている。
新潟地区115系の塗装は長らく湘南色であったが、国鉄末期より白地に青帯と赤の細い帯を巻く「1次新潟色」への塗装変更が開始された。キハ40系ほか新潟地区の気動車にも1次新潟色の塗装が普及したが、115系ではJR化後に再び塗装変更が行われることになり、1993年には白地に緑と黄緑の帯を巻く「2次新潟色」が採用された。1次・2次新潟色には塗装の細部が異なる車両も存在した。先頭車両に施された帯は新潟の「N」をイメージしたものである。
1988年からは弥彦線でワンマン運転が行われることになり、クモハ115・114形500番台2両編成のうち3本にワンマン化改造が施工され、塗装は白地に赤と黄色のストライプを有する「1次弥彦色」に変更された。冷房装置はSC24形インバータ給電のAU712形で、MG交換は実施されなかった。後に弥彦線ワンマン車Y編成は塗色がホワイトとイエローのツートーンカラーにライトグリーンの帯を巻いたカラー「2次弥彦色」に変更されている。
民営化から間もない1988年より首都圏への211系投入で捻出された115系が新潟地区にも転入し、非冷房で大型前照灯の先頭車も順次消滅した。この転用でサハ115形も転入しており、L12 - 14編成はMcM'TTc'で組成された。Tc'の一部は首都圏からの転入車でATS-Pを搭載、MM'ユニットの一部は小山からの転入車であった。N25編成のクハ115-1245は、改造前のクハ115-1142時代に小山および新前橋へ配置されていたためATS-Pを搭載する。
1991年にはモヤ115形を含む訓練車4両編成1本が長岡運転所に配置され、非冷房の4両編成（クハ115-111+モヤ115-1+モハ114-59+クモハ115-115）を組成した。初代は1次新潟色最後の車両で、1998年の2代目訓練車置き換えまで使用された。
信越本線・上越線の閑散区間では115系の短編成化改造車2両編成（S編成）が運用されていたが、短編成化以前に存在したトイレが無くサービス上問題となったため、1992年以降にS1 - 3・7・10 - 12編成のクモハ114形1500番台にトイレ設置改造が施工された。トイレ設置場所の側窓部分は埋められ、汚物処理装置も真空式となった。クモハ114形1500番台は5編成がトイレ無しで残されており、他のトイレ付き編成と組み合わせて運用されるよう配慮されていた。
1996年2月より、JR東日本もスポンサーとなっているサッカーJリーグ・ジェフユナイテッド市原（現・ジェフユナイテッド市原・千葉）の広告塗装が長岡運転所の115系N31編成に採用された。ジェフユナイテッド塗装には複数の塗り分けパターンがあり、時期により異なっていた。クハ115-41・151の2両は営業運転に入らず土崎工場への入場・出場車を機関車牽引する際の控車となり、赤と黄色の塗装に変更された。
越後線と上越線における冬期の霜対策として、1995年度より1000番台3両編成のうち4本のモハ114形に霜取りパンタグラフが増設された。N4・N6・N8・N14編成のモハ114形でパンタグラフを2基搭載する。
1998年にクモハ115-506+クモハ114-506の1編成2両が訓練車のクモヤ115-1+クモヤ114-1に改造され、従来の非冷房4両編成の訓練車を置き換えた。訓練車の塗装は湘南色をベースに白帯が入れられたものとなっている。
1999年より新潟地区の115系にもリニューアル工事が開始された。施工内容はCPをスクリュー式へ交換・MGをメンテナンスフリーのSIVへの変更・化粧板や座席モケットの張替・ロングシートとドアの間に新規にアクリル防風板を追加するなどである。リニューアル改造施工車はパンタグラフがシングルアーム式のPS35B形に交換されているが、最初期にリニューアルを受けたN14編成のモハ114-1083とN28編成のモハ114-1109の2両は菱形のPS16形が存置された。
リニューアル工事施工車は白地に濃淡青の「3次新潟色」に変更された。この塗装は新潟の水・米、海・川、水田のイメージで、地元の大学生によってデザインされた。初採用は1999年12月出場のN30編成で、それ以前にリニューアル出場したN28・N14編成は2次新潟色で出場後に3次新潟色に変更されている。新潟3次色車の運用区間は羽越本線、信越本線、上越線である。
新潟地区に新製投入された1000番台や転入車の2000番台は更新対象から外れたが、台車の枕ばねや軸ばねのエリゴばねへの交換や車両内外の低い位置にドアレールヒータに関する注意を促すステッカーが貼付されているほか、一部車両はアコモデーション改良工事を施工された。座席モケットをリニューアル工事施工車と類似したものに張替、化粧板や床仕上げ材を交換、トイレの改装が行われたほか、パンタグラフ増設工事を4両に施工した。
1999年12月4日ダイヤ改正で長岡運転所（現・長岡車両センター）配置車両が上沼垂運転区に移管され、新潟地区115系の配置が集約された。長岡運転所の所属車両は上沼垂運転区のS編成となった。S1 - 12編成は1500番台でAU75形冷房装置を搭載し、S13 - 15編成は500番台でAU712形冷房装置を搭載していた。N22 - 32編成は、1995年12月でE127系の投入に伴い一旦長岡に転出したあと集約化で上沼垂に戻った編成である。
2007年7月16日に発生した新潟県中越沖地震では、S1編成が柏崎駅で脱線転覆したが、長野総合車両センターでの修復を受け運用復帰した。
2011年にL6編成4両およびN2編成3両が湘南色に復元された。N2編成はリニューアル工事を施した3次新潟色編成であったため、シングルアームパンタグラフとSIVを装備したまま湘南色に塗り替えられた。L6編成・N2編成ともにJRマークは貼られていない。2014年にはL9編成・N23編成も湘南色となっていた。
2013年3月より長野総合車両センターへの211系転入で捻出された115系1000番台が新潟へ転出し、2014年6月までにN33 - N38編成の6編成が転入した。パンタグラフはシングルアーム式のPS35Aで、先頭車はATS-Pを搭載する。このうちN38編成はクモハ115-1001・モハ114-1001・クハ115-1001の1000番台トップナンバー編成である。2014年7月にはL3・S15編成の各車とL14編成のサハ115-1002が廃車となり、L14編成の残る3両がN39編成となった。2014年11月にS13・14編成が、L1編成は同年12月に廃車された。2015年12月に長野から転入した1編成はN40編成となった。
2015年度から新型のE129系の投入による置き換えが開始され、115系は順次廃車となった。2015年8月にはL2・4編成が廃車となり、N19編成も2015年8月29日付で廃車となった。L5・6編成は2015年12月に廃車、N1編成は2016年2月29日付で廃車された。
2015年3月14日ダイヤ改正での北陸新幹線金沢延伸開業に伴う信越本線長野 - 妙高高原間のしなの鉄道移管に伴い、新潟車両センター所属車の検査担当工場が長野総合車両センターから大宮総合車両センターへ変更された。大宮への入出場にはATS-P搭載車が必要なため、長野総合車両センターの115系1000番台6両編成（旧C3編成）がATS-P非搭載車入出場時の「伴車」として新潟車両センターに転入し、L99編成となった。
L99編成の塗装は「新長野色」のままとなり営業運転には充当されず、2015年5月に中間車2両が廃車となり、以降は4両編成で使用されている。新潟車両センターと大宮総合車両センターの間の入出場は上越線経由で行われた。
Y編成は弥彦線弥彦 - 吉田の全列車・吉田 - 東三条の一部列車・出入庫を兼ねた越後線吉田 - 新潟1往復で運用され、近年では同地区のE127系の代走で白新・羽越本線に入線することもあった。新潟地区のE127系0番台は北陸新幹線金沢延伸開業に伴い移管されたえちごトキめき鉄道へ順次譲渡されたが、新潟車両センターに残った2両編成2本（V12・V13編成）が2015年3月14日改正から弥彦線に投入されたため115系Y編成は3編成とも運用を離脱した。運用を離脱したY編成は同年7月15日に廃車されている。Y1編成には最後まで鋼製ドアが残っていた。
AU712形冷房装置を搭載していた車両は、2013年時点で新潟車両センター所属車のみであった。2015年度まではL編成の一部に基本番台が残存し、鋼製ドアの車両もあった。L1 - 4編成にはクハ115 - 551・552・553・613などが組み込まれており、クハ115-553は製造から50年以上経った後も運用された。0番台と同じく1984年の越後・弥彦線電化時に転入したクハ115形2000番台も在籍していたが、2016年12月に全廃となった。
2017年には1000番台3両編成1本が「懐かしの新潟色」に復刻され、N3編成が2017年1月18日付で70系電車時代の赤2号と黄5号のツートンカラーに変更された。N37編成は2017年に1次新潟色に変更され、同年9月24日より営業運行に復帰した。2017年12月にはN40編成もN3編成と同じ「懐かしの新潟色」となり、同年12月29日より営業運転に復帰している。
2016年3月にはL編成の残存全編成が運用を終了し、L7・9 - 13編成は同年4月に、L8編成は同年5月にそれぞれ廃車され、L編成は全廃となった。L12・13編成の廃車で新潟地区のサハ115形は消滅し、高崎地区も含めてサハ115形は形式消滅した。S編成も2016年4月から5月にかけてS1・3・7・9 - 12編成が、同年6月にS2編成が廃車された。同年7月には残るS編成が定期運用を終了、同年8月に残るS4 - 6・8編成も廃車され、全廃となった。訓練車のクモヤ115-1+クモヤ114-1は2016年6月17日付で廃車された。
N編成は2016年4月にN6・8・14・20・25・31編成が、同年8月にはN4・11・26編成が、同年9月にはN10・32編成が、それぞれ廃車された。2016年12月にはN12・16・23・27・28・39編成が廃車された。2017年4月にはN2・5・7・9・15・21・22・24・29編成が廃車された（N15編成のクモハ115-1061の廃車は2017年6月24日付）。2017年に廃車となったN15編成のうち、クモハ115-1061は新津鉄道資料館に静態保存された。
JR東日本新潟支社では、2018年2月に投票企画として「『私と通勤・通学電車』〜みんなで選ぼう 115系車両デザイン〜」を実施した。投票結果は「2次新潟色」が投票数252票で1位となり、2018年9月に3次新潟色であったN35編成が2次新潟色となって出場した。また投票数が1位と4票差で2位となった「2次弥彦色」も復刻されることになり、2018年10月にN36編成が2次弥彦色で出場し、11月5日より定期運用に復帰している。
2018年春の新潟駅在来線ホーム高架化に伴い、同駅構内でATS-Pの使用が開始された。そのためATS-Pを搭載していない新潟地区生え抜きのN3・13・17・18・30編成が運用を離脱し、同年4月3日から10日にかけて廃車された。L99編成は新潟車両センターに残存する115系がATS-P搭載車のみになったため伴走車が不要になり、2018年8月に長野総合車両センターに回送され、同月2日付で廃車された。
2018年3月以降は、N編成のみが越後線・弥彦線・信越本線の直江津 - 長岡 - 新潟間・えちごトキめき鉄道妙高はねうまラインの新井 - 直江津間で定期運用に充当された。ただし2000年代後半以降は、北陸新幹線金沢延伸開業による並行在来線の移管まで、諏訪湖花火観客輸送のため通常は長野総合車両センターが担当する信越本線運用の一部を代走することがあった。
2019年9月には、N33編成が1次弥彦色に復刻された。これにより新潟の115系は残存7編成全てが異なるカラーリングとなった。各編成の塗装バリエーションは以下の通り。
- N33編成 - 1次弥彦色
- N34編成 - 3次新潟色
- N35編成 - 2次新潟色
- N36編成 - 2次弥彦色
- N37編成 - 1次新潟色
- N38編成 - 湘南色
- N40編成 - 懐かしの新潟色

以降この7編成21両が運用されていたが、E129系の増備による置き換えで2022年3月11日をもってすべての運用を終了した。2022年6月22日にN33・N34・N36編成が、同年8月3日にN35・N37・N40編成がそれぞれ廃車され、最後まで残ったN38編成も同年9月16日付で廃車され、配置が無くなっている。

### 長野・松本地区
1977年から1978年にかけて信越本線・篠ノ井線・中央本線で運用されていた70系や80系の置換えを目的に松本運転所に1000番台122両（McM'MM'T'c、5両編成19本・McM'Tc、3両編成9本）が新製配置された。その後大糸線の旧形国電も置き換えられる事となり、36両（McM'T'c、3両編成12本）が1981年より松本運転所北松本支所に配置された。
1983年からは短編成化のため電動車に運転台を取り付ける改造も行われ、クモハ115形1500番台として投入された。その際反対向きの制御車が不足するため、三鷹電車区の0番台編成から外されたサハ115形6両に運転台を設置し、クハ115形600番台として投入された。
1985年3月14日に北松本支所は松本運転所に統合され、中央本線・篠ノ井線・信越本線で運用される117両（3両編成39本）と大糸線で運用される31両（3両編成7本、増結ユニットMcM'5組）の計148両が配置された。
国鉄時代の1986年11月1日ダイヤ改正で、信越本線と篠ノ井線の一部運用を長野運転所（現・長野総合車両センター）に移管するのに伴い75両（McM'Tc、3両編成25本）が転属となった。従来は松本運転所が長野鉄道管理局の全運用を担当していたが、ダイヤ改正後に伴う移管後は中央本線甲府以西・大糸線・篠ノ井線の運用を担当した。中央西線は分割民営化時にJR東海管轄となるため、松本運転所から3両編成7本が神領電車区に転出している。
国鉄時代の長野地区配置車両はすべて1000番台新造車で、他地区からの転入車は皆無である。1986年の配置後数度にわたり松本車両センターからの運用移管ならびに車両交換・転入を実施し、後述する訓練車のほか2・3両のN編成と6両貫通のC編成も配置されていた。
塗装はJR化後も広告塗装以外はしばらくの間湘南色であったが、1989年より白を基調に緑のラインを組み合わせた旧長野色へ変更した。1998年の長野オリンピック開催に合わせたイメージアップのため、1992年から新長野色（フォギーグレー+アルパインブルー+リフレッシュグリーン）への再変更が実施され、1997年までに完了した。
JR発足直後の1987年5月には、クモハ115-1020+モハ114-1027+クハ115-1019の3両編成（北長野運転所N12編成）がコカ・コーラの広告電車として登場した。車体は赤一色の塗装にコカ・コーラのロゴが貼られたものとなり、モハ114-1027車内には日本コカ・コーラ社製清涼飲料水自動販売機が設置された。1993年の契約終了後に従来塗装の旧長野色に復元され、自動販売機も撤去された。N12編成は1997年にしなの鉄道に譲渡後S11編成となり、しなの鉄道の企画として2018年から2020年までコカ・コーラ塗装を復刻して運転された。
1991年には長野配置の初代訓練車が落成した。編成はクモハ115-1+モヤ114-1（元・モハ114-801）+クハ115-611（元・サハ115-1）の湘南色非冷房3両編成で、モヤ114-1は元モハ114-801、クハ115-611は元サハ115-1である。
長野運転所では1997年の北陸新幹線長野開業以前は碓氷峠を越えて高崎までの運用が存在した。ATS-Pは1992年当時の長野配置編成には高崎駅構内での同装置の使用開始に伴い先に搭載されていたが、松本運転所配置車両でも2003年頃より順次すべての編成に搭載した。ATS-P設置前はATS-Psを搭載していた。
1997年の新幹線長野開業では信越本線篠ノ井 - 軽井沢間がしなの鉄道に移管され、ATS-Pを設置しない松本運転所配置車両の一部が一旦長野総合車両所（当時）に転属した上でしなの鉄道へ譲渡された。しなの鉄道線にもJR東日本の115系が乗り入れる運用が設定されており、しなの鉄道に譲渡された115系とは運用が分けられている。
1998年12月ダイヤ改正では大糸線でE127系100番台の営業運転が開始され、松本運転所の169系による中央本線・篠ノ井線の普通列車が長野総合車両所の115系に置き換えられた。これによりJR東海管内の中央西線塩尻 - 中津川間で115系の運用が復活している。長野 - 飯田間快速「みすず」で使用されていた長野総合車両所の169系4両編成もこの改正で115系に置き換えられている。
1998年度より長野支社管内の115系でリニューアル改造が開始され、1999年2月にクモハ115-1010ほか3両編成が初のリニューアル車として出場した。長野地区向けのリニューアル工事ではパンタグラフのシングルアーム式PS35形への交換、ドア横座席端に風除け用透明仕切り板を設置する工事が施工されている。リニューアル工事は約半数の車両に施工された。
2000年12月に中央本線・大糸線・篠ノ井線関係の運用を長野総合車両所に移管し、豊田電車区が担当していた中央本線小淵沢以西の長野支社管内運用が松本運転所に移管されることになった。これにより豊田区から転入した基本番台・300番台初期車が主体の6両固定または3両編成2本による6両のB編成が組成された。従来松本運転所に所属していた1000番台2両編成・3両編成は長野総合車両所へ転出した。
豊田電車区115系の転入から間もなくして、東北・高崎線へのE231系投入で余剰となった小山電車区の300番台後期・1000番台車が松本運転所に転入してC編成となり、従来のB編成が置き換えられた。3両編成のB編成のうちB36・B35編成は伊豆急行に譲渡され同社の200系となった。伊豆急行へは115系0番台から合計3両編成6本が譲渡されたほか、2002年からは300番台3両編成3本が追加譲渡されている。300番台6両貫通編成1本は2002年に豊田電車区へ再転出してM40編成となった。
小山電車区から転入したC編成はC1 - C14編成の6両貫通編成14本で、編成両端ともクハ115形である。大半が小山電車区または新前橋電車区へ新製配置された冷房車であるが、伯備線電化用として岡山電車区に新製配置されたのち関東に転用された車両、松本・北松本に新製配置されたのち他地区に転用されて松本へ戻った車両が存在する。パンタグラフは松本転入時にシングルアーム化、運行番号表示器は松本転入以前に一部の車両でLED化されていた。首都圏の列車無線デジタル化に伴う新型無線機搭載工事が全編成に施工されている。
C編成は1000番台車中心であるが、C5・6・9編成の全車とC13編成の長野方MM'ユニット1組は300番台車であった。C5編成のクハ115-443・496・モハ115-417+モハ114-443とC13編成の長野方電動車ユニットは300番台最終製造ロットで、車内は荷棚棒・蹴込板がステンレスとなっている。C9・10編成は新製時の7両編成からサハのみを抜いた6両編成、C1・C2編成は小山時代の既存のサハ以外は同一の6両編成で組成変更がなかった。C5 - 11編成は松本転入と同時期にリニューアル工事が施工された。
C18編成の立川方先頭車は先頭車化改造車のクハ115-1512で、種車は1000番台で唯一三鷹電車区に新製投入された4両の中の1両であるサハ115-1027である。同車は1984年の中央東線短編成化で三鷹から新前橋へ、1986年に再び三鷹へ戻ったのち小山、松本へと転出した経歴を持つ。塗装も横須賀色→湘南色→2代目長野色と変更されている。またC8編成の長野方3両はAU720形冷房装置を搭載していたが、2013年現在ではAU75型に再換装された。
C12編成の上り方先頭クハ115-1104とC14編成の下り方先頭クハ115-1093では、前面種別表示幕の「普通」表示が白地に黒文字となっていた。C12編成の下り方先頭クハ115-1065は長野所属車で唯一転落防止幌を新前橋区所属時代に設置されており、転入時は他にも設置車両が存在したが撤去された。
300番台編成のクモハ115-326+モハ114-362+クハ115-392は、2代目の訓練車N00編成となった。塗装は横須賀色で、松本に転入した元豊田所属の電動車ユニットと元小山所属のクハで組成された。初代訓練車は2002年に老朽廃車となった。
2007年1月にN55編成のクモハ115-1073+クモハ114-1513が余剰廃車となった。この廃車で発生したスノープラウ付きのDT21B台車枠は、高崎車両センター所属クモヤ145-107へのスノープラウ装着改造用として流用された。
2007年1月には、N15編成のクモハ115-1074+モハ114-1180+クハ115-1222が長野総合車両センター3代目訓練車に転用された。塗装は湘南色に変更した上で、乗務員室後部仕切の一部撤去・訓練用防護無線ならびに車両用信号炎管の追加・一部席への机の設置・家庭用コンセント配線設置などの改造を施工した。3代目落成により2代目訓練車は廃車となった。
松本車両センターの115系は、2007年3月18日に長野総合車両センターに運用移管される事となり、全車転出したため、配置が無くなった。長野総合車両センターの115系は長野地区全域・中央東線用3両編成がN編成、大糸線・篠ノ井線が主体の2両編成が同じくN編成、中央東線用の6両貫通編成がC編成に区分された。N編成の編成番号札の色はN1 - 14・16編成が緑色でN21 - 33編成が桃色、N51 - 54・56 - 58編成が黄色となっていた。C編成は松本時代と変化なく6両編成14本が転入した。
N編成はクモハ115形+クモハ114形で組成される2両編成とクモハ115形+モハ114形+クハ115形で組成される3両編成が存在した。2両編成はN51 - 58の8組16両が大糸線・篠ノ井線運用を主体に運用された。3両編成のうちN1 - 14・16編成はしなの鉄道線ならびにJR東海乗入対策施工車で、JR東海ATS-STに対応する速度照査機能付加のATS-SN●と対応方向幕を装備搭載する。1000番台の中間車側貫通扉は通常はステンレス無塗装であるが、N7編成のクモハ115-1070では300番台以前と同様の鋼製のものに交換されている。N21 - 33編成はJR東日本管内専従で運用された。
3両編成は中央本線甲府 - 松本 - 塩尻（辰野支線も含む）・篠ノ井線・信越本線篠ノ井 - 直江津 - 柿崎・大糸線松本 - 信濃大町のほか、しなの鉄道篠ノ井 - 小諸・JR東海区間の飯田線辰野 - 飯田・中央本線塩尻 - 中津川への乗入れ運用に充当された。臨時列車では諏訪湖祭湖上花火大会に伴う増発、2008年・2009年4月の「高遠さくらまつり号」、2008年2月23日の「スワいち号」、2008年6月6日 - 8日の「木曽漆器まつり号」、2009年の「ほろよい上諏訪街道号」での運転実績がある。
C編成の定期運用は立川 - 松本ローカル列車専従で充当された。その他は出入庫を兼ねた松本 - 長野1往復・篠ノ井線松本→明科区間列車のみのため松本・小淵沢・甲府・大月・高尾・豊田で夜間滞泊が続くのが特徴であった。代走や臨時列車としては大糸線代走運用、豊田車両センターM40編成検査・故障時の快速「むさしの」代走運用、「ひまわり号」へ投入された実績がある。
N編成の2両編成で残存したN51- 54・56 - 58編成は、2013年3月16日ダイヤ改正でしなの鉄道での運用に転用され、同年6月1日付でしなの鉄道へ譲渡された。
211系の転入により置き換えが進められ、2014年3月15日ダイヤ改正でJR東海区間への運用を終了した。N編成はN27編成が新潟車両センターへ転出したため同年4月時点でN1 - 14・16・21 - 26・28 - 33の27編成が在籍したが、同年度上半期中にN8・22・23・26・28・30・31編成は廃車、N3・6・11・14・25編成は新潟車両センターへ転出した。
C1編成は2014年3月25日に信州色から横須賀色へ塗装変更され、翌26日から運用に復帰した。N9編成は2014年3月に湘南色へ塗装変更された。
211系の転入により、N編成の3両編成は2015年3月14日改正で定期運用を終了した。JR東日本115系のしなの鉄道乗り入れもこの改正で廃止となった。N1・7・12・13・21編成は北陸新幹線金沢延伸開業に伴う並行在来線区間の信越本線長野 - 直江津間第三セクター化に伴いしなの鉄道へ譲渡、N2・4・5・10・16・24・29・32・33編成は廃車された。
6両編成のC編成は2014年4月時点ではC1 - 14の14編成が在籍したが、211系の転入により置き換えが進められ、N編成に続き2015年10月28日に定期運用を終了した。C3編成は2015年に新潟車両センターへ転出してL99編成となったが、それ以外の編成は2014年度上半期にC2・4・5編成、2014年度下半期にC6 - 11編成、2015年度上半期にC12・13編成 C14編成のクハ115-1106を除く5両、2015年10月にクハ115-1106が廃車となった。
営業用として最後まで残った長野総合車両センターの115系は、湘南色復刻車のN9編成と横須賀色復刻車のC1編成であった。長野総合車両センターの115系の営業運転は、2015年11月22日に運転された団体臨時列車「中央本線開業110周年記念〜ありがとう115系C1編成」を最後に終了となった。C1編成は2015年11月25日に廃車、N9編成は同年12月17日付で新潟車両センターへ転出した。
訓練車のN15編成は営業用車両消滅後も残っていた最後の長野地区115系車両となっていたが、2019年10月15日付で廃車となった。これにより長野総合車両センター所属の長野・松本地区用115系はすべて消滅した。

### 御殿場線・身延線・中部地区

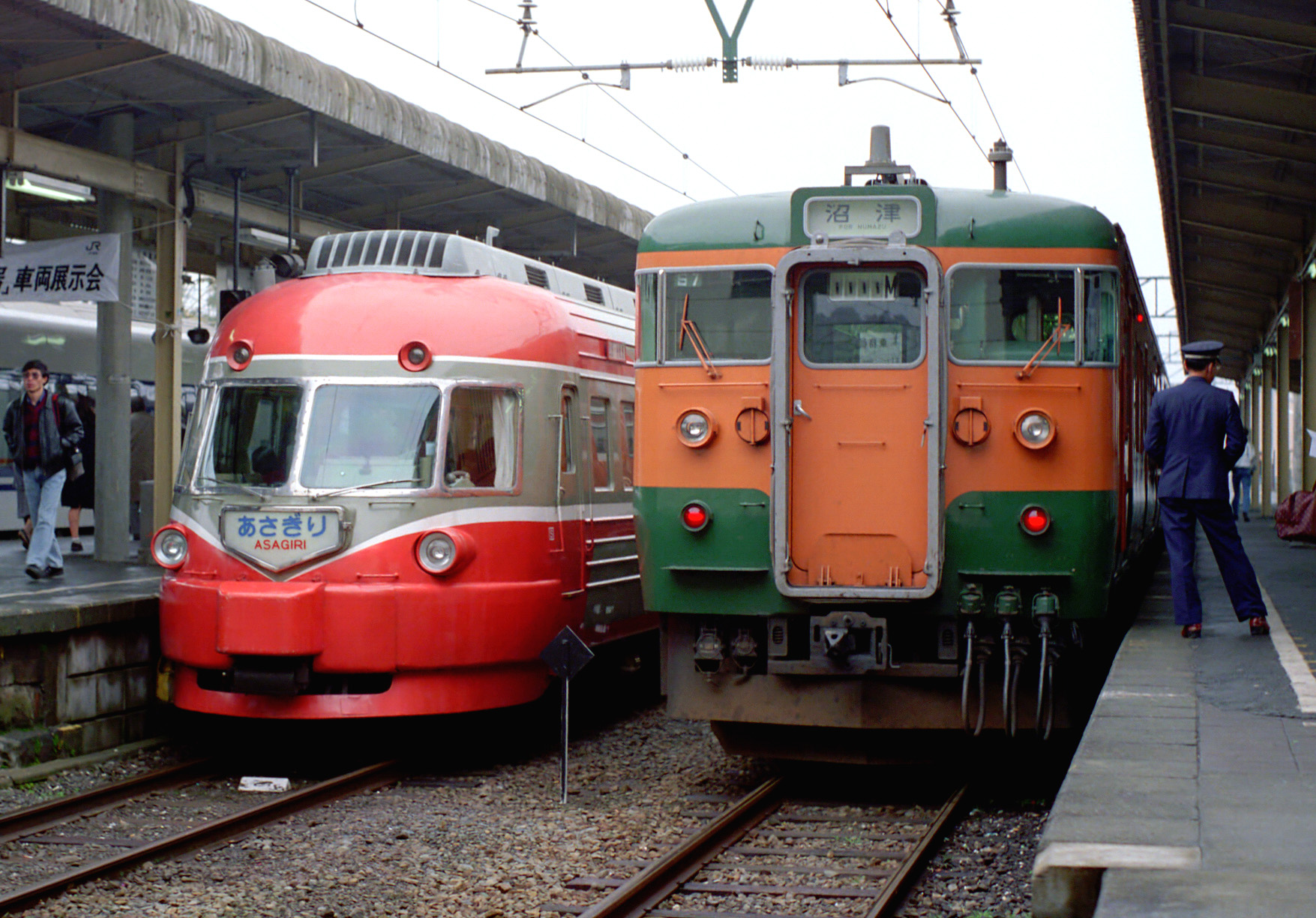
御殿場線の115系と小田急3000形SSE車（御殿場駅、1991年）

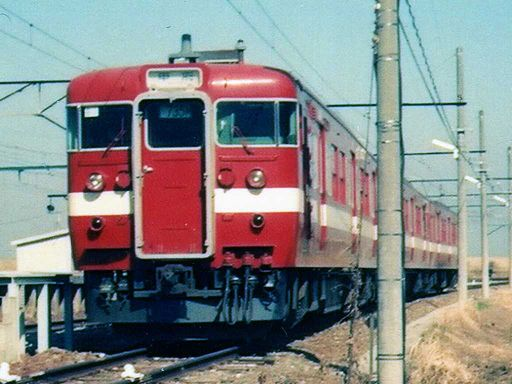
身延線の115系2000番台身延色（1989年頃）

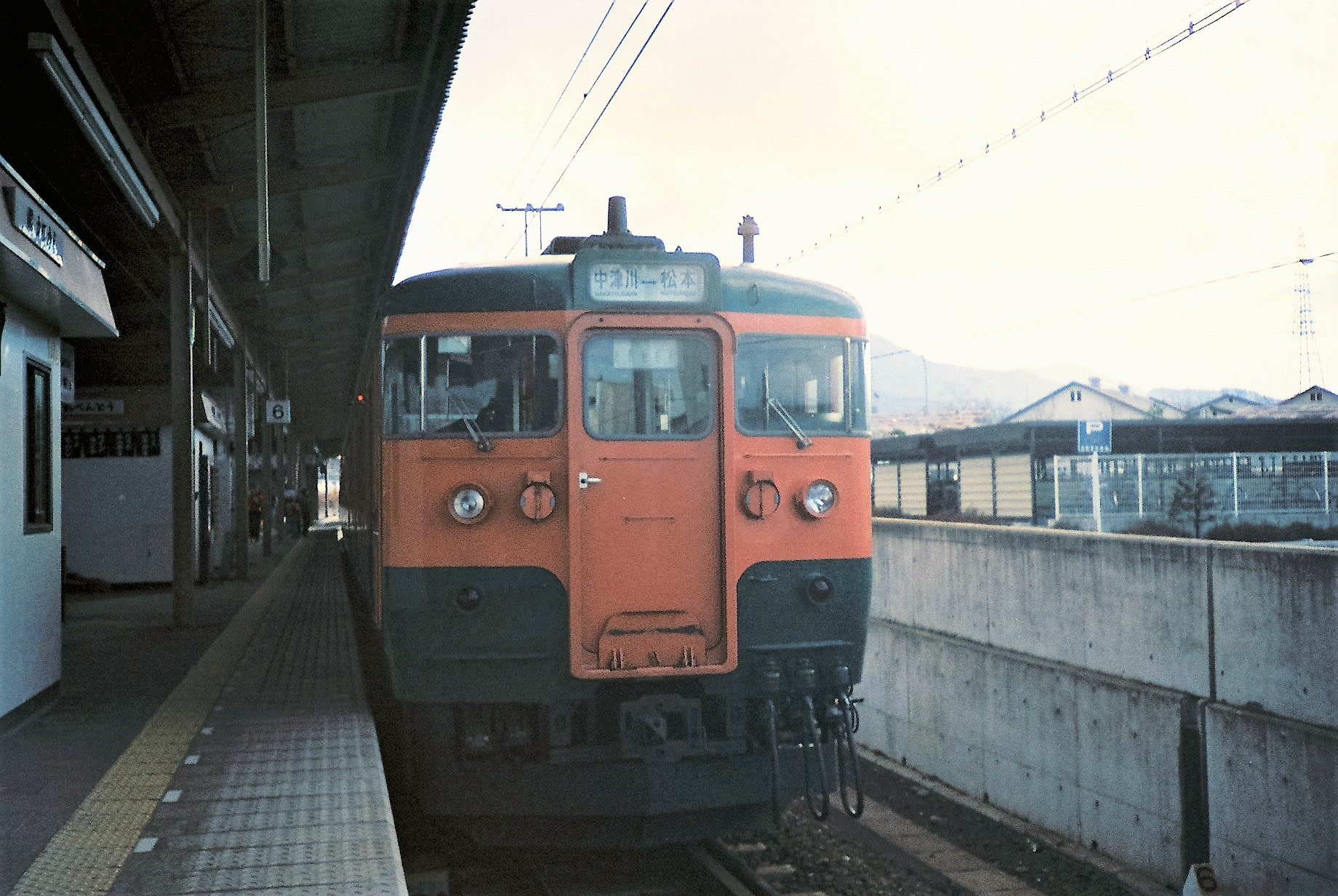
国鉄末期の中央西線115系（塩尻駅、1987年1月）

御殿場線で1968年の電化より運用されていた旧性能電車72系の置き換え用として、1979年に東北・高崎線への115系1000番台投入で捻出された基本番台4両編成11本計48両が小山電車区から沼津機関区へ転入した。身延線が新性能化された際に共用可能なよう低屋根車800番台を組み込んだ4両編成となり、1979年9月より御殿場線での営業運転を開始した。御殿場線の72系は同年10月にさよなら運転が実施され、営業運転を終了した。
身延線に残る旧性能電車も置き換えの対象となり、2000・2600番台が新製投入されて1981年8月より営業運転を開始した。編成はクモハ115形を含む4両編成が基本で、車体塗装は赤2号地色にクリーム10号帯の通称「身延色」が採用された。当初はクモハ115-モハ114+クハ115-クハ115とクハ同士を背中合わせにした変則編成で、編成中央部の乗務員室でのドア扱いが考慮されていたが、短期間でクハ115+クモハ115-モハ114-クハ115の編成に組み替えられて変則編成は消滅した。
32系・42系・40系・51系などの身延線旧形電車は、アコモデーション改造車のモハ62系を除いて1981年8月に運用を終了した。郵便・荷物合造車のクモハユニ44形もクモユニ143形の新製により置き換えられ、クモユニ143形は115系と同様の身延色に塗装されて運用された。
1984年2月のダイヤ改正では、御殿場線・身延線ともに4両編成から3両編成に短縮された。モハ115形が先頭車化改造でクモハ115形500番台になるとともに、捻出されたクハが越後・弥彦線電化用に転出している。この改正では岡山・広島地区の0番台も転入しており、低屋根車と通常屋根車が混在したことから、御殿場線と身延線の共通運用はできなかった。旧性能電車で唯一残っていた身延線のアコモデーション改造車モハ62系もこのダイヤ改正で運用を終了し、1986年に廃車となった。
1985年3月のダイヤ改正では三鷹電車区から低屋根車800番台ユニットが転入し、差し替えられた0番台ユニットが新前橋電車区へ転出した。これにより御殿場線・身延線の共通運用が可能となり、予備車1本削減による捻出車が増発列車に投入された。
1986年11月のダイヤ改正では、沼津機関区の配置車両が静岡運転所に移管された。中央西線の中津川以北で運用される車両は松本運転所の受け持ちであったが、分割民営化を見据えて神領電車区（現・神領車両区）に移管された。低屋根車を含むクモハ115-520+モハ114-831は岡山電車区へ転出した。国鉄最末期の1987年には静岡運転所の一部編成が豊橋機関区に転出し、飯田線での運用が開始されている。
国鉄分割でJR東海に継承された115系は、1988年度より湘南色への塗装変更が行われ、身延色は消滅した。同年度からはC-AU711系集約分散式冷房装置による冷房化も開始され、0番台車は補助電源装置を設置して5000・6000番台に改番、冷房準備車の1000・2600番台はAU75系用の塞ぎ板を残したままC-AU711形が搭載された。S1編成（クモハ115-1039+モハ114-1053+クハ115-1040）はC-AU711系冷房の試作改造車で（前述）、室内冷房風道形状が量産改造車では室内灯と一体化されているのに対し、単独であるなどの相違が見られた。
1989年には211系の増備で115系0番台の廃車が発生するとともに、JR東海の115系は静岡運転所への集中配置となった。編成は0番台の補助電源付き冷房改造車5000番台の編成がN編成、身延線用低屋根車2600番台を含む編成がB編成、元松本運転所所属の1000番台を主体とする編成がS編成に区分された。身延線と沼津・静岡方面の直通列車や入出区・検査回送などで東海道本線を走行することもあった。
B編成はクモハ・クハ115形2000番台と身延線低断面トンネル対応のモハ114形2600番台から組成される編成で、東海道本線・御殿場線・身延線・飯田線で運用された。S編成は1000番台主体の編成で、大半が国鉄時代に松本運転所から神領電車区に転入した経歴を持つ。クモハ・モハのユニットは全車が1000番台グループであるが、クモハ115形の8両中5両は国鉄時代に先頭車化改造された1500番台であった。
S編成のクハ115形はサハ115形0番台の先頭車化改造車600番台が8両中6両、1000番台と大型前照灯の0番台が各1両となっている。S8編成の大型前照灯車クハ115-188は1985年に三鷹電車区から転入した。車内は大半が未更新であるが、S2編成のクハ115-616のみ室内化粧板・ドアをクリーム系色に交換・塗装変更が施工された。
飯田線で運用されていた165系が2扉のため通勤・通学輸送時の運用に障害があったことから、中央西線用の115系が165系と入れ替わる形で飯田線に転用された。飯田線では豊橋 - 茅野・長野間と広範囲で運転された。
1998年（平成10年）の身延線全通70周年記念として、B4編成（クモハ115-2004+モハ114-2604+クハ115-2025）が約1年間限定で「身延色」に復元された。ただし名古屋工場担当者の手違いで2日間だけワインレッド（赤2号）ではなく茶色（ぶどう色2号）の地色で運転された。これはリリース文で「ぶどう色の電車」が「ぶどうをイメージした色」の意味合いで書かれたものを工場側で国鉄色の色名である「ぶどう色」と誤解したことによる。
中央西線は165系への置き換え以降は長らく115系の走らない線区となっていたが、1998年12月のダイヤ改正でJR東日本からの乗り入れ列車が中央西線・飯田線ともに従来の169系から115系に変更され、中央西線での115系の走行が復活した。飯田線快速「みすず」ではJR東海の115系がJR東日本管内に中央本線・篠ノ井線を経由し長野まで乗り入れる運用が1日1往復あった。
身延線での冬期の霜取りは3両編成に無動力のモハ114形を組み込んだ変則4両編成で行われていたが、1998年にB8編成のモハ114-2608に霜取りパンタグラフが搭載されたため、編成の変更が解消された。このため同編成は、冬期間は身延線限定運用としたほか、2007年の営業運転終了後も残存した。
C-AU711系冷房試作車のS1編成は2006年9月に廃車解体された。クハ115-188は原型前照灯のまま2006年11月に廃車となり、同年12月2日に浜松工場で解体された。B5編成（クモハ115-2005+モハ114-2605+クハ115-2026）は車両故障で運用を離脱したS4編成の代替として2006年12月にS編成運用に転用され、運用から外れたS4編成は修復されないまま2007年に廃車となった。
2006年4月1日時点では静岡車両区にB編成13本とS編成8本（いずれも3両編成）が残存していた。313系の増備により2007年3月で運用を終了し、全廃となった。

### 東海道・山陽本線京阪神地区
民営化後のJR西日本近畿地区アーバンネットワーク各線は利用客が増加し、京阪神地区の新快速で運用されていた117系は2扉で乗客増加への対応が困難となったことから、新快速には1989年より3扉転換クロスシートの221系の投入が開始された。近畿地区の近郊形電車3扉化を進めるため、1992年に宮原電車区（現・網干総合車両所宮原支所）から岡山電車区（現・下関総合車両所岡山電車支所）に転出した117系と入れ替わる形で115系300番台・1000番台の計31両が岡山電車区から網干電車区（当時）に転出した。
115系は網干電車区転入に際して高速化改造が行われ、所属する113系と同様に京阪神快速で共通運用された。JR東海管内の大垣まで乗り入れる運用も存在した。7両編成および4両編成を組んだが、7両編成ではクモハ115形を含む6M1T(Mc+M'+M+M'+M+M'+Tc)と電動車比率が高い編成も存在した。1994年には岡山地区の冷房化推進のため一部編成が岡山電車区へ転出し、高速化仕様のまま岡山地区で運用された。
1995年1月17日に発生した阪神・淡路大震災では東海道・山陽本線が寸断され、岡山電車区に転出していた高速仕様車が西側区間の復旧輸送に貸し出し運用された。復旧後も新快速増発用221系の補充として快速で運用されるなど、車両受給が安定するまで貸し出しが続けられた。
6M1Tの編成は1999年5月10日のダイヤ改正で運用を終了し、クモハ115形+モハ114形ユニット計6両は舞鶴線電化用として転用された。
以後はクハ111形およびサハ111形と4両および7両編成を組成したが、2004年10月16日ダイヤ改正で運用を終了し、下関地区に転出した。これにより京阪神地区の配置が無くなった。

### 福知山線・山陰本線・舞鶴線

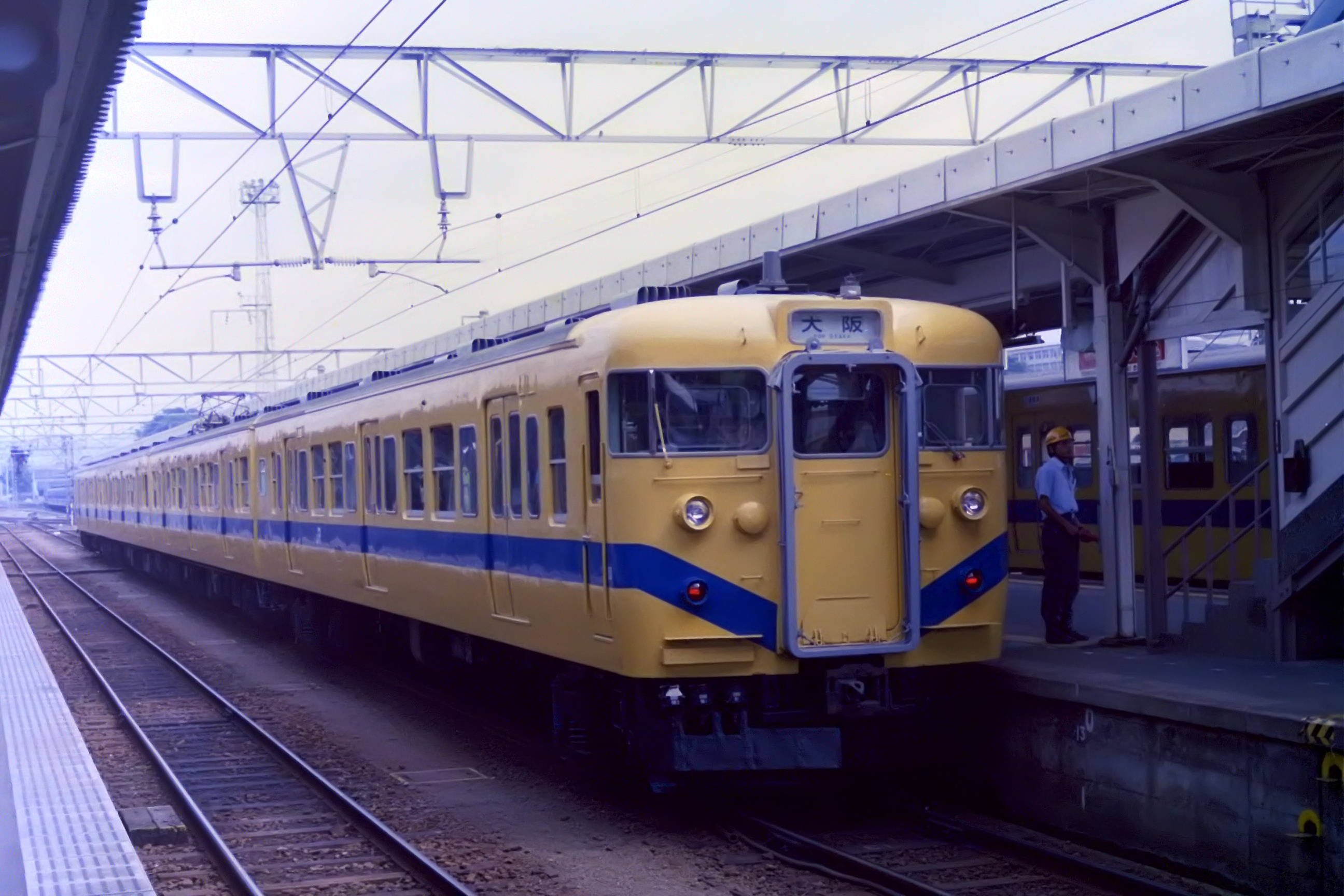
福知山線の115系旧福知山色

国鉄時代の1986年の福知山線電化開業により113系800番台が福知山運転所（当時）に配置されたが、運用数増加に伴ってJR化後の1987年に115系が岡山電車区から4両編成1本、続けて3両が転入した。いずれも非冷房車で、4両編成1本は黄色に青帯の旧福知山色に塗装された。非冷房編成1本は1991年に廃車となった。
1988年11月には岡山電車区から冷房車の115系1000番台4両編成2本が転入し、K13・K14編成となった。下り方先頭車はクハ111形300番台からの改造編入車であるクハ115-604・605であり、この2両はWAU102形冷房装置の搭載車で前照灯も大型白熱灯であった。1991年度にはモハ114形に霜取り用パンタグラフが増設され2基搭載となった。
K14編成は1993年に組成変更され、3両のY1編成となった。同編成からクハ115-1118+モハ115-1055が岡山区に転出し、車両交換をする形でクモハ115-1551が転入し組成された。
1999年10月の舞鶴線電化開業により、モハ114形のクモハ114形化・ワンマン運転対応などの6000番台化改造工事を施工されR編成5本（R1 - R5）として転入した。網干区および岡山区所属のクモハ115形+モハ114形ユニット5組10両より改造されたもので、山陰本線京都 - 城崎間と舞鶴線で113系5300・5800番台S編成と共通運用された。京都 - 園部間では京都総合運転所所属113系との併結運用も存在した。
3両編成のY1編成は1999年5月に消滅した。福知山運転所の115系配置両数は、2両編成のR編成5本と4両編成のK13編成1本を合わせて計14両の配置となった。
K13編成は福知山線全線で113系K編成と共通運用されたが、2004年6月に運用を離脱、下関地域鉄道部に転出しC43編成となる。K・S編成による福知山線運用は同年10月16日ダイヤ改正で消滅した。
2008年から223系5500番台が投入されたため、R編成は5編成中4編成が下関総合車両所に転出し、老朽化したクモハ115・114形550番台を置き換えた。この結果、福知山電車区の115系の配置はR1編成の1本のみとなった。
2010年3月13日ダイヤ改正で山陰本線京都 - 綾部間での運用を終了し、その後は113系2両編成と共通で、舞鶴線・山陰本線綾部 - 城崎温泉間で運用された。
R1編成は2012年8月30日付で京都地域色となる緑色の単色に塗装変更された。
2022年8月9日付でR1編成の2両（クモハ115-6510+クモハ114-6123）が廃車され、福知山地区の配置が無くなった。

### 岡山地区
| 40N体質改善車D06編成 |  | 30N体質改善車D07編成 |
| 40N体質改善車D06編成 |  | 30N体質改善車D07編成 |

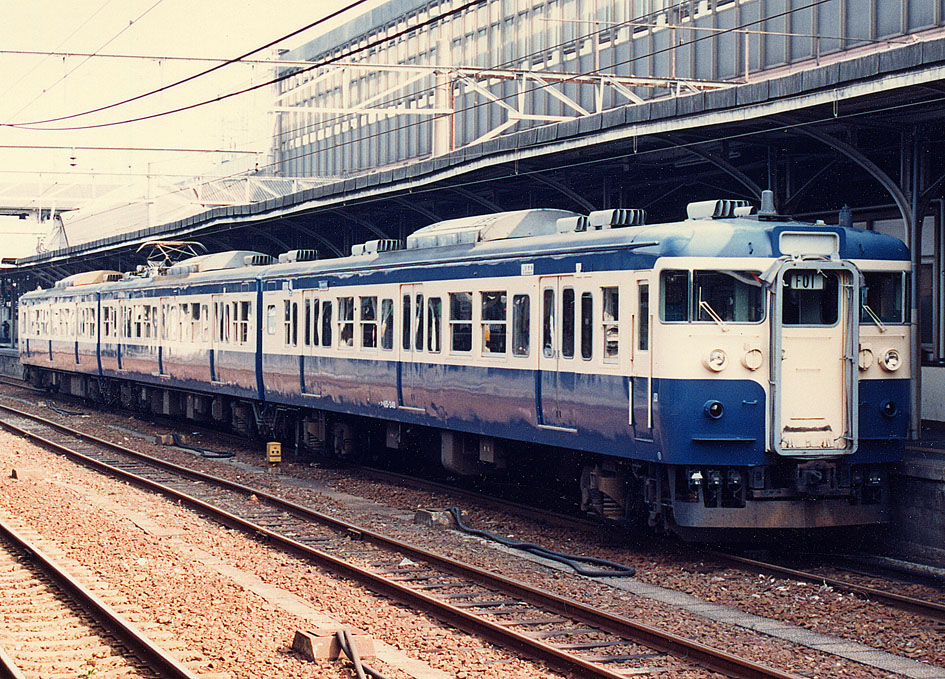
三鷹区から転入直後の横須賀色車
1987年 岡山

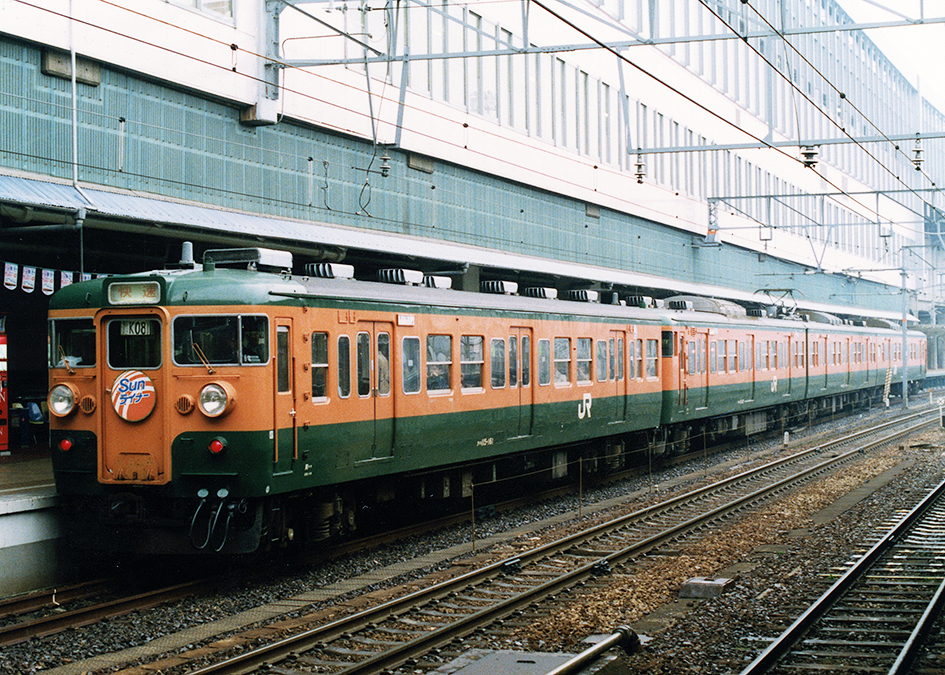
115系運用時代の快速「サンライナー」（1992年）

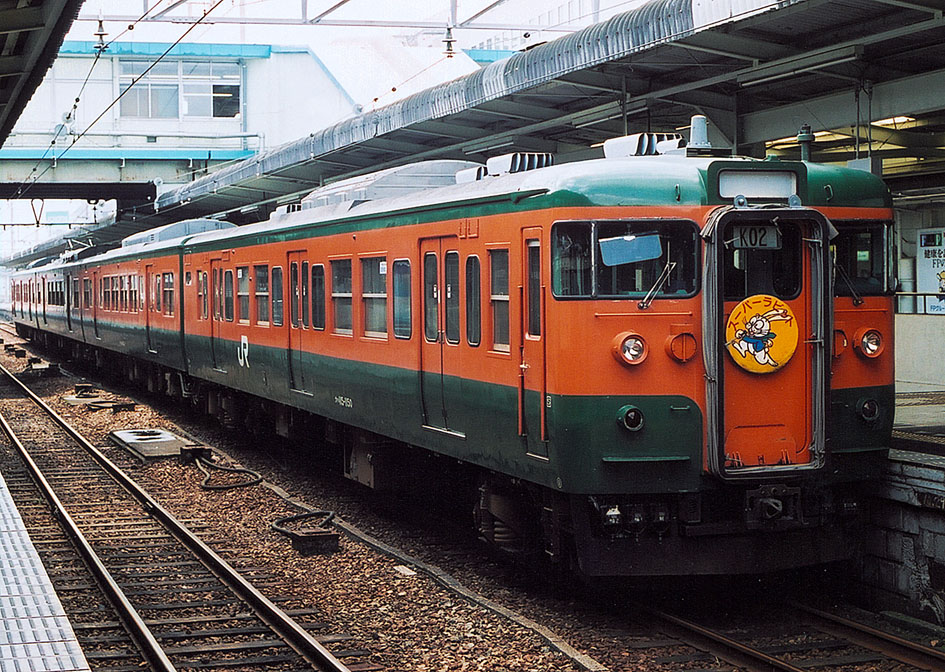
臨時快速「スーパーラビット」運用のK02編成（2000年）

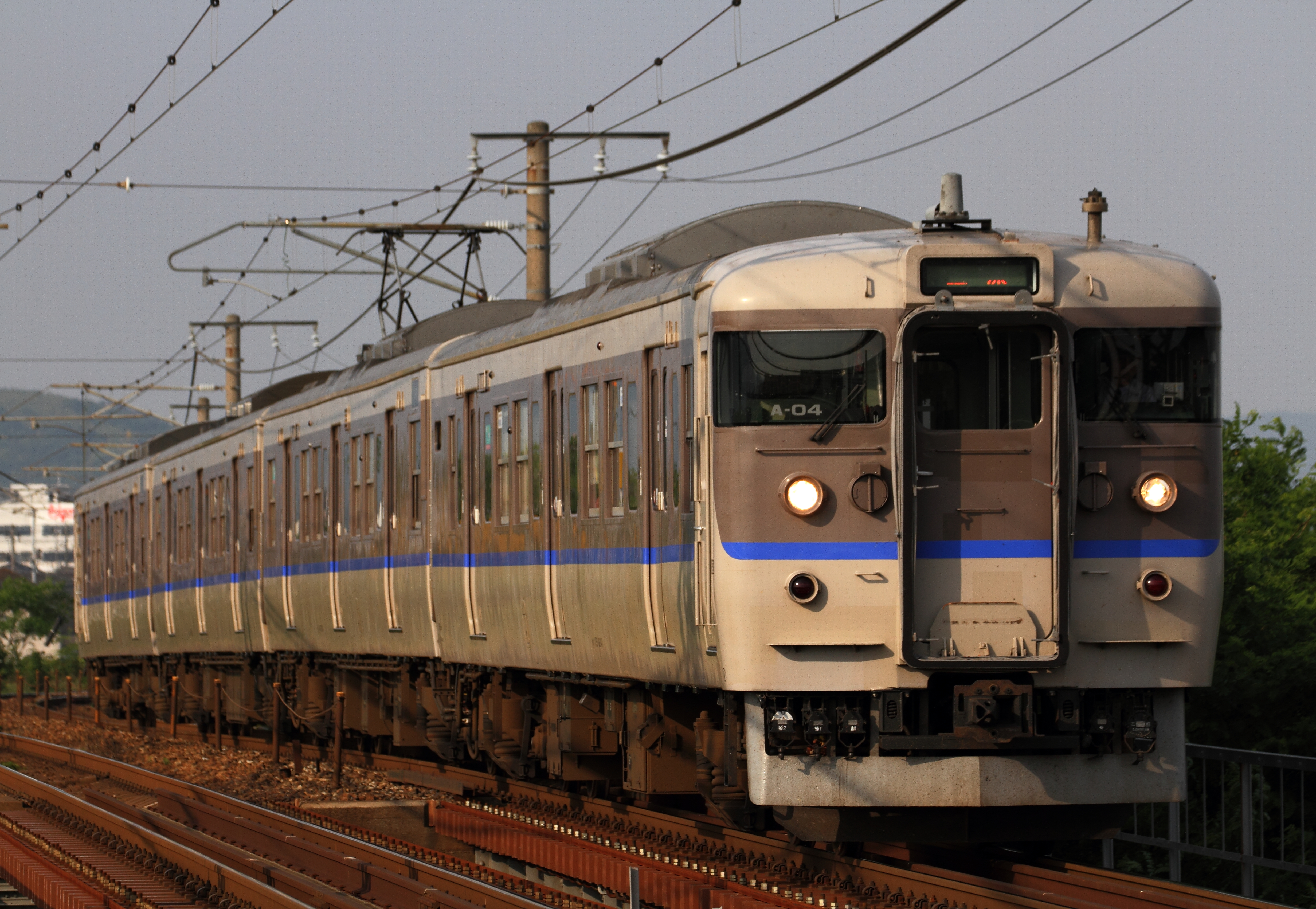
30N体質改善車A-04編成
関西更新色塗装

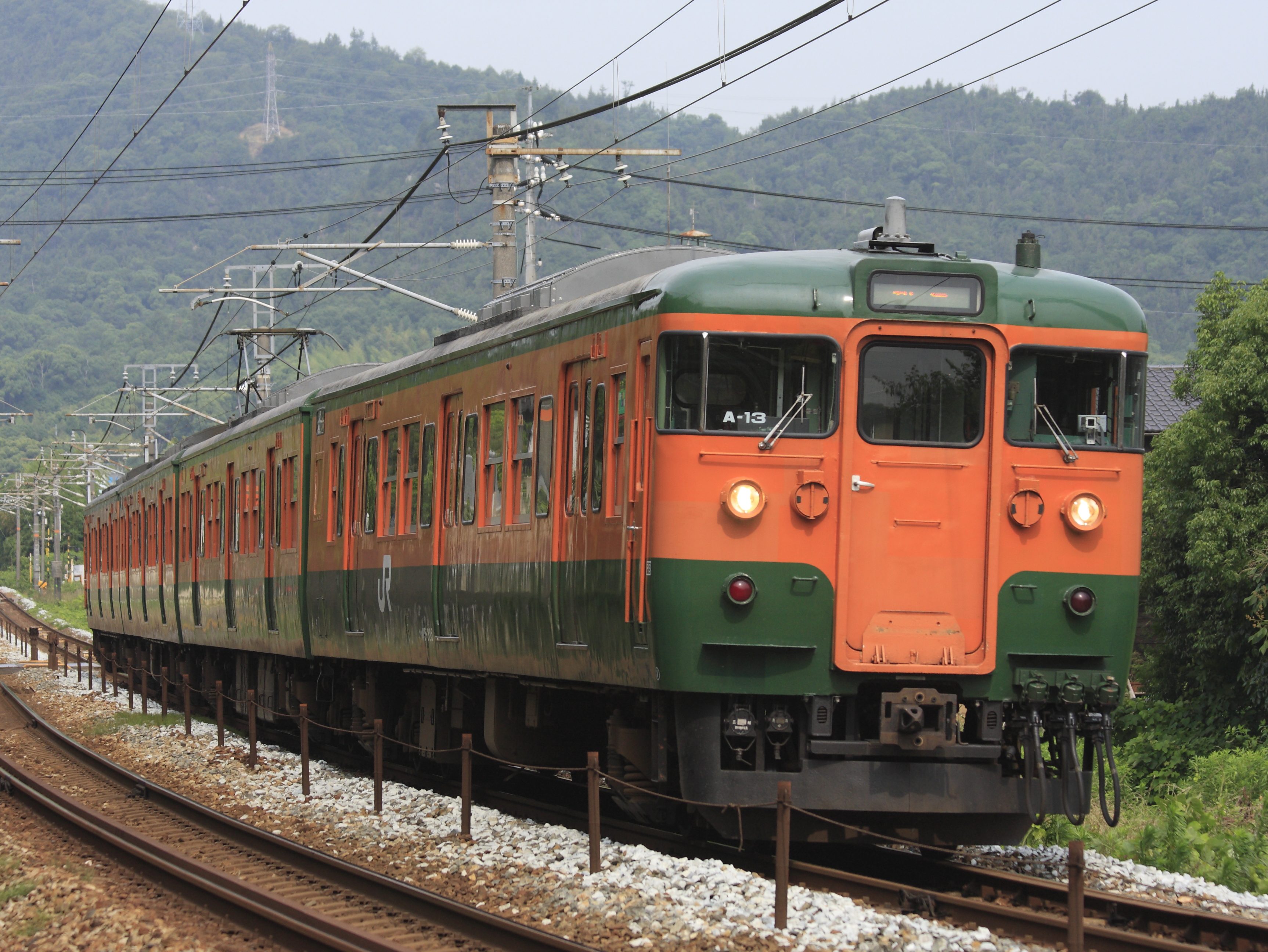
300番台4両編成のA-13編成

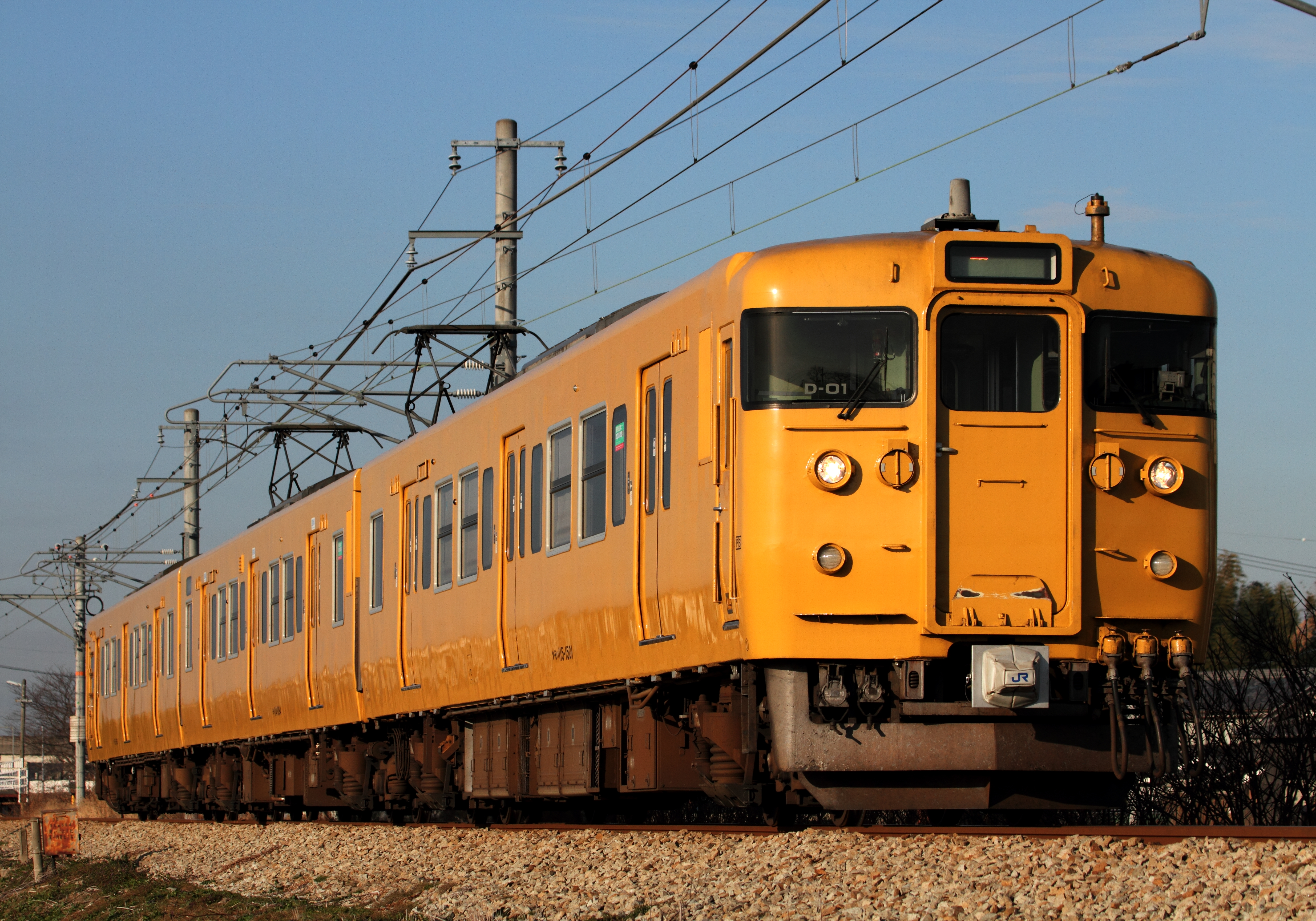
パンタグラフを2基搭載するD1編成

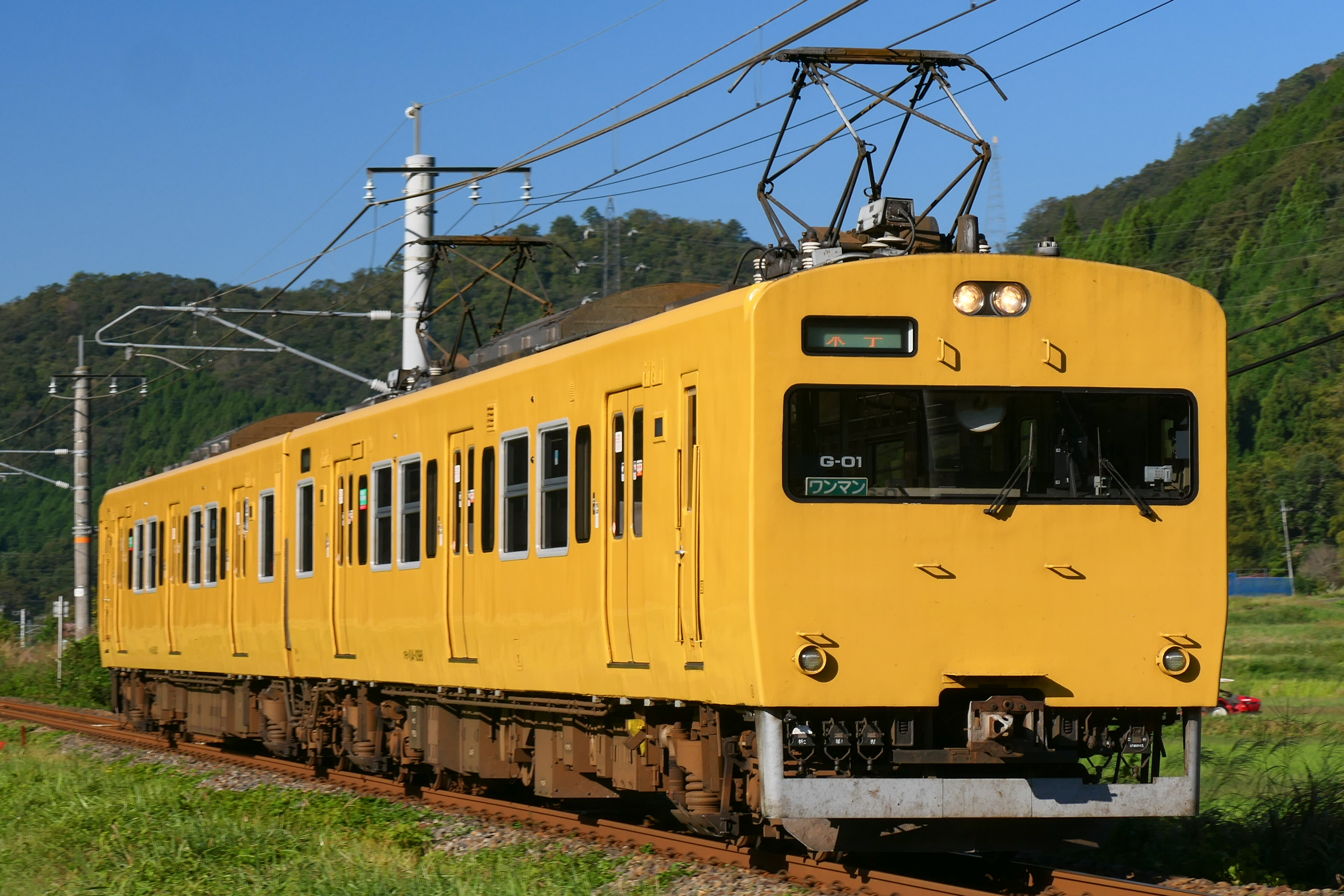
G01編成

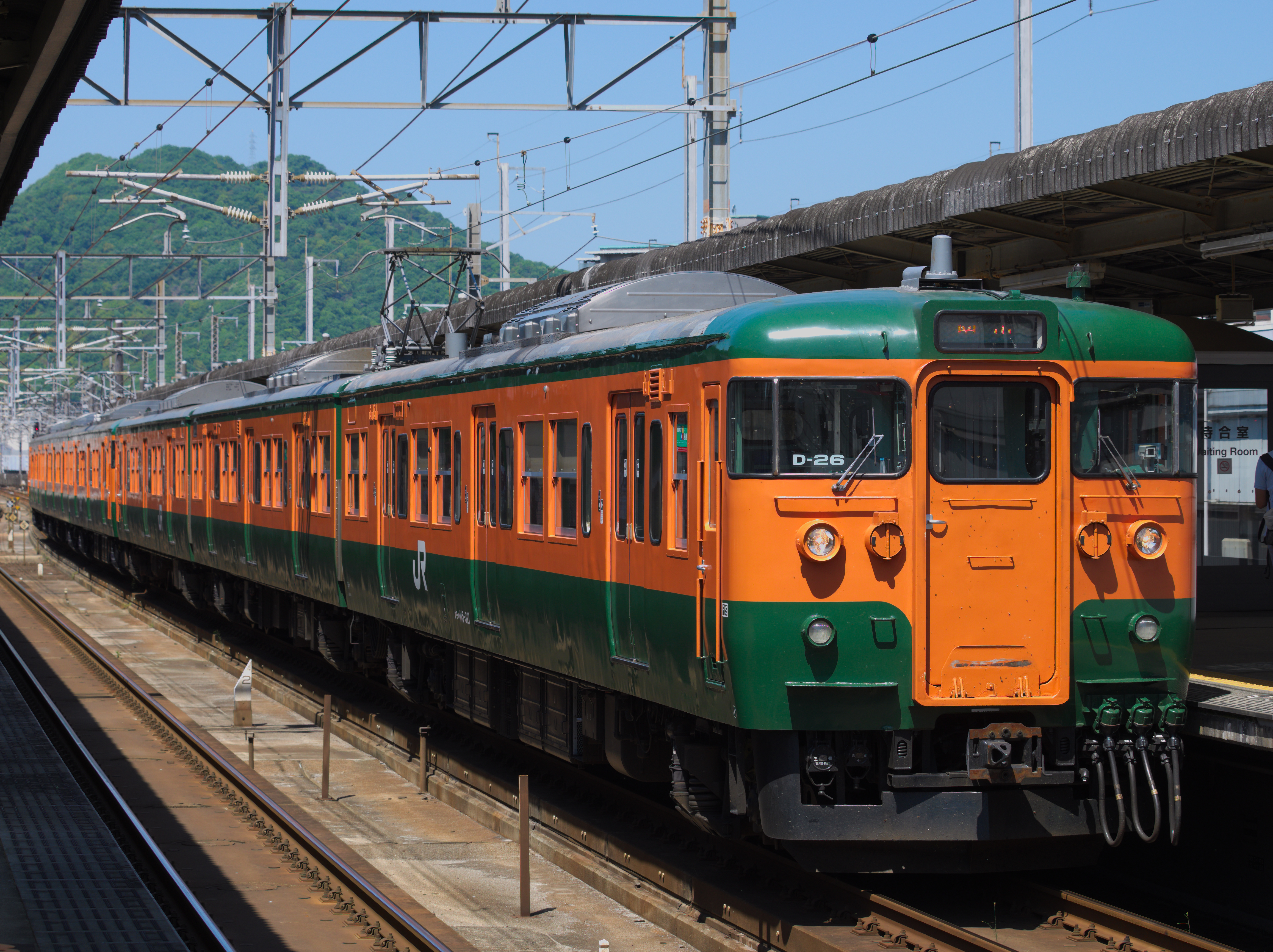
湘南色が維持されたD26・D27編成（三原駅、2017年5月4日）

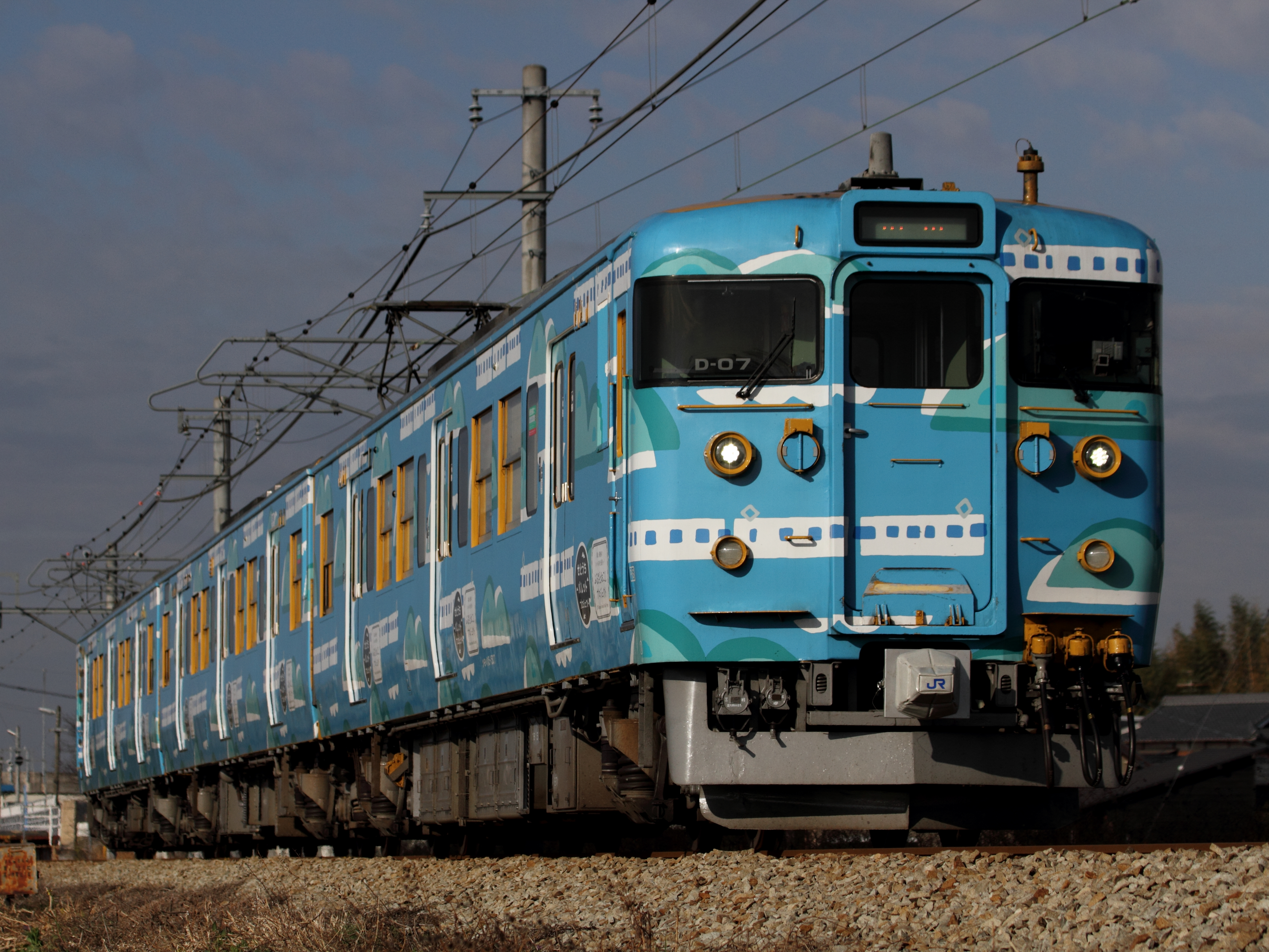
「Setouchi Train」仕様のD07編成

岡山電車区への115系の配置は1976年の在来車転入からで、80系電車置き換えのため北関東地区より0番台44両が転入したのが最初である。1978年からは1000番台も新製配置された。
1984年の越後線・弥彦線電化開業、1985年の御殿場線短編成化をはじめ関東地区との車両転配も数多く実施されており、分割民営化直前には211系投入により捻出された300番台も転入した。300番台は1986年に三鷹電車区から転入のMc+M'+Tc元横須賀色車と小山電車区から下関運転所転出後の1993年に岡山電車区へ再転入してきた車両で、当区新製配置車両は1000番台のみである。
宇高連絡船に接続する宇野線の快速は、1980年12月に宮原電車区の113系から岡山電車区の115系へ置き換えられた。113系時代に有ったグリーン車の連結は無くなったが、最長12両編成での運転も行われた。
1982年7月1日に伯備線と山陰本線伯耆大山 - 知井宮（後の西出雲）間が電化開業となり、115系1000番台6両編成が岡山電車区に追加投入された。電化開業時の1982年7月現在で6両編成61本の306両（0番台非冷房車が20編成120両、1000番台冷房車が31編成186両）が配置された。伯備線電化開業では荷物電車クモニ143形も新製投入されており、115系と連結しての運転も行われた。
広島地区で1982年に試行された短編成高頻度運転「シティ電車」が好成績であったため、同様の施策が1984年に岡山地区にも導入された。6両編成を3・4両編成に短縮し、奇数向きクハ115形が余剰となって首都圏に転出し、不足する偶数向きクハ115形が新前橋から転入した。山陽本線等は4両編成が、伯備線は3両編成が主体となった。
4両編成に短縮するにあたり、新製配置された1000番台6両編成 (TcMM'MM'Tc) を編成中間で分割し上り方3両 (TcMM') に制御車 (Tc)を組み込んだが、3両編成化による奇数向き制御電動車（クモハ115形1500番台）の増加に対して岡山区全体で偶数向き制御車が不足したため0番台やクハ111形改造編入車の600番台（ともに非冷房車）が充当された。0番台非冷房車で組成された6両編成(TcMM'MM'Tc)の短編成化により、1985年3月ダイヤ改正でMM'ユニット1組を減車して組成された4両編成も組成された。
B編成となる0番台非冷房車4両編成は1985年4月時点で14編成、1986年11月時点で12編成が在籍した。編成バリエーションには中間にクモハ115形を組み込む編成(TcMcM'Tc)も存在した。K編成は岡山地区短編成化に伴い組成された4両編成が祖であり。当初は下り方先頭車が非冷房のクハ115形0・600番台、そのほか3両が1000番台で組成された。
D編成となる3両編成は岡山地区短編成化に伴い組成された3両編成グループが元である。1985年4月の時点で18本、1986年10月の時点で40本が存在した。当時は1000番台で構成されたD1 - 34編成と後述する三鷹電車区から転入の300番台（当初はF編成）で組成された。
国鉄最後の1986年11月ダイヤ改正では、中央東線用であった300番台3両編成6本が三鷹電車区から岡山電車区へ転出した。F1 - F6編成に区分され、F編成は当初の「山スカ色」から「湘南色」への塗装変更が施工された。この編成は後のD22 - D27編成となるグループである。
1990年代中期までは基本番台・800番台の非冷房車も所属しており、非冷房のまま1992年に廃車されたモハユニット・クハ115形トップナンバーの最終配置も当区所属であった。このうちクハ115-1は1963年1月31日の落成で宇都宮運転所に新製配置、1977年に小山電車区から岡山電車区へ転出、非冷房のまま1992年8月に廃車となり保存されることなく解体された。
1992年には関西地区新快速の221系増備で捻出された117系が宮原電車区から岡山電車区へ転出し、交換で115系の一部が京阪神快速増発用として網干電車区へ転出した。岡山地区に転用された117系は山陽本線快速「サンライナー」で運用された他、中間電動車ユニットの一部が115系に編入され、モハ115・114形3500番台となった。3500番台は4両編成のうち1000番台冷房車3両と非冷房クハ1両の4両編成であったK編成に組成され、捻出された電動車ユニットが3両編成グループ5本とともに網干電車区に転出した。
非冷房車の置き換えも順次行われ、4両編成全車が非冷房のB編成は下関運転所の115系300番台や関西地区の103系転入で、4両編成中1両が非冷房のK編成は網干電車区の113系・115系、日根野電車区の113系クハ111形転入と115系編入改造により冷房化が推進された。網干区からの転入車は高速化仕様のまま岡山地区で運用された。K編成は1994年から非冷房の下り方先頭車を冷房車のクハ115形300・600・1000番台に組み替え全車冷房化された。
1995年1月17日に阪神・淡路大震災が発生した際は、復興輸送として岡山電車区の115系が関西地区に貸し出された。貸出期間中の岡山地区では115系非冷房車が運用されたほか、113系が関西地区から貸し出されP編成となるなどの対応が行われた。復興とともに貸し出し車両は返却され、非冷房車も大部分が廃車となった。1997年までに0番台非冷房車のB編成は消滅し、最後まで残存した非冷房車のクハ115-75は1999年に下関地域鉄道部下関車両管理室へ転出後、約2か月運用されただけで廃車された。
1999年の舞鶴線電化用としてD編成2本が福知山電車区に転出し、モハ114形は先頭車化改造車の6500番台となった。舞鶴線ではクモハ115・114形の2両編成となった。
2000年より体質改善工事が開始され、1000番台以降の車両を対象に施工された。このうち2000年に40N体質改善工事を施工されたA10編成はクハ115-1146+モハ115-1086+モハ114-1150+クハ115-219の4両編成であり、0番台であったクハ115-219は体質改善車に合わせた張り上げ屋根化と通風器撤去が行われたが、窓枠や座席などの交換は行われず存置された。K編成に組み込まれたクハ115-622でも同様の通風器撤去と張り上げ屋根化の改造が2001年に施工されている。
2001年の伯備線・山陰本線ワンマン化に対応するため、当時の115系1000番台3両編成のD編成を種車に8編成が2両編成化され、前面切妻非貫通のクモハ114形を含むG編成となった。2両編成化で捻出されたクハ115形1000番台はK編成のクハ115形600番台の置き換えに転用された。
A10編成の張り上げ屋根車クハ115-219は、D編成の2両編成化で捻出されたクハ115-1206に差し替えられた。クハ115-1206は2003年に30N体質改善工事を施工されたため、A10編成は40N車と30N車が混在する編成となった。張り上げ屋根車のクハ115-219とクハ115-622はいずれも2001年に下関地域鉄道部へ転出している。
早朝深夜には岡山電車区の115系が山陽本線の西明石まで乗り入れる運用が存在したが、2002年3月23日のダイヤ改正で姫路発着に短縮されたため、115系岡山車の姫路以東への乗り入れは消滅した。
香川県の金刀比羅宮の観光キャンペーンとして、2003年10月に115系D27編成3両が全面広告の黄色塗装となり、「こんぴら編成」と通称された。2006年12月までこの塗装で運転されたのち、網干総合車両所で湘南色に復元されている。
2004年には4両編成のA編成のうち4本（A05・08・09・11編成）で、クハ1両を外した3両編成に改造され、モハ115形の先頭車化改造車で貫通型切妻の運転台を有するクモハ115形1600番台が登場した。編成はD28 - D31編成となった。この関係でA編成の編成番号に欠番が生じている。
2004年の台風16号による高潮のため、宇野線宇野駅構内で留置中のD18編成が水没した。一時使用不能となったが網干総合車両所で長期にわたる修理の後に復帰した。
ATS-P（拠点P）が設置された山陽本線上郡駅以東へ営業列車として入線するため、2007年よりATS-P搭載工事が施工開始され、2009年度にG編成を除き完了した。
300番台3両編成のD22・23編成は網干電車区転出後に高速化対応車の5300・5800番台となっており、1997年の岡山電車区再転入後も高速化解除されていなかったが、2008年までに高速化が解除され原番号に復帰している。
JR西日本で2009年より行われている単色化により、岡山地区の電車は山陽地区の濃黄色が採用された。G編成は2011年10月3日までに全編成が濃黄色塗装に変更済み。A編成は2011年までに全編成とも濃黄色への塗装変更を施工した。D編成の切妻先頭車グループは2012年4月24日までに濃黄色塗装へ変更された。
2015年2月13日に山陽本線西阿知 - 新倉敷間の踏切で発生したトラックとの衝突事故により、被災した115系D24編成3両のうちクハ115-408とモハ114-359が大破した。残ったクモハ115-323は損傷が軽微なため、湘南色4両編成のA13編成のうちクハ115-326とモハ114-316を組み合わせ、新たなD24編成として2015年8月13日に運用復帰した。D24編成は2016年1月に湘南色から濃黄色へ塗装変更されている。
D24編成への転用で余剰となったA13編成の2両（クハ115-325・モハ115-316）は、2015年8月27日にクモヤ145形に挟まれて吹田総合車両所へ回送され、2015年9月9日付で廃車となった。大破したクハ115-408、モハ114-359の2両も2016年3月1日付で廃車となっている。これによりJR西日本最後の湘南色4両編成であったA13編成が消滅した。
2015年に、K02・03・07編成の先頭車と下関総合車両所広島支所のL16編成、および下関総合車両所運用検修センターの旧O04・R02編成から転用の上転入した1000番台中間車で、A14 - 16編成が組成された。K02・03・07編成の3500番台中間車6両は2015年4月から6月にかけて廃車された。同年12月にK04・05編成の2本も廃車された。
2016年に、K01編成の先頭車と下関総合車両所運用検修センター（旧L15編成）から転入した1000番台中間車で、A17編成が組成された。K01編成の3500番台中間車は2016年3月に廃車された。同年6月に、クハ115形が300番台で電動車ユニットの3500番台のみ30N体質改善工事を施工されていたK06編成も廃車され、K編成は消滅した。
2017年3月には倉敷市下津井地区を舞台にしたアニメ映画「ひるね姫 〜知らないワタシの物語〜」のラッピングが115系1000番台3両編成のD14編成に施工され、2017年3月1日の宇野線普通列車より運転を開始した。
岡山電車区の115系で最後まで湘南色で残っていた3両編成2本6両も濃黄色となる予定であったが、利用者からの要望などを受けて湘南色が維持されることが2017年4月に発表された。300番台3両編成のD26・27編成が湘南色で再塗装され、2017年5月3日 - 6日には湘南色の2編成を併結した6両編成での特別運行が行われた。以後は3両編成2本が個別に通常運用されている。
2019年3月のダイヤ改正をもって、岡山電車区の115系は広島地区及び四国島内（土讃線琴平駅まで）への乗り入れを終了した。
2019年6月5日付で、下関総合車両所運用検修センターに所属していた115系L編成のうちL16・17編成の4両編成2本計8両が、岡山電車区へ転出した。中間車とL17編成岡山方クハ115形は2000番台車、L16編成の先頭車2両とL17編成三原方クハ115形は1000番台車であり、30N体質改善車で全編成が濃黄色塗装変更済みである。両編成は福塩線の115系D編成運用を代走した実績がある。
2020年2月16日から2023年8月まで、D-07編成が「SETOUCHI TRAIN」として、鈴木マサルが手掛けたデザインのラッピング・内装で運行されていた。
2019年に広島地区より転入したL編成は、2020年8月3日にL16編成が、8月6日にL17編成がそれぞれ下関総合車両所本所に廃車回送され、いずれも2020年8月14日付で廃車された。8月6日のL17編成廃車回送では、前面に「さようならJR115系L編成」の張り紙が掲出された。この廃車により115系2000番台は消滅した。
2024年以降227系の導入により順次淘汰される計画であり、2024年2月15日付で体質改善工事未施工の300番台であったD24編成3両が廃車された。
2024年4月1日現在、下関総合車両所岡山電車支所（旧岡山電車区）の115系は300番台・1000番台を中心に154両が配置され、山陽本線姫路 - 三原間、伯備線、山陰本線伯耆大山 - 西出雲間、福塩線福山 - 府中間、赤穂線播州赤穂 - 東岡山間、宇野線で運用される。
4両編成のA編成はA01 - 04・06・07・10・12・14 - 17編成の12本計48両が在籍しており、すべて1000番台体質改善車で構成される。A02編成は全車40N車、A10編成はクハ115-1206が30N車でそれ以外の3両が40N車、A01・03・04・06・07・12・14 - 17編成は全車が30N車である。
3両編成のD編成はD01 - 23・25 - 31編成の3両編成30本計90両のグループであり、D01 - 21編成とD28 - 31編成は1000番台で、D01・06・13編成が40N、D02 - 05・07 - 12・14 - 21・28 - 31編成が30Nである。D01 - 21編成のクモハ115形は、国鉄時代に先頭車化改造された1500番台である。D01・06編成のモハ114形はパンタグラフを2基搭載する。D28 - 31編成は2004年に1000番台のA編成を3両化した編成で、クモハ115形は切妻前面の1600番台となっている。
D編成のうちD22・25 - 27編成は体質改善工事未施工の300番台である。塗装はD22・23・25編成が濃黄色、D26・27編成は単色化されず2017年に湘南色で再塗装された。D25 - 27編成は耐雪ブレーキを装備しない。
G編成は2両編成のワンマン運転対応車で、G01 - 08編成の2両編成8本計16両が在籍する。山陽本線瀬戸 - 倉敷間、伯備線・山陰本線倉敷 - 西出雲間、赤穂線播州赤穂 - 東岡山間で運用される。
湘南色を維持していた300番台D26・D27編成は2025年2月1日に岡山から下関まで廃車回送され、このうち徳山駅 - 下関駅間では団体臨時列車として最終営業運転が行われた。これにより115系300番台の運用は全廃となり、JRグループ最後の湘南色塗装及び、JR西日本から体質改善工事未施工車も消滅した。

### 広島・山口地区

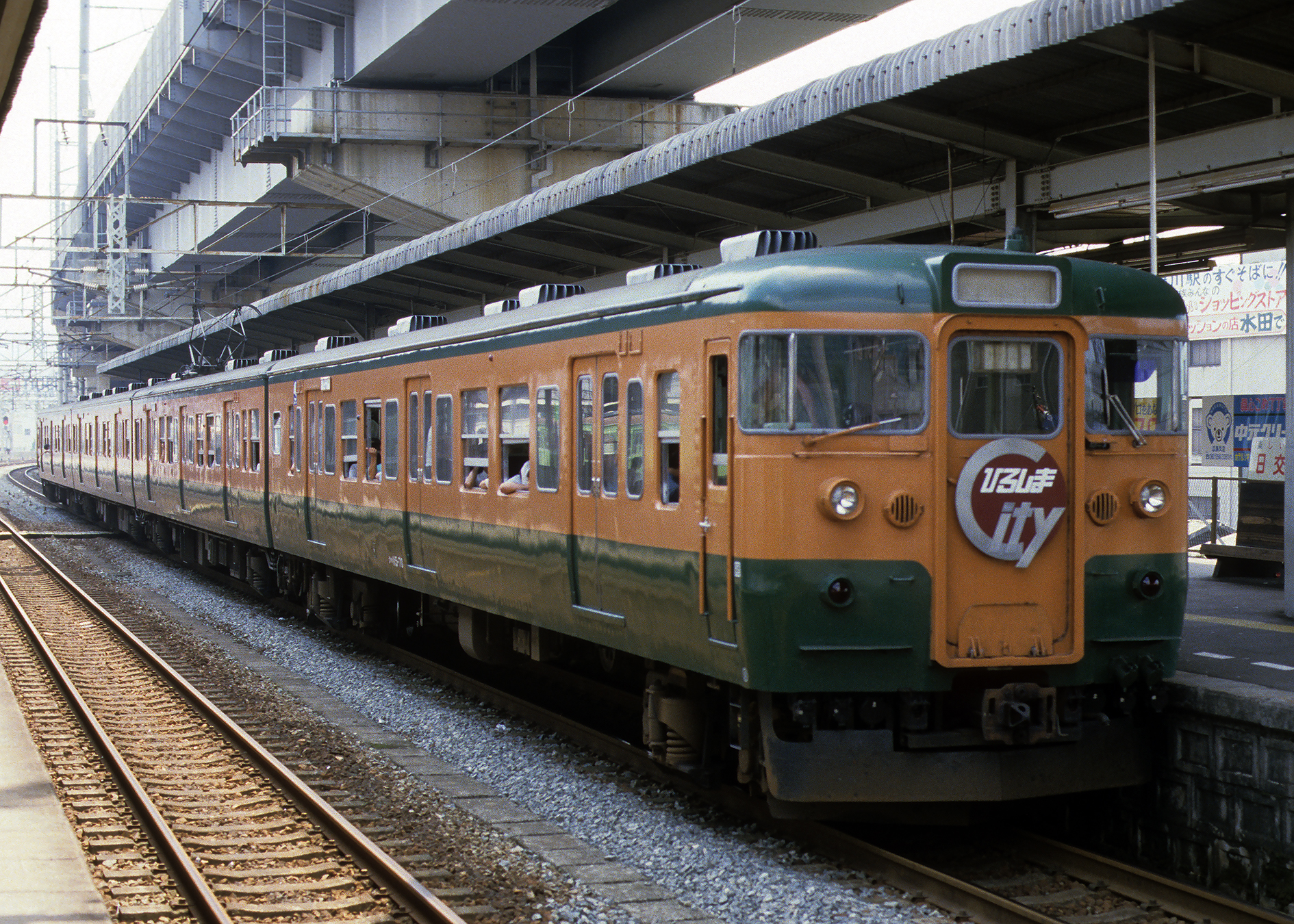
115系0番台の「ひろしまシティ電車」（横川駅、1984年）

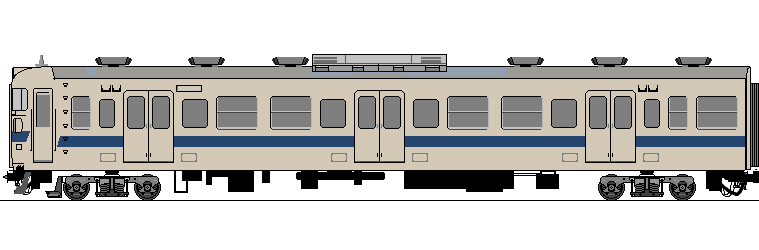
瀬戸内色（クリーム1号と青20号）

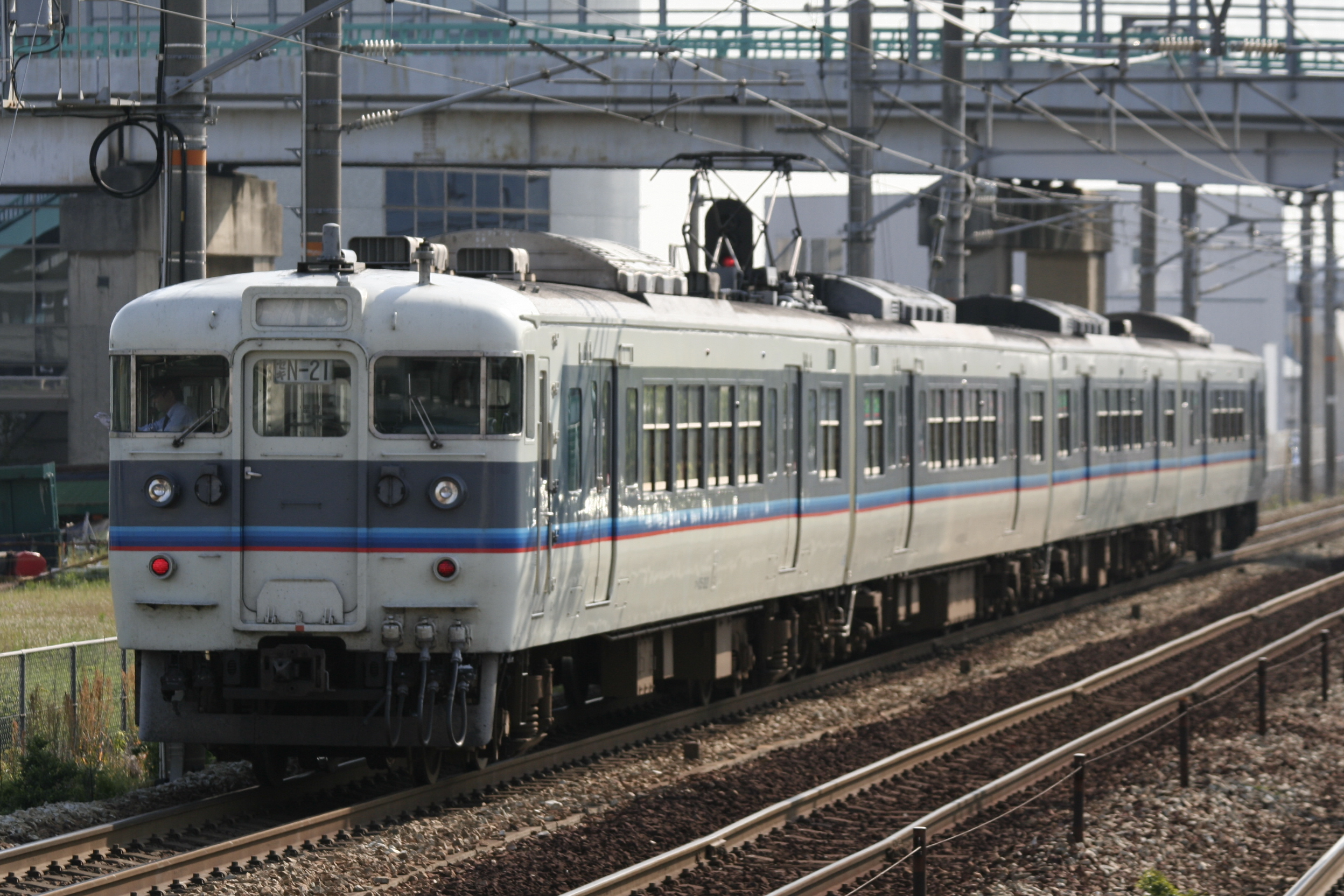
広島快速色の3000番台（2008年）

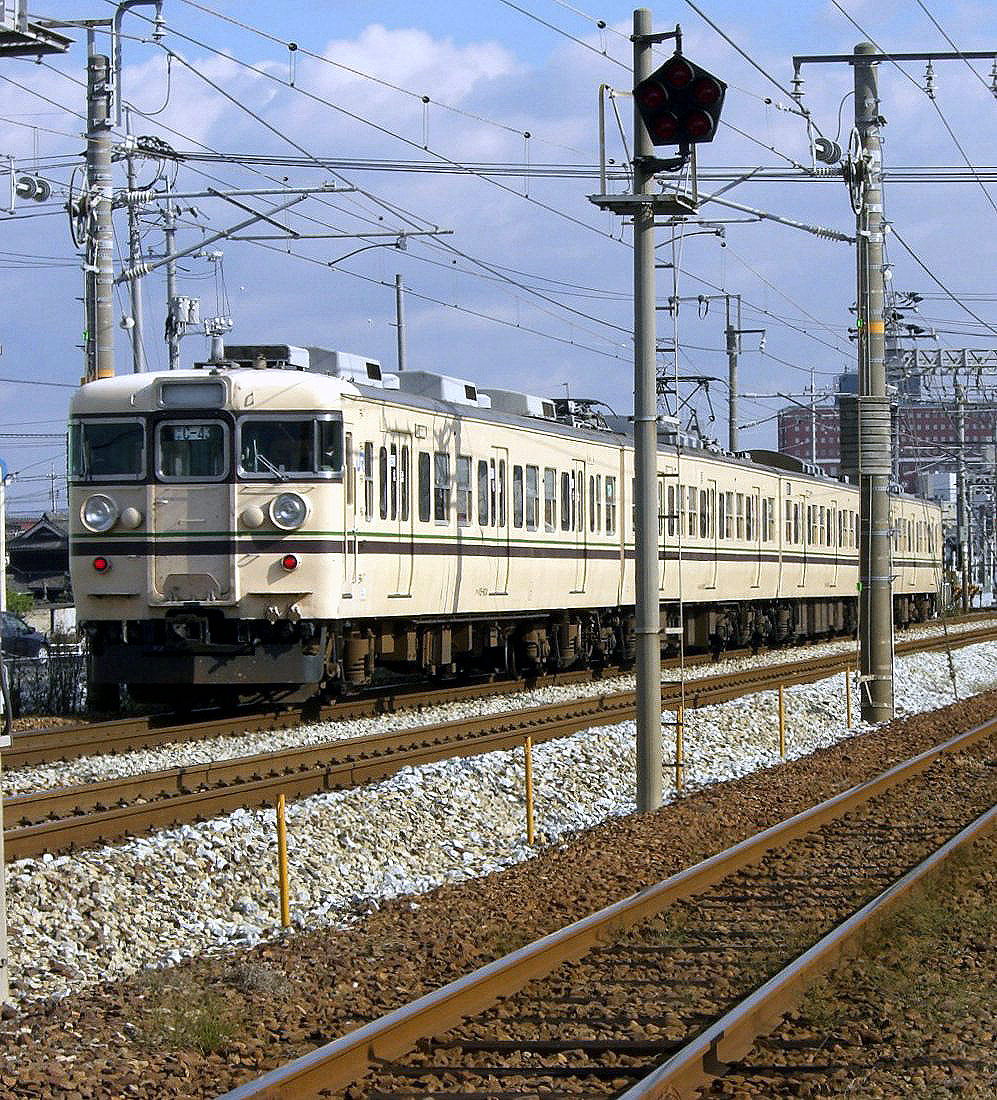
福知山から転入したC43編成（2006年）

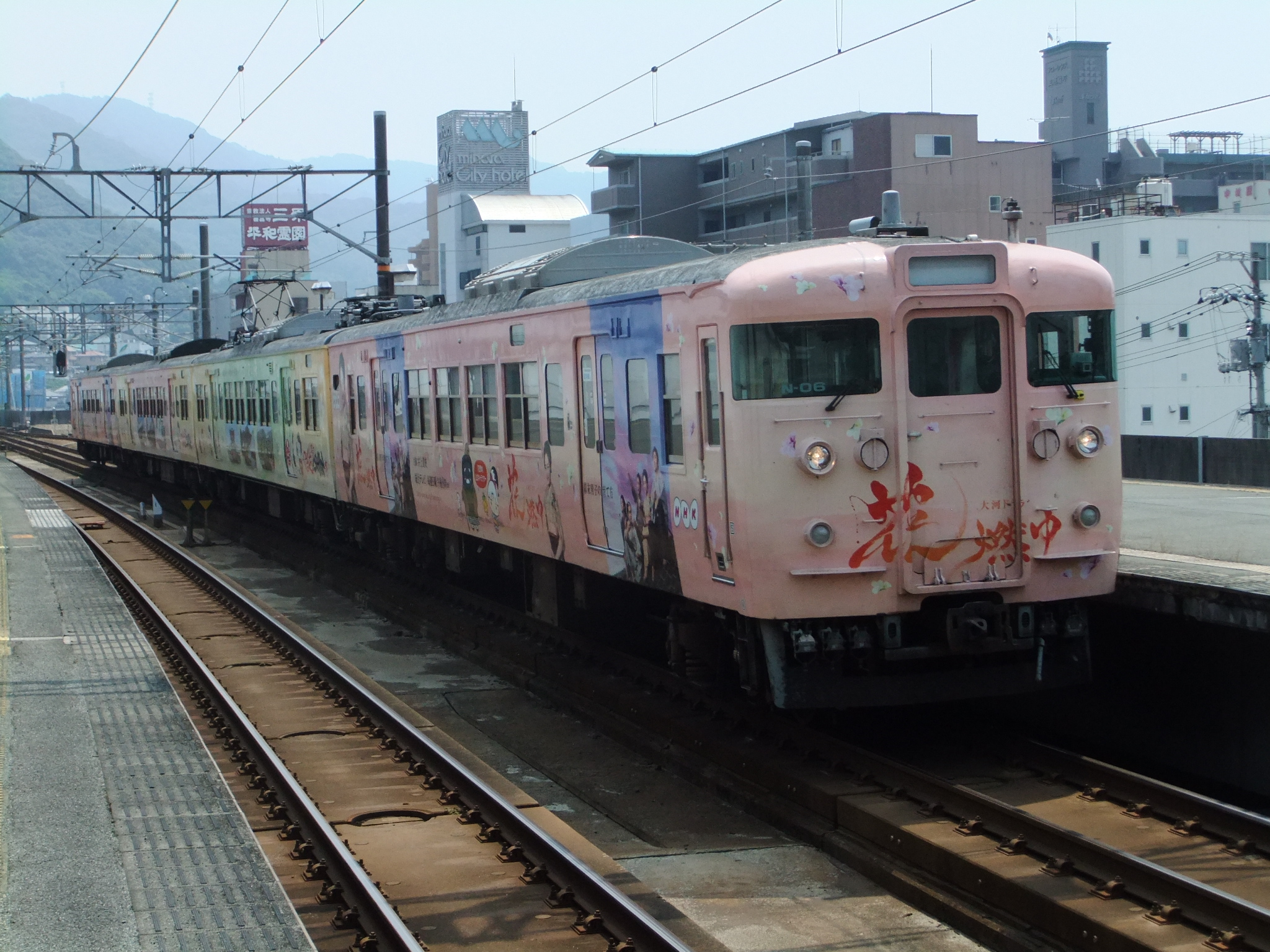
『花燃ゆ』ラッピング車（2015年）

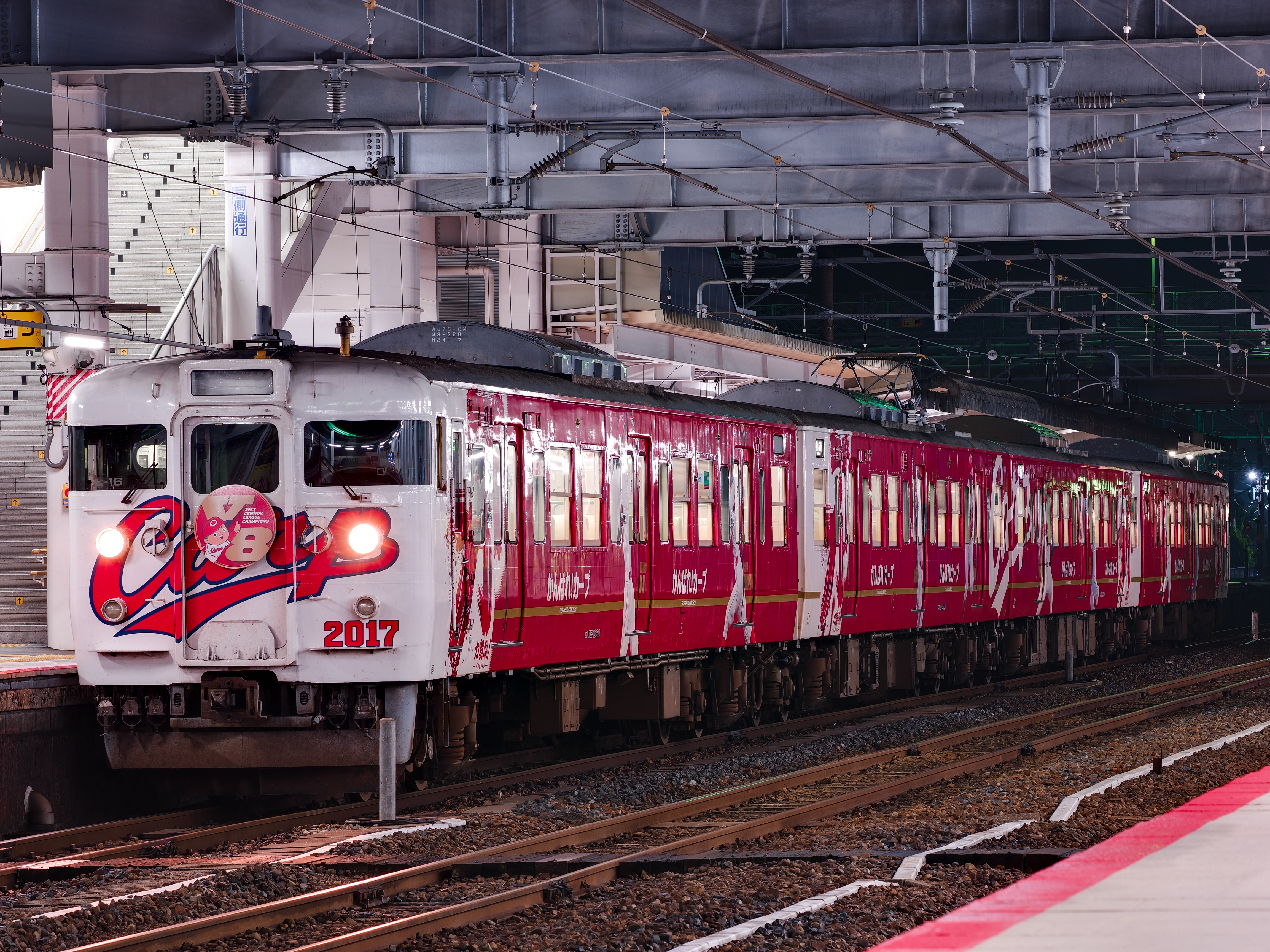
L16編成「カープ応援ラッピングトレイン」（2017年）

広島地区の115系は1976年より首都圏からの転入車が配置され、1978年から2000番台（山陽本線姫路以西の旧形車置き換え名目）の新製配置が行われた。これらは主に6両編成で、一部が4両編成とされた。
1982年には広島地区旧形車置き換えおよび列車増発目的（ひろしまシティ電車）として4両編成2扉転換クロスシートの3000番台の投入が行われ、下関運転所に新製配置された。「ひろしまシティ電車」は乗客数6%増と成功を収めたため、日本各地で同様の施策が拡大された。
1985年からの首都圏への211系投入に伴って、小山電車区の115系300番台が下関運転所へ転入した。115系の転入で111系残存車の老朽廃車や静岡運転所等への転出が実施され、下関運転所の電車は115系に統一された。
1989年には先頭車化改造による2両編成のクモハ115・114形550番台が投入された。運転台は廃車発生品の流用、車内はバケットタイプのオールクロスシートに木目化粧板の仕様とされ、105系冷房改造車と同じ直流1,500V直接駆動によるWAU202形を搭載した。
115系の一部編成では、クハ115形奇数向き車（神戸方先頭車）のトイレ撤去跡に飲料用自動販売機を設置した車両が存在した。自動販売機の設置は300番台と0番台の一部で行われており、トイレ用小窓の跡に「自動販売機コーナー」の看板が設置されていた。
1993年の新広島空港開業を機に広島地区の快速列車網が整備される事となり、115系3000番台の編成が従来の瀬戸内色から広島快速色に塗装変更された。3000番台は広島運転所へ転出し、快速を主体に運用された。
1995年の下関地域鉄道部発足に伴い、下関運転所の検修部門は下関地域鉄道部下関車両管理室となった。
1997年には113系のクハ111形2両が奈良電車区から広島運転所に転入し、115系編成の神戸方に組成の上でG01・G02編成となった。G01編成にはクハ111-268が、G02編成にはクハ111-139が連結されている。同時に福知山運転所から福知山色の113系4両編成1本が転入してH01編成となっている。G02編成の電動車ユニットは元岡山電車区所属の300番台未更新車である。
1999年にはG01・G02編成、H01編成とも下関へ転出し、後に両端がクハ115形のG03編成が登場している。G01 - 03編成とも抑速ブレーキの無い113系に合わせて岩国以西の限定運用であったが、マスコンハンドルの交換で抑速ブレーキが使用可能になったため、以後は他の115系と同様の線区で運用されている。113系H01編成は1997年転入の編成が1999年に福知山へ再転出し、同じ1999年に113系800番台のうち草津線に転用されていた京都総合運転所の4両編成が下関に転入して新たなH01編成となった。
広島運転所の2000番台4両編成は1997年に下関へ転出してC編成に編入されたが、1999年より広島運転所に再転入した2000番台はL編成となり、体質改善工事が順次施工された。体質改善工事は1999年 - 2001年10月施工のL01 - 13編成は40N、2002年 - 2004年施工のL14 - 22編成は30Nで施工された。下関のC編成で一部車両が体質改善車となる編成は、0番台等の非体質改善車においても体質改善車に合わせた塗装に変更されている。
体質改善工事施工直後のL編成は呉線快速「安芸路ライナー」で運用されていたが、広島シティネットワークでの快速列車本格導入に伴い快速「シティライナー」「通勤ライナー」などほぼ山陽本線限定運用に近い形態となった。その後快速列車の激減により、普通列車を中心に運用された。
1999年5月1日に開業したしまなみ海道のPRのため、3000番台のN12編成に「しまなみ海道'99」特別塗装が施され、岩国 - 岡山間・呉線・小郡 - 和気間で重点的に運用された。
2000年にはG03編成のクハ115形のうち非冷房車が置き換えられ、網干電車区（後の網干総合車両所）から転入のクハ111-5091が組み込まれた。H01編成の中間電動車ユニットは2002年に113系800番台から115系に差し替えられ、両端がクハ111形のクハ111-811・812で残る編成となった。クハ111-811・812は耐寒耐雪改造車の113系800番台であるため、客用扉半自動回路も装備していた。
岡山電車区に所属していた張り上げ屋根車のクハ115-219とクハ115-622は、2001年に下関車両管理室へ転出した。クハ115-219はC14編成の、クハ115-622は2002年よりG02編成の下関方先頭車として運用された。G02編成は岡山方先頭車が前照灯シールドビーム改造車のクハ111-139、下関方先頭車が張り上げ屋根化改造車のクハ115-622となった。
3000番台は2003年までに下関へ再転出した。2004年から2008年にかけて体質改善30N工事が施工され、広島快速色は消滅した。最後まで広島快速色で残ったのはN21編成であった。
2004年6月には福知山運転所の115系4両編成1本が下関車両管理室に転入し、C43編成となった。C43編成は1000番台3両とクハ115-604による4両編成で、転入後しばらくは新福知山色で運用されていたが、2007年度に瀬戸内色へ塗装変更されている。
G01・G03・H01編成の115系中間電動車ユニットは、2004年より網干総合車両所から下関車両管理室に転入した1000番台高速化改造車に差し替えられた。高速化はクハ111形を含めて2009年までに解除され、原番号に復帰している。G01編成は最も遅くまで前照灯が原形のままであったが、2008年5月にシールドビーム化された。
下関のC編成のうち、先頭車のみ3000番台の2編成を含む4編成は2008年以降O編成に区分され、編成全車に30N体質改善工事が施工された。O編成の区分は応荷重装置の搭載を意味するものとされている。
- O01編成 - 元C02編成（2009年4月上旬）
- O02編成 - 元C20編成（2009年5月上旬）
- O03編成 - 元C25編成（2008年10月中旬）
- O04編成 - 元C39編成（2009年3月上旬）

クモハ115・114形550番台2両編成のT01 - 04編成は老朽化が進んでいたため、2008年の福知山電車区への223系5500番台導入で捻出された115系6000番台が1編成を除いて転入し、高速化解除と1000番台への改番が行われた。福知山時代と異なりワンマン運転は行われていない。クモハ115・114形550番台は2010年に全廃となった。2008年12月にT01編成が、2009年にT02・03編成が、最後まで残っていたT04編成が2010年1月に廃車となった。
2009年の組織改編による下関総合車両所の発足に伴い、下関地域鉄道部下関車両管理室は下関総合車両所運用検修センターとなった。2012年の組織改編では広島運転所の検修部門が下関総合車両所に統合され、下関総合車両所広島支所となった。
JR西日本では国鉄形車両の地域別単色化を進めることになり、山陽地区の地域色には濃黄色が採用された。2010年1月20日に出場した3000番台N05編成から濃黄色に塗装変更された。G編成はG-02編成が2010年6月3日に黄色一色に塗装変更、O編成は2012年3月にO03編成が濃黄色に塗装変更された。T編成は2012年10月1日に出場したT14編成を皮切りに全車両とも濃黄色に塗装変更された。2024年4月現在全編成が濃黄色に塗装変更されている。
2012年より、115系2000番台の4両編成1本でプロ野球チーム「広島東洋カープ」のラッピングを施工した「カープ応援ラッピングトレイン」が登場し、各年3月頃からプロ野球シーズン終了の10月頃まで運転された。2012年は体質改善40N車のL02編成が使用され、2012年3月25日から運転を開始した。
「カープ応援ラッピングトレイン」は翌年以降も運転され、2013年はL13編成、2014年は3月23日からL01編成が、2015年は3月22日からL11編成が、2016年は3月21日からL08編成が、2017年は3月26日から同年12月までL16編成が、2018年は3月24日からL05編成が使用された。115系での運転は2018年までとなり、2019年は227系での運転となった。
C編成・G編成の初期型クハの老朽化等に伴い、2012年より車齢の浅いクハ111形の115系化改造車で置き換えることになり、クハ115形2500・2600・750番台を組成した編成がR編成に区分された。これによりG編成が消滅したほか、C編成も組成変更により編成数が減少した。組成変更の推移は以下の通り。
- R01編成 - G01編成のクハ111-268・クハ115-605をクハ115-2620・2517（元F14編成）に置き換え、濃黄色[482]
- R02編成 - C43編成のクハ115-604をクハ115-2515（元F16編成）に置き換え
- R03編成 - G02編成のクハ111-139・クハ115-622をクハ115-2642・2516（元F03編成）に置き換え
- R04編成 - G03編成のクハ111-91・クハ115-607をクハ115-2616・2520（元F07編成）に置き換え、瀬戸内色[483]
- R05編成 - C18編成のクハ115-556をクハ115-2645（元F04編成）に置き換え
- R06編成 - C24編成のクハ115-654をクハ115-759（元F09編成）に置き換え
- R07編成 - C42編成のクハ115-652をクハ115-2539（元F04編成）に置き換え

2013年の広島県デスティネーションキャンペーンの一環として、L12編成がラッピング列車「まんぷく宝しま号」として7月5日より運転を開始した。
山口県を主要な舞台とする2015年のNHK大河ドラマ『花燃ゆ』の放送に合わせた観光客誘致のため、115系3000番台N06編成にメインビジュアルと山口県内の幕末維新ゆかりの地などをデザインしたラッピングが施工され、2015年3月28日に運行を開始した。
2015年より広島地区への227系の新製投入が開始され、従来の115系の置き換えが開始された。広島支所から他区所への転出も行われており、2015年3月にL02・03・12編成とL16編成の先頭車が同所の運用検修センターへ、翌月にL16編成の中間車が岡山電車区へ転出した。L16編成は中間車2両がR06編成の両先頭車が廃車され、残った電動車ユニット2両に差し替えられた。同年7月にL01・14・17・18・20編成、同年10月にL04・13・15・19・21・22編成が運用検修センターに転出した。2015年10月4日時点では下関総合車両所広島支所に4両のL編成2000番台7本（L05 - 11編成）28両が在籍し、山陽本線・呉線で運用されていたが、2016年3月に運用検修センターへ転出して広島支所の配置が無くなった。
下関のC編成は、2015年度上半期にC30・32 - 34・41編成の5本20両が廃車となった。C41編成は先頭車が0番台で、MM'ユニットが網干区から転入の1000番台であった。2015年度下半期にC14・35編成とC16編成の0番台先頭車2両、C21編成の0番台先頭車1両を廃車。C16編成の2000番台中間車はL15編成に組み込まれ、C21編成には旧R05編成の2000番台先頭車が組み込まれた。C21編成はこの組替で全車2000番台かつ体質改善工事施工済みとなったが、L編成への変更はされずにC編成のままとされた。L15編成は下関転属後の2016年に、中間車1000番台2両が岡山電車区へ転出し、旧C16編成の2000番台中間車に置き換えた。
R編成は2015年度上半期にR02編成の中間車2両を（旧）O02編成の中間車に差替え、R07編成は廃車された。O編成は2015年度上半期にO01・02編成の2本の3000番台の先頭車4両が廃車され、2000番台の中間車は（旧）O01編成の2両が（新）O04編成に、（旧）O02編成の2両が（新）R02編成に組み込まれた。なお（旧）O04編成および（旧）R02編成の中間車各2両は、岡山電車区へ転出しA編成に組成された。
2015年度下半期にR05編成の2000番台の電動車ユニットはR03編成に組み込まれ、従来R03編成を組成していた0番台電動車ユニットは廃車された。2600番台先頭車1両は廃車され、2000番台先頭車1両はC21編成先頭車を置き換えた。
両端の先頭車が113系800番台のクハ111-811・812で組成されていたH01編成は、2013年10月15日付で車体塗装を濃黄色に変更したが、2016年1月に編成全車が廃車となり、H編成は消滅した。廃車は2016年1月9日付であった。
2016年3月26日のダイヤ改正で広島地区の電車が3扉車に統一されるとともに、2010年に廃止されていた快速「シティライナー」が227系により土休日の定期列車で復活した。改正前の3月19日 - 21日の3日間は115系による臨時快速「115系シティライナー」が西条・広島 - 岩国間で運転された。使用されたのはO04編成とL19編成の2編成で、前面方向幕を「快速」表示とするとともに、各編成の前頭部には国鉄時代のシティ電車導入時に採用の「ひろしまCity」ヘッドマークが掲出された。2扉車の3000番台は従来は山陽本線三石 - 下関間と呉線・可部線で運用されていたが、同改正以降は山陽本線岩国以西限定での運用となった。
2016年度上半期にはC36・37編成（体質改善工事未施工の300番台）の2本8両を廃車、2016年10月6日にC31編成（体質改善工事未施工の300番台）の4両が廃車となった。これによりC編成の体質改善工事未施工車のみの編成は消滅した。
2016年には「JR西日本 せとうち GOLD RALLY 2016」の一環として映画「ONE PIECE FILM GOLD」のラッピングがL22編成に施工され、7月23日から運転を開始した。
2017年4月1日時点でL編成は4両編成22本の計88両が在籍しており、L01 - 13編成は40N体質改善工事施工車、L14 - 22編成は30N体質改善工事施工車であった。各編成とも濃黄色へ塗装変更済みであった。
2017年にはサッカーチーム「サンフレッチェ広島」のラッピングを施工した「サンフレッチェ応援ラッピングトレイン」が115系1編成で登場し、L17編成により2017年2月20日から2018年1月まで運転された。2018年はL04編成に同ラッピングが施工され、2月16日から運転された。
L編成は2018年6月21日付でL20編成が、2018年9月19日付でL11編成とL18編成が廃車となった。2018年10月26日付でL12編成が、2018年11月15日付でL19編成が、2018年12月7日付でL13編成が、2018年12月19日付でL04編成が、2018年12月28日付でL05編成が、2019年2月9日付でL22編成が、2019年3月20日付でL06・07・14・15編成が、それぞれ廃車となった。
C編成は2018年10月26日にC13編成（先頭車が600番台と1000番台）の4両が廃車され、600番台は廃区分番台となった。O編成は2018年10月1日時点では4両編成2本（O03・04編成）計8両が在籍していたが、2018年11月15日にO03編成が、2018年12月1日にO04編成が廃車され、全廃となった。広島更新色のO04編成は2018年の西日本豪雨による山陽本線被災のため岡山地区に取り残された編成であり、運転再開後も留置されていた岡山電車区から2018年11月26日に伯備線経由で後藤総合車両所へ廃車回送されている。
R編成は2018年4月11日付でR03編成が、2019年2月20日付でR02編成がそれぞれ廃車となった。R02編成は廃車まで濃黄色に変更されず、最後まで広島更新色で残されていた編成であった。
2018年の宇部市花火大会における企画電車として、115系による「はなびーる電車」が宇部線新山口駅→琴芝駅の片道で運行されていた。「はなびーる電車」は2019年夏も運転されたが、2020年は新型コロナウイルス感染症の影響による花火大会中止のため運転されなかった。
2019年3月16日ダイヤ改正をもって広島地区の電車は227系に統一となり、糸崎・三原以東の岡山地区や岩国以西の山口地区からの115系乗り入れも終了した。
2019年4月1日時点でC編成は2000番台で組成される濃黄色塗装4両編成1本4両（C21編成）が在籍していたが、2019年8月9日にC21編成の4両が廃車され、C編成の配置は無くなった。2019年4月1日時点でR編成は濃黄色塗装4両編成2本計8両（R01・04編成）が在籍していたが、2019年5月2日にR01・04編成が廃車され、R編成の配置は無くなった。
2019年5月14日付でL09編成が、2019年5月31日付でL03編成が、2019年6月20日付でL21編成が、2019年7月11日付でL08編成が、2019年8月26日付でL01編成が、2019年9月13日付でL02編成が、それぞれ廃車となった。2019年6月5日付でL16・17編成の2本が岡山電車区に転出した。2019年10月31日付でL10編成が廃車され、広島・山口地区のL編成は消滅した。
また2020年からはN・T編成にワンマン化改造と227系0番台と同色のモケットへの交換が行われている。ワンマン化改造はN06・N12編成を除くN編成全車とT編成全車に施工されている。またモケット交換はN14編成を除くワンマン化改造車に施工されている。
2022年8月にN12編成が幡生に廃車回送され、同月22日付で廃車された。
2024年4月1日現在、下関総合車両所運用検修センターには80両が所属。N編成は2扉車両の3000・3500番台で、N01 - 11・14・16 - 21編成4両編成18本計72両が在籍、T編成はクモハ115・114形によるT11 - 14編成の2両編成4本計8両が在籍する。山陽本線岩国 - 下関間で運用される。
3000・3500番台のN編成のMM'ユニットはN01 - 11編成が3000番台、N14・16 - 21編成が3500番台で組成されている。編成番号はクハ115形の車両番号下2桁と一致させているため、N13・15は欠番である。

### 試験運用

#### 碓氷峠自走通過試験
1963年に粘着運転化された信越本線横川 - 軽井沢間では、電車列車はEF63形補機により無動力で推進・牽引されるため、最大編成長は8両に制限されていた。将来的な輸送力増強やスピードアップを狙い電車の自力走行が計画され、試験用車両として当時落成直後の115系0番台が充当された。
走行試験はMT54形主電動機の試験も兼ねて1963年9月19・20日に行われた。停電のリスクを回避するためディーゼルエンジン式空気圧縮機が搭載された。
試験の結果、MT54形主電動機は碓氷峠の自走では熱容量に問題があることが確認された。
自走車両はその後1980年代に特急「あさま」用の187系が計画されたが、予算や情勢の変化から実現せずに1997年の横川 - 軽井沢間の廃止を迎えている。。

## 編成表
新潟車両センター
2012年4月1日
| 編成番号 | ← 柏崎・新潟 東三条・村上・長岡 → | ← 柏崎・新潟 東三条・村上・長岡 → | ← 柏崎・新潟 東三条・村上・長岡 → | ← 柏崎・新潟 東三条・村上・長岡 → |
| 編成番号 | クハ115                           | モハ115                           | モハ114                           | クハ115                           |
| L1       | 552                               | 113                               | 99                                | 1051                              |
| L2       | 553                               | 116                               | 102                               | 2040                              |
| L3       | 551                               | 119                               | 105                               | 2037                              |
| L4       | 1502                              | 128                               | 114                               | 613                               |
| L5       | 2129                              | 130                               | 116                               | 2039                              |
| L6       | 1509                              | 133                               | 119                               | 2035                              |
| L7       | 1130                              | 1004                              | 1008                              | 1218                              |
| L8       | 1129                              | 1006                              | 1024                              | 1025                              |
| L9       | 1501                              | 1003                              | 1175                              | 1057                              |
| L10      | 1504                              | 1113                              | 1197                              | 1033                              |
| L11      | 1103                              | 1127                              | 1211                              | 1243                              |
| L12      | 1024                              | 1034                              | 1006                              | 1024                              |
| L13      | 1034                              | 1045                              | 1008                              | 1035                              |
| L14      | 1049                              | 1068                              | 1002                              | 1090                              |

| 編成番号 | ← 柏崎・新潟 村上・直江津・水上 → | ← 柏崎・新潟 村上・直江津・水上 → | ← 柏崎・新潟 村上・直江津・水上 → |
| 編成番号 | クモハ115                         | モハ114                           | クハ115                           |
| N1       | 1042                              | 1057                              | 2036                              |
| N2       | 1043                              | 1059                              | 1043                              |
| N3       | 1044                              | 1061                              | 1044                              |
| N4       | 1045                              | 1062                              | 1045                              |
| N5       | 1047                              | 1065                              | 1047                              |
| N6       | 1048                              | 1067                              | 1048                              |
| N7       | 1050                              | 1070                              | 1050                              |
| N8       | 1052                              | 1072                              | 1046                              |
| N9       | 1054                              | 1075                              | 1052                              |
| N10      | 1055                              | 1076                              | 1053                              |
| N11      | 1056                              | 1077                              | 1054                              |
| N12      | 1057                              | 1078                              | 1055                              |
| N13      | 1058                              | 1080                              | 1056                              |
| N14      | 1059                              | 1083                              | 1059                              |
| N15      | 1061                              | 1087                              | 1061                              |
| N16      | 1063                              | 1111                              | 1075                              |
| N17      | 1064                              | 1135                              | 1089                              |
| N18      | 1530                              | 1086                              | 1060                              |
| N19      | 1554                              | 1161                              | 2038                              |
| N20      | 1041                              | 1055                              | 1041                              |
| N21      | 1046                              | 1064                              | 1049                              |
| N22      | 1014                              | 1019                              | 1013                              |
| N23      | 1016                              | 1021                              | 1015                              |
| N24      | 1023                              | 1033                              | 1023                              |
| N25      | 1025                              | 1035                              | 1245                              |
| N26      | 1051                              | 1071                              | 1601                              |
| N27      | 1053                              | 1073                              | 2041                              |
| N28      | 1062                              | 1109                              | 1074                              |
| N29      | 1519                              | 1058                              | 1042                              |
| N30      | 1552                              | 1101                              | 1062                              |
| N31      | 1553                              | 1112                              | 1246                              |

| 編成番号 | ← 柏崎・新潟 東三条・村上・水上 → | ← 柏崎・新潟 東三条・村上・水上 → |
| 編成番号 | クモハ115                         | クモハ114                         |
| S1       | 1060                              | 1501                              |
| S2       | 1531                              | 1502                              |
| S3       | 1532                              | 1503                              |
| S4       | 1533                              | 1504                              |
| S5       | 1534                              | 1505                              |
| S6       | 1535                              | 1506                              |
| S7       | 1556                              | 1515                              |
| S8       | 1557                              | 1516                              |
| S9       | 1558                              | 1517                              |
| S10      | 1559                              | 1518                              |
| S11      | 1560                              | 1519                              |
| S12      | 1561                              | 1520                              |
| S13      | 502                               | 502                               |
| S14      | 505                               | 505                               |
| S15      | 507                               | 507                               |

| 編成番号 | ← 弥彦 東三条・新潟 → | ← 弥彦 東三条・新潟 → |
| 編成番号 | クモハ115             | クモハ114             |
| Y1       | 501                   | 501                   |
| Y2       | 503                   | 503                   |
| Y3       | 504                   | 504                   |

| 編成番号 | ← 柏崎・新潟 村上・長岡 → | ← 柏崎・新潟 村上・長岡 → |
| 編成番号 | クモヤ115                 | クモヤ114                 |
|          | 1                         | 1                         |

高崎車両センター
2006年3月18日
| 編成番号 | クハ115 | モハ115 | モハ114 | クハ115 |
| T1090    | 1114    | 1029    | 1090    | 1063    |
| T1091    | 1105    | 1030    | 1091    | 1064    |
| T1133    | 1126    | 1070    | 1133    | 1087    |
| T1142    | 1133    | 1078    | 1142    | 1096    |
| T1143    | 1134    | 1079    | 1143    | 1097    |
| T1144    | 1135    | 1080    | 1144    | 1098    |
| T1145    | 1101    | 1081    | 1145    | 1099    |
| T1146    | 1137    | 1082    | 1146    | 1201    |
| T1147    | 1138    | 1083    | 1147    | 1202    |

| 編成番号 | クモハ115 | モハ114 | サハ115 | クハ115 |
| T1044    | 1033      | 1044    | 1007    | 1034    |
| T1159    | 1065      | 1159    | 1019    | 1208    |

| 編成番号 | クモハ115 | モハ114 | クハ115 |
| T1022※   | 1017      | 1022    | 1016    |
| T1030    | 1566      | 1030    | 1094    |
| T1032※   | 1022      | 1032    | 1022    |
| T1036※   | 1026      | 1036    | 1026    |
| T1037※   | 1027      | 1037    | 1027    |
| T1038※   | 1028      | 1038    | 1028    |
| T1039※   | 1029      | 1039    | 1029    |
| T1040    | 1030      | 1040    | 1030    |
| T1041※   | 1031      | 1041    | 1031    |
| T1043※   | 1032      | 1043    | 1038    |
| T1046※   | 1035      | 1046    | 1036    |

※リニューアル車の編成
2017年9月
| 編成番号 | クモハ115 | モハ114 | クハ115 |
| T1022    | 1017      | 1022    | 1046    |
| T1032    | 1022      | 1032    | 1022    |
| T1036    | 1026      | 1036    | 1026    |
| T1037    | 1027      | 1037    | 1027    |
| T1038    | 1028      | 1038    | 1028    |
| T1039    | 1029      | 1039    | 1029    |
| T1040    | 1030      | 1040    | 1030    |
| T1041    | 1031      | 1041    | 1031    |
| T1043    | 1032      | 1043    | 1038    |
| T1046    | 1035      | 1046    | 1036    |

豊田電車区
2006年3月18日
| 編成番号 | クモハ115 | モハ114※1 | サハ115 | モハ115 | モハ114※1 | クハ115 |
| M40      | 318       | 354       | 319     | 348     | 374       | 398     |

| 編成番号 | クモハ115 | モハ114※1 | クハ115 |
| M1       | 304       | 332       | 354     |
| M2※2     | 305       | 333       | 356     |
| M3※2     | 306       | 334       | 358     |
| M4※2     | 307       | 335       | 360     |
| M5※2     | 308       | 342       | 370     |
| M6※2     | 309       | 343       | 372     |
| M7       | 310       | 344       | 374     |
| M8       | 311       | 345       | 376     |
| M9       | 312       | 346       | 378     |
| M10※2    | 313       | 347       | 380     |
| M11      | 315       | 349       | 384     |
| M12※2    | 325       | 361       | 412     |

※1 モハ114のパンタはシングルアーム式
※2 リニューアル車の編成。モハ114はSIV・スクリューCP化
静岡運転所
2006年3月18日
| 編成番号 | クモハ115 | モハ114 | クハ115 |
| B1       | 2001      | 2601    | 2022    |
| B2       | 2002      | 2602    | 2023    |
| B3       | 2003      | 2603    | 2024    |
| B4       | 2004      | 2604    | 2025    |
| B5       | 2005      | 2605    | 2026    |
| B6       | 2006      | 2606    | 2027    |
| B7       | 2007      | 2607    | 2028    |
| B8       | 2008      | 2608    | 2029    |
| B9       | 2009      | 2609    | 2030    |
| B10      | 2010      | 2610    | 2031    |
| B11      | 2011      | 2611    | 2032    |
| B12      | 2012      | 2612    | 2033    |
| B13      | 2013      | 2613    | 2034    |

| 編成番号 | クモハ115 | モハ114 | クハ115 |
| S1       | 1039      | 1053    | 1040    |
| S2       | 1080      | 1186    | 616     |
| S3       | 1082      | 1188    | 617     |
| S4       | 1520      | 1163    | 614     |
| S5       | 1524      | 1006    | 619     |
| S6       | 1525      | 1010    | 615     |
| S7       | 1526      | 1031    | 618     |
| S8       | 1523      | 1171    | 188     |

岡山電車区
1983年4月1日
| 編成番号 | ← 西明石・姫路・岡山米子・知井宮・宇野・糸崎・広島 → | ← 西明石・姫路・岡山米子・知井宮・宇野・糸崎・広島 → | ← 西明石・姫路・岡山米子・知井宮・宇野・糸崎・広島 → | ← 西明石・姫路・岡山米子・知井宮・宇野・糸崎・広島 → | ← 西明石・姫路・岡山米子・知井宮・宇野・糸崎・広島 → | ← 西明石・姫路・岡山米子・知井宮・宇野・糸崎・広島 → |
| 編成番号 | クハ115                                              | モハ115                                              | モハ114                                              | モハ115                                              | モハ114                                              | クハ115                                              |
| A1       | 1                                                    | 1                                                    | 1                                                    | 73                                                   | 73                                                   | 124                                                  |
| A2       | 5                                                    | 128                                                  | 114                                                  | 130                                                  | 116                                                  | 6                                                    |
| A3       | 7                                                    | 60                                                   | 60                                                   | 50                                                   | 50                                                   | 98                                                   |
| A4       | 13                                                   | 5                                                    | 5                                                    | 7                                                    | 7                                                    | 10                                                   |
| A5       | 17                                                   | 9                                                    | 9                                                    | 16                                                   | 16                                                   | 32                                                   |
| A6       | 33                                                   | 17                                                   | 17                                                   | 93                                                   | 93                                                   | 34                                                   |
| A7       | 35                                                   | 18                                                   | 18                                                   | 92                                                   | 92                                                   | 36                                                   |
| A8       | 45                                                   | 23                                                   | 23                                                   | 8                                                    | 8                                                    | 16                                                   |
| A9       | 57                                                   | 29                                                   | 29                                                   | 86                                                   | 86                                                   | 58                                                   |
| A10      | 71                                                   | 36                                                   | 36                                                   | 25                                                   | 25                                                   | 2                                                    |
| A11      | 73                                                   | 37                                                   | 37                                                   | 129                                                  | 115                                                  | 74                                                   |
| A12      | 75                                                   | 38                                                   | 38                                                   | 3                                                    | 3                                                    | 76                                                   |
| A13      | 81                                                   | 33                                                   | 33                                                   | 116                                                  | 102                                                  | 82                                                   |
| A14      | 93                                                   | 4                                                    | 4                                                    | 48                                                   | 48                                                   | 94                                                   |
| A15      | 101                                                  | 46                                                   | 46                                                   | 15                                                   | 15                                                   | 30                                                   |
| A16      | 127                                                  | 127                                                  | 113                                                  | 66                                                   | 66                                                   | 128                                                  |
| A17      | 131                                                  | 68                                                   | 68                                                   | 119                                                  | 105                                                  | 132                                                  |
| A18      | 141                                                  | 133                                                  | 119                                                  | 87                                                   | 87                                                   | 50                                                   |
| A19      | 161                                                  | 83                                                   | 83                                                   | 134                                                  | 120                                                  | 162                                                  |
| A20      | 219                                                  | 110                                                  | 96                                                   | 113                                                  | 99                                                   | 220                                                  |

| 編成番号 | ← 西明石・姫路・岡山米子・知井宮・宇野・糸崎・広島 → | ← 西明石・姫路・岡山米子・知井宮・宇野・糸崎・広島 → | ← 西明石・姫路・岡山米子・知井宮・宇野・糸崎・広島 → | ← 西明石・姫路・岡山米子・知井宮・宇野・糸崎・広島 → | ← 西明石・姫路・岡山米子・知井宮・宇野・糸崎・広島 → | ← 西明石・姫路・岡山米子・知井宮・宇野・糸崎・広島 → |
| 編成番号 | クハ115                                              | モハ115                                              | モハ114                                              | モハ115                                              | モハ114                                              | クハ115                                              |
| B1       | 1107                                                 | 1032                                                 | 1093                                                 | 1033                                                 | 1094                                                 | 1066                                                 |
| B2       | 1108                                                 | 1034                                                 | 1095                                                 | 1035                                                 | 1096                                                 | 1067                                                 |
| B3       | 1109                                                 | 1036                                                 | 1097                                                 | 1037                                                 | 1098                                                 | 1068                                                 |
| B4       | 1110                                                 | 1038                                                 | 1099                                                 | 1039                                                 | 1100                                                 | 1069                                                 |
| B5       | 1111                                                 | 1040                                                 | 1101                                                 | 1041                                                 | 1102                                                 | 1070                                                 |
| B6       | 1112                                                 | 1042                                                 | 1103                                                 | 1043                                                 | 1104                                                 | 1071                                                 |
| B7       | 1113                                                 | 1044                                                 | 1105                                                 | 1045                                                 | 1106                                                 | 1072                                                 |
| B8       | 1114                                                 | 1046                                                 | 1107                                                 | 1047                                                 | 1108                                                 | 1073                                                 |
| B9       | 1117                                                 | 1053                                                 | 1116                                                 | 1054                                                 | 1117                                                 | 1078                                                 |
| B10      | 1118                                                 | 1055                                                 | 1118                                                 | 1056                                                 | 1119                                                 | 1079                                                 |
| B11      | 1119                                                 | 1057                                                 | 1120                                                 | 1058                                                 | 1121                                                 | 1080                                                 |
| B12      | 1120                                                 | 1059                                                 | 1122                                                 | 1060                                                 | 1123                                                 | 1081                                                 |
| B13      | 1121                                                 | 1061                                                 | 1124                                                 | 1062                                                 | 1125                                                 | 1082                                                 |
| B14      | 1122                                                 | 1063                                                 | 1126                                                 | 1064                                                 | 1127                                                 | 1083                                                 |
| B15      | 1127                                                 | 1071                                                 | 1134                                                 | 1092                                                 | 1156                                                 | 1088                                                 |
| B16      | 1139                                                 | 1084                                                 | 1148                                                 | 1085                                                 | 1149                                                 | 1203                                                 |
| B17      | 1140                                                 | 1088                                                 | 1152                                                 | 1089                                                 | 1153                                                 | 1205                                                 |
| B18      | 1141                                                 | 1100                                                 | 1172                                                 | 1101                                                 | 1173                                                 | 1216                                                 |
| B19      | 1145                                                 | 1090                                                 | 1154                                                 | 1091                                                 | 1155                                                 | 1206                                                 |
| B20      | 1146                                                 | 1086                                                 | 1150                                                 | 1087                                                 | 1151                                                 | 1204                                                 |
| B21      | 1147                                                 | 1093                                                 | 1157                                                 | 1094                                                 | 1158                                                 | 1207                                                 |
| B22      | 1148                                                 | 1105                                                 | 1177                                                 | 1106                                                 | 1178                                                 | 1220                                                 |
| B23      | 1149                                                 | 1107                                                 | 1191                                                 | 1108                                                 | 1192                                                 | 1233                                                 |
| B24      | 1150                                                 | 1109                                                 | 1193                                                 | 1110                                                 | 1194                                                 | 1234                                                 |
| B25      | 1151                                                 | 1111                                                 | 1195                                                 | 1112                                                 | 1196                                                 | 1235                                                 |
| B26      | 1152                                                 | 1113                                                 | 1197                                                 | 1114                                                 | 1198                                                 | 1236                                                 |
| B27      | 1153                                                 | 1115                                                 | 1199                                                 | 1116                                                 | 1200                                                 | 1237                                                 |
| B28      | 1154                                                 | 1117                                                 | 1201                                                 | 1118                                                 | 1202                                                 | 1238                                                 |
| B29      | 1155                                                 | 1119                                                 | 1203                                                 | 1120                                                 | 1204                                                 | 1239                                                 |
| B30      | 1156                                                 | 1121                                                 | 1205                                                 | 1122                                                 | 1206                                                 | 1240                                                 |
| B31      | 1157                                                 | 1123                                                 | 1207                                                 | 1124                                                 | 1208                                                 | 1241                                                 |

1984年4月1日
| 編成番号 | ← 西明石・姫路・岡山宇野・広島 → | ← 西明石・姫路・岡山宇野・広島 → | ← 西明石・姫路・岡山宇野・広島 → | ← 西明石・姫路・岡山宇野・広島 → | ← 西明石・姫路・岡山宇野・広島 → | ← 西明石・姫路・岡山宇野・広島 → |
| 編成番号 | クハ115                          | モハ115                          | モハ114                          | モハ115                          | モハ114                          | クハ115                          |
| A1       | 1113                             | 1044                             | 1105                             | 1045                             | 1106                             | 1072                             |
| A2       | 1119                             | 1057                             | 1120                             | 1058                             | 1121                             | 1080                             |
| A3       | 1121                             | 1061                             | 1124                             | 1062                             | 1125                             | 1082                             |
| A4       | 1122                             | 1063                             | 1126                             | 1064                             | 1127                             | 1083                             |
| A5       | 1145                             | 1090                             | 1154                             | 1091                             | 1155                             | 1206                             |
| A6       | 1147                             | 1093                             | 1157                             | 1094                             | 1158                             | 1207                             |
| A7       | 1149                             | 1107                             | 1191                             | 1108                             | 1192                             | 1233                             |
| A8       | 1153                             | 1115                             | 1199                             | 1116                             | 1200                             | 1237                             |
| A9       | 1154                             | 1117                             | 1201                             | 1118                             | 1202                             | 1238                             |
| A10      | 1155                             | 1119                             | 1203                             | 1120                             | 1204                             | 1239                             |
| A11      | 1157                             | 1123                             | 1207                             | 1124                             | 1208                             | 1241                             |

| 編成番号 | ← 西明石・姫路・岡山宇野・広島 → | ← 西明石・姫路・岡山宇野・広島 → | ← 西明石・姫路・岡山宇野・広島 → | ← 西明石・姫路・岡山宇野・広島 → |
| 編成番号 | クハ115                          | モハ115                          | モハ114                          | クハ115                          |
| B1       | 1                                | 1                                | 1                                | 124                              |
| B2       | 5                                | 4                                | 4                                | 6                                |
| B3       | 13                               | 7                                | 7                                | 10                               |
| B4       | 17                               | 9                                | 9                                | 32                               |
| B5       | 33                               | 17                               | 17                               | 34                               |
| B6       | 35                               | 5                                | 5                                | 36                               |
| B7       | 45                               | 60                               | 60                               | 16                               |
| B8       | 57                               | 16                               | 16                               | 58                               |
| B9       | 71                               | 25                               | 25                               | 2                                |
| B10      | 73                               | 37                               | 37                               | 74                               |
| B11      | 75                               | 3                                | 3                                | 76                               |
| B12      | 81                               | 33                               | 33                               | 82                               |
| B13      | 93                               | 48                               | 48                               | 94                               |
| B14      | 127                              | 66                               | 66                               | 128                              |
| B15      | 131                              | 68                               | 68                               | 132                              |
| B16      | 141                              | 36                               | 36                               | 50                               |
| B17      | 161                              | 83                               | 83                               | 162                              |
| B18      | 219                              | 50                               | 50                               | 98                               |

| 編成番号 | ← 西明石・姫路・岡山宇野・広島 → | ← 西明石・姫路・岡山宇野・広島 → | ← 西明石・姫路・岡山宇野・広島 → | ← 西明石・姫路・岡山宇野・広島 → |
| 編成番号 | クハ115                          | モハ115                          | モハ114                          | クハ115                          |
| C1       | 1107                             | 1032                             | 1093                             | 1219                             |
| C2       | 1111                             | 1105                             | 1177                             | 1217                             |
| C3       | 1112                             | 1012                             | 1103                             | 1244                             |
| C4       | 1120                             | 1059                             | 1122                             | 142                              |
| C5       | 1151                             | 1111                             | 1195                             | 1032                             |
| C6       | 1152                             | 1114                             | 1198                             | 1236                             |
| C7       | 1156                             | 1122                             | 1206                             | 1240                             |

| 編成番号 | ← 西明石・姫路・岡山宇野・広島 → | ← 西明石・姫路・岡山宇野・広島 → | ← 西明石・姫路・岡山宇野・広島 → | ← 西明石・姫路・岡山宇野・広島 → |
| 編成番号 | クハ115                          | モハ115                          | モハ114                          | クハ115                          |
| K1       | 1108                             | 1034                             | 1095                             | 604                              |
| K2       | 1117                             | 1053                             | 1116                             | 603                              |
| K3       | 1118                             | 1055                             | 1118                             | 605                              |
| K4       | 1139                             | 1084                             | 1148                             | 220                              |
| K5       | 1140                             | 1088                             | 1152                             | 601                              |
| K6       | 1141                             | 1100                             | 1172                             | 602                              |
| K7       | 1146                             | 1086                             | 1150                             | 30                               |
| K8       | 1150                             | 1109                             | 1193                             | 606                              |

| 編成番号 | ← 岡山米子・知井宮 → | ← 岡山米子・知井宮 → | ← 岡山米子・知井宮 → |
| 編成番号 | クモハ115            | モハ114              | クハ115              |
| D1       | 1501                 | 1094                 | 1066                 |
| D2       | 1502                 | 1096                 | 1067                 |
| D3       | 1503                 | 1098                 | 1068                 |
| D4       | 1504                 | 1100                 | 1069                 |
| D5       | 1505                 | 1102                 | 1070                 |
| D6       | 1506                 | 1104                 | 1071                 |
| D7       | 1507                 | 1108                 | 1073                 |
| D8       | 1508                 | 1117                 | 1078                 |
| D9       | 1509                 | 1119                 | 1079                 |
| D10      | 1510                 | 1123                 | 1081                 |
| D11      | 1511                 | 1149                 | 1203                 |
| D12      | 1512                 | 1151                 | 1204                 |
| D13      | 1513                 | 1153                 | 1205                 |
| D14      | 1514                 | 1156                 | 1088                 |
| D15      | 1515                 | 1173                 | 1216                 |
| D16      | 1516                 | 1178                 | 1220                 |
| D17      | 1517                 | 1194                 | 1234                 |
| D18      | 1518                 | 1196                 | 1235                 |

1986年11月
| 編成番号 | ← 西明石・姫路・岡山米子・知井宮・宇野・広島 → | ← 西明石・姫路・岡山米子・知井宮・宇野・広島 → | ← 西明石・姫路・岡山米子・知井宮・宇野・広島 → | ← 西明石・姫路・岡山米子・知井宮・宇野・広島 → |
| 編成番号 | クハ115                                        | モハ115                                        | モハ114                                        | クハ115                                        |
| A1       | 1107                                           | 1032                                           | 1093                                           | 1219                                           |
| A2       | 1111                                           | 1105                                           | 1177                                           | 1217                                           |
| A3       | 1112                                           | 1042                                           | 1103                                           | 1244                                           |
| A4       | 1113                                           | 1044                                           | 1105                                           | 1240                                           |
| A5       | 1120                                           | 1059                                           | 1122                                           | 142                                            |
| A6       | 1139                                           | 1084                                           | 1148                                           | 220                                            |
| A7       | 1146                                           | 1086                                           | 1150                                           | 219                                            |
| A8       | 1151                                           | 1111                                           | 1195                                           | 1032                                           |
| A9       | 1152                                           | 1114                                           | 1198                                           | 1236                                           |

| 編成番号 | ← 西明石・姫路・岡山米子・知井宮・宇野・広島 → | ← 西明石・姫路・岡山米子・知井宮・宇野・広島 → | ← 西明石・姫路・岡山米子・知井宮・宇野・広島 → | ← 西明石・姫路・岡山米子・知井宮・宇野・広島 → |
| 編成番号 | クハ115                                        | モハ115                                        | モハ114                                        | クハ115                                        |
| B1       | 1                                              | 1                                              | 1                                              | 124                                            |
| B2       | 17                                             | 9                                              | 9                                              | 32                                             |
| B3       | 81                                             | 50                                             | 50                                             | 98                                             |
| B4       | 45                                             | 60                                             | 60                                             | 75                                             |
| B5       | 71                                             | 25                                             | 25                                             | 76                                             |
| B6       | 73                                             | 37                                             | 37                                             | 74                                             |
| B7       | 57                                             | 16                                             | 16                                             | 36                                             |
| B8       | 93                                             | 48                                             | 48                                             | 94                                             |
| B9       | 127                                            | 66                                             | 66                                             | 128                                            |
| B11      | 141                                            | 36                                             | 36                                             | 50                                             |
| B12      | 161                                            | 83                                             | 83                                             | 162                                            |
|          | 5                                              | 5                                              | 5                                              | 6                                              |
|          | 13                                             | 7                                              | 7                                              |                                                |
|          | 33                                             | 17                                             | 17                                             |                                                |

| 編成番号 | ← 西明石・姫路・岡山米子・知井宮・宇野・広島 → | ← 西明石・姫路・岡山米子・知井宮・宇野・広島 → | ← 西明石・姫路・岡山米子・知井宮・宇野・広島 → | ← 西明石・姫路・岡山米子・知井宮・宇野・広島 → |
| 編成番号 | クハ115                                        | モハ115                                        | モハ114                                        | クハ115                                        |
| K1       | 1108                                           | 1034                                           | 1095                                           | 604                                            |
| K2       | 1117                                           | 1053                                           | 1116                                           | 603                                            |
| K3       | 1118                                           | 1055                                           | 1118                                           | 605                                            |
| K4       | 1119                                           | 1057                                           | 1120                                           | 58                                             |
| K5       | 1121                                           | 1061                                           | 1124                                           | 606                                            |
| K6       | 1122                                           | 1063                                           | 1126                                           | 601                                            |
| K7       | 1140                                           | 1088                                           | 1152                                           | 82                                             |
| K8       | 1141                                           | 1100                                           | 1172                                           | 602                                            |
| K9       | 1147                                           | 1093                                           | 1157                                           | 34                                             |
| K10      | 1150                                           | 1109                                           | 1193                                           | 35                                             |
| K11      | 1153                                           | 1115                                           | 1199                                           | 10                                             |
| K12      | 1155                                           | 1119                                           | 1203                                           | 30                                             |

| 編成番号 | ← 西明石・姫路・岡山米子・知井宮・宇野・広島 → | ← 西明石・姫路・岡山米子・知井宮・宇野・広島 → | ← 西明石・姫路・岡山米子・知井宮・宇野・広島 → |
| 編成番号 | クモハ115                                      | モハ114                                        | クハ115                                        |
| D1       | 1501                                           | 1094                                           | 1066                                           |
| D3       | 1503                                           | 1098                                           | 1068                                           |
| D5       | 1505                                           | 1102                                           | 1070                                           |
| D6       | 1506                                           | 1104                                           | 1071                                           |
| D8       | 1508                                           | 1117                                           | 1078                                           |
| D10      | 1510                                           | 1123                                           | 1081                                           |
| D15      | 1515                                           | 1173                                           | 1216                                           |
| D16      | 1516                                           | 1178                                           | 1220                                           |
| D17      | 1517                                           | 1194                                           | 1234                                           |

| 編成番号 | ← 西明石・姫路・岡山米子・知井宮・宇野・広島 → | ← 西明石・姫路・岡山米子・知井宮・宇野・広島 → | ← 西明石・姫路・岡山米子・知井宮・宇野・広島 → |
| 編成番号 | クモハ115                                      | モハ114                                        | クハ115                                        |
| D2       | 1502                                           | 1096                                           | 1067                                           |
| D4       | 1504                                           | 1100                                           | 1069                                           |
| D7       | 1507                                           | 1108                                           | 1073                                           |
| D9       | 1509                                           | 1119                                           | 1079                                           |
| D11      | 1511                                           | 1149                                           | 1203                                           |
| D12      | 1512                                           | 1151                                           | 1204                                           |
| D13      | 1513                                           | 1153                                           | 1205                                           |
| D14      | 1514                                           | 1156                                           | 1088                                           |
| D18      | 1518                                           | 1196                                           | 1235                                           |
| D19      | 1536                                           | 1106                                           | 1072                                           |
| D20      | 1537                                           | 1121                                           | 1080                                           |
| D21      | 1538                                           | 1125                                           | 1082                                           |
| D22      | 1539                                           | 1127                                           | 1083                                           |
| D23      | 1540                                           | 1154                                           | 1401                                           |
| D24      | 1541                                           | 1155                                           | 1206                                           |
| D25      | 1542                                           | 1158                                           | 1207                                           |
| D26      | 1543                                           | 1191                                           | 1402                                           |
| D27      | 1544                                           | 1192                                           | 1233                                           |
| D28      | 1545                                           | 1200                                           | 1237                                           |
| D29      | 1546                                           | 1201                                           | 1403                                           |
| D30      | 1547                                           | 1202                                           | 1238                                           |
| D31      | 1548                                           | 1204                                           | 1239                                           |
| D32      | 1549                                           | 1206                                           | 1404                                           |
| D33      | 1550                                           | 1207                                           | 1405                                           |
| D34      | 1551                                           | 1208                                           | 1241                                           |

| 編成番号 | ← 西明石・姫路・岡山米子・知井宮・宇野・広島 → | ← 西明石・姫路・岡山米子・知井宮・宇野・広島 → | ← 西明石・姫路・岡山米子・知井宮・宇野・広島 → |
| 編成番号 | クモハ115                                      | モハ114                                        | クハ115                                        |
| F1       | 301                                            | 329                                            | 348                                            |
| F2       | 302                                            | 330                                            | 350                                            |
| F3       | 320                                            | 356                                            | 406                                            |
| F4       | 321                                            | 357                                            | 404                                            |
| F5       | 323                                            | 359                                            | 408                                            |
| F6       | 324                                            | 360                                            | 410                                            |
| F7       | 509                                            | 86                                             |                                                |
| F8       | 520                                            | 831                                            |                                                |

1992年4月1日
| 編成番号 | ← 西明石・姫路・岡山米子・知井宮・宇野・広島 → | ← 西明石・姫路・岡山米子・知井宮・宇野・広島 → | ← 西明石・姫路・岡山米子・知井宮・宇野・広島 → | ← 西明石・姫路・岡山米子・知井宮・宇野・広島 → |
| 編成番号 | クハ115                                        | モハ115                                        | モハ114                                        | クハ115                                        |
| A1       | 1107                                           | 1032                                           | 1093                                           | 1219                                           |
| A2       | 1111                                           | 1105                                           | 1177                                           | 1217                                           |
| A3       | 1112                                           | 1042                                           | 1103                                           | 1244                                           |
| A4       | 1113                                           | 1044                                           | 1105                                           | 1240                                           |
| A5       | 1120                                           | 1059                                           | 1122                                           | 142                                            |
| A6       | 1139                                           | 1084                                           | 1148                                           | 220                                            |
| A7       | 1146                                           | 1086                                           | 1150                                           | 219                                            |
| A8       | 1151                                           | 1111                                           | 1195                                           | 1032                                           |
| A9       | 1152                                           | 1114                                           | 1198                                           | 1236                                           |
| A10      | 1118                                           | 1055                                           | 1208                                           | 1241                                           |

| 編成番号 | ← 西明石・姫路・岡山米子・知井宮・宇野・広島 → | ← 西明石・姫路・岡山米子・知井宮・宇野・広島 → | ← 西明石・姫路・岡山米子・知井宮・宇野・広島 → | ← 西明石・姫路・岡山米子・知井宮・宇野・広島 → |
| 編成番号 | クハ115                                        | モハ115                                        | モハ114                                        | クハ115                                        |
| K1       | 1117                                           | 3501                                           | 3501                                           | 603                                            |

| 編成番号 | ← 西明石・姫路・岡山米子・知井宮・宇野・広島 → | ← 西明石・姫路・岡山米子・知井宮・宇野・広島 → | ← 西明石・姫路・岡山米子・知井宮・宇野・広島 → | ← 西明石・姫路・岡山米子・知井宮・宇野・広島 → |
| 編成番号 | クハ115                                        | モハ115                                        | モハ114                                        | クハ115                                        |
| K2       | 1121                                           | 1061                                           | 1124                                           | 606                                            |
| K3       | 1122                                           | 1063                                           | 1126                                           | 601                                            |
| K4       | 1141                                           | 1100                                           | 1172                                           | 602                                            |
| K5       | 1147                                           | 1093                                           | 1157                                           | 34                                             |
| K6       | 1150                                           | 1109                                           | 1193                                           | 35                                             |
| K7       | 1153                                           | 1115                                           | 1199                                           | 36                                             |
|          |                                                | 1053                                           | 1116                                           |                                                |

| 編成番号 | ← 西明石・姫路・岡山米子・知井宮・宇野・広島 → | ← 西明石・姫路・岡山米子・知井宮・宇野・広島 → | ← 西明石・姫路・岡山米子・知井宮・宇野・広島 → | ← 西明石・姫路・岡山米子・知井宮・宇野・広島 → |
| 編成番号 | クハ115                                        | クモハ115                                      | モハ114                                        | クハ115                                        |
| K8       | 161                                            | 321                                            | 357                                            | 404                                            |

| 編成番号 | ← 西明石・姫路・岡山米子・知井宮・宇野・広島 → | ← 西明石・姫路・岡山米子・知井宮・宇野・広島 → | ← 西明石・姫路・岡山米子・知井宮・宇野・広島 → | ← 西明石・姫路・岡山米子・知井宮・宇野・広島 → |
| 編成番号 | クハ115                                        | モハ115                                        | モハ114                                        | クハ115                                        |
| B1       | 1                                              | 1                                              | 1                                              | 124                                            |
| B2       | 81                                             | 50                                             | 50                                             | 98                                             |
| B3       | 45                                             | 60                                             | 60                                             | 75                                             |
| B4       | 71                                             | 25                                             | 25                                             | 76                                             |
| B5       | 94                                             | 37                                             | 37                                             | 74                                             |
| B6       | 141                                            | 36                                             | 36                                             | 50                                             |
| B9       | 25                                             | 24                                             | 24                                             | 26                                             |
| B10      | 93                                             | 48                                             | 48                                             | 32                                             |

| 編成番号 | ← 西明石・姫路・岡山米子・知井宮・宇野・広島 → | ← 西明石・姫路・岡山米子・知井宮・宇野・広島 → | ← 西明石・姫路・岡山米子・知井宮・宇野・広島 → | ← 西明石・姫路・岡山米子・知井宮・宇野・広島 → |
| 編成番号 | クハ115                                        | クモハ115                                      | モハ114                                        | クハ115                                        |
| B7       | 162                                            | 509                                            | 86                                             | 128                                            |
| B8       | 131                                            | 520                                            | 831                                            | 132                                            |

| 編成番号 | ← 西明石・姫路・岡山米子・知井宮・宇野・広島 → | ← 西明石・姫路・岡山米子・知井宮・宇野・広島 → | ← 西明石・姫路・岡山米子・知井宮・宇野・広島 → |
| 編成番号 | クモハ115                                      | モハ114                                        | クハ115                                        |
| D1       | 1501                                           | 1094                                           | 1066                                           |
| D3       | 1503                                           | 1098                                           | 1068                                           |
| D5       | 1505                                           | 1102                                           | 1070                                           |
| D6       | 1506                                           | 1104                                           | 1071                                           |
| D8       | 1508                                           | 1117                                           | 1078                                           |
| D10      | 1510                                           | 1123                                           | 1081                                           |
| D15      | 1515                                           | 1173                                           | 1216                                           |
| D16      | 1516                                           | 1178                                           | 1220                                           |
| D17      | 1517                                           | 1194                                           | 1234                                           |

| 編成番号 | ← 西明石・姫路・岡山米子・知井宮・宇野・広島 → | ← 西明石・姫路・岡山米子・知井宮・宇野・広島 → | ← 西明石・姫路・岡山米子・知井宮・宇野・広島 → |
| 編成番号 | クモハ115                                      | モハ114                                        | クハ115                                        |
| D2       | 1502                                           | 1096                                           | 1067                                           |
| D4       | 1504                                           | 1100                                           | 1069                                           |
| D7       | 1507                                           | 1108                                           | 1073                                           |
| D9       | 1509                                           | 1119                                           | 1079                                           |
| D11      | 1511                                           | 1149                                           | 1203                                           |
| D12      | 1512                                           | 1151                                           | 1204                                           |
| D13      | 1513                                           | 1153                                           | 1205                                           |
| D14      | 1514                                           | 1156                                           | 1088                                           |
| D18      | 1518                                           | 1196                                           | 1235                                           |
| D19      | 1536                                           | 1106                                           | 1072                                           |
| D20      | 1537                                           | 1121                                           | 1080                                           |
| D21      | 1538                                           | 1125                                           | 1082                                           |
| D22      | 1539                                           | 1127                                           | 1083                                           |
| D23      | 1540                                           | 1154                                           | 1401                                           |
| D24      | 1541                                           | 1155                                           | 1206                                           |
| D25      | 1542                                           | 1158                                           | 1207                                           |
| D26      | 1543                                           | 1191                                           | 1402                                           |
| D27      | 1544                                           | 1192                                           | 1233                                           |
| D28      | 1545                                           | 1200                                           | 1237                                           |
| D29      | 1546                                           | 1201                                           | 1403                                           |
| D30      | 1547                                           | 1202                                           | 1238                                           |
| D31      | 1548                                           | 1204                                           | 1239                                           |
| D32      | 1549                                           | 1206                                           | 1404                                           |
| D33      | 1550                                           | 1207                                           | 1405                                           |
| D34      | 1551                                           | 1208                                           | 1241                                           |
| D35      | 301                                            | 329                                            | 348                                            |
| D36      | 302                                            | 330                                            | 350                                            |
| D37      | 324                                            | 360                                            | 410                                            |
| D38      | 320                                            | 356                                            | 406                                            |
| D39      | 323                                            | 359                                            | 408                                            |

1992年10月1日
| 編成番号 | ← 西明石・姫路・岡山米子・知井宮・宇野・広島 → | ← 西明石・姫路・岡山米子・知井宮・宇野・広島 → | ← 西明石・姫路・岡山米子・知井宮・宇野・広島 → | ← 西明石・姫路・岡山米子・知井宮・宇野・広島 → |
| 編成番号 | クハ115                                        | モハ115                                        | モハ114                                        | クハ115                                        |
| A1       | 1107                                           | 1032                                           | 1093                                           | 1219                                           |
| A2       | 1111                                           | 1105                                           | 1177                                           | 1217                                           |
| A3       | 1112                                           | 1042                                           | 1103                                           | 1244                                           |
| A4       | 1118                                           | 1055                                           | 1208                                           | 1241                                           |
| A5       | 1120                                           | 1059                                           | 1122                                           | 142                                            |
| A6       | 1139                                           | 1084                                           | 1148                                           | 220                                            |
| A8       | 1152                                           | 1114                                           | 1198                                           | 1236                                           |
| A9       | 1151                                           | 1111                                           | 1195                                           | 1032                                           |

| 編成番号 | ← 西明石・姫路・岡山米子・知井宮・宇野・広島 → | ← 西明石・姫路・岡山米子・知井宮・宇野・広島 → | ← 西明石・姫路・岡山米子・知井宮・宇野・広島 → | ← 西明石・姫路・岡山米子・知井宮・宇野・広島 → |
| 編成番号 | クハ115                                        | モハ115                                        | モハ114                                        | クハ115                                        |
| K1       | 1117                                           | 3501                                           | 3501                                           | 603                                            |
| K2       | 1121                                           | 3504                                           | 3504                                           | 606                                            |
| K3       | 1122                                           | 3510                                           | 3510                                           | 601                                            |
| K4       | 1141                                           | 3507                                           | 3507                                           | 602                                            |
| K5       | 1147                                           | 3505                                           | 3505                                           | 34                                             |
| K6       | 1150                                           | 3506                                           | 3506                                           | 35                                             |
| K7       | 1153                                           | 3511                                           | 3511                                           | 10                                             |

| 編成番号 | ← 西明石・姫路・岡山米子・知井宮・宇野・広島 → | ← 西明石・姫路・岡山米子・知井宮・宇野・広島 → | ← 西明石・姫路・岡山米子・知井宮・宇野・広島 → | ← 西明石・姫路・岡山米子・知井宮・宇野・広島 → |
| 編成番号 | クハ115                                        | モハ115                                        | モハ114                                        | クハ115                                        |
| K11      | 1146                                           | 1086                                           | 1150                                           | 601                                            |
| K12      | 161                                            | 1063                                           | 1126                                           | 219                                            |

| 編成番号 | ← 西明石・姫路・岡山米子・知井宮・宇野・広島 → | ← 西明石・姫路・岡山米子・知井宮・宇野・広島 → | ← 西明石・姫路・岡山米子・知井宮・宇野・広島 → | ← 西明石・姫路・岡山米子・知井宮・宇野・広島 → |
| 編成番号 | クハ115                                        | モハ115                                        | モハ114                                        | クハ115                                        |
| B1       | 93                                             | 48                                             | 48                                             | 32                                             |
| B2       | 81                                             | 50                                             | 50                                             | 98                                             |
| B3       | 45                                             | 60                                             | 60                                             | 75                                             |
| B4       | 71                                             | 25                                             | 25                                             | 76                                             |
| B5       | 94                                             | 37                                             | 37                                             | 74                                             |
| B6       | 141                                            | 36                                             | 36                                             | 50                                             |
| B9       | 25                                             | 24                                             | 24                                             | 26                                             |

| 編成番号 | ← 西明石・姫路・岡山米子・知井宮・宇野・広島 → | ← 西明石・姫路・岡山米子・知井宮・宇野・広島 → | ← 西明石・姫路・岡山米子・知井宮・宇野・広島 → | ← 西明石・姫路・岡山米子・知井宮・宇野・広島 → |
| 編成番号 | クハ115                                        | クモハ115                                      | モハ114                                        | クハ115                                        |
| B7       | 162                                            | 509                                            | 86                                             | 128                                            |
| B8       | 131                                            | 520                                            | 831                                            | 132                                            |

| 編成番号 | ← 西明石・姫路・岡山米子・知井宮・宇野・広島 → | ← 西明石・姫路・岡山米子・知井宮・宇野・広島 → | ← 西明石・姫路・岡山米子・知井宮・宇野・広島 → |
| 編成番号 | クモハ115                                      | モハ114                                        | クハ115                                        |
| D1       | 1501                                           | 1094                                           | 1066                                           |
| D3       | 1503                                           | 1098                                           | 1068                                           |
| D5       | 1505                                           | 1102                                           | 1070                                           |
| D6       | 1506                                           | 1104                                           | 1071                                           |
| D8       | 1508                                           | 1117                                           | 1078                                           |
| D10      | 1510                                           | 1123                                           | 1081                                           |
| D15      | 1515                                           | 1173                                           | 1216                                           |
| D16      | 1516                                           | 1178                                           | 1220                                           |
| D17      | 1517                                           | 1194                                           | 1234                                           |

| 編成番号 | ← 西明石・姫路・岡山米子・知井宮・宇野・広島 → | ← 西明石・姫路・岡山米子・知井宮・宇野・広島 → | ← 西明石・姫路・岡山米子・知井宮・宇野・広島 → |
| 編成番号 | クモハ115                                      | モハ114                                        | クハ114                                        |
| D2       | 1502                                           | 1096                                           | 1067                                           |
| D4       | 1504                                           | 1100                                           | 1069                                           |
| D7       | 1507                                           | 1108                                           | 1073                                           |
| D9       | 1509                                           | 1119                                           | 1079                                           |
| D11      | 1511                                           | 1149                                           | 1203                                           |
| D12      | 1512                                           | 1151                                           | 1204                                           |
| D13      | 1513                                           | 1153                                           | 1205                                           |
| D14      | 1514                                           | 1156                                           | 1088                                           |
| D18      | 1518                                           | 1196                                           | 1235                                           |
| D19      | 1536                                           | 1106                                           | 1072                                           |
| D20      | 320                                            | 356                                            | 406                                            |
| D21      | 321                                            | 357                                            | 404                                            |
| D22      | 323                                            | 359                                            | 408                                            |
| D23      | 1540                                           | 1154                                           | 1401                                           |
| D24      | 1541                                           | 1155                                           | 1206                                           |
| D25      | 1542                                           | 1158                                           | 1207                                           |
| D26      | 1543                                           | 1191                                           | 1402                                           |
| D27      | 1544                                           | 1192                                           | 1233                                           |
| D28      | 1545                                           | 1200                                           | 1237                                           |
| D29      | 1546                                           | 1201                                           | 1403                                           |
| D30      | 1547                                           | 1202                                           | 1238                                           |
| D31      | 1548                                           | 1204                                           | 1239                                           |
| D32      | 1549                                           | 1206                                           | 1404                                           |
| D33      | 1550                                           | 1207                                           | 1405                                           |
| D34      | 324                                            | 360                                            | 410                                            |

1999年4月1日
| 編成番号 | ← 西明石・姫路・岡山米子・西出雲・宇野・広島 → | ← 西明石・姫路・岡山米子・西出雲・宇野・広島 → | ← 西明石・姫路・岡山米子・西出雲・宇野・広島 → | ← 西明石・姫路・岡山米子・西出雲・宇野・広島 → |
| 編成番号 | クハ115                                        | モハ115                                        | モハ114                                        | クハ115                                        |
| A1       | 1107                                           | 1032                                           | 1093                                           | 1219                                           |
| A2       | 1111                                           | 1105                                           | 1177                                           | 1217                                           |
| A3       | 1112                                           | 1042                                           | 1103                                           | 1244                                           |
| A4       | 1118                                           | 1055                                           | 1208                                           | 1241                                           |
| A5       | 1120                                           | 1059                                           | 1122                                           | 142                                            |
| A6       | 1139                                           | 1084                                           | 1148                                           | 220                                            |
| A7       | 1152                                           | 1114                                           | 1198                                           | 1236                                           |
| A8       | 1151                                           | 1111                                           | 1195                                           | 1032                                           |
| A9       | 6113                                           | 6553                                           | 6616                                           | 6240                                           |
| A10      | 1146                                           | 1086                                           | 1150                                           | 219                                            |
| A11      | 1141                                           | 1063                                           | 1126                                           | 621                                            |
| A13      | 325                                            | 316                                            | 316                                            | 326                                            |

| 編成番号 | ← 西明石・姫路・岡山米子・西出雲・宇野・広島 → | ← 西明石・姫路・岡山米子・西出雲・宇野・広島 → | ← 西明石・姫路・岡山米子・西出雲・宇野・広島 → | ← 西明石・姫路・岡山米子・西出雲・宇野・広島 → |
| 編成番号 | クハ115                                        | モハ115                                        | モハ114                                        | クハ115                                        |
| K1       | 1117                                           | 3501                                           | 3501                                           | 1147                                           |
| K2       | 1121                                           | 3504                                           | 3504                                           | 1150                                           |
| K3       | 1122                                           | 3510                                           | 3510                                           | 622                                            |
| K4       | 305                                            | 3507                                           | 3507                                           | 306                                            |
| K5       | 331                                            | 3505                                           | 3505                                           | 332                                            |
| K6       | 311                                            | 3506                                           | 3506                                           | 312                                            |
| K7       | 1153                                           | 3511                                           | 3511                                           | 620                                            |

| 編成番号 | ← 西明石・姫路・岡山米子・西出雲・宇野・広島 → | ← 西明石・姫路・岡山米子・西出雲・宇野・広島 → | ← 西明石・姫路・岡山米子・西出雲・宇野・広島 → |
| 編成番号 | クモハ115                                      | モハ114                                        | クハ115                                        |
| D1       | 1501                                           | 1094                                           | 1066                                           |
| D3       | 1503                                           | 1098                                           | 1068                                           |
| D5       | 1505                                           | 1102                                           | 1070                                           |
| D6       | 1506                                           | 1104                                           | 1071                                           |
| D8       | 1508                                           | 1117                                           | 1078                                           |
| D10      | 1510                                           | 1123                                           | 1081                                           |
| D15      | 1515                                           | 1173                                           | 1216                                           |
| D16      | 1516                                           | 1178                                           | 1220                                           |
| D17      | 1517                                           | 1194                                           | 1234                                           |

| 編成番号 | ← 西明石・姫路・岡山米子・西出雲・宇野・広島 → | ← 西明石・姫路・岡山米子・西出雲・宇野・広島 → | ← 西明石・姫路・岡山米子・西出雲・宇野・広島 → |
| 編成番号 | クモハ115                                      | モハ114                                        | クハ115                                        |
| D2       | 1502                                           | 1096                                           | 1067                                           |
| D4       | 1504                                           | 1100                                           | 1069                                           |
| D7       | 1507                                           | 1108                                           | 1073                                           |
| D9       | 1509                                           | 1119                                           | 1079                                           |
| D11      | 1511                                           | 1149                                           | 1203                                           |
| D12      | 1512                                           | 1151                                           | 1204                                           |
| D13      | 1513                                           | 1153                                           | 1205                                           |
| D14      | 1514                                           | 1156                                           | 1088                                           |
| D18      | 1518                                           | 1196                                           | 1235                                           |
| D19      | 1536                                           | 1106                                           | 1072                                           |
| D20      | 320                                            | 356                                            | 406                                            |
| D21      | 321                                            | 357                                            | 404                                            |
| D22      | 323                                            | 359                                            | 408                                            |
| D23      | 1540                                           | 1154                                           | 1401                                           |
| D24      | 1541                                           | 1155                                           | 1206                                           |
| D25      | 1542                                           | 1158                                           | 1207                                           |
| D26      | 1543                                           | 1191                                           | 1402                                           |
| D27      | 1544                                           | 1192                                           | 1233                                           |
| D28      | 1545                                           | 1200                                           | 1237                                           |
| D29      | 1546                                           | 1201                                           | 1403                                           |
| D30      | 1547                                           | 1202                                           | 1238                                           |
| D31      | 1548                                           | 1204                                           | 1239                                           |
| D32      | 1549                                           | 1206                                           | 1404                                           |
| D33      | 1550                                           | 1207                                           | 1405                                           |
| D34      | 324                                            | 360                                            | 410                                            |
| D35      | 5801                                           | 5329                                           | 5348                                           |
| D36      | 5802                                           | 5330                                           | 5350                                           |

| 編成番号 |    |
| クハ115  |    |
|          | 75 |

| 編成番号 |      |
| サハ115  |      |
|          | 7001 |
|          | 7002 |

2006年4月1日
| 編成番号 | クハ115 | モハ115 | モハ114 | クハ115 |
| A13      | 325     | 316     | 316     | 326     |

| 編成番号 | クハ115 | モハ115 | モハ114 | クハ115 |
| K1       | 1117    | 3501    | 3501    | 1147    |
| K2       | 1121    | 3504    | 3504    | 1150    |
| K4       | 305     | 3507    | 3507    | 306     |
| K5       | 331     | 3505    | 3505    | 332     |

| 編成番号 | クモハ115 | モハ114 | クハ115 |
| D3       | 1547      | 1202    | 1238    |
| D5       | 1548      | 1204    | 1239    |
| D10      | 1550      | 1207    | 1235    |
| D12      | 1512      | 1151    | 1204    |
| D17      | 1542      | 1158    | 1207    |
| D21      | 1546      | 1201    | 1403    |
| D22      | 5801      | 5829    | 5348    |
| D23      | 5802      | 5830    | 5350    |
| D24      | 323       | 359     | 408     |
| D25      | 320       | 356     | 406     |
| D26      | 321       | 357     | 404     |

広島運転所
1983年4月1日
| 編成番号 | ← 岡山広島 → | ← 岡山広島 → | ← 岡山広島 → | ← 岡山広島 → | ← 岡山広島 → | ← 岡山広島 → |
| 編成番号 | クハ115      | モハ115      | モハ114      | モハ115      | モハ114      | クハ115      |
|          | 3            | 10           | 10           | 70           | 70           | 136          |
|          | 23           | 64           | 64           | 55           | 55           | 166          |
|          | 25           | 13           | 13           | 24           | 24           | 48           |
|          | 27           | 14           | 14           | 78           | 78           | 24           |
|          | 61           | 2            | 2            | 84           | 84           | 26           |
|          | 69           | 69           | 69           | 35           | 35           | 70           |
|          | 109          | 124          | 110          | 2002         | 2002         | 2001         |
|          | 121          | 12           | 12           | 89           | 89           | 164          |
|          | 133          | 67           | 67           | 21           | 21           | 42           |
|          | 135          | 19           | 19           | 27           | 27           | 150          |
|          | 217          | 114          | 100          | 2018         | 2018         | 2012         |
|          | 2102         | 2003         | 2003         | 2019         | 2019         | 2021         |
|          | 2103         | 2005         | 2005         | 2020         | 2020         | 2013         |
|          | 2104         | 2006         | 2006         | 2025         | 2025         | 2017         |
|          | 2105         | 118          | 104          | 2014         | 2014         | 2010         |
|          | 2106         | 2008         | 2008         | 109          | 95           | 2003         |
|          | 2107         | 2010         | 2010         | 115          | 101          | 192          |
|          | 2109         | 2013         | 2013         | 2011         | 2011         | 2007         |
|          | 2110         | 108          | 94           | 2009         | 2009         | 2006         |
|          | 2111         | 2015         | 2015         | 2024         | 2024         | 2016         |
|          | 2114         | 2021         | 2021         | 2004         | 2004         | 134          |
|          | 2115         | 2023         | 2023         | 63           | 63           | 2020         |
|          | 2121         | 2028         | 2028         | 2007         | 2007         | 2005         |

| 編成番号 | ← 岡山広島 → | ← 岡山広島 → | ← 岡山広島 → | ← 岡山広島 → |
| 編成番号 | クハ115      | モハ115      | モハ114      | クハ115      |
|          | 19           | 111          | 97           | 20           |
|          | 39           | 20           | 20           | 64           |
|          | 43           | 32           | 32           | 56           |
|          | 149          | 28           | 28           | 62           |
|          | 165          | 2016         | 2016         | 2011         |
|          | 2101         | 2001         | 2001         | 2019         |
|          | 2108         | 2012         | 2012         | 2015         |
|          | 2113         | 2019         | 2019         | 2004         |
|          | 2117         | 85           | 85           | 2002         |
|          | 2118         | 2026         | 2026         | 2009         |
|          | 2119         | 2027         | 2027         | 2018         |
|          | 2120         | 123          | 109          | 2008         |

1984年4月1日
| 編成番号 | ← 岡山下関 → | ← 岡山下関 → | ← 岡山下関 → | ← 岡山下関 → |
| 編成番号 | クハ115      | モハ115      | モハ114      | クハ115      |
|          | 3            | 35           | 35           | 166          |
|          | 7            | 28           | 28           | 62           |
|          | 19           | 90           | 90           | 4            |
|          | 23           | 64           | 64           | 20           |
|          | 25           | 13           | 13           | 607          |
|          | 27           | 14           | 14           | 26           |
|          | 39           | 20           | 20           | 652          |
|          | 43           | 2011         | 2011         | 2007         |
|          | 53           | 78           | 78           | 24           |
|          | 61           | 27           | 27           | 150          |
|          | 63           | 32           | 32           | 56           |
|          | 69           | 2009         | 2009         | 2006         |
|          | 101          | 2020         | 2020         | 2013         |
|          | 107          | 22           | 22           | 64           |
|          | 109          | 2016         | 2016         | 2011         |
|          | 121          | 55           | 55           | 110          |
|          | 133          | 19           | 19           | 164          |
|          | 135          | 111          | 97           | 653          |
|          | 149          | 24           | 24           | 70           |
|          | 163          | 2022         | 2022         | 2015         |
|          | 165          | 2027         | 2027         | 134          |
|          | 191          | 2025         | 2025         | 2017         |
|          | 199          | 2018         | 2018         | 2012         |
|          | 217          | 2007         | 2007         | 2005         |
|          | 554          | 12           | 12           | 608          |
|          | 555          | 21           | 21           | 42           |
|          | 556          | 31           | 31           | 136          |
|          | 2101         | 2001         | 2001         | 651          |
|          | 2102         | 2003         | 2003         | 2003         |
|          | 2103         | 2005         | 2005         | 654          |
|          | 2104         | 2006         | 2006         | 609          |
|          | 2105         | 2002         | 2002         | 2001         |
|          | 2106         | 2008         | 2008         | 2004         |
|          | 2107         | 2010         | 2010         | 48           |
|          | 2108         | 2012         | 2012         | 2019         |
|          | 2109         | 2013         | 2013         | 192          |
|          | 2110         | 2021         | 2021         | 2014         |
|          | 2111         | 2004         | 2004         | 2002         |
|          | 2112         | 2017         | 2017         | 2018         |
|          | 2113         | 2019         | 2019         | 2008         |
|          | 2114         |              |              |              |
|          | 2115         | 2023         | 2023         | 152          |
|          | 2116         | 2029         | 2029         | 2021         |
|          | 2117         | 2014         | 2014         | 2010         |
|          | 2118         | 2026         | 2026         | 2009         |
|          | 2119         | 2024         | 2024         | 2016         |
|          | 2120         | 2015         | 2015         | 2020         |
|          | 2121         | 2028         | 2028         | 218          |
|          |              | 77           | 77           | 38           |

| 編成番号 | ← 岡山下関 → | ← 岡山下関 → | ← 岡山下関 → | ← 岡山下関 → |
| 編成番号 | クハ115      | モハ115      | モハ114      | クハ115      |
| H14      | 315          | 310          | 310          | 316          |
| H15      | 317          | 311          | 311          | 318          |
| H16      | 331          | 320          | 320          | 332          |
| H17      | 333          | 321          | 321          | 334          |
| H18      | 335          | 322          | 322          | 336          |
| H19      | 337          | 323          | 323          | 338          |

1986年11月
| 編成番号 | ← 岡山下関 → | ← 岡山下関 → | ← 岡山下関 → | ← 岡山下関 → |
| 編成番号 | クハ115      | モハ115      | モハ114      | クハ115      |
| N1       | 2101         | 2001         | 2001         | 2001         |
| N2       | 199          | 2002         | 2002         | 652          |
| N3       | 2102         | 2003         | 2003         | 2003         |
| N4       | 2105         | 2004         | 2004         | 2002         |
| N5       | 2103         | 2005         | 2005         | 2004         |
| N6       | 2104         | 2006         | 2006         | 2008         |
| N7       | 2117         | 2007         | 2007         | 2005         |
| N8       | 2106         | 2008         | 2008         | 134          |
| N9       | 2110         | 2009         | 2009         | 2006         |
| N10      | 2107         | 2010         | 2010         | 2009         |
| N11      | 2116         | 2011         | 2011         | 2007         |
| N12      | 2108         | 2012         | 2012         | 218          |
| N13      | 554          | 2013         | 2013         | 608          |
| N14      | 217          | 2014         | 2014         | 2010         |
| N15      | 2111         | 2015         | 2015         | 152          |
| N16      | 191          | 2016         | 2016         | 2011         |
| N17      | 2112         | 2017         | 2017         | 2016         |
| N18      | 109          | 2018         | 2018         | 2012         |
| N19      | 2113         | 2019         | 2019         | 2019         |
| N20      | 165          | 2020         | 2020         | 2013         |
| N21      | 2114         | 2021         | 2021         | 192          |
| N22      | 2109         | 2022         | 2022         | 2014         |
| N23      | 2115         | 2023         | 2023         | 607          |
| N24      | 556          | 2024         | 2024         | 654          |
| N25      | 149          | 2025         | 2025         | 2017         |
| N26      | 2118         | 2026         | 2026         | 2015         |
| N27      | 2119         | 2027         | 2027         | 2020         |
| N28      | 2121         | 2028         | 2028         | 2018         |
| N29      | 2120         | 2029         | 2029         | 2021         |

| 編成番号 | ← 岡山下関 → | ← 岡山下関 → | ← 岡山下関 → | ← 岡山下関 → |
| 編成番号 | クハ115      | モハ115      | モハ114      | クハ115      |
|          | 3            | 31           | 31           | 4            |
|          | 7            | 78           | 78           | 651          |
|          | 23           | 64           | 64           | 110          |
|          | 25           | 13           | 13           | 26           |
|          | 39           | 21           | 21           | 42           |
|          | 43           | 22           | 22           | 62           |
|          | 63           | 32           | 32           | 166          |
|          | 69           | 55           | 55           | 136          |
|          | 101          | 20           | 20           | 609          |
|          | 107          | 111          | 97           | 70           |
|          | 133          | 24           | 24           | 38           |
|          | 135          | 28           | 28           | 56           |
|          | 555          | 19           | 19           | 653          |

## 譲渡車

### しなの鉄道

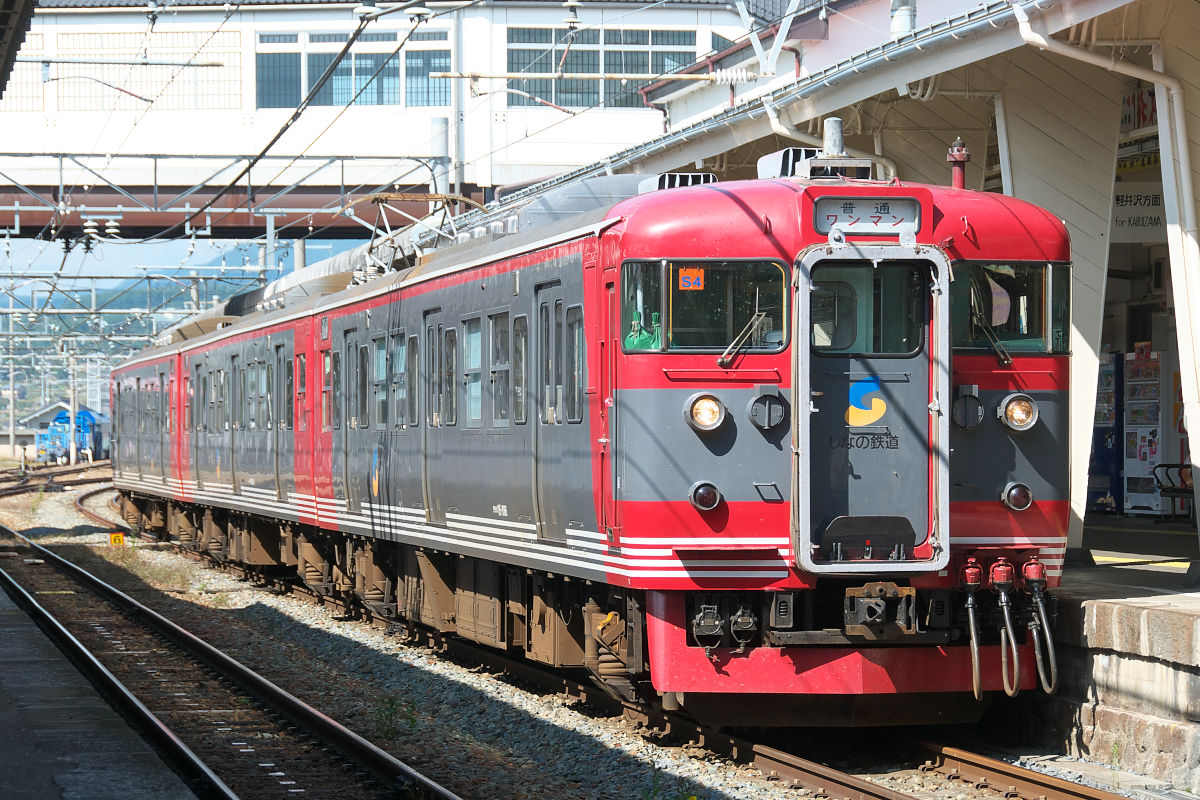
しなの鉄道115系（小諸駅、2008年）

北陸新幹線の開業による並行在来線の経営分離で開業したしなの鉄道に対し、3回に分けて本形式の譲渡が行われている。全車ともJR東日本からの車両番号は変更されていない。
譲渡編成はいずれも1000番台で、1997年のしなの鉄道線開業時に3両編成11本が、2013年に169系の代替で2両編成7本14両が、2015年の北しなの線開業時に3両編成5本15両が譲渡されている。2014年には3両編成のうち1本 (S8編成) が観光列車「ろくもん」に改造された。
2020年よりSR1系の投入による置き換えが進められている。

### 伊豆急行

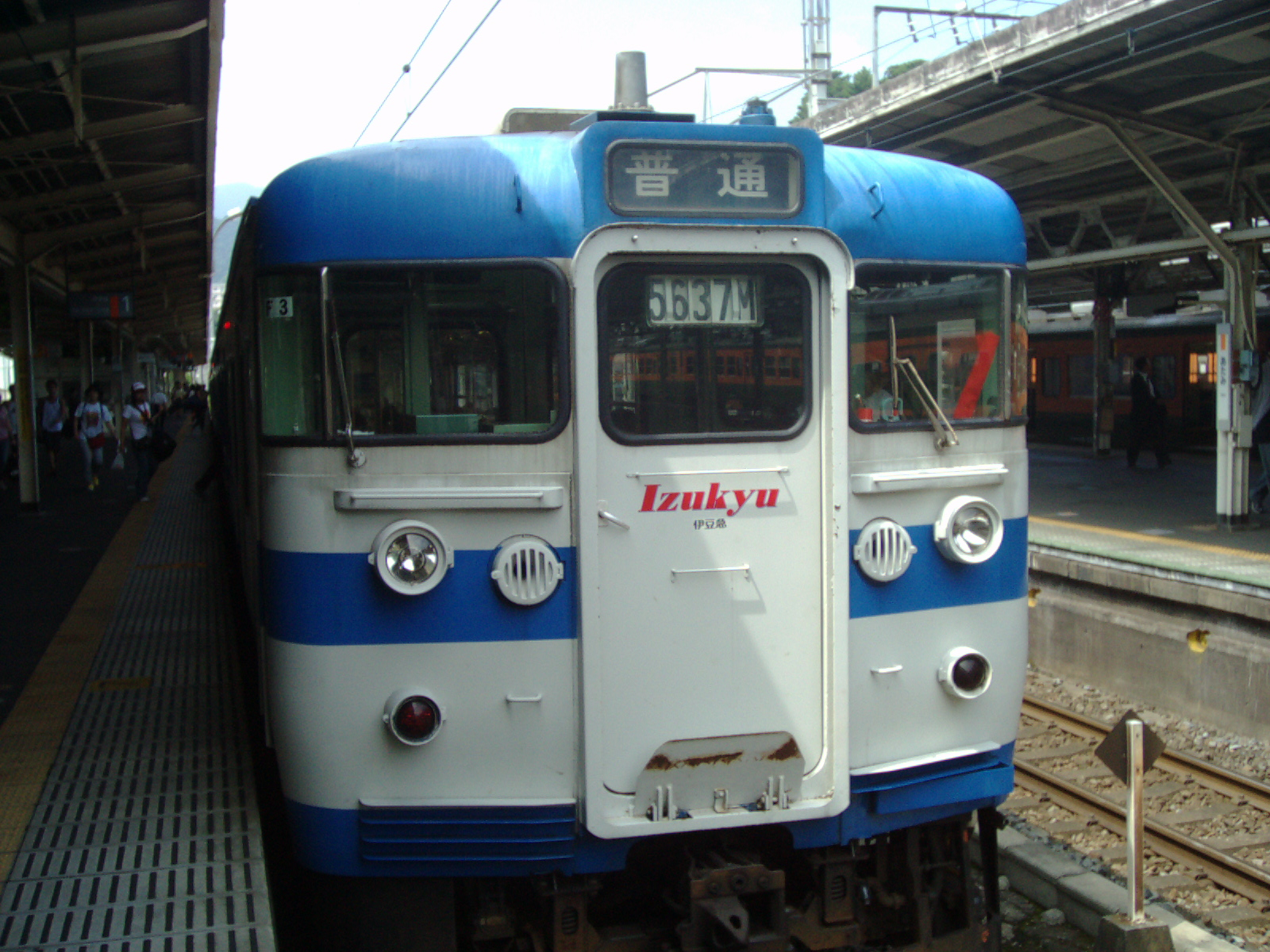
伊豆急行200系（熱海駅、2004年）

113系と本形式からの改造車が存在しており、以下の2種類が本系列からの改造車である。
タイプII
2001年・2002年に入線。松本運転所の基本番台・800番台の3両編成6本18両で、F3 - 8編成となった。
タイプIII
2002年・2003年に入線。松本運転所の300番台の3両編成3本9両で、F9 - 11編成となった。
譲渡に際し自力走行で伊豆急行線に入線し、塗装ならびに仕様変更などの改造工事を伊豆高原電車区で施工した。
2005年から8000系による置換えが開始され、2007年までにタイプII全編成が廃車となり、続いてタイプIIIも2008年7月までに定期運用を終了。同年12月14日にF11編成による「伊豆急200系さよなら運転」をもってすべての運用を終了した。

## 保存車
クモハ115-1061
新潟車両センター所属N15編成の先頭車で2017年6月24日の廃車後、新潟県新潟市秋葉区の「新潟市新津鉄道資料館」にて2次新潟色で保存されている。車内は通常非公開である。
クハ115-1106
2015年10月17日の廃車後、長野県小県郡長和町のスキー場「ブランシュたかやまスキーリゾート」に譲渡の上で休憩所として利用されていた。
2022年7月25日に同県千曲市の日帰り温泉施設「万葉超音波温泉」へ陸送後、修繕が行われた。2023年9月10日には修繕完了によるお披露目展示会が開催され、車内の一般公開が開始した。
車体色は一貫して新長野色である。

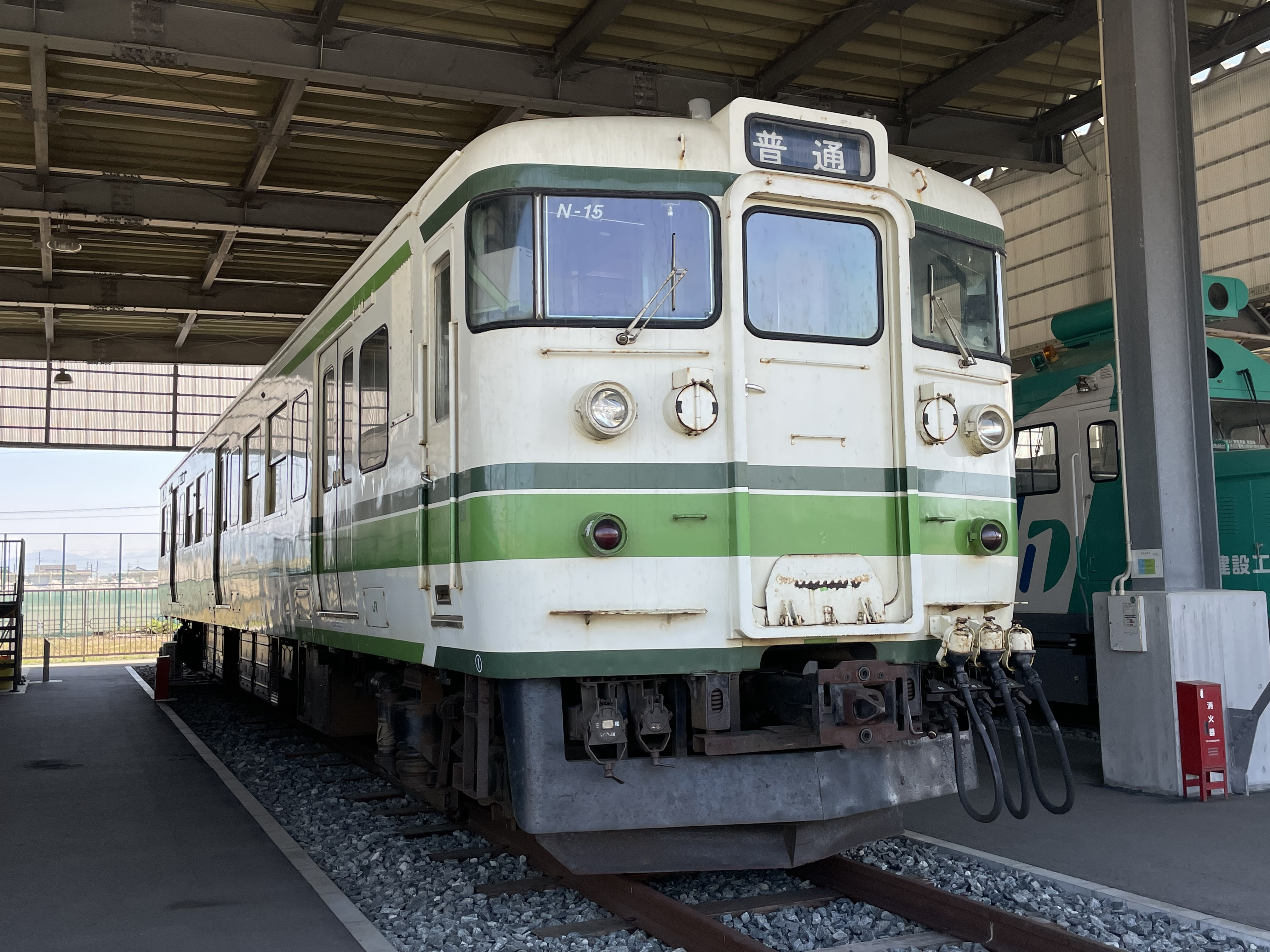
クモハ115-1061
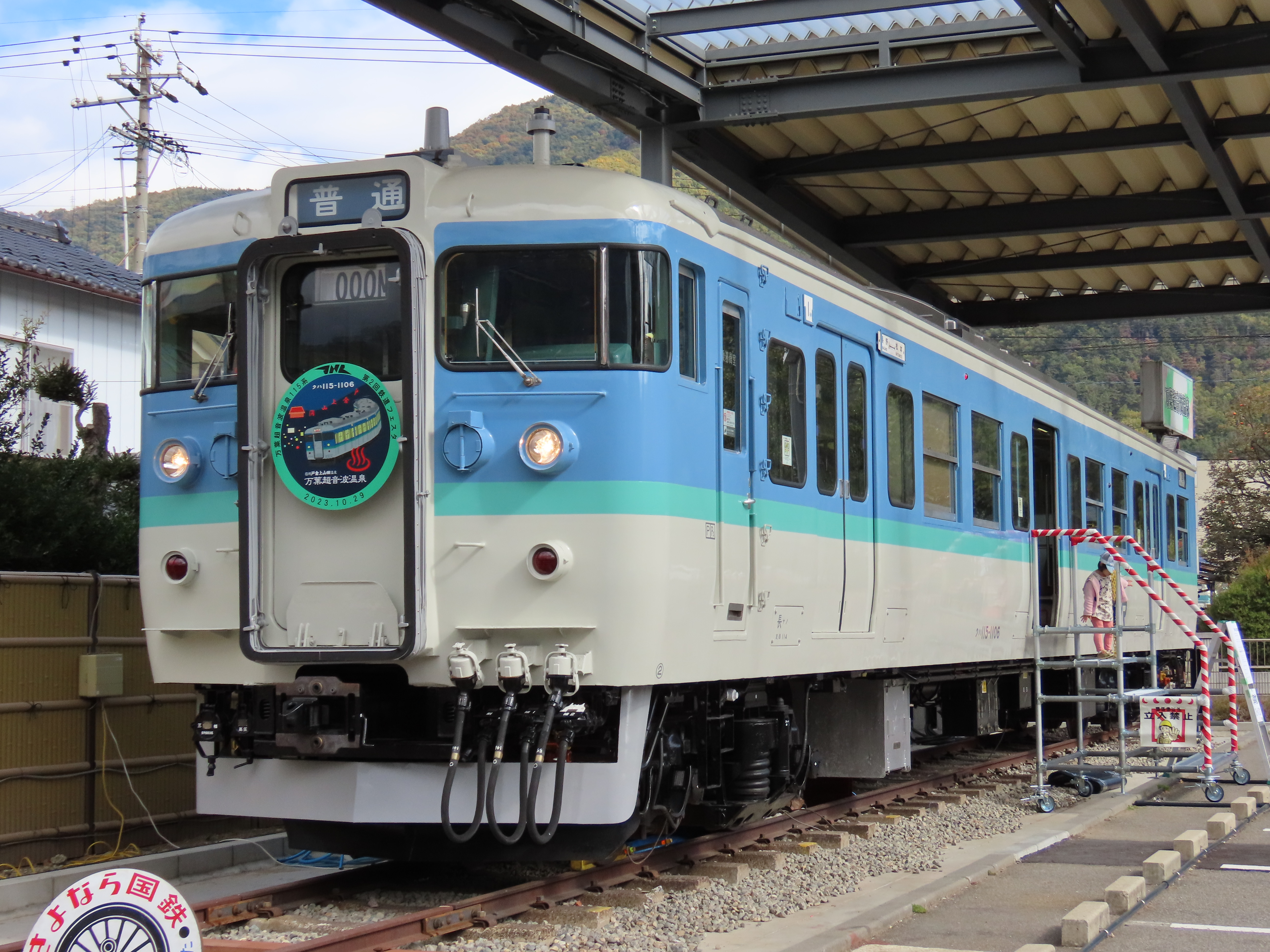
クハ115-1106